# Le Mans
Pour les articles homonymes, voir Le Mans (homonymie) et Mans.
Le Mans (/lə mɑ̃/) est une commune faisant partie des grandes villes du Grand Ouest français, située dans la région des Pays de la Loire et le département de la Sarthe dont elle est la préfecture.
La ville se trouve à la confluence des rivières de la Sarthe et de l'Huisne. Ancienne capitale provinciale du Maine, elle voit le mariage de Geoffroy V d'Anjou et Mathilde l'Emperesse, fille du roi d'Angleterre, jetant ainsi les bases de l'Empire Plantagenêt, et la naissance d'Henri II. Le vieux Mans, dénommé Cité Plantagenêt, est le quartier historique de la ville. Le Mans est une ancienne « ville rouge », en raison de la couleur particulière de son enceinte gallo-romaine, en partie conservée, datant du IIIe siècle.
Les habitants du Mans s'appellent les Manceaux et les Mancelles.
En 2022, la ville comptait 145 182 habitants ce qui en fait la première ville de la Sarthe, la troisième ville des Pays de la Loire pour le nombre d'habitants intra-muros après Nantes et Angers et la 25e ville de France. Avec 347 626 habitants, l'aire urbaine du Mans est la 28e française et la 3e de la région.
La ville, labellisée Ville d'art et d'histoire, possède la cathédrale Saint-Julien et de nombreux monuments médiévaux, tels l'Hôtel-Dieu de Coëffort (XIIe siècle), l'abbatiale de la Couture ou le palais des comtes du Maine.
L'Automobile Club de l'Ouest organise chaque année, le deuxième week-end de juin, la plus importante course automobile au monde, les 24 Heures du Mans, dont l'édition 2023 a rassemblé plus de 325 000 spectateurs. Sont également organisées au Mans les 24 Heures Moto, premier événement sportif motocycliste de France quant à la fréquentation et le grand prix de France moto. La ville fut la terre de naissance de l'automobile moderne du Grand Prix de France en 1906 et du premier vol public des frères Wright.
Économiquement, la cité est marquée par l'assureur MMA (anciennement Mutuelles du Mans Assurances), l'industrie automobile (l'usine Renault ACI du Mans) et ses technopôles Novaxis, l'université-Ouest et le Technoparc.
La ville est le siège de l'université du Mans. Elle compte plus de 11 000 étudiants, et possède un pôle d’excellence en acoustique.

## Géographie

### Localisation
Le Mans est situé dans le grand Ouest français, au centre du département de la Sarthe, à la confluence de la rivière éponyme et de l'Huisne. La ville se trouve, en distances orthodromiques, à 184,9 km au sud-ouest de Paris, 49,2 km au sud d'Alençon, 73 km à l'est de Laval, 81,4 km au nord-est d'Angers et 76,1 km au nord-ouest de Tours.

### Géologie et relief
La superficie de la commune est de 5 281 hectares et son altitude est comprise entre 38 et 134 mètres. Le point le plus haut se situe à l'extrémité ouest de la commune, dans le « bois de Pannetière », tandis que le point le plus bas se situe sur la Sarthe, au sud, où celle-ci quitte le territoire communal.
Le Mans se situe à la marge occidentale du bassin parisien bordant le Massif armoricain. La ville historique est implantée sur une butte couverte de sables et grès datant du Cénomanien dont le nom en doit l'origine. On retrouve ces formations à l'ouest de la ville, dans le quartier Saint-Pavin, ainsi qu'au sud dans le quartier de Pontlieue et entre le circuit Bugatti et le Tertre Rouge. Des formations résiduelles à silex du Turonien sont présentes dans le nord-est de la commune.

### Hydrographie
Le Mans est traversée du nord au sud par la Sarthe comprise dans le bassin versant de la Loire. Cette rivière, longue de 313,9 km, prend sa source dans le département de l'Orne et rejoint la Mayenne à Angers pour former la Maine, un affluent de la Loire en rive droite. L'Huisne, deuxième affluent de la Sarthe par sa longueur (164,3 km), traverse Le Mans d'est en ouest avant de se jeter dans la Sarthe. Deux autres cours d'eau sont répertoriés sur le territoire communal. À l'est, le ruisseau de Chaumard, long de 4 km, en provenance de Rouillon où il prend sa source. Au sud, le Roule Crottes s'écoule à hauteur de l'hippodrome des Hunaudières.
Plusieurs cours d'eau dont celui d'Isaac sont de nos jours entièrement souterrains.

### Agglomération et intercommunalité
Le développement de la ville, est inégal et son étalement s’effectue du nord au sud plutôt que d'est en ouest. Sa superficie est de 52 km2. La ville est aussi étendue que Lyon pour environ six fois moins d'habitants expliquant l'inégalité densitaire des différents quartiers.

#### Le Mans Métropole
La communauté urbaine du Mans (CUM) est créée en 1972 comprenant les communes
d'Allonnes, Arnage, La Chapelle-Saint-Aubin, Coulaines, Le Mans, Rouillon, Sargé-lès-le-Mans et Yvré-l'Évêque.

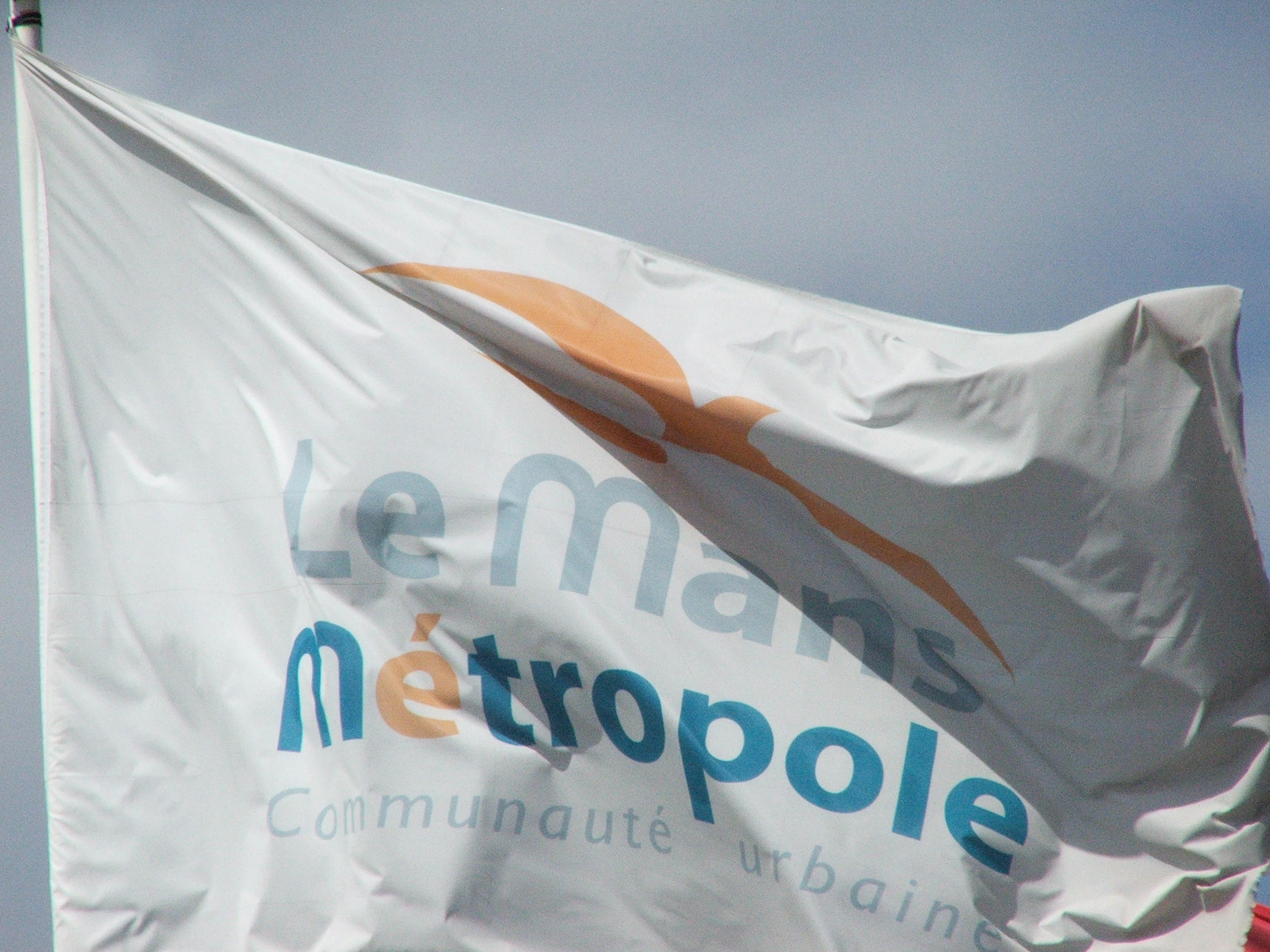
Drapeau du Mans Métropole (LMM).

Elle prend le nom « Le Mans Métropole » en 2005 à l'occasion de l'adhésion de Mulsanne. Le Mans Métropole est un Établissement public de coopération intercommunale. La communauté Le Mans Métropole compte 184 808 habitants (INSEE 2007). Il s'agit là d'une communauté urbaine et non d'une communauté d'agglomération, qui s'étend sur 160,5 km2. L'aire urbaine, qui s'étend sur plus de la moitié du département comptait plus de 303 289 habitants en 2006. La dénomination de « Métropole » pour Le Mans est ambiguë depuis la création en 2010 d'une nouvelle catégorie d'établissement public de coopération intercommunale nommée métropole qui nécessite un minimum de 500 000 habitants. Le Mans Métropole, qui est une communauté urbaine (créée en 1972 où le nombre d'habitants n'était que de 50 000 pour cette catégorie et non de 450 000 comme c'est le cas aujourd'hui) ne pourra donc pas passer à une métropole pour être en phase avec sa dénomination.
Les communes d'Aigné, de Champagné, de La Milesse, de Ruaudin et de Saint-Saturnin ont rejoint Le Mans Métropole le 1er janvier 2013.
La commune de Fatines a rejoint Le Mans Métropole le 1er janvier 2023.

#### Pays du Mans

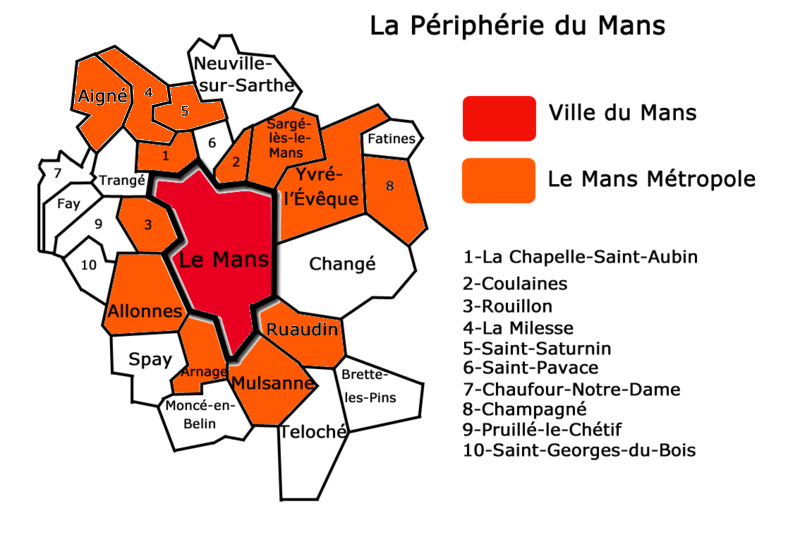
Périphérie du Mans. En orange la communauté urbaine.

La grande couronne mancelle ou Pays du Mans est un regroupement très large de communes avoisinantes du Mans.
Ces communes ne sont pas encore intégrées à l'espace péri-urbain et se situent en marge de l'agglomération. Elles ne sont desservies ni par le réseau de bus, ni par le tramway urbain/suburbain et certaines possèdent leur propre système de bus-car, comme avec le réseau de transports en commun de l'Antonnière qui reliait les communes de La Milesse, Aigné et Saint-Saturnin entre elles ou jusqu'au Mans avant qu'elles soient intégrées à l'agglomération. Cependant, un système de lignes TER suburbaines pour desservir cette large périphérie est à l'étude.
Parmi ces cités, on trouve :
- au nord : La Bazoge, Neuville-sur-Sarthe, Saint-Saturnin, La Milesse ou Aigné ;
- à l'ouest : Rouillon, Pruillé-le-Chétif ou Étival-lès-le-Mans ;
- au sud : Teloché ou Saint-Gervais-en-Belin.

Le Mans possède une aire urbaine de 90 communes. C’est l’aire urbaine qui s’est le plus agrandie dans toute la région en superficie entre 1999 et 2009, en urbanisant 2 330 hectares, devenant la ville la plus étendue des Pays de la Loire devant Nantes (2 200 hectares) et Angers (1 650 hectares).
Le terme de « bassin manceau » fut introduit dans les études géographiques et sociologiques de l'intellectuel manceau Jean Gouhier dans son ouvrage de 1954,.

### Espaces verts

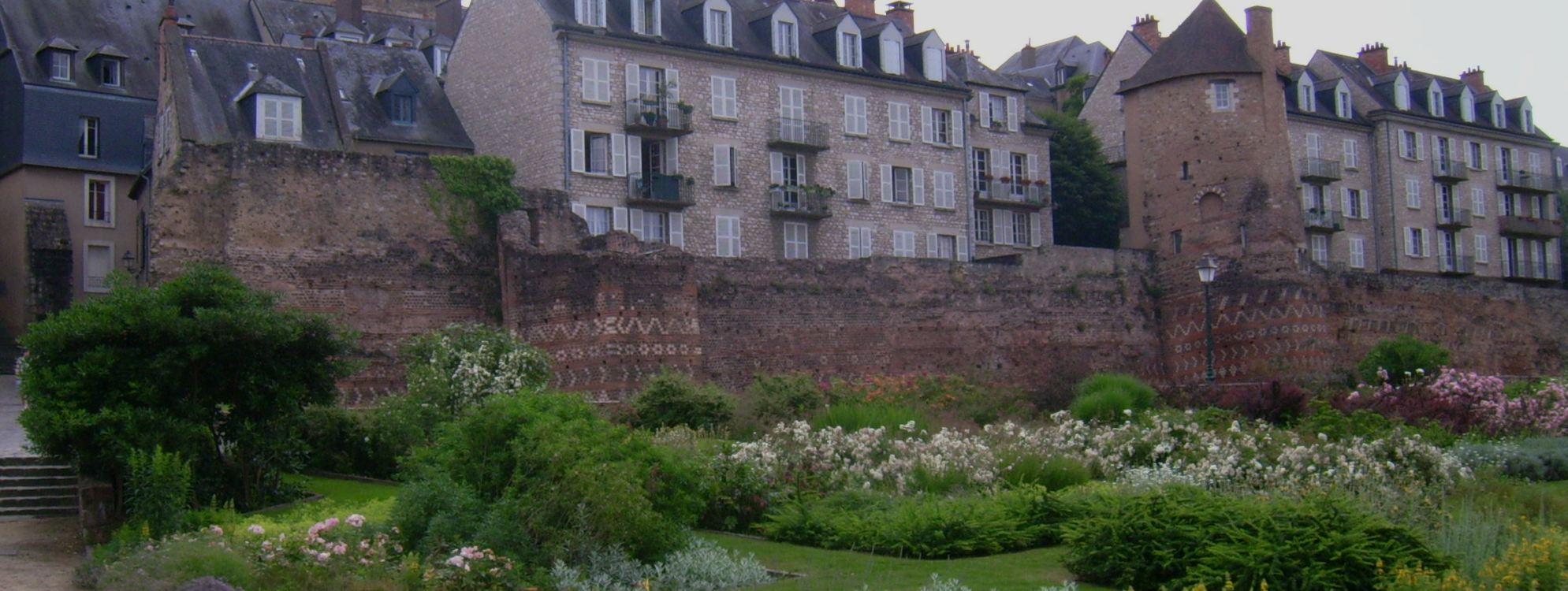
Les jardins de Gourdaine.

La ville a été élue deuxième ville la plus « verte » de France, après Nantes en 2003. La ville dispose de parcs et jardins jusque dans le vieux Mans, notamment en bordure de la muraille avec les jardins de Gourdaine d'inspiration médiévale. Le cadre historique du Gué de Maulny est conservé en parc public en bordure de l'Huisne. Un moulin à l'ancienne y a été rénové en 2008. La forêt est à proximité immédiate avec les bois de Changé et le parc de l'abbaye de l'Épau.
La ville possède 360 ha d'espaces verts, dont 85 ha en parcs et jardins municipaux. L'arche de la nature représentant 450 ha aux portes de la ville. Le jardin des plantes, d'une superficie de 5 ha, est un vestige de l'époque des grandes explorations. Il propose un jardin à l'anglaise et un autre à la française avec une roseraie et un kiosque à musique. Le parc du musée de Tessé avec les Quinconces des Jacobins forment un ensemble majeur au cœur de la cité. Sur les hauteurs de la vieille ville, se trouve l'esplanade du Bicentenaire, un petit parc boisé, qui offre un panorama sur la Sarthe et le nord de la ville. Les jardins Pierre-de-Ronsard, composés de trois jardins distincts, offrent un petit espace au sud-ouest au-devant de la collégiale Saint-Pierre-La-Cour. Au-dessus du tunnel, se trouve le square Dubois, classé aux monuments historiques. C'est non loin de la vieille ville qu'a vu le jour la rose plantagenêt, une fleur commandée par la ville du Mans elle-même, auprès de l'horticulteur Jean-Pierre Vibert, parent du rosiériste célèbre. Cette rose plantagenêt, de couleur grenat avec des étamines d'or a été inaugurée en été 2009.

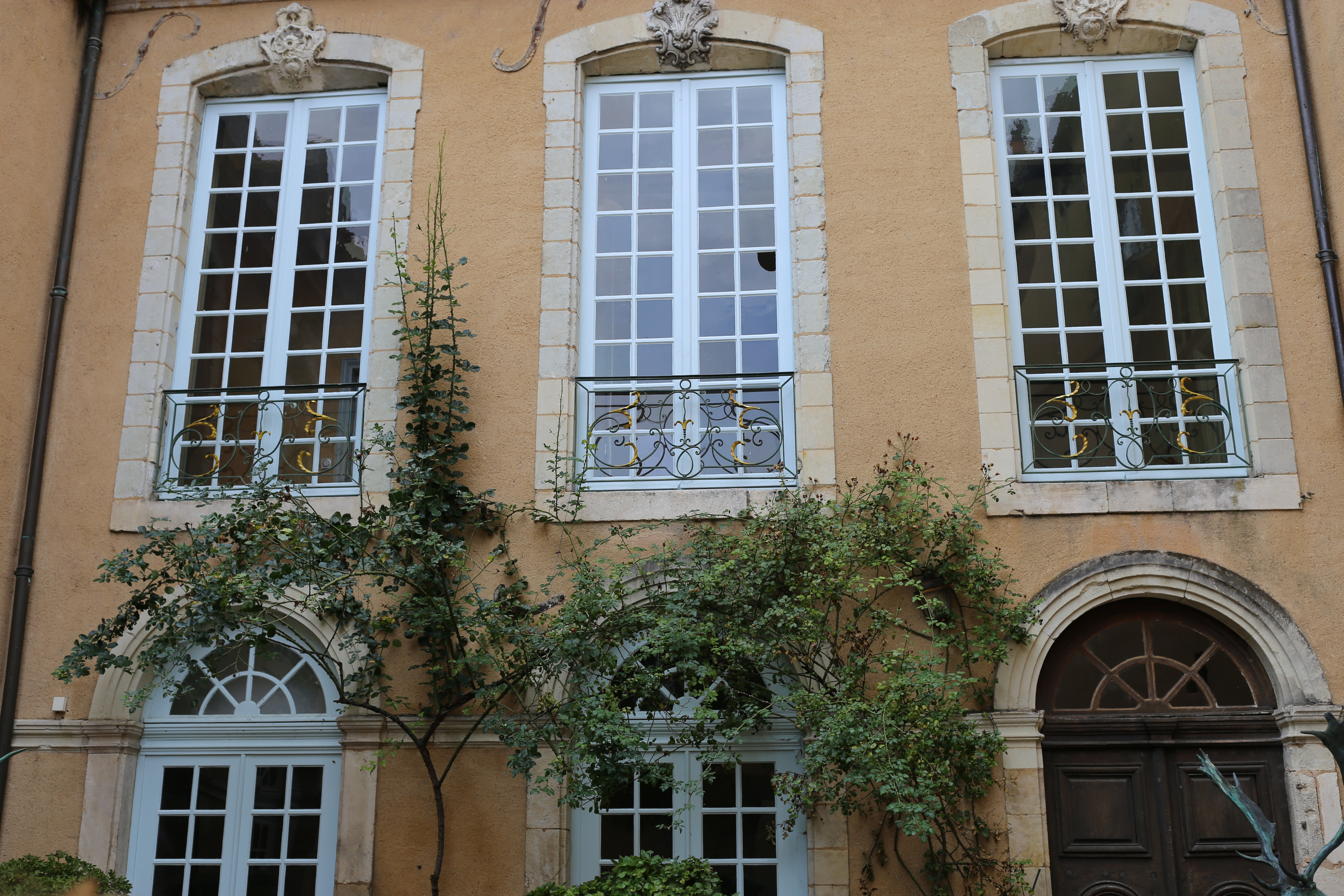
Hôtel particulier dans la vieille ville.

Le parc de la préfecture est situé juste derrière l'église de la Couture. Il a vu l'intervention de Paul de Lavenne, comte de Choulot, dont on disait de lui qu'il était le Capability Brown français. L'île aux planches est un parc de 3 ha, situé sur un îlot de 677 mètres formé par le canal. Le site accueillait une usine à gaz, puis une centrale EDF fermée en 1993. Il fallut 15 ans pour réhabiliter le terrain réaménagé puis ouvert au public en juin 2008. Les Jardins des Tanneries, situés sur la rive gauche de la Sarthe, sur les vestiges de l'ancien quartier des Tanneries, offrent un point de vue sur la muraille du Vieux Mans. Le parc Théodore-Monod, ouvert en avril 2002, fut bâti sur le site de l'ancienne caserne du 117e régiment d’infanterie. Le parc de 2,1 hectares est composé de quatre bassins et jets d'eau avec 4 500 m2 de pelouse,.

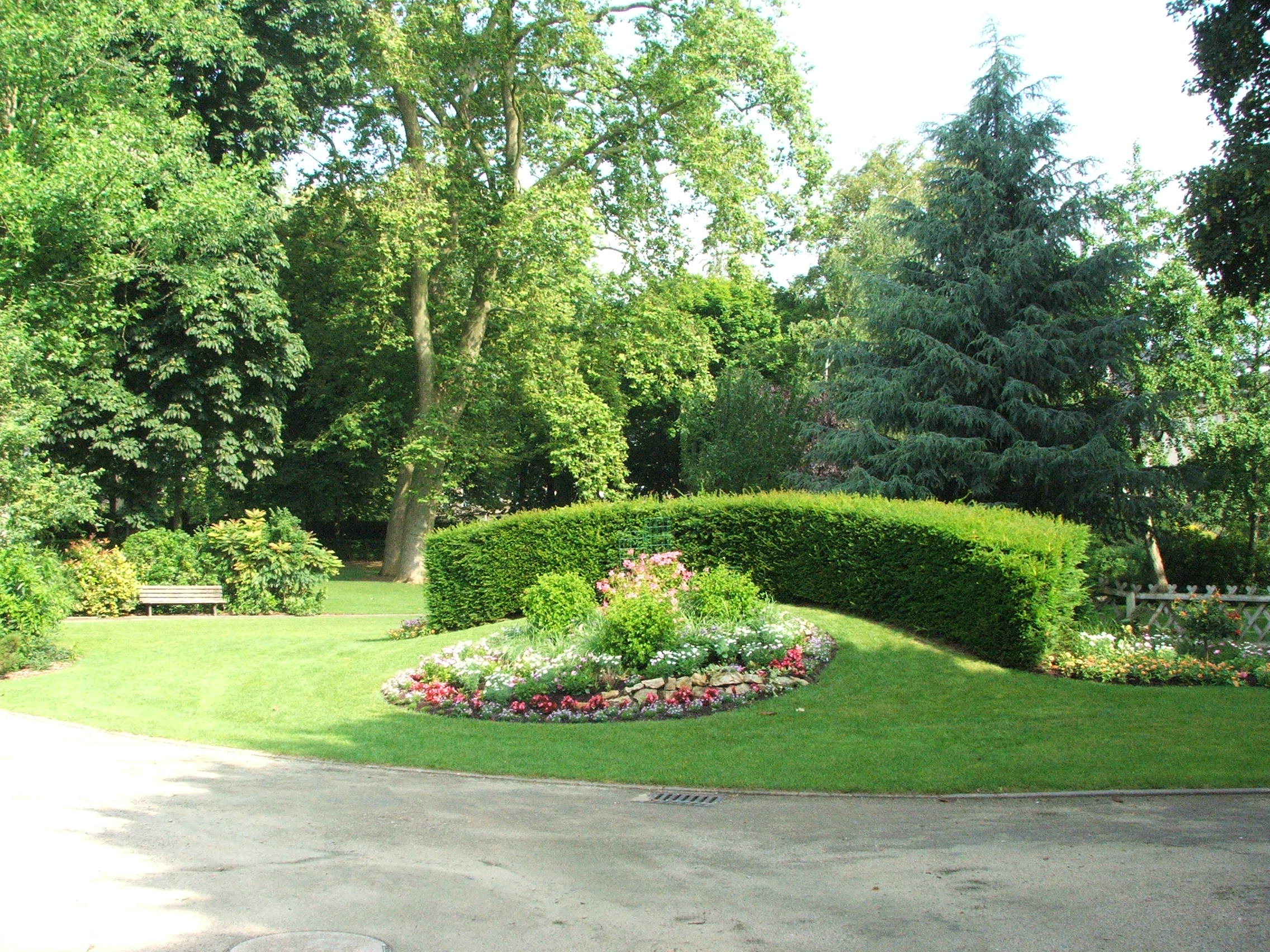
Parc Victor-Hugo.
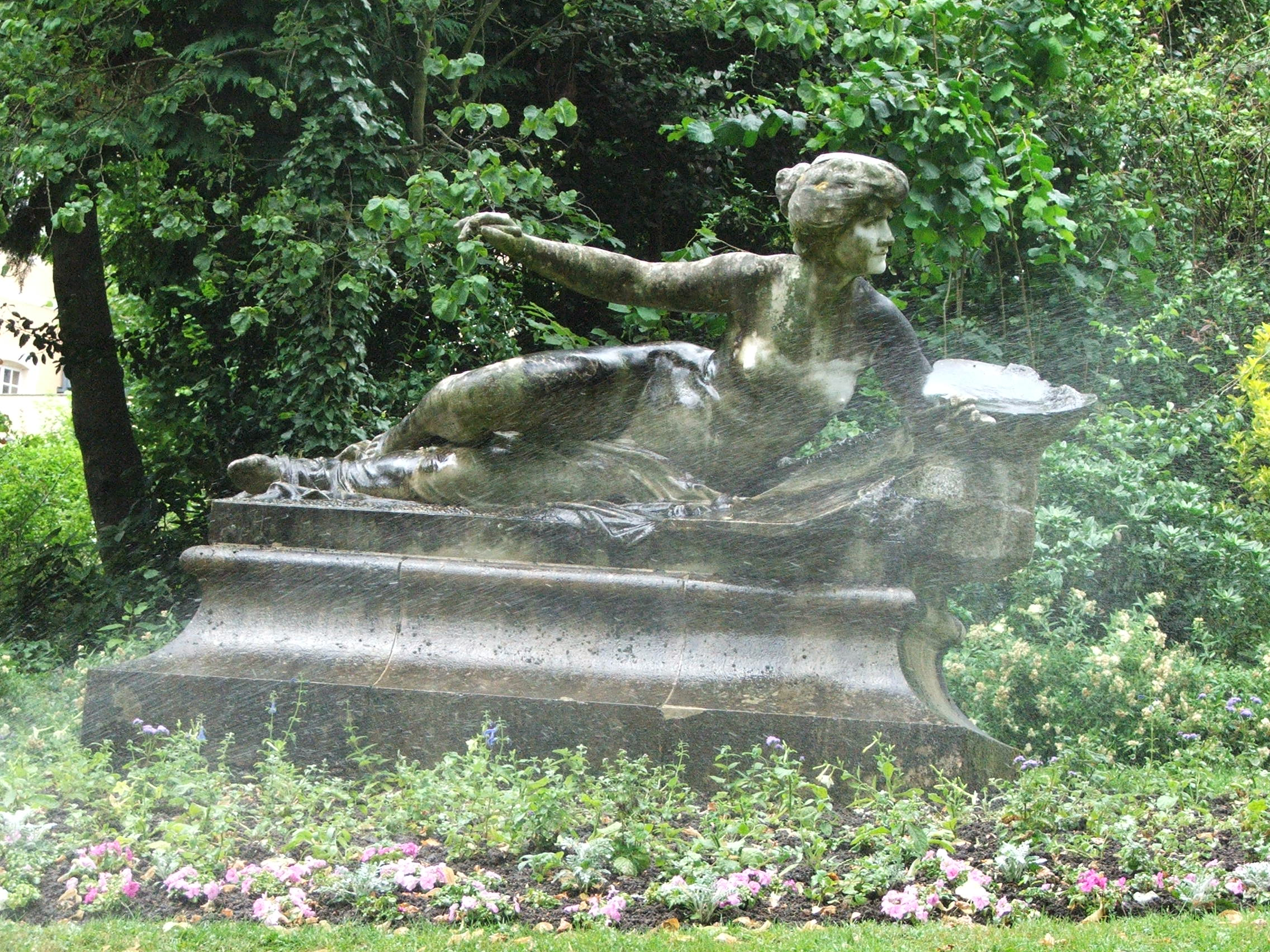
Statue des Quinconces.
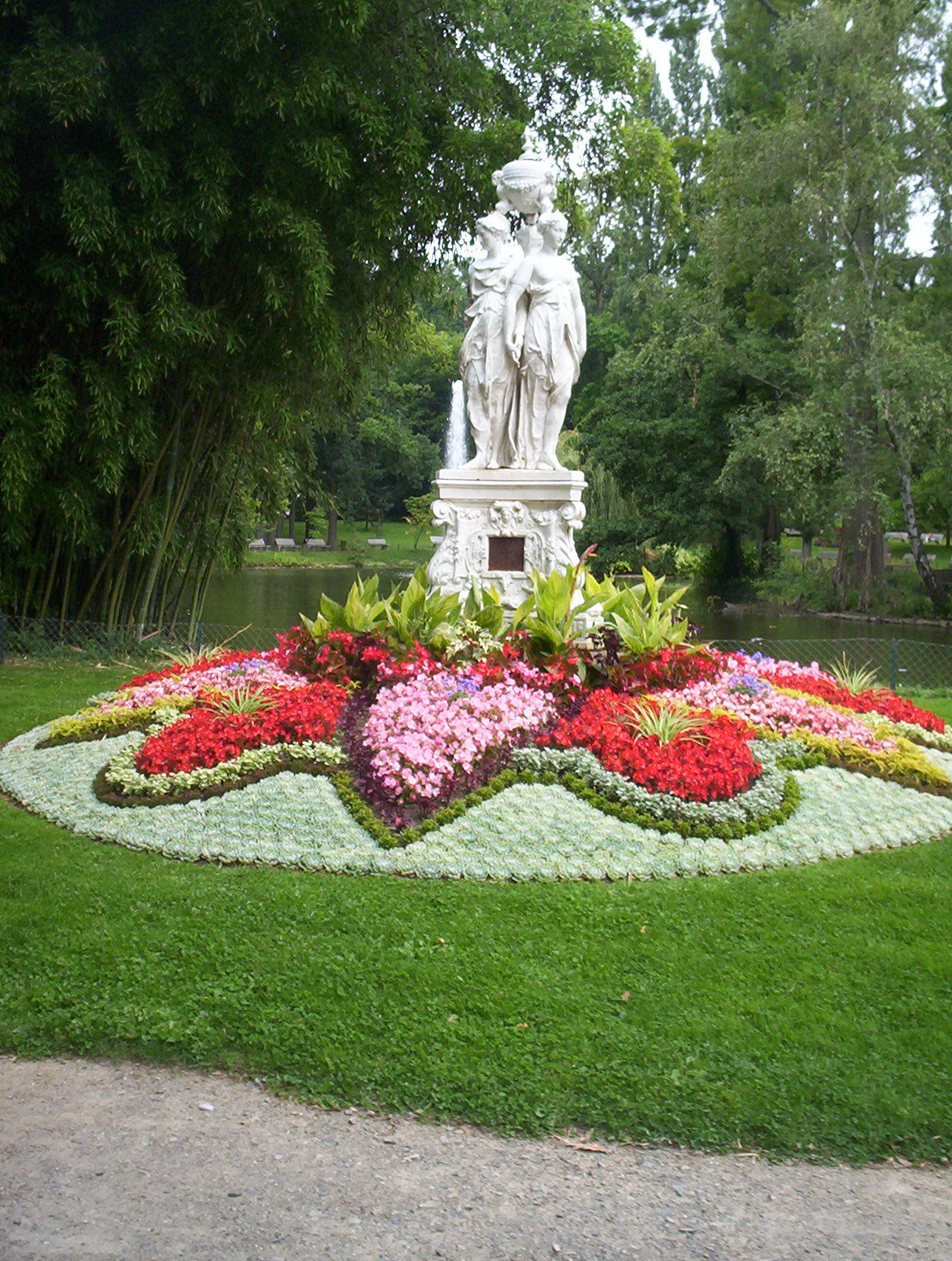
Jardin des Plantes.
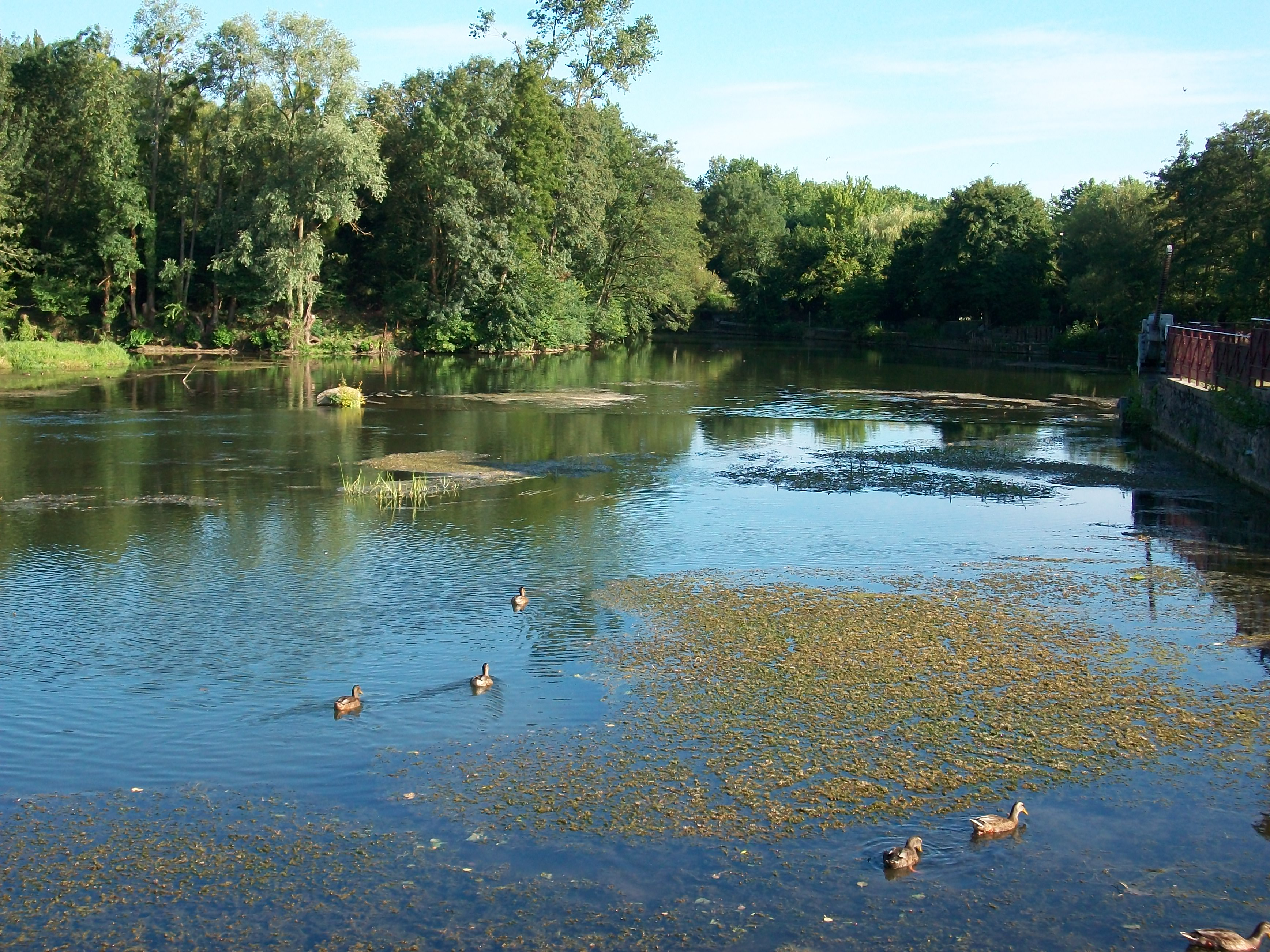
Arche de la nature.
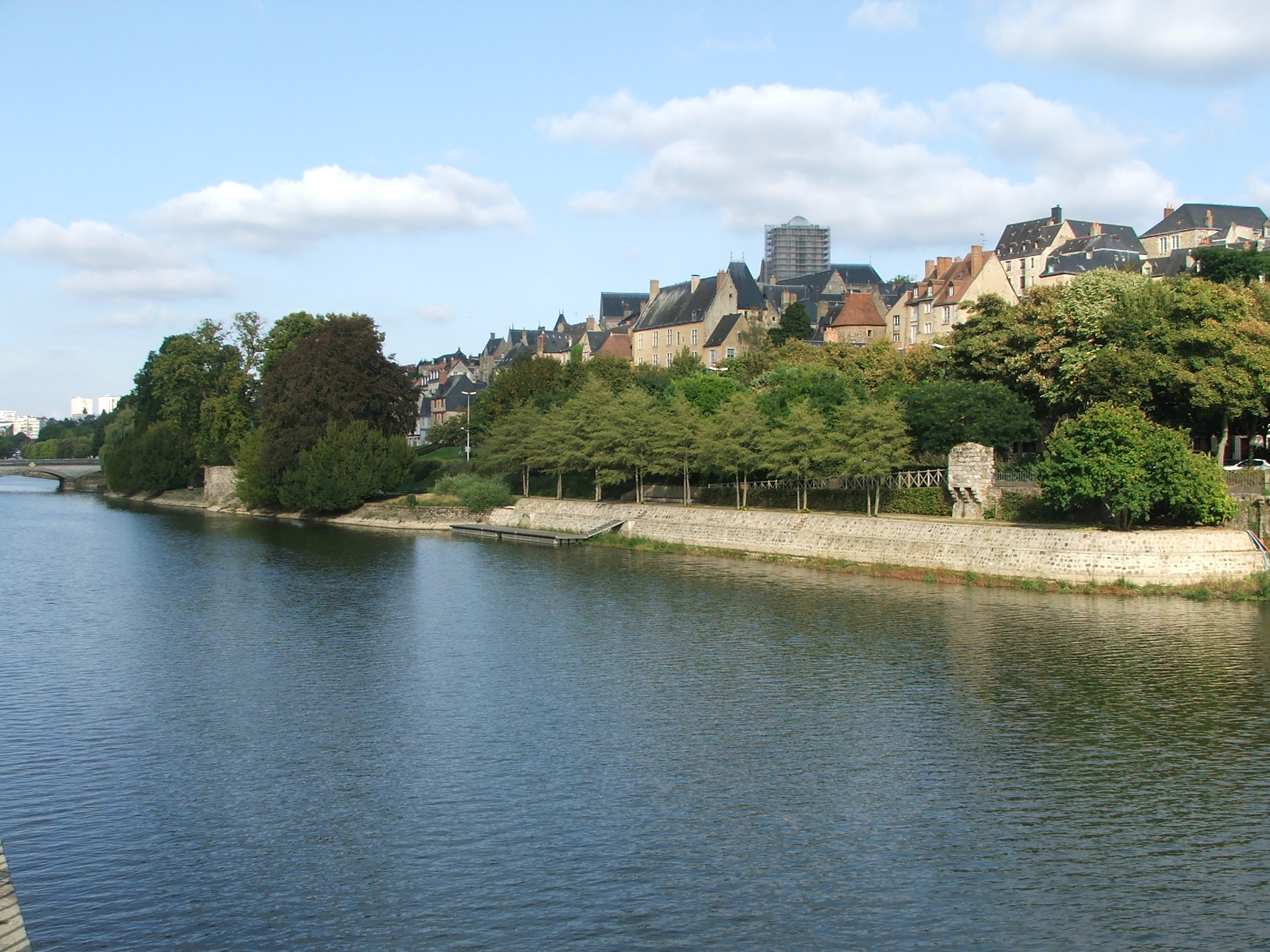
Les Tanneries.
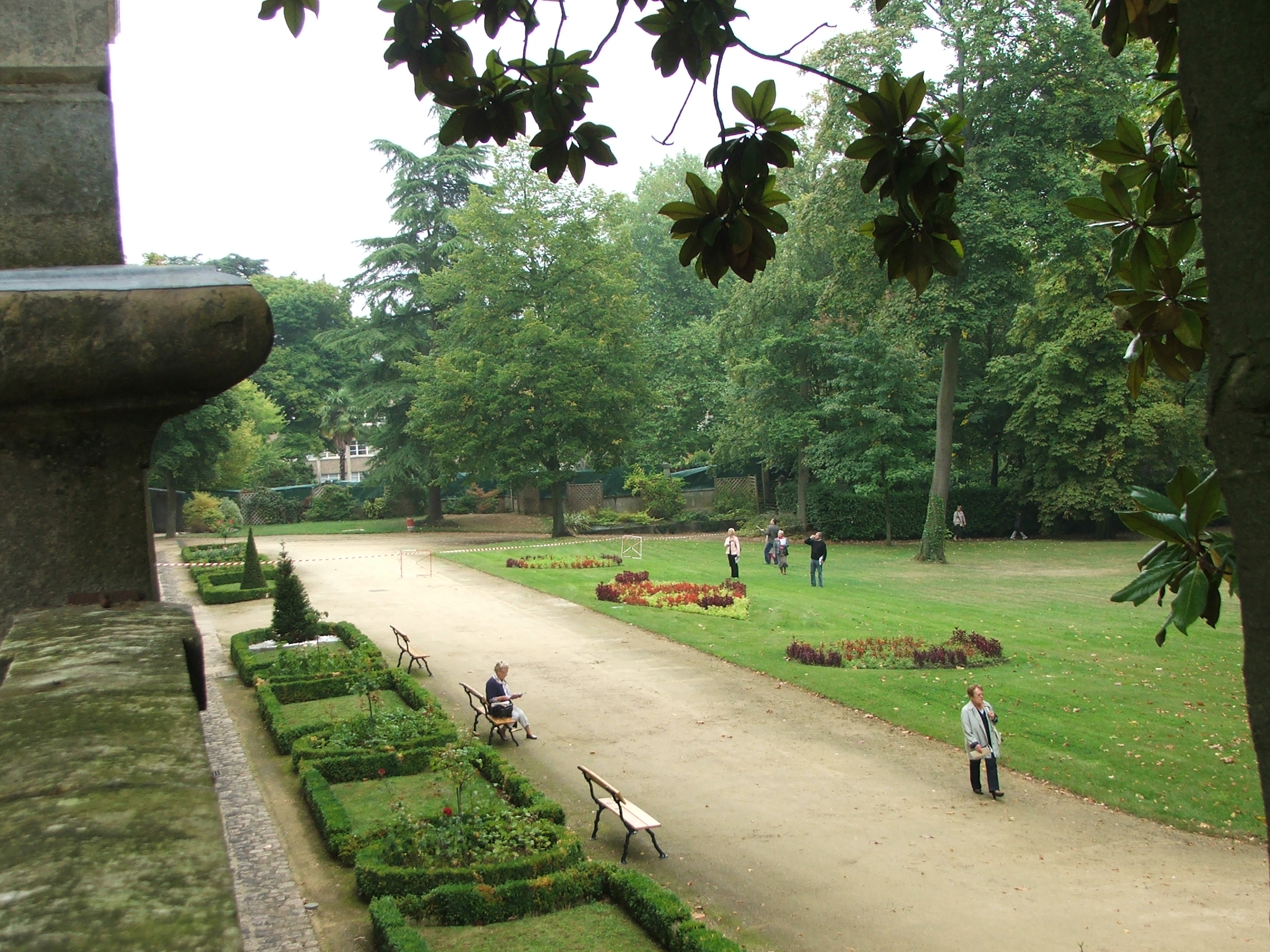
Parc de la Préfecture.
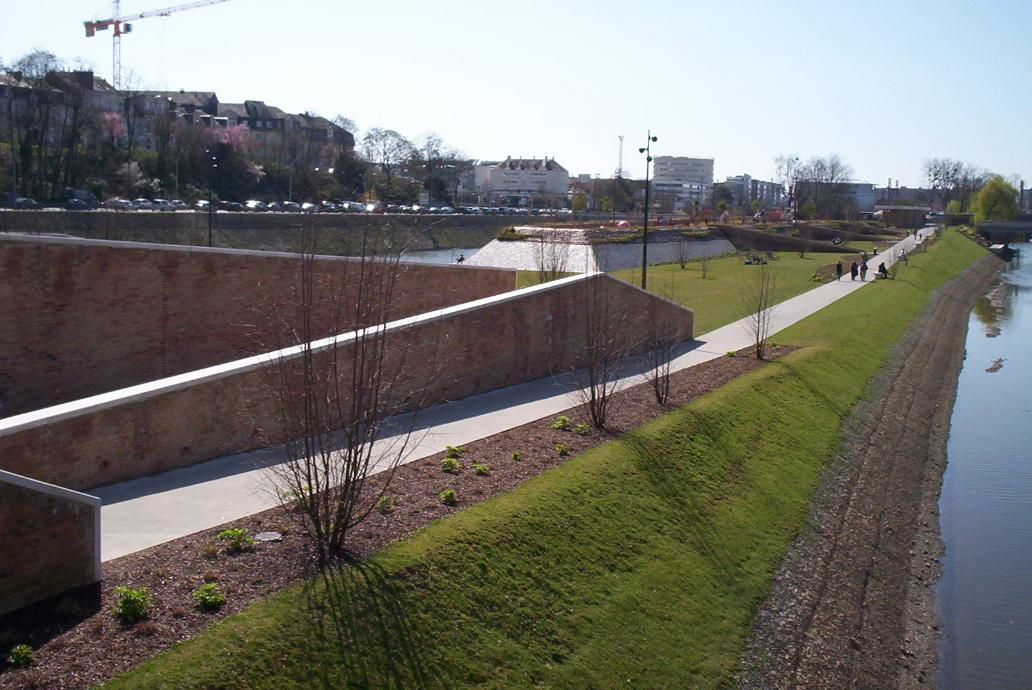
L'île aux Planches.
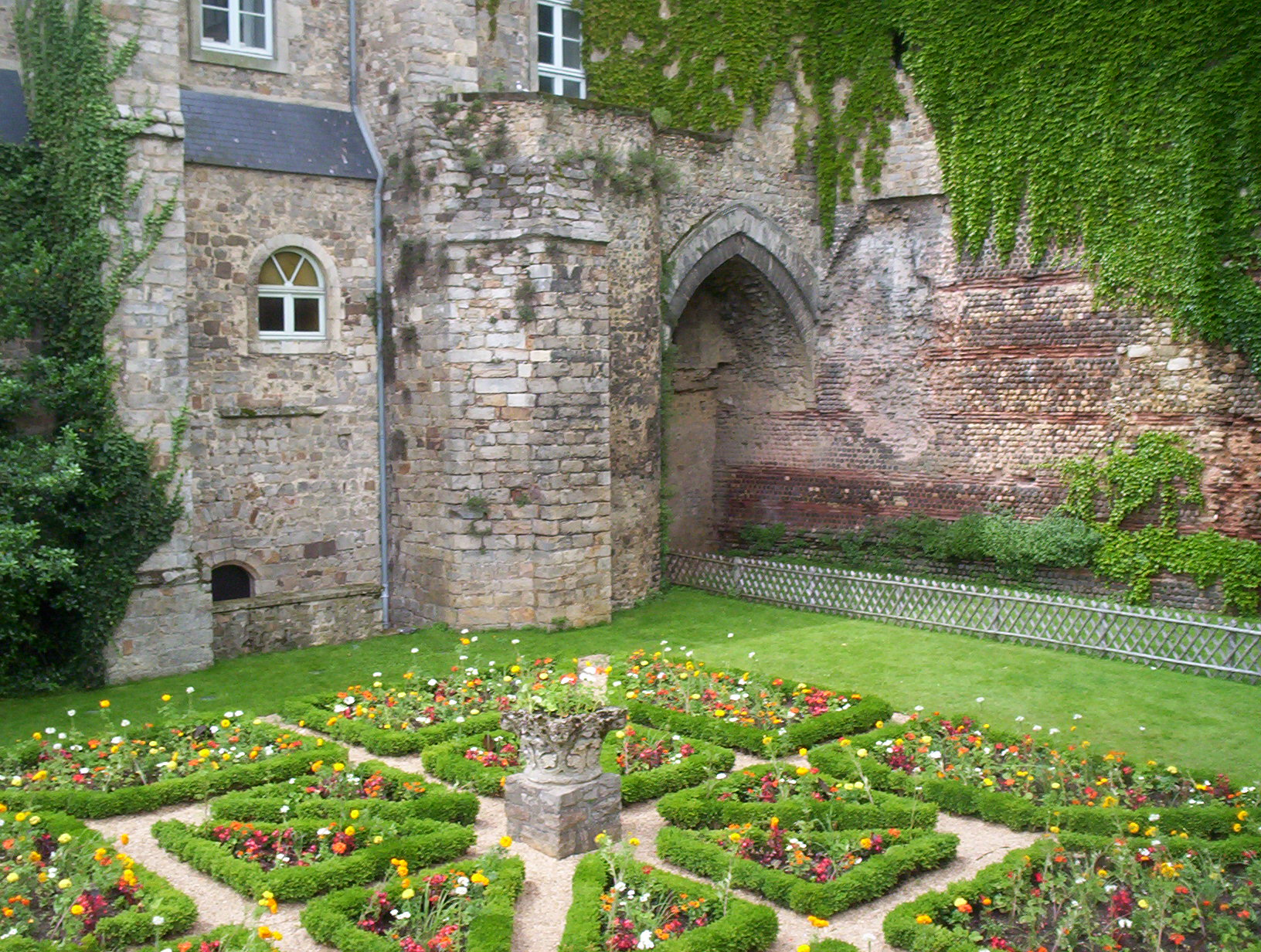
Jardins Pierre-de-Ronsard.
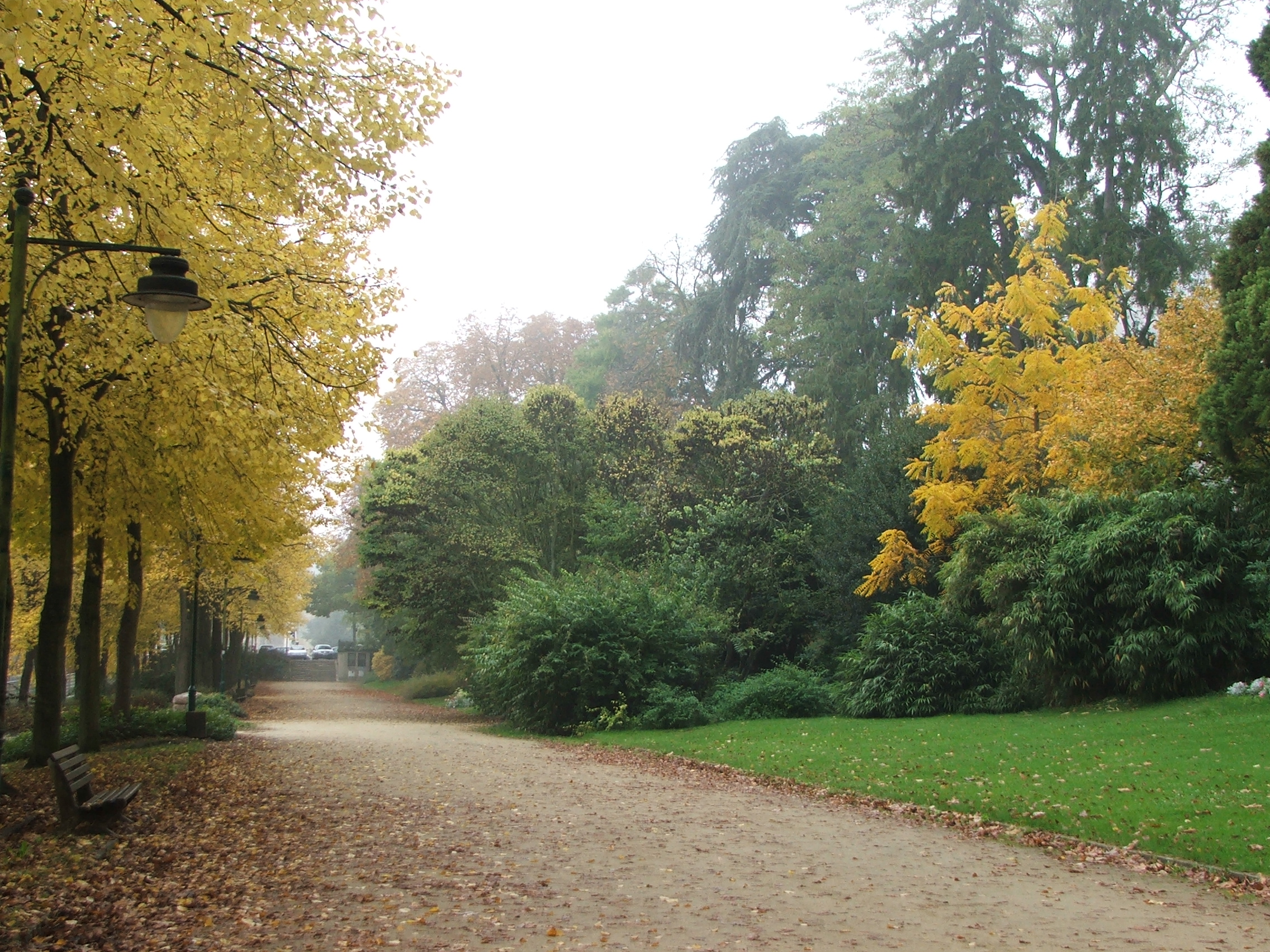
Les Quinconces.

### Espaces fluviaux

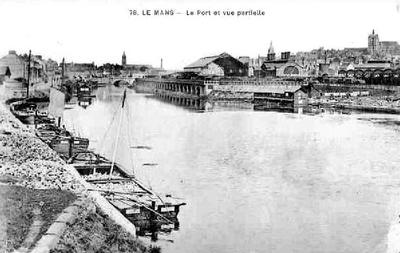
Le port du Mans au début du XXe siècle.

La ville du Mans est traversée par les rivières de l'Huisne et de la Sarthe, toutes deux de taille moyenne. L'eau nécessaire à l'alimentation de la ville et de son agglomération est tirée de l'Huisne exclusivement, celle de la Sarthe étant impropre.
Le port, situé sur la Sarthe, bénéficie d'un tourisme fluvial léger,. Autrefois, la Sarthe et l'Huisne accueillaient des transporteurs fluviaux pour le commerce extra-départemental. Les quais étaient aménagés à de nombreux endroits et reflétaient l'aspect de « ville industrielle ». Le trafic s'est peu à peu estompé, privilégiant les déplacements sur la Seine ou la Loire.

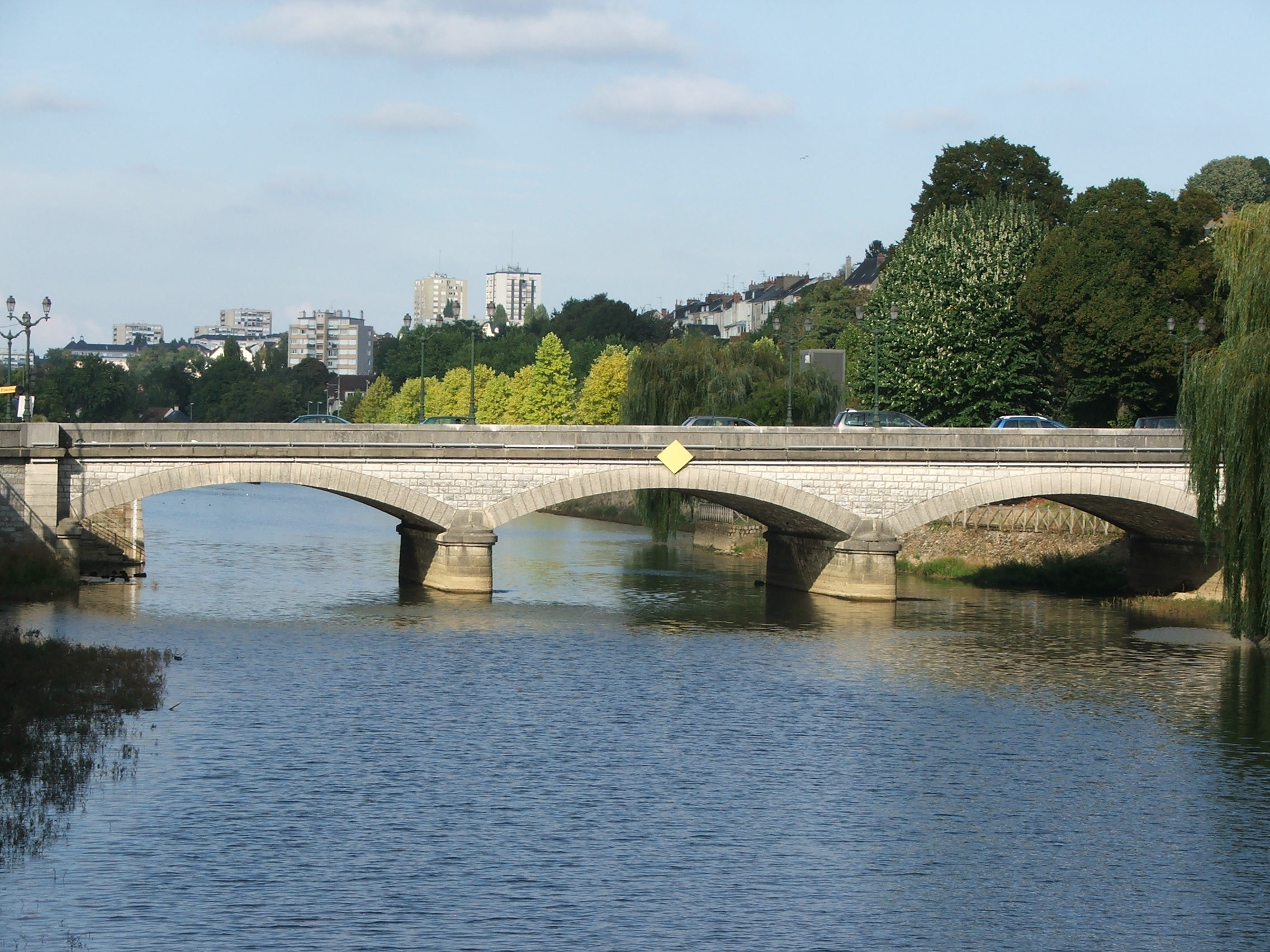
Le pont Gambetta.

Sur ces deux rivières, les crues sont rares. Les inondations de 1965 et de 1995 avaient immobilisé tous les ponts de la Sarthe en contrebas du vieux Mans, non loin du tunnel, ainsi que tous les quartiers au bord des rivières. Cette partie de la ville, concentrée autour de la Sarthe, aussi bien sur la rive gauche que sur la rive droite, est donc soumise au Plan de Prévention des Risques d'Inondation. L'Huisne, quant à elle, ne bloque pas la circulation intra-muros, le pont de Pontlieue étant plus haut.
Outre le tunnel des Jacobins, quelques ponts détruits marquent l'histoire de la ville, comme le pont des Vendéens partiellement détruit lors de la révolte vendéenne, remplacé par le pont de Pontlieue. On a également eu sur la Sarthe un pont nommé « pont en X », du fait que deux voies se croisaient, pour permettre au tramway de traverser plus facilement l'axe fluvial. Ce pont ainsi que tous les autres sauf le pont Gambetta (ancien pont Napoléon) ont été détruits par l'armée allemande lors de la Libération pour gêner le passage de la 2e DB.
Au sud de la ville du Mans, sur le territoire de la commune d'Arnage se situe le lac de la Gémerie, d'une surface de quatorze hectares, le seul plan d’eau de l'agglomération mancelle où l'on peut se baigner.

### Climat
Pour des articles plus généraux, voir Climat des Pays de la Loire et Climat de la Sarthe.
En 2010, le climat de la commune est de type climat océanique dégradé des plaines du Centre et du Nord, selon une étude du CNRS s'appuyant sur une série de données couvrant la période 1971-2000. En 2020, Météo-France publie une typologie des climats de la France métropolitaine dans laquelle la commune est dans une zone de transition entre le climat océanique et le climat océanique altéré et est dans la région climatique Moyenne vallée de la Loire, caractérisée par une bonne insolation (1 850 h/an) et un été peu pluvieux.
Pour la période 1971-2000, la température annuelle moyenne est de 11,2 °C, avec une amplitude thermique annuelle de 14,4 °C. Le cumul annuel moyen de précipitations est de 702 mm, avec 11,4 jours de précipitations en janvier et 7,4 jours en juillet. Pour la période 1991-2020, la température moyenne annuelle observée sur la station météorologique installée sur la commune est de 12,4 °C et le cumul annuel moyen de précipitations est de 693,4 mm,. Pour l'avenir, les paramètres climatiques de la commune estimés pour 2050 selon différents scénarios d'émission de gaz à effet de serre sont consultables sur un site dédié publié par Météo-France en novembre 2022.
| Mois                                             | jan.          | fév.         | mars          | avril        | mai          | juin         | jui.         | août         | sep.         | oct.         | nov.         | déc.         | année     |
| ------------------------------------------------ | ------------- | ------------ | ------------- | ------------ | ------------ | ------------ | ------------ | ------------ | ------------ | ------------ | ------------ | ------------ | --------- |
| Température minimale moyenne (°C)                | 2,7           | 2,2          | 4             | 6            | 9,7          | 12,9         | 14,6         | 14,3         | 11,2         | 8,8          | 5,2          | 2,9          | 7,9       |
| Température moyenne (°C)                         | 5,5           | 5,9          | 8,7           | 11,3         | 14,9         | 18,2         | 20,3         | 20,1         | 16,7         | 13           | 8,6          | 5,9          | 12,4      |
| Température maximale moyenne (°C)                | 8,4           | 9,7          | 13,3          | 16,6         | 20,1         | 23,6         | 26           | 26           | 22,2         | 17,2         | 11,9         | 8,8          | 17        |
| Record de froid (°C) date du record              | −18,2 17.1987 | −17 15.1956  | −11,3 01.2005 | −4,9 07.1956 | −3,7 07.1957 | 1,6 04.1975  | 3,9 08.1954  | 3,2 15.1956  | −0,5 21.1952 | −5,4 29.1947 | −12 23.1956  | −21 29.1964  | −21 1964  |
| Record de chaleur (°C) date du record            | 17,2 27.2003  | 21,8 27.2019 | 25,6 31.2021  | 30,3 17.1945 | 32,4 27.2005 | 39,7 18.2022 | 41,1 25.2019 | 40,5 06.2003 | 35 14.2020   | 30,1 02.2023 | 22,2 01.2015 | 18,3 07.2000 | 41,1 2019 |
| Ensoleillement (h)                               | 65            | 93,6         | 139,2         | 180          | 206,6        | 220,7        | 232,9        | 226,1        | 185,2        | 117,8        | 75           | 66,5         | 1 808,5   |
| Précipitations (mm)                              | 65,9          | 49,1         | 52,2          | 51,1         | 63,2         | 55,1         | 49,4         | 49           | 50,8         | 65,5         | 67,1         | 75           | 693,4     |
| dont nombre de jours avec précipitations ≥ 1 mm  | 11            | 9,6          | 9,4           | 9            | 9,5          | 7,9          | 7,3          | 7,1          | 7,7          | 10,6         | 11,3         | 11,6         | 112,1     |
| dont nombre de jours avec précipitations ≥ 5 mm  | 4,5           | 3,3          | 3,6           | 3,7          | 4,1          | 3,7          | 2,9          | 3            | 3,3          | 4,2          | 4,4          | 5,4          | 46,2      |
| dont nombre de jours avec précipitations ≥ 10 mm | 2,1           | 1,2          | 1,2           | 1,4          | 1,9          | 1,8          | 1,6          | 1,5          | 1,5          | 1,9          | 1,8          | 2,4          | 20,3      |
| Nombre de jours avec neige                       | 1,4           |              | 0,5           | 0,1          | 0            | 0            | 0            | 0            | 0            |              | 0,2          | 1,5          |           |

## Urbanisme

### Typologie
Au 1er janvier 2024, Le Mans est catégorisée grand centre urbain, selon la nouvelle grille communale de densité à sept niveaux définie par l'Insee en 2022.
Elle appartient à l'unité urbaine du Mans, une agglomération intra-départementale regroupant 19  communes, dont elle est ville-centre,,. Par ailleurs la commune fait partie de l'aire d'attraction du Mans, dont elle est la commune-centre,. Cette aire, qui regroupe 144 communes, est catégorisée dans les aires de 200 000 à moins de 700 000 habitants,.

### Occupation des sols
L'occupation des sols de la commune, telle qu'elle ressort de la base de données européenne d’occupation biophysique des sols Corine Land Cover (CLC), est marquée par l'importance des territoires artificialisés (84,1 % en 2018), en augmentation par rapport à 1990 (77,4 %). La répartition détaillée en 2018 est la suivante : zones urbanisées (51,3 %), zones industrielles ou commerciales et réseaux de communication (21,7 %), espaces verts artificialisés, non agricoles (11,2 %), prairies (6,1 %), zones agricoles hétérogènes (4,3 %), forêts (3,5 %), terres arables (1,9 %). L'évolution de l’occupation des sols de la commune et de ses infrastructures peut être observée sur les différentes représentations cartographiques du territoire : la carte de Cassini (XVIIIe siècle), la carte d'état-major (1820-1866) et les cartes ou photos aériennes de l'IGN pour la période actuelle (1950 à aujourd'hui).

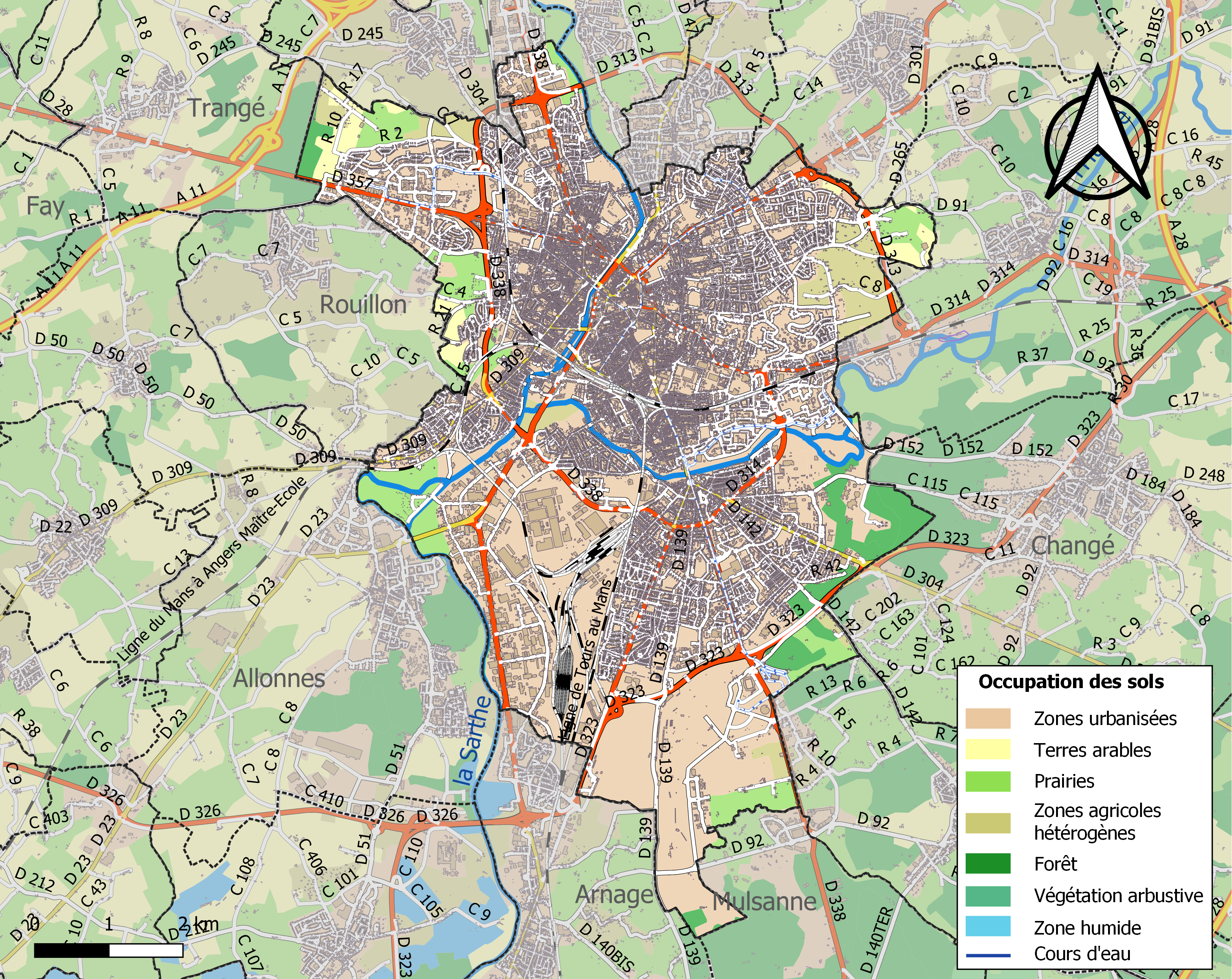
Carte des infrastructures et de l'occupation des sols de la commune en 2018 (CLC).

### La ville: spécificités globales

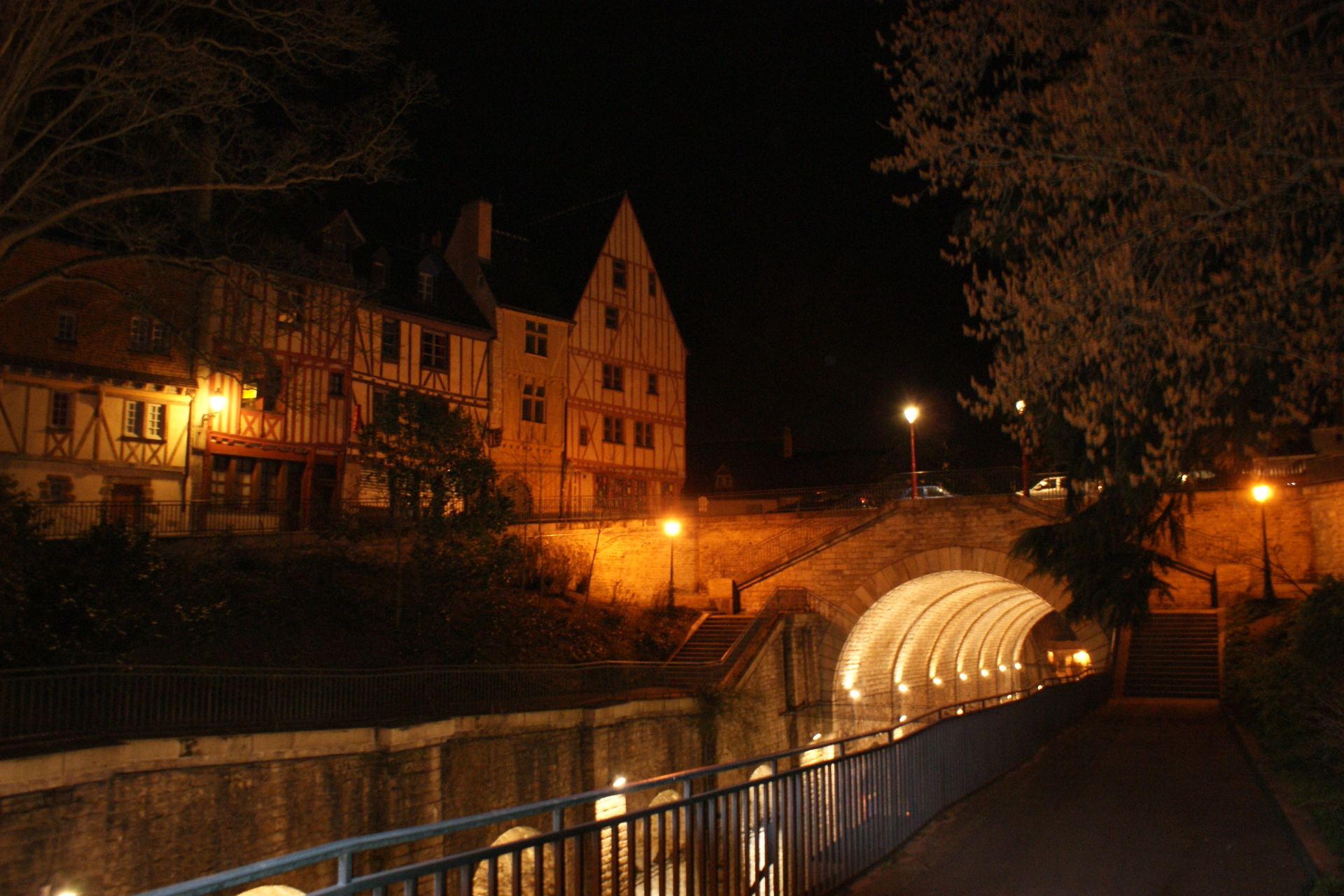
Le tunnel des Jacobins et quelques maisons de la vieille cité de nuit.

En 1999, le territoire de la CUM est urbanisé à 72 % seulement, alors que les espaces résidentiels ne représentent que 1/3 de la surface totale.
La ville est très verte, près de 51 % des habitations de la métropole possèdent un jardin hérité de la tradition agricole et mutualiste des habitants de la cité. Son urbanisme décousu, est très variable d'un secteur à l'autre. La ville est composée en grande partie de zones résidentielles dont les habitations sont majoritairement d'anciennes maisons ouvrières accolées, bâties par lots dans un même style : la maison dite « mancelle », symbole du passé de la ville. Des résidences HLM, très disparates d'un quartier à l'autre et des immeubles récents sont en opposition totale avec les anciens quartiers. Le centre-ville est tout aussi varié, on y trouve les plus grands immeubles, construits récemment (années 1970-1980), comme la Tour Émeraude et des ruelles marchandes regroupant les maisons bourgeoises plus anciennes. Le vieux Mans comporte quelques demeures conservées comme la maison de la reine Bérangère, les habitations les plus remarquables étant les hôtels particuliers, dominant la ville du haut de la muraille romaine. Les extrémités nord et sud de la ville sont réservées aux zones industrielles et commerciales.
Le plus haut édifice de la ville est la tour de la cathédrale Saint-Julien, culminant à 64 mètres d'altitude. Le Mans est une ville pour le moins vallonnée. La butte la plus connue est celle du Vieux-Mans. Puis viennent celle du Greffier et celle de Gazonfier, zone résidentielle particulièrement connue pour son usage cycliste. Enfin, les hauteurs de la butte du Ribay et ceux de la butte de Beauregard donnent un aperçu sur l'est et le nord de la ville.

### Logement
En 2020, le nombre total de logements dans la commune était de 83 516, alors qu'il était de 81 020 en 2014 et de 78 653 en 2009.
Parmi ces logements, 87,3 % étaient des résidences principales, 3,1 % des résidences secondaires et 9,6 % des logements vacants. Ces logements étaient pour 41,6 % d'entre eux des maisons individuelles et pour 57,2 % des appartements.
Le tableau ci-dessous présente la typologie des logements au Mans en 2020 en comparaison avec celle de la Sarthe et de la France entière. Une caractéristique marquante du parc de logements est ainsi une proportion de résidences secondaires et logements occasionnels (3,1 %) inférieure à celle du département (4,8 %) et à celle de la France entière (9,7 %). Concernant le statut d'occupation des résidences principales, 45,4 % des habitants de la commune sont propriétaires de leur logement (46,6 % en 2014), contre 64,6 % pour la Sarthe et 57,5 pour la France entière.
| Typologie                                               | Le Mans | Sarthe | France entière |
| ------------------------------------------------------- | ------- | ------ | -------------- |
| Résidences principales (en %)                           | 87,3    | 86,2   | 82,1           |
| Résidences secondaires et logements occasionnels (en %) | 3,1     | 4,8    | 9,7            |
| Logements vacants (en %)                                | 9,6     | 9,1    | 8,2            |

### Projets et réalisations en cours
La ville du Mans possède quelques projets d'infrastructure :
- L'agrandissement du quartier Novaxud[43].
- Création du nouveau quartier résidentiel Beau'Lieu sur le site de l'ancien stade Bollée.
- Un pont courbe au-dessus du rond-point de Béner[44].
- Réhabilitation de l'ancienne clinique Sainte-Croix en logements résidentiels.
- Restructuration du Palais des congrès[45].
- Piscine olympique.
- Piste d’athlétisme couverte.
- Trois chronoligne (Lignes 4, 5 et 6)

### Voies de communication et transports

#### Transports ferroviaires

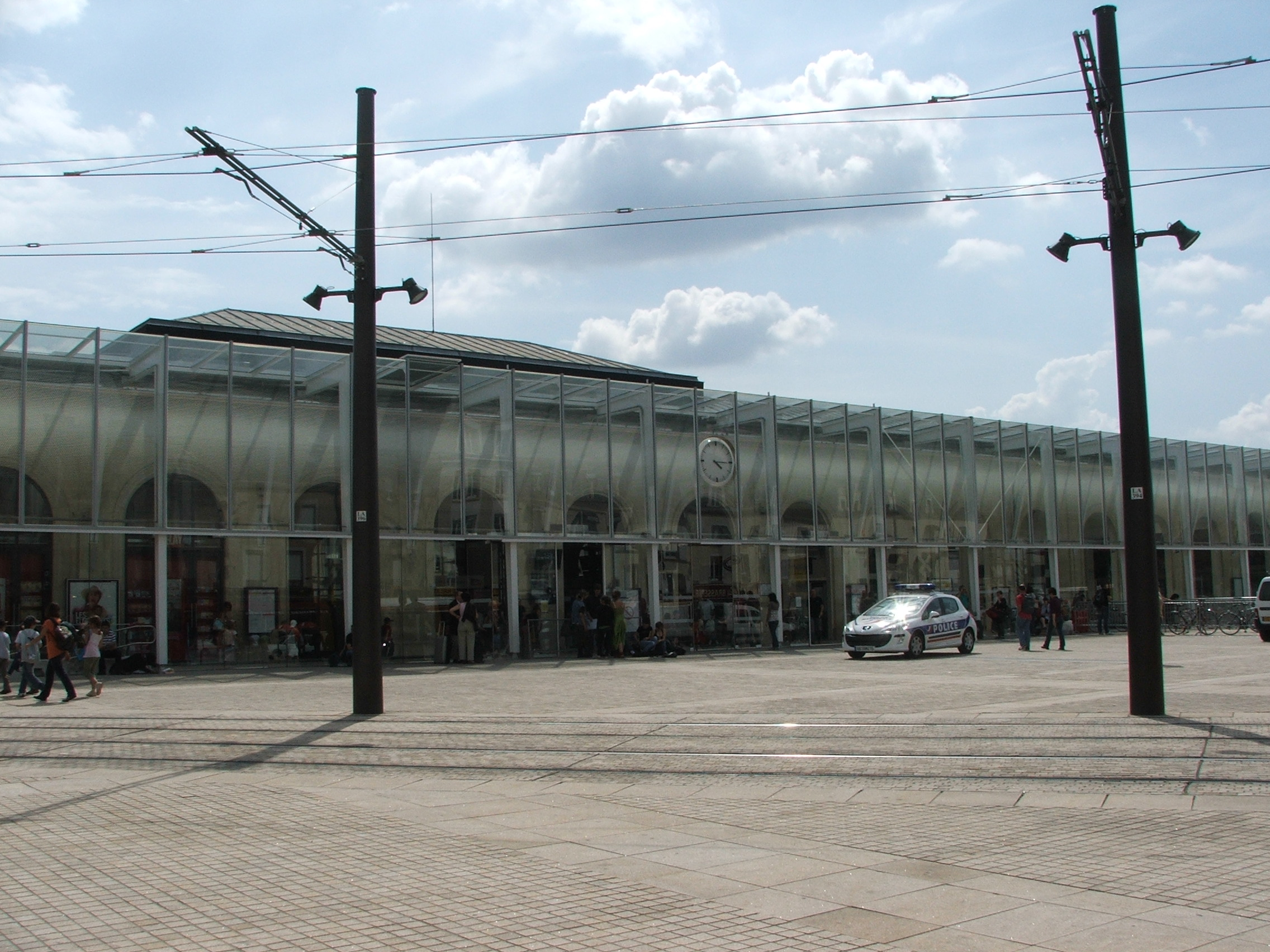
La gare du Mans (entrée Nord).

Le Mans fut une place forte ferroviaire, surnommée l'« étoile ferroviaire de l'Ouest ». La première gare vit le jour en 1852 reliant Paris puis plus tard Rennes, Angers et Nantes. Cette proximité avec la capitale permet au Mans d'être reliée aux autres grandes villes françaises comme Marseille, Lyon ou Lille pour lesquelles des liaisons sont disponibles. De même, Bruxelles est à environ 3 h 15 min et Londres à un peu plus de quatre heures de train moyennant un changement en Île-de-France ou à Lille.
La liaison LGV Bretagne-Pays de la Loire contourne la ville via le nord en se raccordant aux voies TGV à l'est de la ville pour rejoindre la Bretagne, suscitant des levées de bouclier de la part des élus et associations mancelles craignant de voir les trains détournés au détriment de la gare du Mans, et moins de liaisons vers Paris. En 2007, fut obtenu un accord garantissant le niveau de desserte de la ville, qualifiée par le gestionnaire de l'infrastructure ferroviaire RFF de « probablement la meilleure desserte de France ».
Depuis le 28 août 2023, la ville du Mans dispose d'une seconde gare : gare du Mans-Hôpital-Université.

#### Voie aérienne

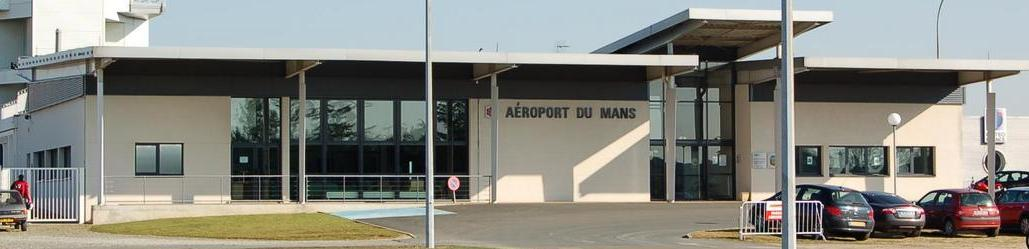
Bâtiment principal de l'aéroport.

L'aéroport Le Mans-Arnage est situé à environ 7 kilomètres au sud du Mans. Il est accessible par la rocade Sud (D 314). Situé à proximité d'Antarès, du MMArena et des circuits, il est utilisé pour des déplacements privés sportifs ou professionnels. La majorité du trafic se fait en période d'épreuves sportives, qu'il s'agisse des 24 heures auto/moto ou du grand prix de France moto. Au-delà de cette activité et de l'accueil de clubs de voltige, l'aéroport ne propose plus de liaisons quotidiennes autrefois régulières vers l'Allemagne, l'Angleterre et les États-Unis grâce à EOS Airlines.
La majorité de l'activité en dehors des périodes d'événements sportifs est due au vols de tourisme (aviation légère) ou à la pratique du vol à voile (planeur).
L'aéroport dispose de deux opérateurs aériens principaux : un pour le transport de fret, l'autre pour le transport de personnes par hélicoptères. De 2004 à 2008, sa fréquentation a augmenté de 16 %, ce qui en fait à l'heure actuelle, malgré seulement quelque 9 000 passagers et 23 000 mouvements, le deuxième aéroport de la région en nombre de passagers.
La proximité du pôle d'excellence sportive, du parc des expositions, du musée des 24 Heures et du Technoparc pourraient permettre à l'aéroport de se relancer, cependant, le problème de l'étalement de l'aéroport demeure. Construction ancienne ne possédant que deux pistes de taille moyenne, il se trouve enserré entre habitations, routes et circuits automobiles.

#### Voies de communications terrestres
Le nœud autoroutier, composé par l'A 11 (Paris-Nantes), l'A 81 (Le Mans-Rennes) et l'A 28 (Rouen-Tours) qui dessert la ville, englobe les 3/4 de l'agglomération mancelle. Une voie express, la D 323, fait se rejoindre l'A28 (sortie d'Auvours) et l'A11 (sortie d'Allonnes-Le Mans ZI Sud). Avec l'A28, la ville se trouve sur l'axe Calais-Bayonne, et à plus grande échelle, de la liaison Angleterre-Espagne. Cette autoroute reliant Le Mans à Tours, a failli ne jamais voir le jour à cause de la protection de l'environnement. La présence d'une espèce rare de scarabée a pendant longtemps ralenti le projet,. Le tronçon sud est lancé en 2006 après des années de retard. L'autoroute A 28 reliant les trois grandes villes Rouen, Le Mans et Tours, est un axe stratégique du grand contournement de Paris.
La ville possède des boulevards extérieurs formant une rocade incomplète.
Temps moyen estimé en partance du Mans :
- à 2 h 30 de Paris par l'autoroute A11 ;
- à 2 h de Nantes par l'A11 et de Rouen par l'A28 ;
- à 1 h 50 d'Orléans par l'A28 et l'A10 ;
- à 1 h 45 de Caen par l'A28 et l'A88 / RN158 ;
- à 1 h 40 de Rennes par l'A81 puis par la RN157 ;
- à 1 h d'Angers par l'A11 ;
- à 1 h de Tours par l'A28 ;
- à 40 minutes d'Alençon par l'A28.

#### Circulation intra-muros
Les ruelles du vieux Mans, dont l'accès n'est autorisé qu'aux riverains, peuvent laisser passer un véhicule pour la plupart mais elles sont très peu larges. Le centre-ville est très piétonnier, ainsi la place de la République est fermée aux automobilistes.

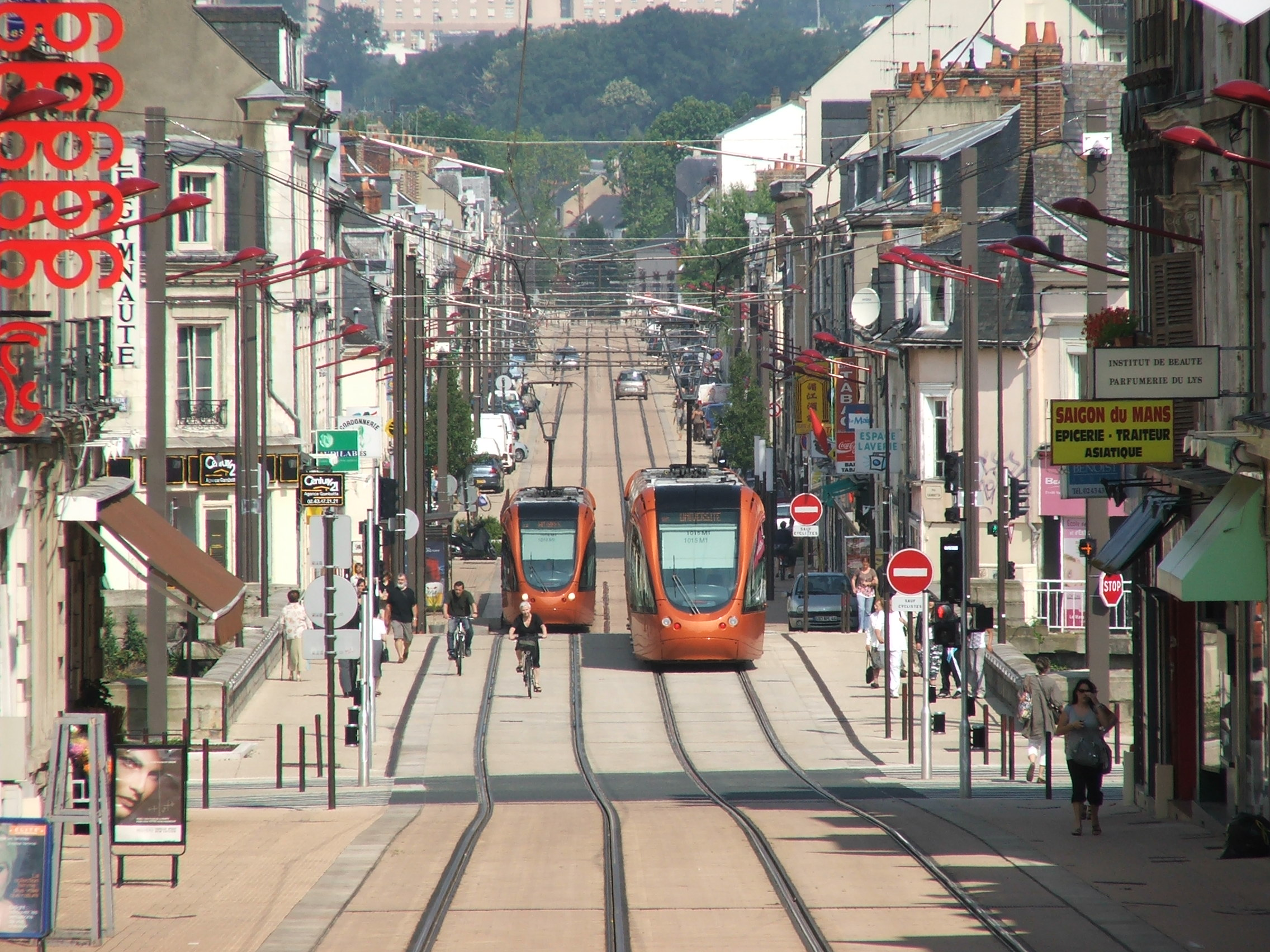
Tramway rue Gambetta.

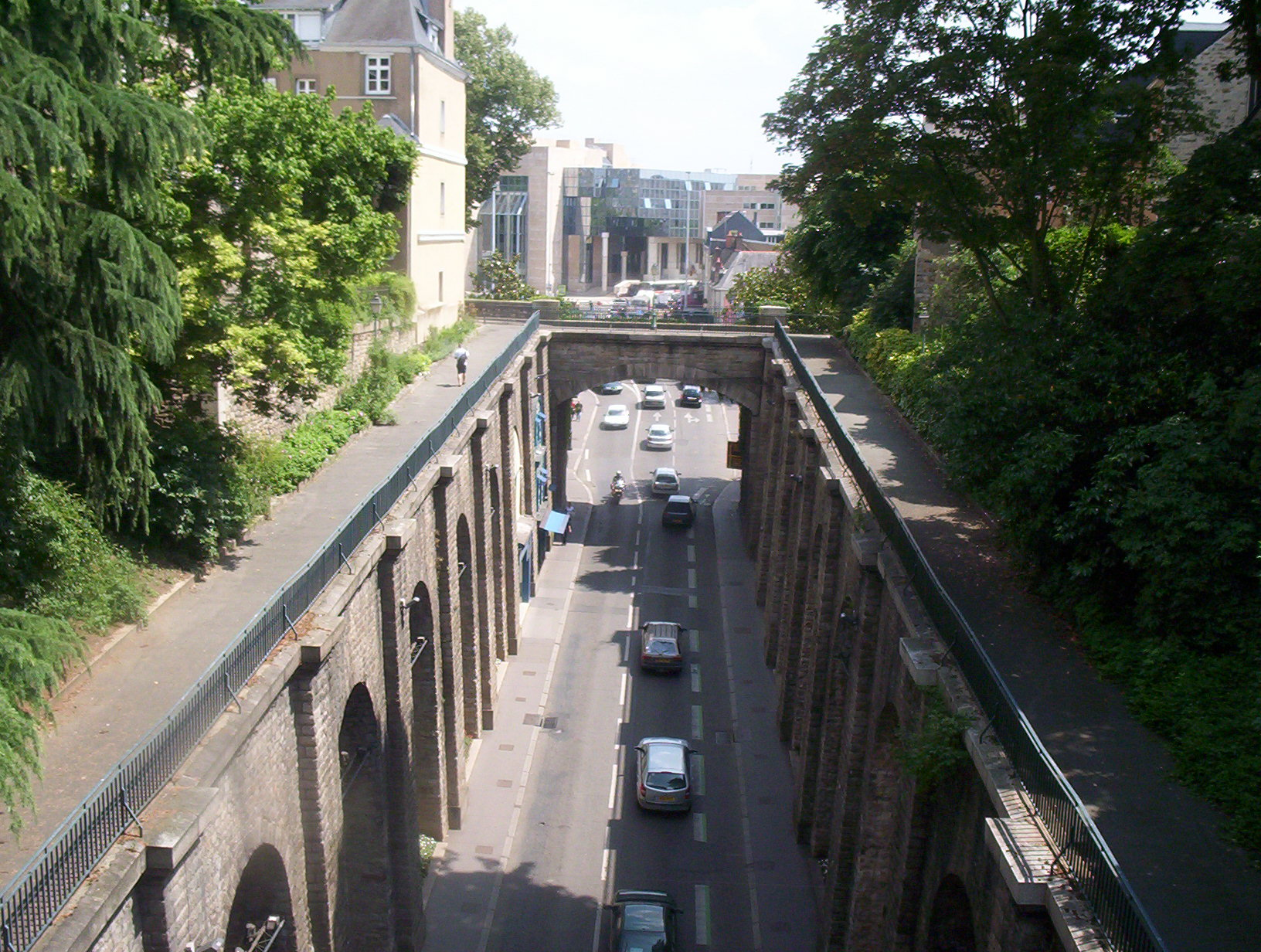
Le tunnel des Jacobins traversant la vieille ville.

Le tunnel des Jacobins est un édifice important de l'infrastructure routière. Creusé dans la seconde moitié du XIXe siècle, il permet de franchir la colline du vieux Mans. La politique du mode de transport doux a permis la création du boulevard Vert. 315 km de pistes cyclables parcourent les principales avenues depuis le projet directeur adopté en 2016. Dès 1962, on remarque que la ville n'a pas les infrastructures nécessaires par rapport à son nombre d'habitants (142 000 en 1962) dû à une croissance « anarchique ». On dit alors qu'elle a grandi « trop vite ».
Les années 1960 ont marqué une reprise en main du service technique des routes, comme l'indique le schéma directeur d'aménagement et d'urbanisme du Mans de 1967. À l'image de la « percée centrale » en centre-ville qui a vu raser une partie du centre historique, un réaménagement routier s'imposa. L'hypercentre de la ville, ou du moins le seul quartier Saint-Nicolas est entièrement piétonnier depuis décembre 2008.
Le Mans se concentre depuis les années 2000 sur les transports en commun avec l'aménagement du tramway et des « parkings-périphériques ». En avril 2009, le projet de la deuxième ligne de tramway entre l'Espal et Coulaines est validé, elle est mise en circulation en août 2014. En 2016, un Busway entre la gare nord et Allonnes est réalisé.

#### Le bus

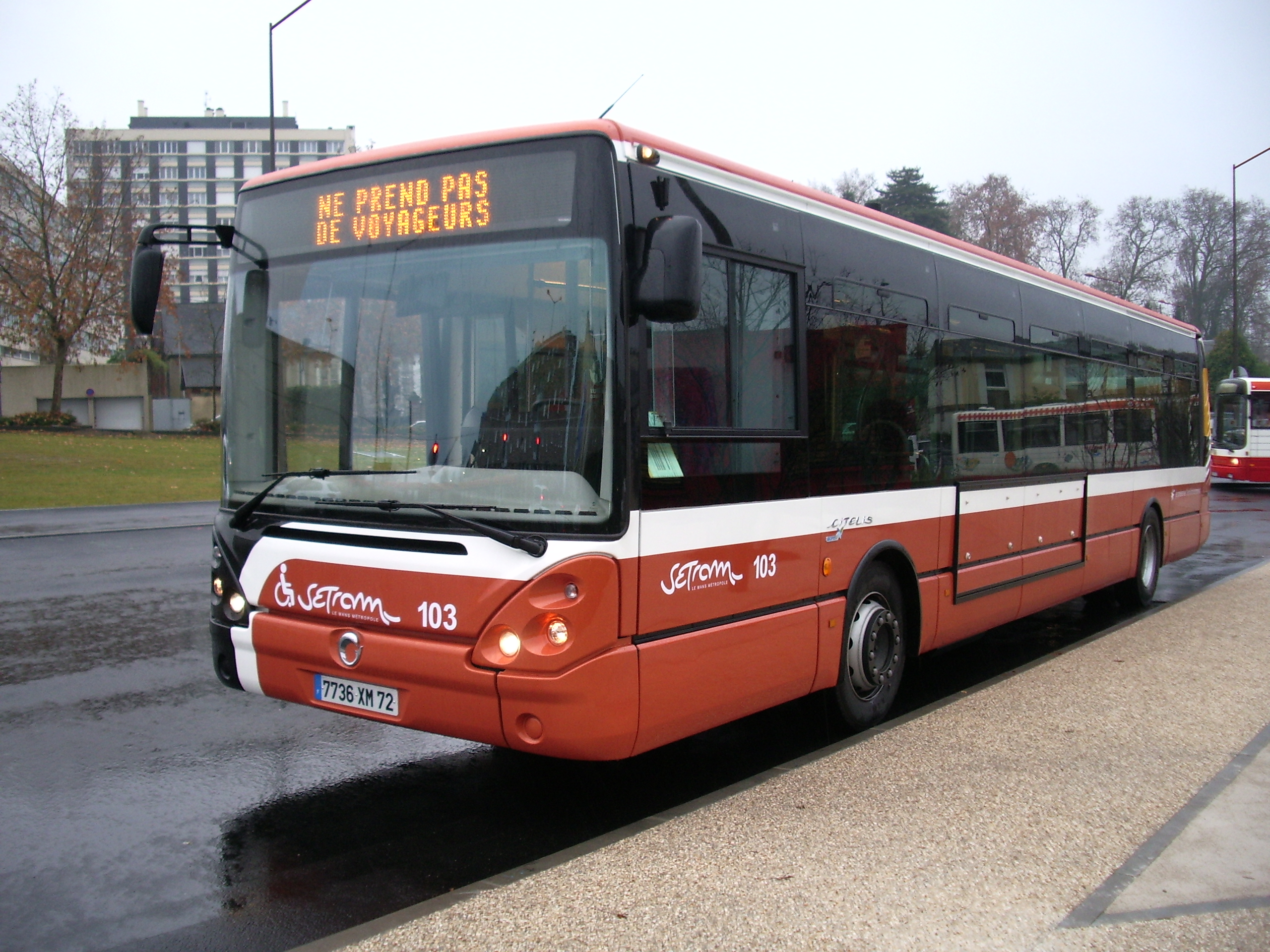
Bus portant la livrée appliquée depuis l'arrivée du tramway.

Le réseau (SETRAM) desservant l'agglomération est composé de vingt-deux lignes de bus et de deux lignes de tramway. Le service de bus, établi sur l'ensemble du Mans Métropole, comprend les communes les plus proches de la ville comme La Chapelle-Saint-Aubin, Yvré-l'Évêque ou encore Champagné. Certaines lignes poursuivant l'emprise de la ligne de tramway extra-muros comme la ligne 24 menant du terminus du tramway à Antarès, au sud du Mans, à la commune de Mulsanne, quelques kilomètres plus au sud. De même avec la ligne 28, à l'extrémité ouest de la ville, menant les passagers vers Rouillon.
La Setram a transporté 23 500 000 voyageurs en 2008, ce qui donne environ 95 000 voyages quotidiens pour près de 40 000 abonnés.
Le 16 septembre 2020 est mis en service le premier bus à hydrogène de la ville.

#### Le tramway

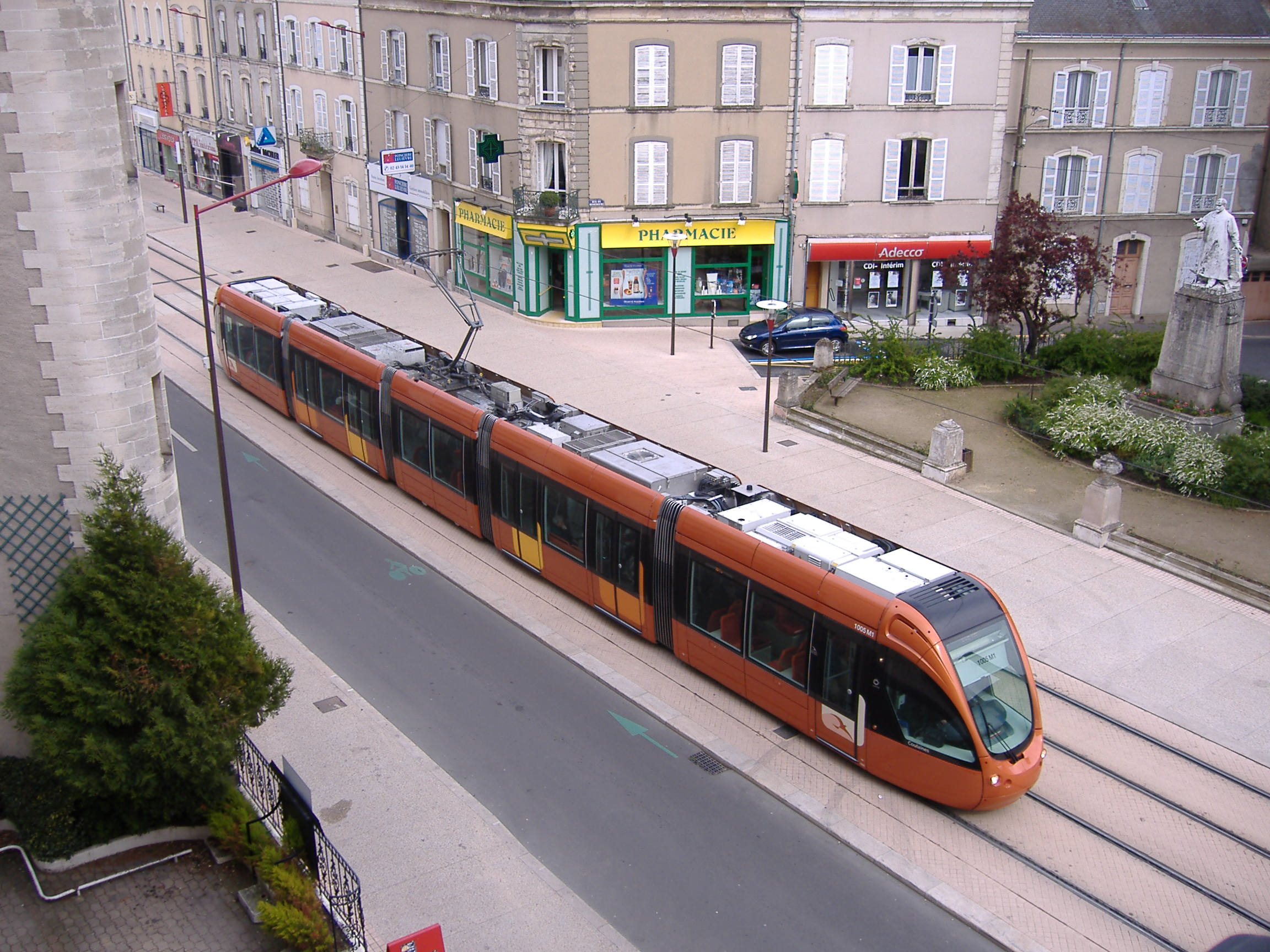
Le tramway avenue du Général-Leclerc.

Le Mans a déjà possédé par le passé un réseau de tramway, à la fin du XIXe siècle jusqu'en 1947. La ville propose une concertation en 1999, un an plus tard, l'État valide cette décision et à la mi-2001, une enquête publique est réalisée.
En 2002, la décision définitive est prise par la CUM puis une nouvelle enquête publique est faite en 2004. Le 18 janvier 2007, le maire accueille la première rame baptisée Désir, et les 17 et 18 novembre, la première ligne est lancée. Elle accueillera quelque 250 000 voyageurs en deux jours. La présence du tramway répond à une nécessité pour les besoins de déplacement d'un bout à l'autre de la ville. Avec 15,4 km de voies, la ligne principale comporte 29 arrêts. La fréquentation de la ligne est d'environ 45 000 à 48 000 passagers par jour. Le record de fréquentation a été atteint lors des 24 Heures du Mans 2009 avec plus de 57 000 passagers le 19 juin, jour de la parade des pilotes.
Le réseau possède deux lignes, Université/Antarès-Stade Marie-Marvingt et Espal/Bellevue-Hauts de Coulaines. Le tramway a ouvert de nouveaux espaces et offert une meilleure accessibilité notamment grâce au pôle multimodal train-tramway-bus-cars-taxis de la gare nord. Le tramway dessert le pôle universitaire, le pôle d'excellence sportive et le stade Marie-Marvingt.
Victime de son succès, le tramway montre des signes croissants de saturation, notamment lors des événements sur le pôle Antarès : à l’été 2025, des travaux sont réalisés pour augmenter la capacité des rames. 
Un réseau de bus en site propre dessert le pôle d'échanges multimodal de la gare nord jusqu'au Bois Joli à Allonnes depuis le 20 février 2016. (ligne T3)

## Toponymie et dénominations

### Vindunum

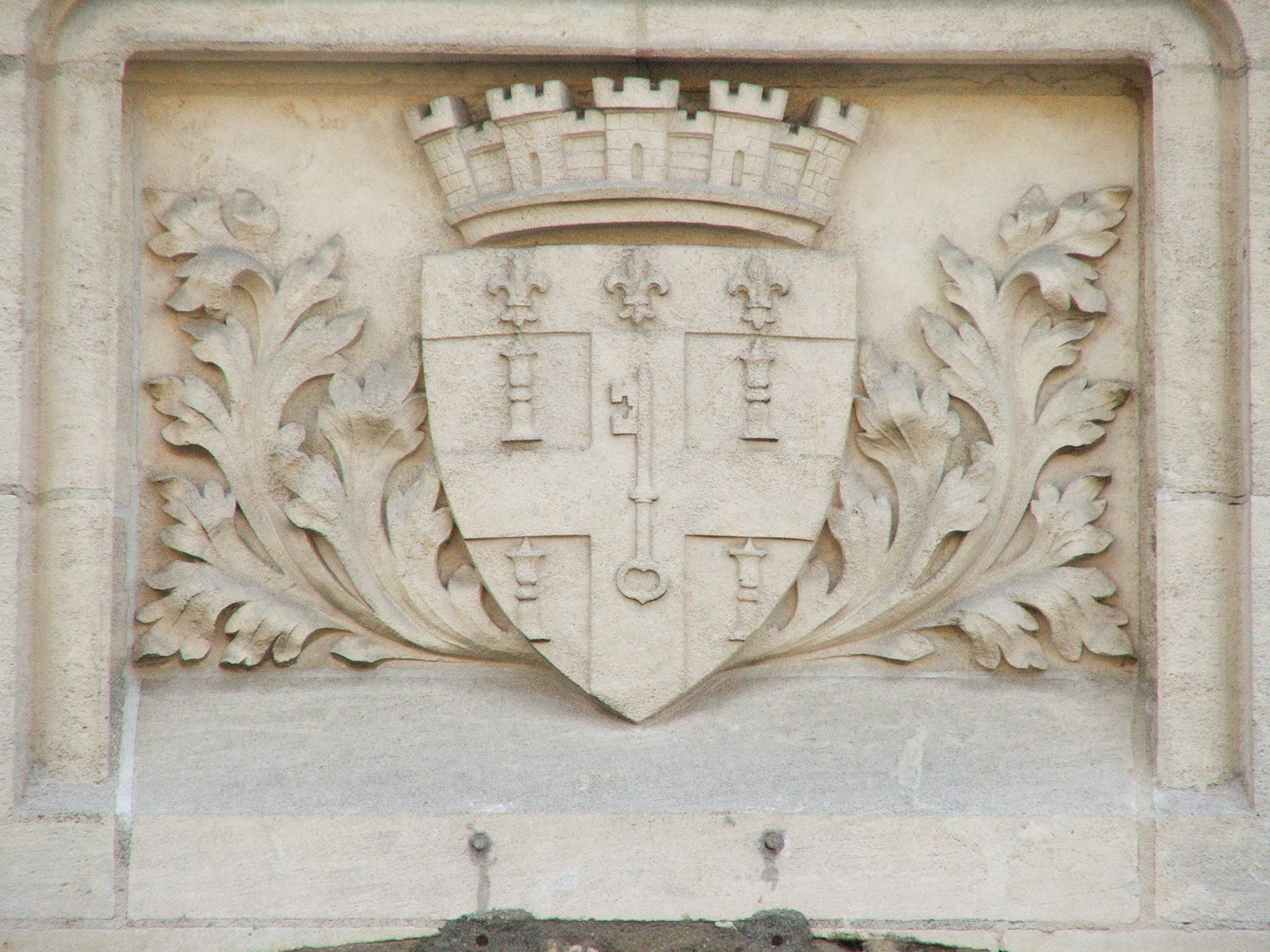
Blason de pierre de la ville.

La ville est attestée dès le IIe siècle av. J.-C. sous la forme Vindinon. À l'époque gallo-romaine, le nom de Vindunum est mentionné par le géographe Ptolémée.
Le toponyme primitif Vindinon est d'origine celtique (gaulois). Il est en effet composé des éléments Vindo- (« blanc ») et peut-être de dunon « citadelle, enceinte fortifiée, mont », à moins qu’il ne s’agisse que du suffixe -ino- attesté dans la toponymie gauloise (cf. Caracotinum ou Barentinum), d'où le sens global de « citadelle blanche » ou plus simplement « la Blanche »[réf. nécessaire]. Sur la Table de Peutinger, on trouve également le nom de Subdinum qui est une cacographie, elle-même d’après la cacographie Suindunum, selon la plupart des spécialistes[Lesquels ?].

### Le Mans
La ville prend au IVe siècle le nom du peuple gaulois des Aulerques Cénomans, dont elle était le chef-lieu, la Civitas Cenomanorum. De nombreuses autres cités gallo-romaines ont connu un changement de nom similaire à cette époque, notamment Lutèce qui est devenue Paris (cité des Parisii). La ville est mentionnée comme Ceromannos au Ve siècle, Ceromannis au VIe siècle, réduit à *Celmans, forme déduite d’après la mention in pago Celmannico en 765,. On trouve aussi des formes du type Clemanes dans la Vita de saint Maximin au (VIIe siècle), puis « Hlemanes » au IXe siècle, enfin Lemanes. La première mention en tant que Mans date du XIIe siècle, dans le Roman de Rou ; Prez del Mans. Une charte de 1264 réserve même toute une partie à la cité avec son Chapitre dou Mans. Le remplacement de la syllabe ce- par l'article « le » a eu lieu au XIIe siècle, lorsque ce- a été assimilé à l'adjectif démonstratif « ce ».
Le peuple des Cénomans a aussi donné son nom au Maine, la province dont Le Mans était capitale. Les peuples gaulois sont d'ailleurs souvent à l'origine du nom d'une ville et de sa province. Cela est notamment vrai pour Angers et l'Anjou, Tours et la Touraine, Saintes et la Saintonge, Poitiers et le Poitou, Rodez et le Rouergue, Bourges et le Berry ou encore Limoges et le Limousin.
L'ancienne prononciation du nom de la ville est connue grâce à Jacques Peletier du Mans, entre autres, qui signalait au XVIe siècle (dans une orthographe personnelle qu'il essayait de diffuser) : « Vrèi et qu'en Normandie, é ancous en Bretagne, an Anjou, é an votre Meine… iz prononcet l'a devant n un peu bien grossement é quasi comme s'il i avoèt aun par diftongue ; quand iz diset Normaund, Aungers, le Mauns, graund chose. » La graphie le Mauns reflète la diphtongaison du [a] nasalisé. La diphtongue nasale /ɛ̃ɔ̃/ est typique de l'ouest de la France et se retrouve toujours dans les langues d'oïl de ces régions.
Les communes absorbées en 1855 ont porté, durant la Révolution, des noms révolutionnaires :
- Saint-Georges-du-Plain a été renommée « L'Unité-sur-Sarthe »[63] ;
- Sainte-Croix a été renommée « Croix-Gazonfière »[64].

### Dénominations et surnoms

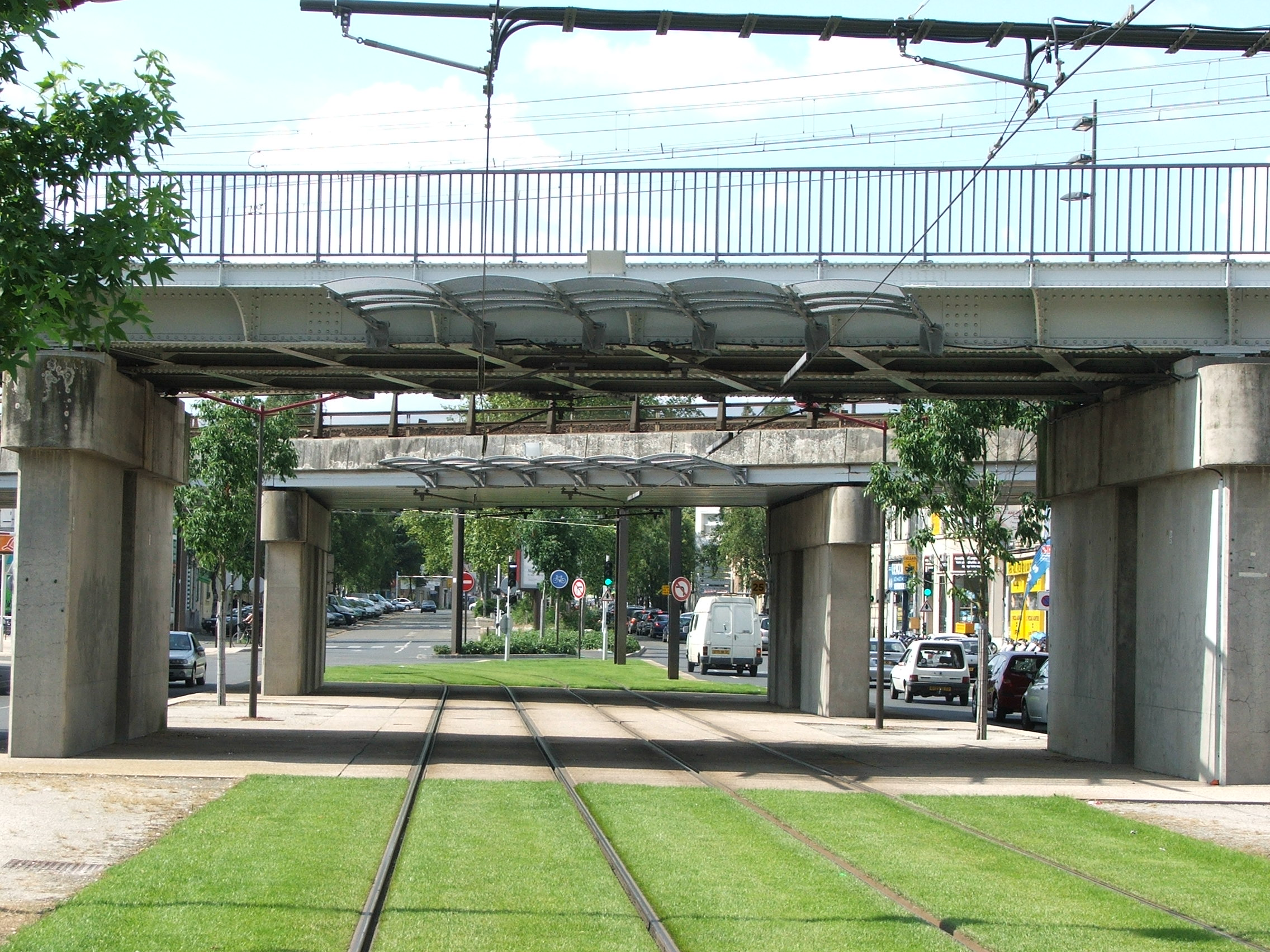
Les viaducs de l'avenue Jean-Jaurès, symboles du passé industriel de la ville.

Le Mans est baptisée de divers surnoms. Ils évoquent surtout l'histoire de la cité, plus que ses qualités propres.
- La capitale du sport automobile[65] pour avoir organisé le premier Grand Prix de France en 1906, puis pour la tenue annuelle des 24 Heures du Mans. Plus sommairement, elle est désignée comme « capitale internationale de l'automobile »[66] ou « Le berceau de l'automobile »[Biblio 5] par les médias car la ville a vu naître dans ses murs La Mancelle, première voiture commerciale produite en série en France.
- La ville rouge[Biblio 6], pour la couleur de sa muraille. « La cité Sang et Or », du fait de la couleur de son blasonnement. On la désigne également sous la dénomination de « Cité Cénomane » ou de « Cité des Cénomans »[67],[68].
- La ville lumière, à l'instar de nombreuses autres villes, dès le XIXe siècle du fait qu'elle fut l'une des premières à recevoir l'électricité. Depuis la rénovation de la cathédrale en 2000, puis l'arrivée de La Nuit des chimères, ce surnom lui est revenu[69].
- L'ouvrière, ayant été l'une des plus grandes plaques tournantes industrielles de l'Ouest de la France durant les XIXe et XXe siècles. « La plaque tournante de l'Ouest »[Biblio 7] ou « Porte de l'Ouest »[70] pour son réseau autoroutier et son rôle de distributrice ferroviaire.
- La ville de cire du XVIe siècle au XIXe siècle, pour sa production de cire, notamment dans l'ancien quartier du Pré. Les bougies du Mans étaient les principales présentes dans les cours de l'Ancien Régime. Les dernières fabriques ont fermé à la fin du XIXe.
- La ville de soie pour sa production d'étamine de grande qualité aux XVIIe et XVIIIe siècles[Biblio 8].
- La ville des tanneurs au cours des siècles du XIIe au XVIIIe siècle, car les tanneurs occupaient une place importante notamment au bord de la rivière Sarthe. Un parc baptisé "des tanneurs" a été inauguré là où les travailleurs de peaux de bête vivaient et excellaient dans l'art de produire du cuir.

Les habitants du Mans étaient autrefois surnommés « Normands et demi » (surnom moqueur tiré du fait que le chapon du Mans valait le prix de 1 mansais ou mansois [ancienne monnaie des seigneurs du Mans] = 1 normand ½, soit 1 denier ½ français).

## Histoire
Le Mans est considérée comme la première ville ayant réalisé un traité d'alliance européen, avec la ville allemande de Paderborn. Cette première alliance est parfois nommée « la lumière de l'Europe ». Les deux villes signèrent le premier traité trans-frontalier de confraternité d'Europe en 836.
Ses habitants la proclamèrent également première commune rattachée au pouvoir royal de France, en 1066.

### Du Néolithique à la fin de l'Antiquité

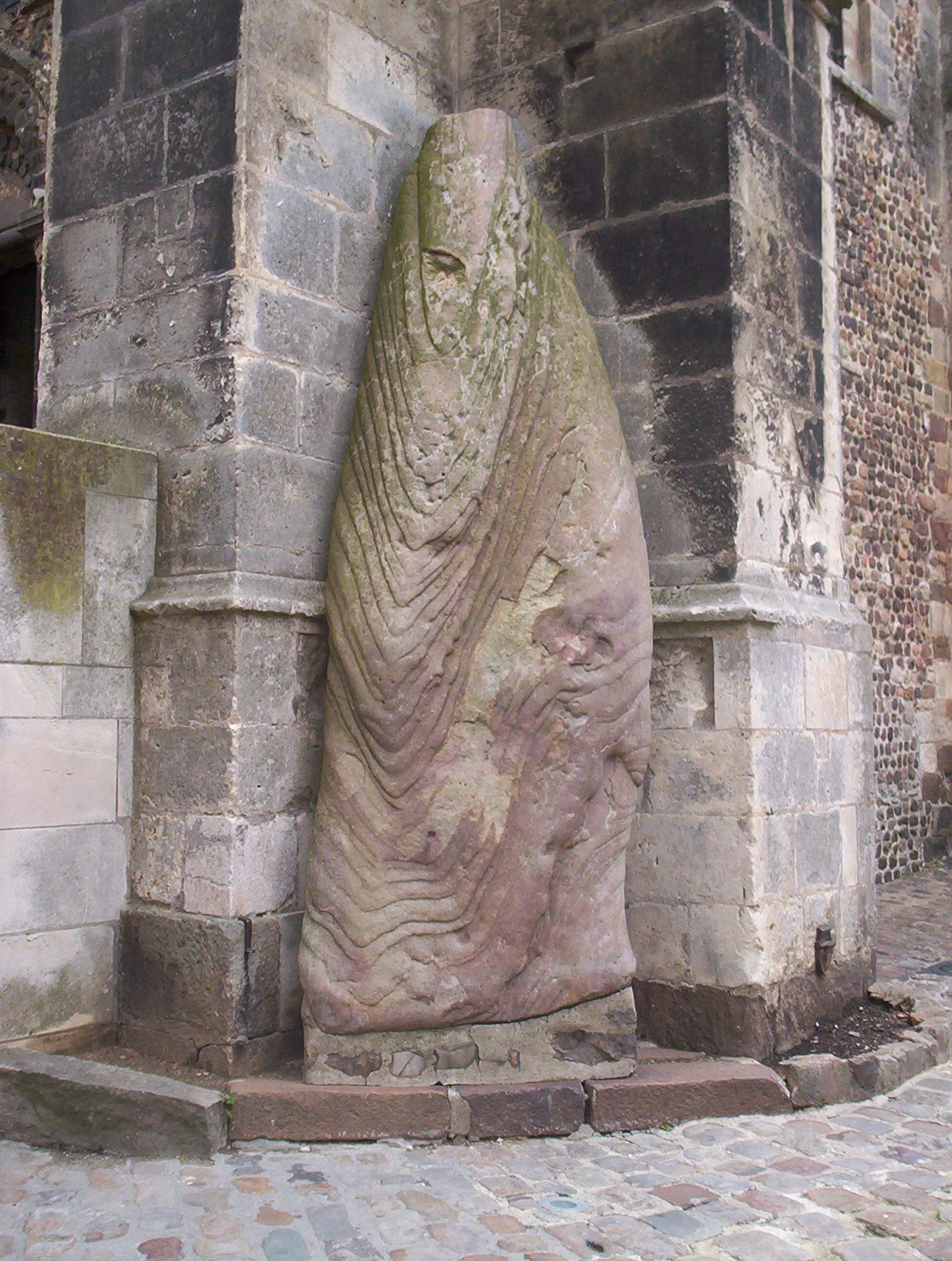
Le menhir primitif.

Les premières traces humaines sur le sol du Mans datent d'environ 4 000 ans av. J.-C. Elles se trouvent d'abord sur la butte du Vieux-Mans. Les premiers habitants laissent derrière eux des pierres taillées ainsi que des outils et des bois d'œuvre. Un menhir aujourd'hui nommé Pierre au Lait se dresse encore de nos jours, exposé au public, sur le côté nord de la cathédrale qui fut construite sur le lieu même des anciens cultes païens. Ces premiers habitants, peu connus, sont envahis et assimilés par des Celtes : les Aulerques qui s'installent entre Loire et Seine. Une tribu naît alors : les Cénomans. Parmi les autres Aulerques, on trouve les Diablintes (en Mayenne) et les Éburovices (Normandie). Les Aulerques cénomans sont des bâtisseurs, agriculteurs et commerçants importants. Le trésor des Sablons, trouvé au sud du Mans dans le quartier éponyme, a prouvé l'importance du commerce dans la ville avant même l'arrivée des troupes romaines en Gaule, et les productions monétaires Cénomanes idem. Jules César relate dans sa Guerre des Gaules que les Cénomans envoient 5 000 hommes à Vercingétorix pour le combattre, soit un quart de tous les combattants de l'Ouest de la Gaule. Le chiffre atteste de leur puissance parmi les autres peuplades de l'Ouest.

Vue de la muraille nord-ouest du Vieux Mans.

La ville gauloise de Vindunum ou Vindinum (du celte vindo- blanc) est la capitale des Aulerques Cénomans. Elle est conquise en 56 av. J.-C. par les troupes romaines et prend dès lors le nom de Civitas Cenomanum ou Civitas Cenomanensis (la cité des Cénomans) qui devient Celmans, Cel Mans, puis Le Mans. Les grandes traces des premières occupations romaines apparaissent en marge de la vallée du ruisseau d'Isaac, à l'est du Vieux-Mans. Dès le milieu du Ier siècle, la ville se romanise. La paix apportée par les Romains profite à l'expansion de la ville et déjà des faubourgs se placent sur la rive droite de la Sarthe. Deux aqueducs sont bâtis afin de fournir de l'eau aux habitants de la ville. Par la suite, on construit des thermes ainsi qu'un forum (actuelle place Saint-Michel) et un amphithéâtre (actuels quinconces des Jacobins). À la fin du IIIe siècle, la ville est entourée d'une enceinte pour pouvoir faire face aux invasions barbares. La ville enserrée est limitée à 9 ha, soit les limites de la butte initiale de la ville. Pendant l’Antiquité tardive, la ville est à la fois centre administratif de la civitas des Cénomans et siège de préfecture militaire, contrôlant les routes de tout l'ouest de la Gaule. La ville est administrée au cours du Ve siècle par les Francs qui se "romanisent".

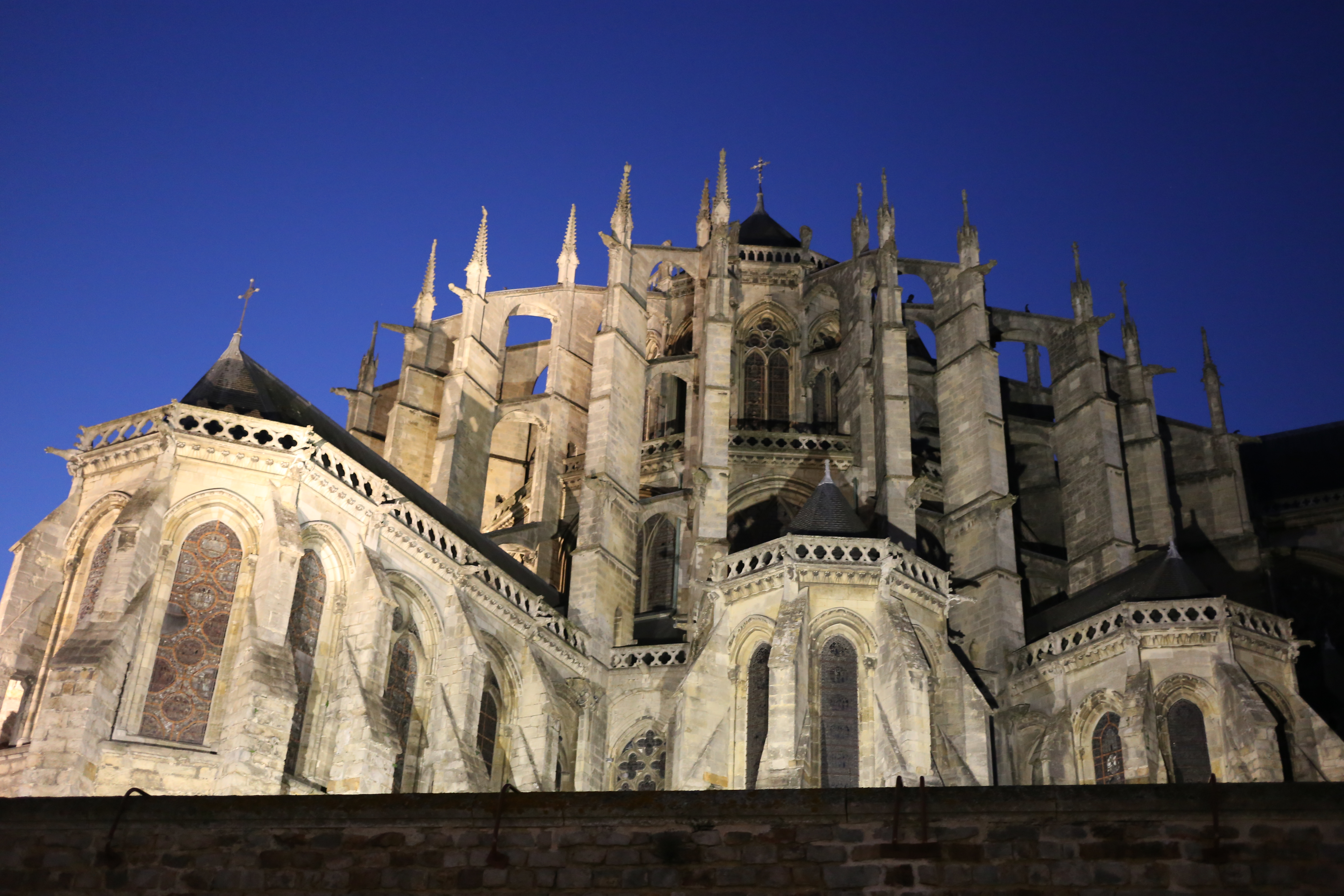
Cathédrale Saint-Julien

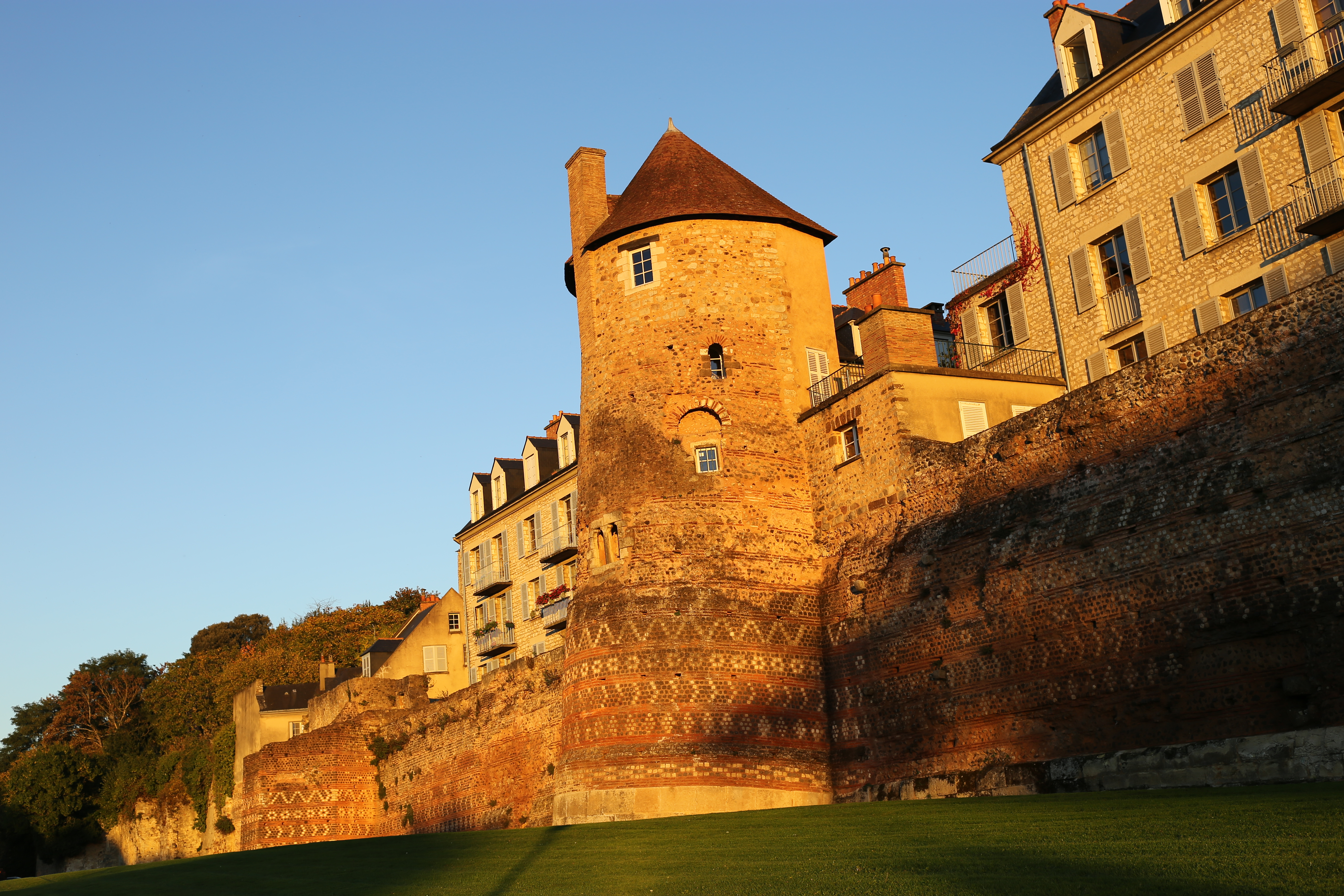
Remparts de la cité Plantagenêt

### Du Haut Moyen Âge à la Renaissance

#### Christianisation et début du haut Moyen Âge
Le christianisme semble pénétrer dans la ville du Mans aux alentours du IVe ou du Ve siècle sous l’influence de Tours. Selon la légende, saint Julien et ses disciples seraient les premiers évangélisateurs de la ville et de ses alentours, saint Julien étant considéré comme le premier évêque du Mans. Mais les sources les plus récentes sur la vie de saint Julien datent du IXe siècle. Victeur étant le premier évêque historiquement attesté du Mans participant à un concile, à Angers en 453 puis à Tours en 461.
En 490 ou en 510, Clovis renverse par la force Regnomer, frère du roi Ragnacaire, pour rattacher son domaine au royaume franc. La situation géographique de la ville en fait un lieu de convergence principal de deux grandes routes de Neustrie. Afin de s'en assurer un contrôle total, les Mérovingiens placent des hommes de confiance à l’évêché de la ville, afin de mieux la contrôler.
Charlemagne en fait à son tour une place forte d'entrée dans la marche de Bretagne. Elle devient ensuite une citadelle de la nouvelle frontière de l’empire franc.

#### Les temps des conquêtes: Bretons, Vikings et Normands
« Puissants Cénomans illustres par votre loyauté glorieuse sous les armes »

— Guy d'Amiens, Carmen de Hastingae Proelio, v. 257-258, 1100.
Au IXe siècle, la ville a fort à faire contre les envahisseurs. Après les Bretons, repoussés de justesse, ce sont les Vikings qui remontent la Loire, la Maine et la Sarthe pour se présenter à ses portes. Par deux fois, en 844 puis en 865, ils parviennent à la piller sans pour autant la détruire. En 836, les reliques de saint Liboire sont mises en sécurité en Allemagne, à Paderborn, où se trouve un palais royal fondé par Charlemagne. Les deux villes concluent alors un « pacte d'éternelle fraternité ».
Viennent ensuite le temps des conflits féodaux. Les inimitiés entre les Normands et les Manceaux (parti « Angevin ») sont vigoureuses pendant de nombreuses décennies, mais dans une cité située à la confluence de la Normandie et de l'Aquitaine, les dissidences sont nombreuses, les comtes et les évêques se vendent au plus offrant sans jamais vraiment respecter leurs engagements[réf. nécessaire]. Le roi de France, lui, ne s’affirme jamais, soutenant tantôt un côté, tantôt l’autre.

« La ville du Mans, enragée comme une chienne, est très ancienne et son peuple, toujours à la révolte contre ses maîtres, est insolent et sanguinaire »

— Orderic Vital, Historia ecclesiastica, Livre IV, XIIe siècle.
Après la conquête de la ville vers 1060, Guillaume le Bâtard duc de Normandie, n'est guère rassuré par le peuple manceau, qu’il juge révolté au possible. Il décide de s’installer durablement. Pour ce faire, il érige le donjon et fait construire deux mottes surélevées : le grand et le petit Barbet (sur le Petit Barbet, déjà terrain d’entrainement militaire gallo-romain, se trouve aujourd'hui le lycée Montesquieu).
Guillaume doit faire face à trois insurrections mancelles : en 1063, en 1069 et en 1083. Au sud de la vieille ville, il modifie l'entrée depuis le faubourg Saint-Nicolas, et fait recréer par la même occasion la collégiale Saint-Pierre-la-Cour. Pour le reste de sa vie, Guillaume n'administre plus la cité que de loin. Pourtant, la ville est la première à bénéficier d’institutions communales en France, dès 1070, sous l’égide de l’évêque et en lien avec les institutions s'inscrivant dans la paix de Dieu. En juin 1098, Guillaume le Roux, fis et successeur de Guillaume vint secourir la ville occupée par Foulques IV d'Anjou.

#### La dynastie Plantagenêt

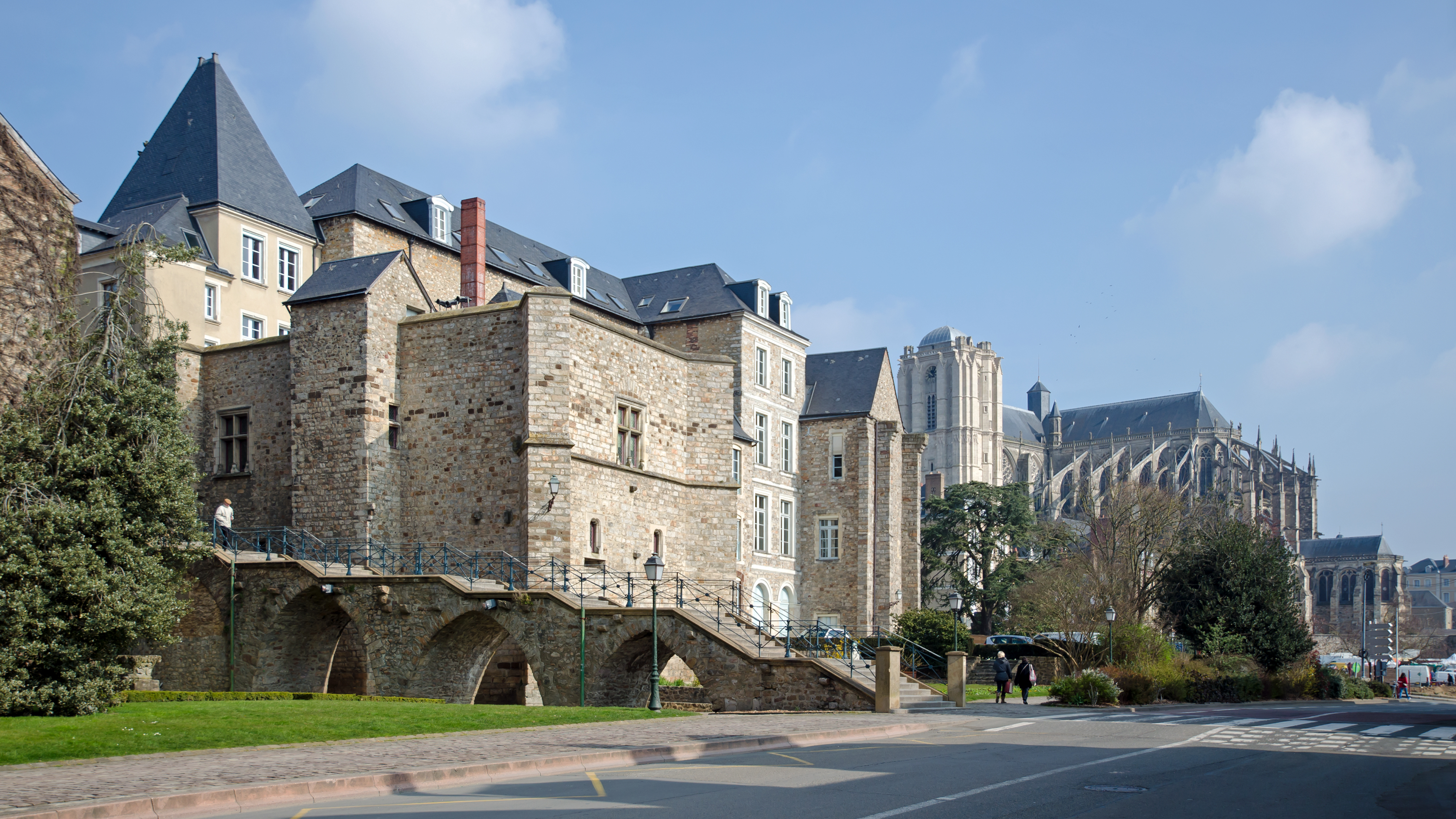
Palais comtal Plantagenêt où naquit, futur roi d'Angleterre.

Erembourge, fille d’Hélie Ier du Maine est donnée en mariage à Foulques V le Jeune, comte d’Anjou, en 1110, ce dernier ayant succédé à son père en 1109. Le Maine passe alors sous la tutelle angevine, et devient définitivement une possession des comtes d’Anjou en 1124 à la mort d’Erembourge. Geoffroy le Bel, leur fils, succède à son père en tant que comte d’Anjou en 1129 et reçoit le comté du Maine à titre héréditaire, avec les comtés d'Anjou et de Touraine. Il règne sur ces territoires de 1129 à 1151. En 1128 il épouse, au Mans, Mathilde d'Angleterre, fille d’Henri Ier d’Angleterre et petite-fille de Guillaume le Conquérant. Elle lui apporte par son ascendance non seulement la Normandie, mais en plus les espérances de régner un jour sur le trône d'Angleterre. Leur fils Henri II, né au Mans en 1133, devient roi d'Angleterre en 1154.Il administre l'empire Plantagenêt depuis Angers et Chinon, un plus grand domaine que celui du roi de France, alors qu'il en est le vassal. Les sénéchaussées du Maine sont d'ailleurs administrées par les sénéchaux d'Anjou et du Maine.
Le Maine, et par extension Le Mans, se trouve au centre de l’ensemble Plantagenêt occupant une place stratégique d’axe Nord-Sud et un rôle de marche face au royaume de France. Au XIIe siècle, les résidences comtale et épiscopale sont sujettes à des travaux. La qualité architecturale mise en œuvre montrant l’importance de la ville du Mans dans l’itinéraire Plantagenêts. Henri II notamment séjourne régulièrement au Mans, dans la ville où il est né.
En 1189, Philippe Auguste et Richard Cœur de Lion viennent assiéger le Mans, où Henri II s'est réfugié. Ce dernier s'enfuit avec une escorte pour rejoindre Chinon. Richard qui s'est lancé aux trousses de son père tombe sur son arrière garde commandée par Guillaume le Maréchal qui tue le cheval du jeune Richard et tient à sa merci ce dernier : « Par les jambes de Dieu, Maréchal ne me occiïez pas, se serait mal. je suis tout désarmé ainsi » ce à quoi le Maréchal lui aurait répondu : « Nenni ! Que le diable vous tue, car je ne vous tuerai pas ».
C’est en 1204, après l’annexion de Philippe Auguste du Maine au royaume de France, que la ville sera remise par ce dernier à la veuve de Richard Cœur-de-Lion, Bérengère de Navarre en échange de son douaire. Peu appréciée au sein même de la ville dont elle est censée être maîtresse, elle doit se méfier de tout le monde. Pour elle, les 26 années passées seule au Mans sont des années d'exil. Elle passe la majeure partie de sa vie au palais royal Plantagenêt. Elle est la commanditaire de l'abbaye de l'Épau dès 1229, où elle fait entrer les moines cisterciens.

#### La guerre de Cent Ans et le rattachement à la Couronne

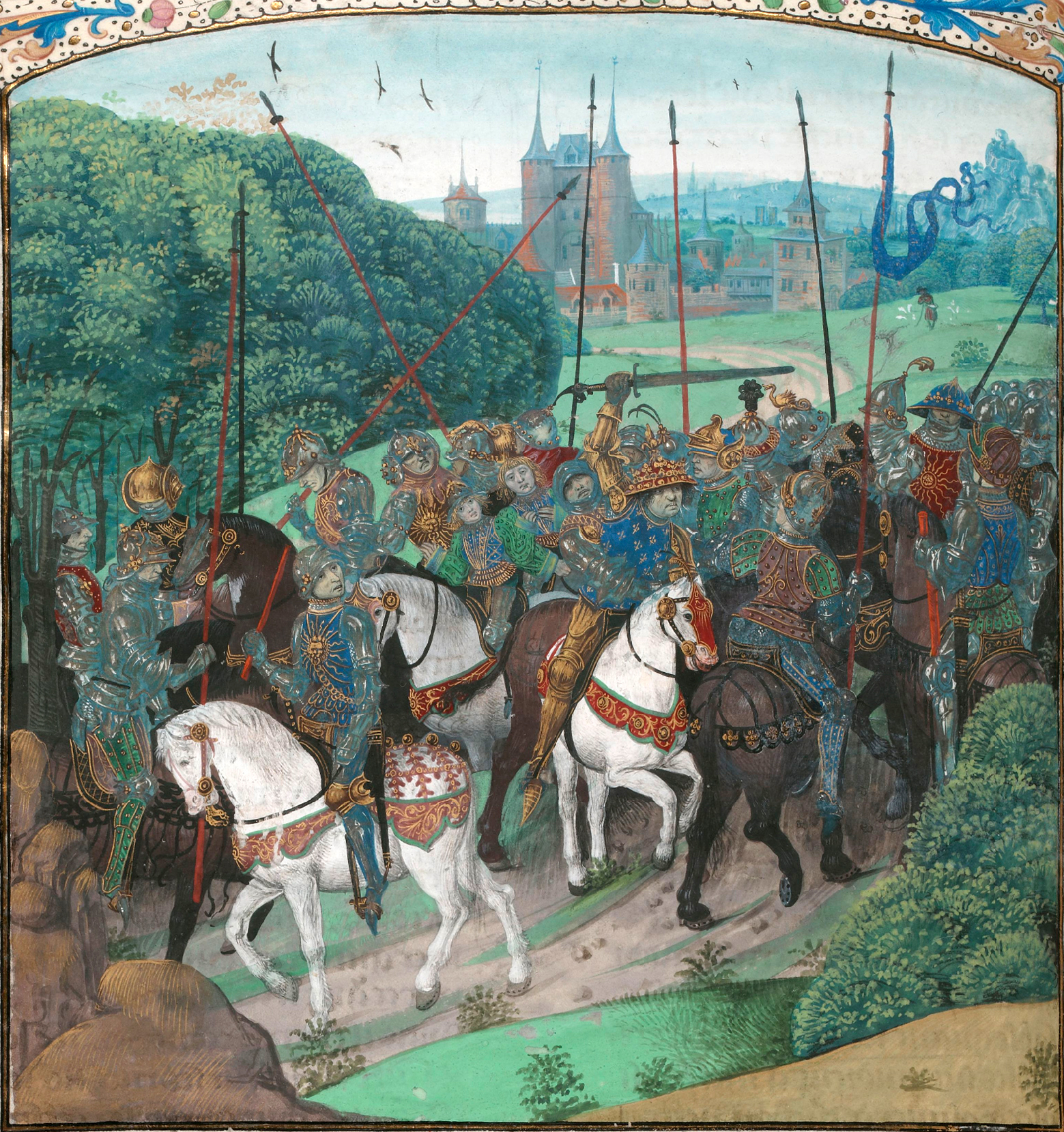
Folie de Charles VI au Mans.

Les remparts, toujours debout, empêchent les Anglais menés par le duc de Lancastre de prendre la ville en 1356. Du Guesclin entre au Mans en 1370. Le 5 août 1392, Charles VI repart d'une visite dans la ville. Il est pris d'un accès de folie dans une forêt au sud de la ville. Il attaque sa propre troupe et tue quatre personnes avant d'être maîtrisé. Sa lucidité revient après deux jours, mais ce n'est qu'un début, et ces accès de folie se multiplient.
Après Azincourt, le traité de Troyes en 1420 met tout le comté sous domination anglaise. La ville est le lieu de tous les excès. Les actes de résistance, tout aussi nombreux que contre Guillaume le Conquérant près de quatre siècles auparavant, sont sévèrement punis[réf. nécessaire]. En 1428, John Talbot s'empare de la ville.
La ville ne redevient française qu'en 1448.Lorsque Charles VII, établit dans le château de Lavardin, reprend la ville au Anglais. Le dernier comte du Maine, Charles V, meurt en 1481. Ses biens sont légués au roi de France, Louis XI. Le Maine revient donc au domaine royal. Ses habitants ont dès lors le droit d'élire un maire ainsi que des échevins. C'est la fin de l'époque de domination bi-latérale de la ville : un côté religieux avec l'évêque, et l'autre féodal avec le comte. L'évêque devient à son tour, au service du roi (qui le nomme) et la ville est gérée par une véritable municipalité dont une grande partie est tout de même choisie par le pouvoir royal.

### De la Renaissance à la Révolution française
La ville conserve aujourd'hui un certain nombre d'édifices bâtis entre le XVIe et le XVIIe siècle à l'image des maisons du Pilier rouge, des Deux Amis, d'Adam et Ève ou encore de l'hôtel de Vignolles. Les funérailles de Guillaume du Bellay qui ont lieu le 5 mars 1543 sont un évènement national.
Elles permettent notamment le rassemblement dans la ville de Pierre de Ronsard, Jacques Peletier du Mans et Joachim du Bellay. Jacques Peletier publie, dans ses Œuvres Poétiques, un poème de Joachim du Bellay intitulée À la ville du Mans. Les poètes manceaux Nicolas Denisot et Jacques Tahureau font à leur tour leur entrée dans la Pléiade en 1553. René du Bellay est plus tard le protecteur de Pierre Belon lorsqu'il sera évêque du Mans. Mais l'essor économique et culturel de la ville est stoppé dans la seconde moitié du XVIe siècle à cause des guerres de religion. Pendant trente ans, la ville est déchirée : l'évêque et le lieutenant général sont fidèles au roi alors que le présidial est considéré comme ligueur dans son ensemble. L'hôtel du petit Louvre, refuge de Jean de Vignolles est un fief protestant reconnu. Le ligueur Bois-Dauphin s'empare par la force du château du Mans en février 1589, mais Henri IV se rend au Mans en décembre 1589. Il mène un combat rapide à l'actuelle Place de l'Éperon, avant que les Manceaux ligueurs ne capitulent. Les dégâts sont ainsi limités mais les faubourgs de la rive droite, ainsi que le faubourg Saint-Nicolas ont beaucoup souffert.

#### LesXVIIeetXVIIIesiècles

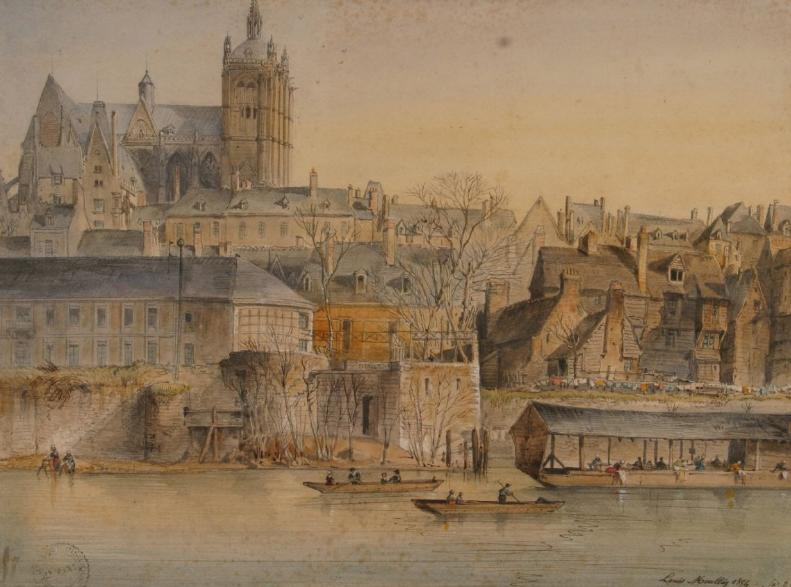
Peinture de Louis Moullin.

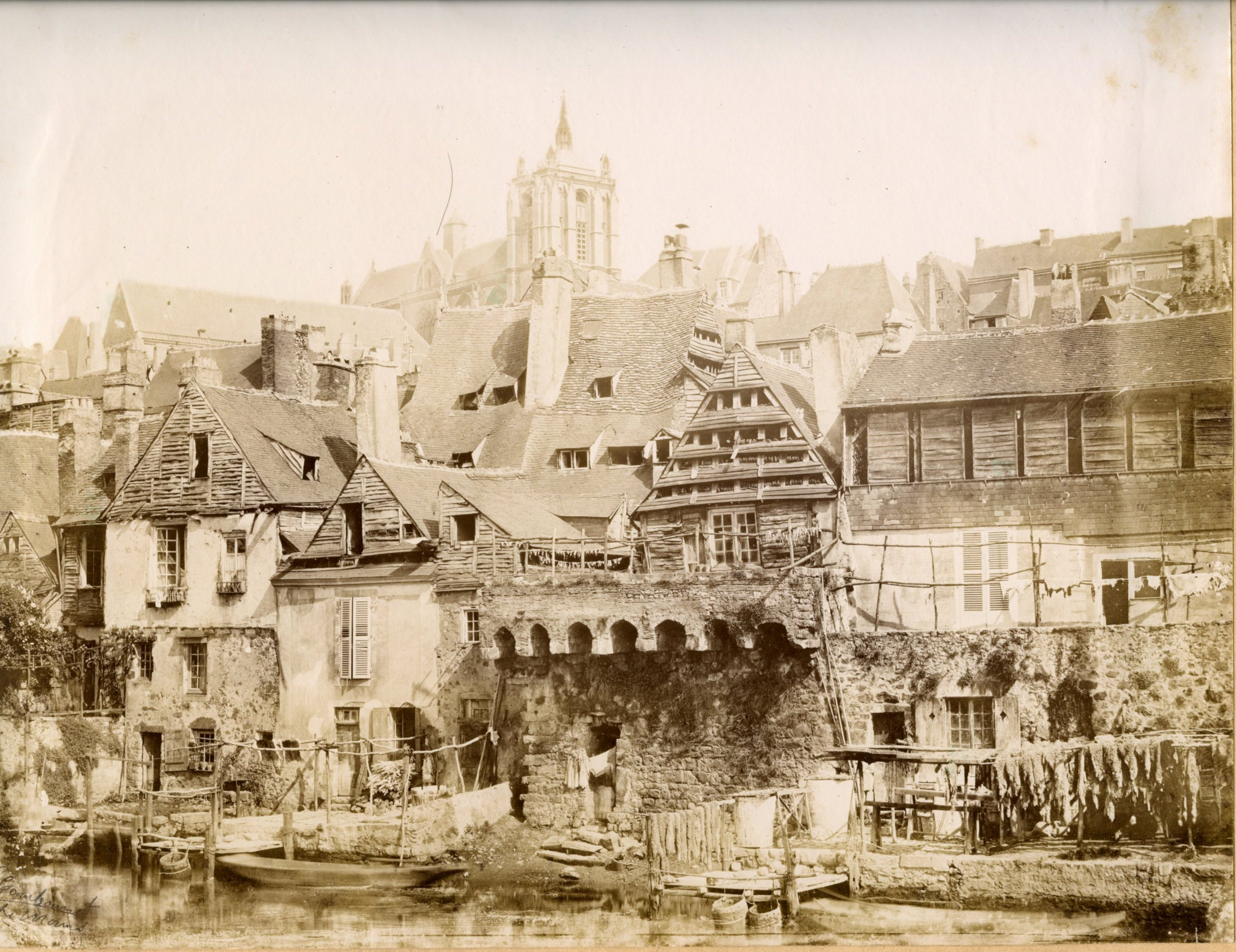
Milieu du XIXe siècle.

Dès la fin du XVIe siècle et jusqu'à la Révolution on trouve un important savoir-faire pour les sculptures de terres cuites polychromiques, aujourd'hui visibles dans les musées du Mans ou dans les édifices religieux de la ville. De telles œuvres d'art trouvent leurs racines dans les œuvres de Germain Pilon. D'un autre côté, les XVIIe et XVIIIe siècles sont marqués par le développement de la production de cire et de textile. La qualité de la cire du quartier du Pré est reconnue et recherchée jusque dans les grandes cours européennes. Deux églises continuent de s'imposer à une ville qui demeure assez resserrée sur elle-même : la cathédrale Saint-Julien et la collégiale Saint-Pierre-la-Cour. Les populations hésitent à s'installer dans les faubourgs. Pendant des siècles, ils ont été les premiers touchés par les guerres incessantes. Pourtant, marque d'une nouvelle expansion (et de l’offensive de la Contre-Réforme tridentine), en quarante ans (1602-1642), pas moins de cinq nouveaux ordres religieux s'installent dans les faubourgs en créant cinq nouveaux monastères. Les tisserands et travailleurs du lin, du cuivre ou du chanvre, sont repoussés sur les bords de la rive gauche de la Sarthe. Les nouveaux « quartiers bas » voient le jour. Sales et lugubres, il faudra attendre la deuxième moitié du XIXe siècle pour les voir disparaître à l'image des quartiers de Gourdaine ou du faubourg des Tanneries.
Au XVIIIe siècle, l'agglomération comprend seize paroisses dont onze sur la rive droite. À l'est et au sud de la ville, la population s'étend et la vie économique s'installe place des Halles. L'extension urbaine est limité par les terres cultivées qui appartiennent aux monastères. L'administration royale voit l'évolution de la ville et y installe de nouveaux magistrats et officier royaux. Les élites deviennent bourgeoises. Les riches négociants quittent la colline originelle pour s'installer dans les nouveaux faubourgs du sud et de l'est : ce sont les futurs quartiers République et Bollée. Des hôtels riches et spacieux sont bâtis en dehors des murailles à l'image de l'hôtel Desportes de Linières, bâti en 1760.

### De la Révolution française auXXIesiècle
Lors de la période révolutionnaire, des prêtres du diocèse ainsi que l'évêque du Mans, Jouffroy-Gonsans, trouvent asile à Paderborn.
La bataille du Mans, les 12 et 13 décembre 1793, constitue l'affrontement le plus meurtrier de la guerre de Vendée lors de la Virée de Galerne.
L'armée vendéenne atteint Le Mans le 10 décembre 1793, après un court combat à Pontlieue. Cette réussite est de courte durée et, bientôt, les Vendéens, désorganisés, sont contraints de se replier sur Laval. L'affrontement sanglant dans la cité verra aussi le massacre de milliers de traînards entre Le Mans et Laval. 10 000 à 15 000 Vendéens sont tués, parfois lors d'atrocités qui n'auront d'égales que les colonnes infernales qui suivront, et qui tranchent avec le calme relatif avec lequel la cité cénomane traversera la Révolution de 1789, la reconquête éphémère de la cité par les chouans en 1799, puis l'Empire.

#### Les révolutions politiques et économiques duXIXesiècle
Très vite, les Manceaux comprennent l’importance du chemin de fer. La gare du Mans est ouverte aux circulations des trains le 28 mai 1854, ce qui se traduit par trois jours de fêtes.
En 1842, Ernest Sylvain Bollée installe sa fonderie de cloche et par la suite crée plusieurs grandes entreprises. Son fils, Amédée Bollée père crée plusieurs voitures à vapeur à partir de 1873. En 1896, Amédée Bollée fils fabrique sa première voiture à essence.
Les 11 et 12 janvier 1871 a lieu la Bataille du Mans. 3492 militaires français et 362 militaires allemands morts dans ce combat furent réunis dans un ossuaire situé en ville, dans le « grand cimetière de l'Ouest ».
Avec l’essor de l’automobile, Georges Durand fonde l’Automobile club de la Sarthe qui deviendra l’Automobile club de l’Ouest (ACO). Il organise un premier grand prix en 1906, ancêtre de la célèbre course des 24 Heures du Mans.

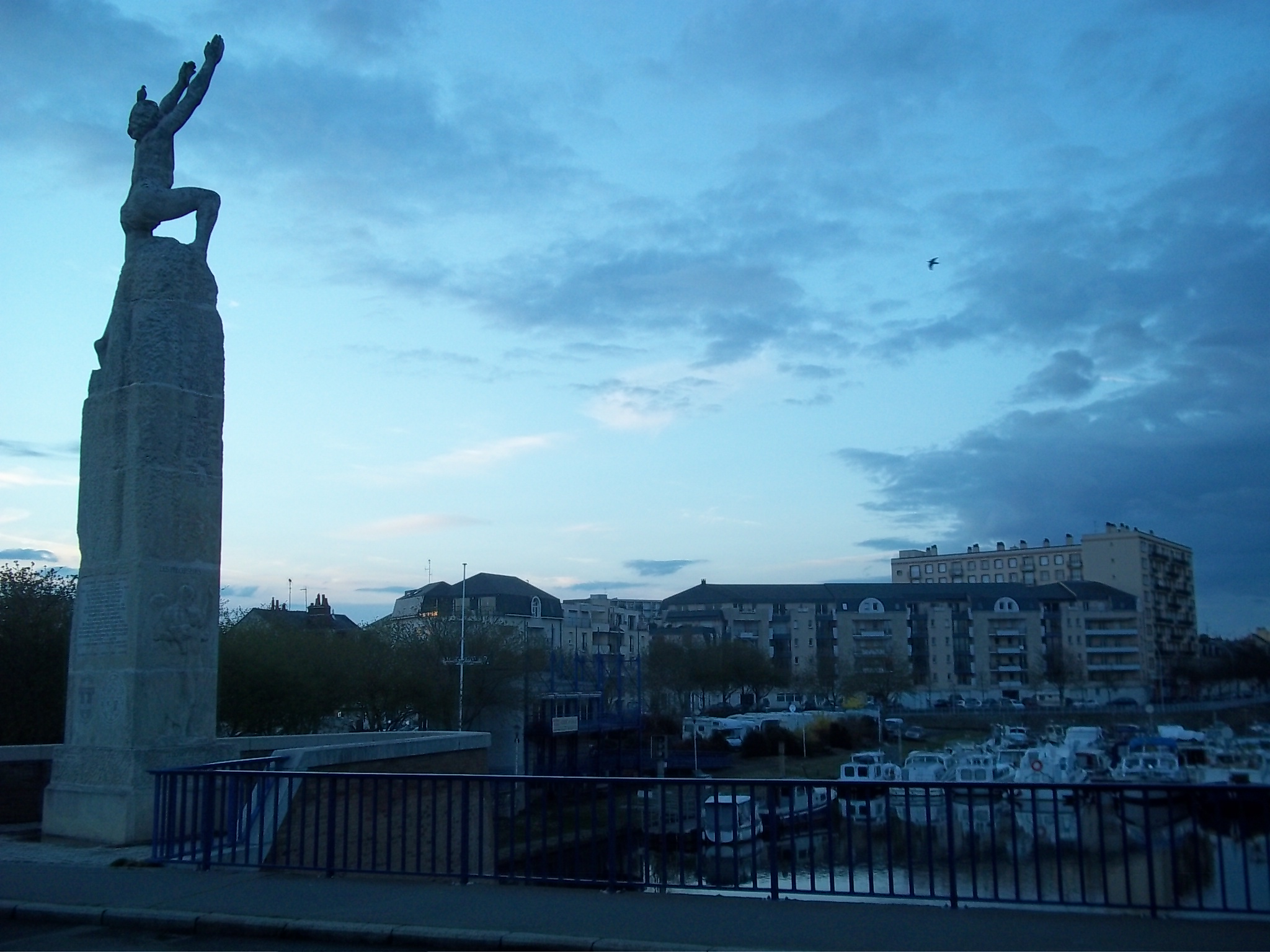
Hommage à Wilbur Wright

C'est au Mans, par Ariste Jacques Trouvé-Chauvel un autre passionné d'automobile que passe la création des premières banques décentralisées et Société d'assurance Mutuelles dès 1841, inertie donnant plus tard naissance aux groupes d'assurances, de banques et de mutualités.
Parallèlement, l'aviation connaît ses premiers balbutiements initiés par les frères Orville et Wilbur Wright. Wilbur est invité par les frères Bollée, et c'est aux Hunaudières le 8 août 1908 qu'à lieu le premier vol public du Flyer III.
Aux Jacobins, se tient le plus grand marché de la région Ouest. Avant la guerre, il absorbe la plupart des marchés locaux du département. Les matières négociées sont orge, blés, avoines, chanvres, pommes de terre. Le commerce de fourrage et de grain est même pratiqué. Beaucoup de commerçants transitaires y achètent des produits manceaux et bretons pour les distribuer sur le bassin parisien et plus largement, la France entière. La foire aux oignons qui avait lieu tous les derniers vendredi d'août est restée comme une date symbolique car aujourd'hui encore se déroule à cette époque de l'année la Foire des 4 jours,.

#### XXesiècle

##### Première Guerre mondiale
La Sarthe et Le Mans sont, du fait de l'organisation du réseau de transport, une zone de transit pour les soldats américains (2nd Depot Division), où vont se former à la guerre moderne plus de 195 000 militaires
Sept-cent-sept enfants de la municipalité sont tombés au champ d'honneur lors de ce conflit.

##### Seconde Guerre mondiale
Le 19 juin 1940, au cours de la bataille de France, les Allemands du 38e Corps d'Armée (XXXVIII.Armee-Korps), commandé par le général Erich von Manstein, s'emparent de la ville. Celui-ci rapporte dans ses mémoires : « Je traversai Le Mans où mon grand-père était entré en vainqueur soixante-dix ans auparavant et visitai la magique cathédrale ».
Le Mans est libéré des Allemands le 8 août 1944 par la Troisième armée du général George Patton (XVe Corps d'Armée du général Haislip), au cours de la bataille de Normandie, malgré le dynamitage effectif de la quasi-totalité des ponts manceaux par les Allemands en fuite dans la nuit du 7 au 8 août. Quasiment tous les ponts, car le pont Gambetta fut sauvé in extremis de la destruction par des résistants locaux après le placement de la dynamite allemande (une plaque commémorative et d'hommage notamment aux résistants ayant empêché le dynamitage a été installée sur le parapet près d'une extrémité du pont), et de nouveau préservé le 8 août, encore grâce à des locaux, d'une frappe aérienne américaine programmée qui devait le toucher.
Un bunker utilisé par l'état-major (ArmeeOberKommando, AOK) de la 7e Armée de la Wehrmacht (rue Chanzy, collège Berthelot) a pu être conservé depuis lors dans un état quasi identique à son état de la mi-1944. Sa réhabilitation a eu lieu en 2014, avant les festivités du soixante-dixième anniversaire du Débarquement de Normandie et de la Libération.

#### XXIesiècle
Par le décret du 19 février 2019, une partie de territoire de la commune du Mans est rattachée à la commune d'Allonnes.

## Politique et administration

### Tendances politiques et résultats
De 1947 jusqu'en 1977, la ville était dirigée par la droite, à la suite de la défaite du maire socialiste. En 1977, la ville bascule de nouveau et revient à Robert Jarry, membre du Parti communiste français, qui quittera ce dernier lors de sa réélection. La direction nationale du PCF refusait l'union avec le Parti Socialiste pour conserver la Mairie. Robert Jarry fonda alors un parti local dissident et destiné à le soutenir, le Mouvement de la gauche progressiste (MGP). Robert Jarry fut réélu jusqu'en 2001 où il décida de ne pas briguer de nouveaux mandats. C'est son ancien premier adjoint, le socialiste Jean-Claude Boulard qui lui succède. Ce dernier est élu grâce à l'union de la gauche (PS-PCF-MGP) et fut réélu dès le premier tour en 2008 puis au deuxième en 2014.
La ville du Mans est nettement marquée à gauche. Les quartiers sud notamment votent massivement à gauche. Les seules exceptions sont les quartiers Bollée, Villaret, le plein centre et le quartier Gare Nord. Le Parti communiste conserve un poids relatif malgré la forte dominance du Parti socialiste au sein de la gauche. Le parti de l'ancien maire Robert Jarry, le MGP, intègre le Parti de gauche de Jean-Luc Mélenchon début 2009. Lors du premier tour des élections régionales de 2010, Le Mans est l'une des deux grandes villes de la région avec Nantes à avoir vu son électorat voter clairement à gauche, en faveur de Jacques Auxiette. Le Mans est la grande ville de la région à avoir été la moins touchée par le phénomène de l'abstention puisque plus de 55 % des inscrits sur les listes sont venus voter au premier tour. La ville a accueilli, du 18 au 20 novembre 2005, le 21e congrès du Parti socialiste.

#### Récapitulatif de résultats électoraux récents
| Scrutin              | 1er tour | 1er tour | 1er tour | 1er tour | 1er tour | 1er tour | 1er tour | 1er tour | 1er tour | 1er tour | 1er tour    | 1er tour    | 2d tour     | 2d tour     | 2d tour     | 2d tour     | 2d tour     | 2d tour     | 2d tour     | 2d tour     | 2d tour     | 2d tour     | 2d tour     | 2d tour     |
| Scrutin              | 1er      | 1er      | %        | 2e       | 2e       | %        | 3e       | 3e       | %        | 4e       | 4e          | %           | 1er         | 1er         | %           | 2e          | 2e          | %           | 3e          | 3e          | %           | 4e          | 4e          | %           |
| -------------------- | -------- | -------- | -------- | -------- | -------- | -------- | -------- | -------- | -------- | -------- | ----------- | ----------- | ----------- | ----------- | ----------- | ----------- | ----------- | ----------- | ----------- | ----------- | ----------- | ----------- | ----------- | ----------- |
| Municipales 2014     |          | PS       | 34,74    |          | UMP      | 21,14    |          | FN       | 15,25    |          | UDI         | 11,35       |             | PS          | 45,74       |             | UMP         | 42,70       |             | FN          | 11,54       | Pas de 4e   | Pas de 4e   | Pas de 4e   |
| Européennes 2014     |          | PS       | 18,28    |          | FN       | 16,25    |          | UMP      | 15,19    |          | EELV        | 12,38       | Tour unique | Tour unique | Tour unique | Tour unique | Tour unique | Tour unique | Tour unique | Tour unique | Tour unique | Tour unique | Tour unique | Tour unique |
| Régionales 2015      |          | PS       | 31,00    |          | UCD      | 25,02    |          | FN       | 19,57    |          | EELV        | 8,44        |             | UGE         | 47,20       |             | UCD         | 33,68       |             | FN          | 19,13       | Pas de 4e   | Pas de 4e   | Pas de 4e   |
| Présidentielles 2017 |          | EM       | 25,59    |          | LR       | 25,03    |          | LFI      | 22,27    |          | FN          | 13,49       |             | EM          | 76,47       |             | FN          | 23,53       | Pas de 3e   | Pas de 3e   | Pas de 3e   | Pas de 4e   | Pas de 4e   | Pas de 4e   |
| Européennes 2019     |          | LREM     | 23,27    |          | RN       | 16,93    |          | EELV     | 15,92    |          | Tour unique | Tour unique | Tour unique | Tour unique | Tour unique | Tour unique | Tour unique | Tour unique | Tour unique | Tour unique | Tour unique | Tour unique |             |             |
| Municipales 2020     |          | PS       | 41,99    |          | PS diss  | 13,24    |          | EELV     | 9,98     |          | LR          | 8,52        |             | UGE         | 63,14       |             | PS diss     | 36,85       | Pas de 3e   | Pas de 3e   | Pas de 3e   | Pas de 4e   | Pas de 4e   | Pas de 4e   |
| Régionales 2021      |          | LR       | 33,04    |          | PS       | 21,64    |          | EELV     | 21,10    |          | LREM        | 9,29        |             | LR          | 43,26       |             | UGE         | 41,49       |             | RN          | 7,76        |             | LREM        | 7,49        |
| Présidentielles 2022 |          | LREM     | 30,22    |          | LFI      | 26,54    |          | RN       | 16,75    |          | EELV        | 6,44        |             | LREM        | 69,19       |             | RN          | 30,81       | Pas de 3e   | Pas de 3e   | Pas de 3e   | Pas de 4e   | Pas de 4e   | Pas de 4e   |

### Le maire et les adjoints
L'actuel maire du Mans est Stéphane Le Foll.
Le maire est assisté de seize adjoints. La première adjointe est Christine Poupineau.
|  |  | 1941                            | 1941                            | 1944               | 1944               | 1945               | 1945               | 1947                                | 1947                                | 1965                      | 1965                      | 1977                      | 1977                      | 2001                   | 2001                   | 2018                |
|  |  | Eugène Chamolle nommé par Vichy | Eugène Chamolle nommé par Vichy | Marcel Lecorps RAD | Marcel Lecorps RAD | Robert Collet SFIO | Robert Collet SFIO | Jean-Yves Chapalain RPF-RS puis UNR | Jean-Yves Chapalain RPF-RS puis UNR | Jacques Maury MRP puis CD | Jacques Maury MRP puis CD | Robert Jarry PCF puis MGP | Robert Jarry PCF puis MGP | Jean-Claude Boulard PS | Jean-Claude Boulard PS | Stéphane Le Foll PS |

### Le conseil municipal
Le conseil municipal est composé de cinquante-cinq membres.

### Division administrative

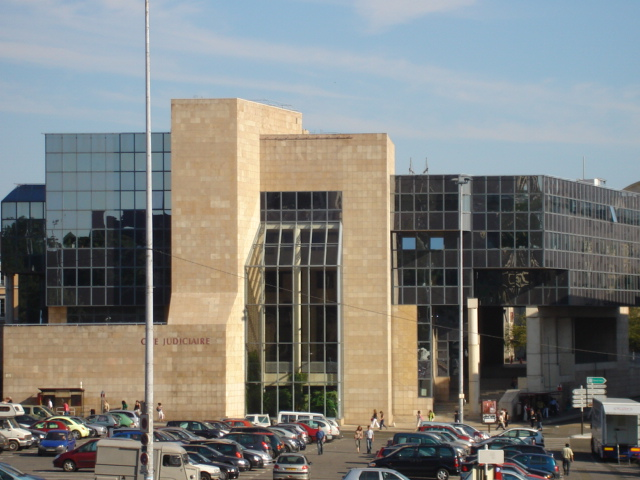
La cité judiciaire.

La ville est divisée en douze cantons, avec un ensemble de 48 communes :
- le canton du Mans-Centre est formé d'une partie du Mans (21 074 habitants) ;
- le canton du Mans-Est-Campagne est formé d'une partie du Mans et des communes de Challes, Changé, Parigné-l'Évêque, Sargé-lès-le-Mans, Savigné-l'Évêque et Yvré-l'Évêque (26 891 habitants) ;
- le canton du Mans-Nord-Campagne est formé d'une partie du Mans et des communes de Coulaines, Neuville-sur-Sarthe et Saint-Pavace (20 435 habitants) ;
- le canton du Mans-Nord-Ouest est formé d'une partie du Mans et des communes d'Aigné, La Bazoge, La Chapelle-Saint-Aubin, La Milesse, Saint-Saturnin et Trangé (32 779 habitants) ;
- le canton du Mans-Nord-Ville est formé d'une partie du Mans (19 528 habitants) ;
- le canton du Mans-Ouest est formé d'une partie du Mans (16 445 habitants) ;
- le canton du Mans-Sud-Est est formé d'une partie du Mans et de la commune de Ruaudin (25 371 habitants) ;
- le canton du Mans-Sud-Ouest est formé d'une partie du Mans et de la commune d'Arnage (15 420 habitants) ;
- le canton du Mans-Ville-Est est formé d'une partie du Mans (21 979 habitants) ;
- les cantons d'Allonnes, de Ballon et d'Écommoy sont intégrés à l'arrondissement du Mans.

Ce regroupement est proche de celui du Pays du Mans comprenant seulement une commune supplémentaire. La ville du Mans possède une mairie municipale principale installée dans l'ancien palais des comtes du Maine, des annexes sont installées dans les plus importants quartiers comme Pontlieue. Pour les diverses élections, la ville seule possède 97 bureaux de vote.

### Quartiers

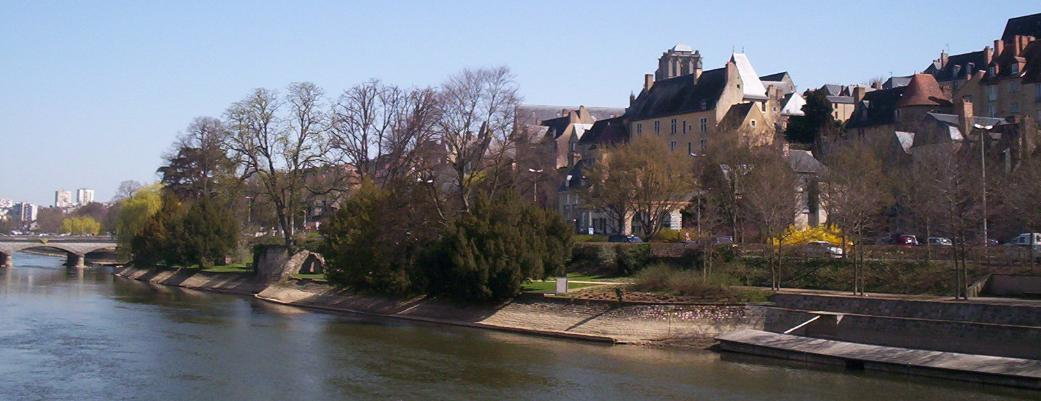
Les bords de Sarthe, la rive gauche.

La ville est divisée en six secteurs principaux pour 72 quartiers,. L'Insee les regroupe en 32 Grands Quartiers, selon l'objectif Iris 2000 mais nombre de petits quartiers sont groupés pour former une identité géographique plus cohérente. Un certain nombre d'entre eux, surtout près du Vieux-Mans, possèdent une histoire riche que les généalogistes et chercheurs du Maine et du Perche tentent de résumer. Le secteur correspondant au centre-ville du Mans comprend cinq quartiers. La ville compte quatre quartiers prioritaires : Les Sablons, Bellevue, Ronceray-Glonnières et l'Epine. Deux autres quartiers sur la commune d'Allonnes sont également considérés comme tels : Chaoué et Perrières.

#### Quartiers Historiques

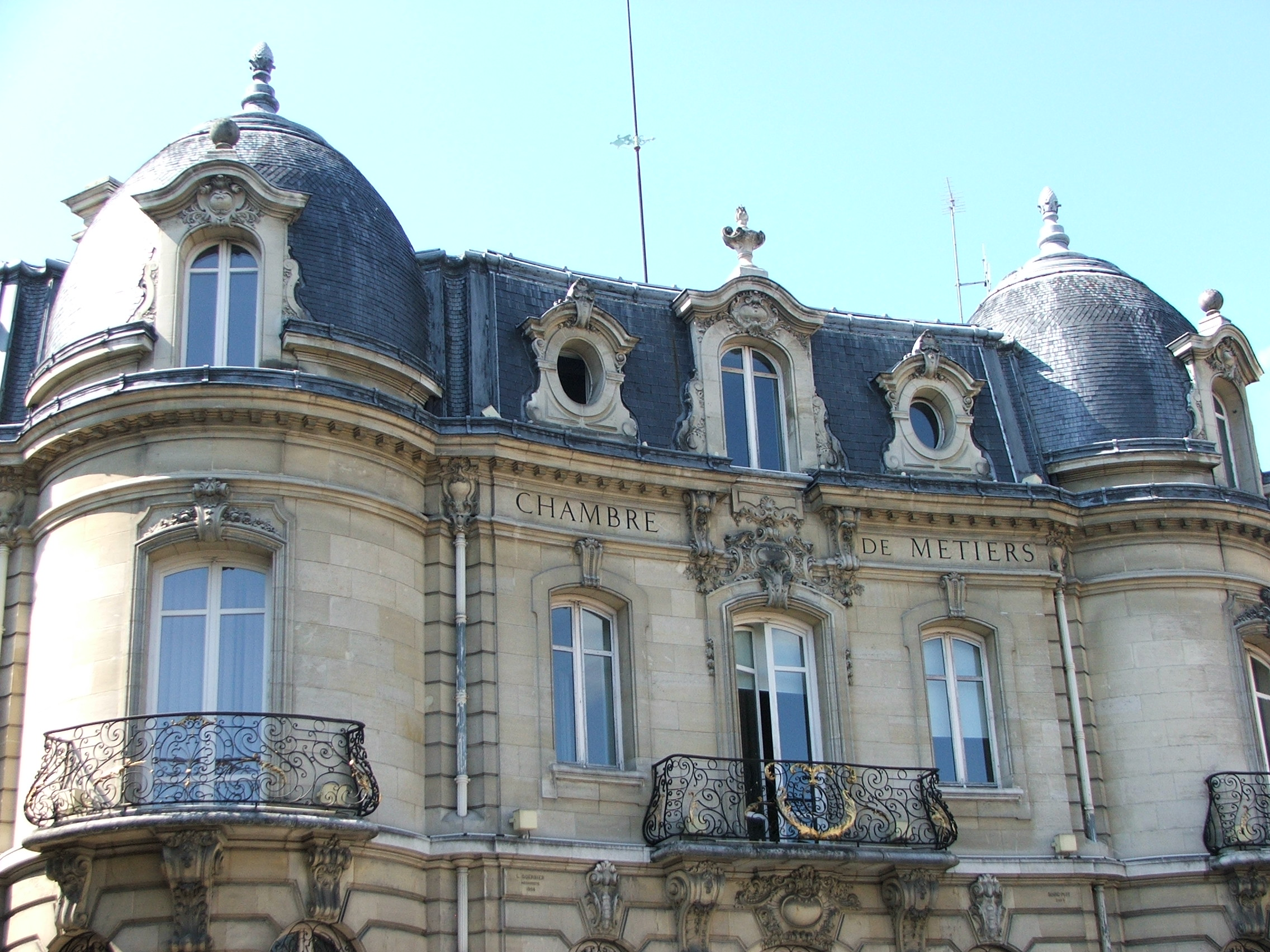
Hôtel de la chambre des métiers datant de 1906 situé dans le quartier de Jacobins.

Le Vieux-Mans est le cœur de la ville. Les remparts l'enserrant ont été érigés au IIIe siècle de notre ère. La Cathédrale Saint-Julien trône sur le versant sud du quartier. Le musée de la reine Bérengère conserve la culture du Maine. Des hôtels particuliers, datant du XVIIe ou du XVIIIe siècle, dont quelques-uns sont classés aux monuments historiques y sont présents. On trouve également des maisons à pans de bois parfois postérieures à l'époque médiévale, certaines ayant fait l'objet de reconstructions récentes à l'identique.

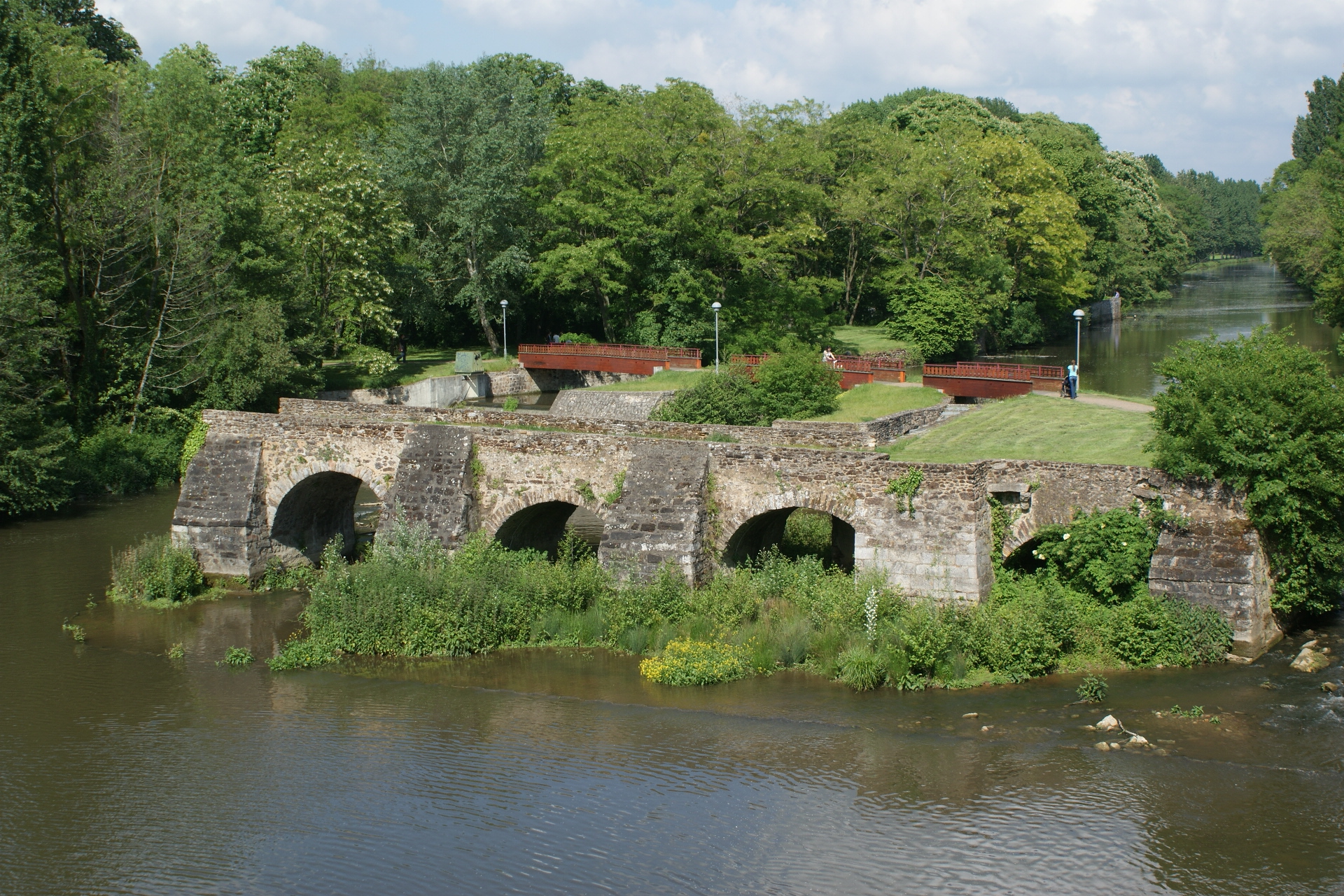
Le pont des Vendéens à Pontlieue.

Pontlieue est une ancienne commune, aujourd'hui quartier du sud de la ville. Son nom provient du fait que le pont enjambant l'Huisne était situé à une lieue de l'église de la Couture. Le quartier conserve la trace de la première bataille du Mans. En contrebas de l'actuel pont de Pontlieue, se trouvent les vestiges du pont des Vendéens. Ce dernier fut détruit afin d'empêcher les insurgés d'entrer en ville. Le quartier contient un pôle d'échange multimodal permettant de passer du taxi au bus ou au tramway. La lune de Pontlieue est l'un des plus gros giratoires routiers de la ville. Il s'agit d'un rond-point à quatre voies desservant les trois artères du sud du Mans : la route de Blois, celle d'Angers et celle de Tours et d'Arnage qui autrefois vit passer les autos de la course des 24 Heures du Mans avant que le circuit ne soit réduit pour éviter la ville.
Le quartier des Jacobins possède une vue sur la cathédrale. À l'est se trouvait, sous l'ancien régime, en lieu et place des actuels quinconces, le couvent des Jacobins, détruit après la Révolution et donnant son nom au quartier. De l'époque gallo-romaine, on a retrouvé les vestiges d'arènes au sud-est. Après la première bataille de 1793, de nombreuses victimes furent ensevelies sous ses quinconces. Certains cadavres furent exhumés en février 2009. L'ancien Théâtre Municipal y fut construit en 1842.
Le quartier du Pré est un ancien faubourg de la ville médiévale. Occupé dès le Ier siècle de notre ère, c'est ici que fut installée la première église de la ville sous l'égide de saint Bertrand. Situé sur la rive droite de la Sarthe, le quartier fut le premier cimetière gallo-romain de Vindunum. On y trouve aujourd'hui le port du Mans et l'école de théâtre Quai de Scène. Plus à l'est, on trouve le quartier de la Madeleine. À l'ouest, le quartier Saint-Georges et son parc situé sur l'île aux Planches.

#### Quartiers universitaires et d'enseignement supérieur

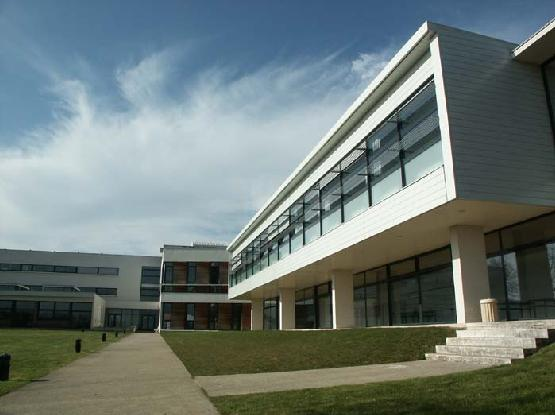
L'École supérieure des géomètres et topographes (ESGT), campus du Ribay.

Le quartier du Ribay a comblé le vide entre la ville et le campus de l'université. Il s'agit d'un quartier résidentiel comportant des résidences étudiantes, mais aussi des résidences individuelles. Les UFR de Lettres et Langues, sciences humaines, de sport, de sciences et de droit sont toutes proches, de même pour l'ENSIM (micro-capteurs et mesures optiques, vibrations et acoustique, informatique), l'ESGT (géomètres et topographes) ou l'ISMANS (matériaux et mécaniques avancés).
Le quartier des Maillets à l'ouest, au croisement avec les quartiers jacobins et Sainte-Croix, comprend le lycée Montesquieu, établissement secondaire offrant le plus de formations post-bac dans la ville grâce à ses 4 classes préparatoires aux grandes écoles (CPGE)[réf. nécessaire]. D'autres lycées de la ville comme Sainte-Croix ou Touchard-Washington ont mis en place également des CPGE, ou encore des BTS comme le lycée Marguerite-Yourcenar, dans le quartier de la gare sud, ou le lycée Le Mans Sud, dans le quartier Californie.

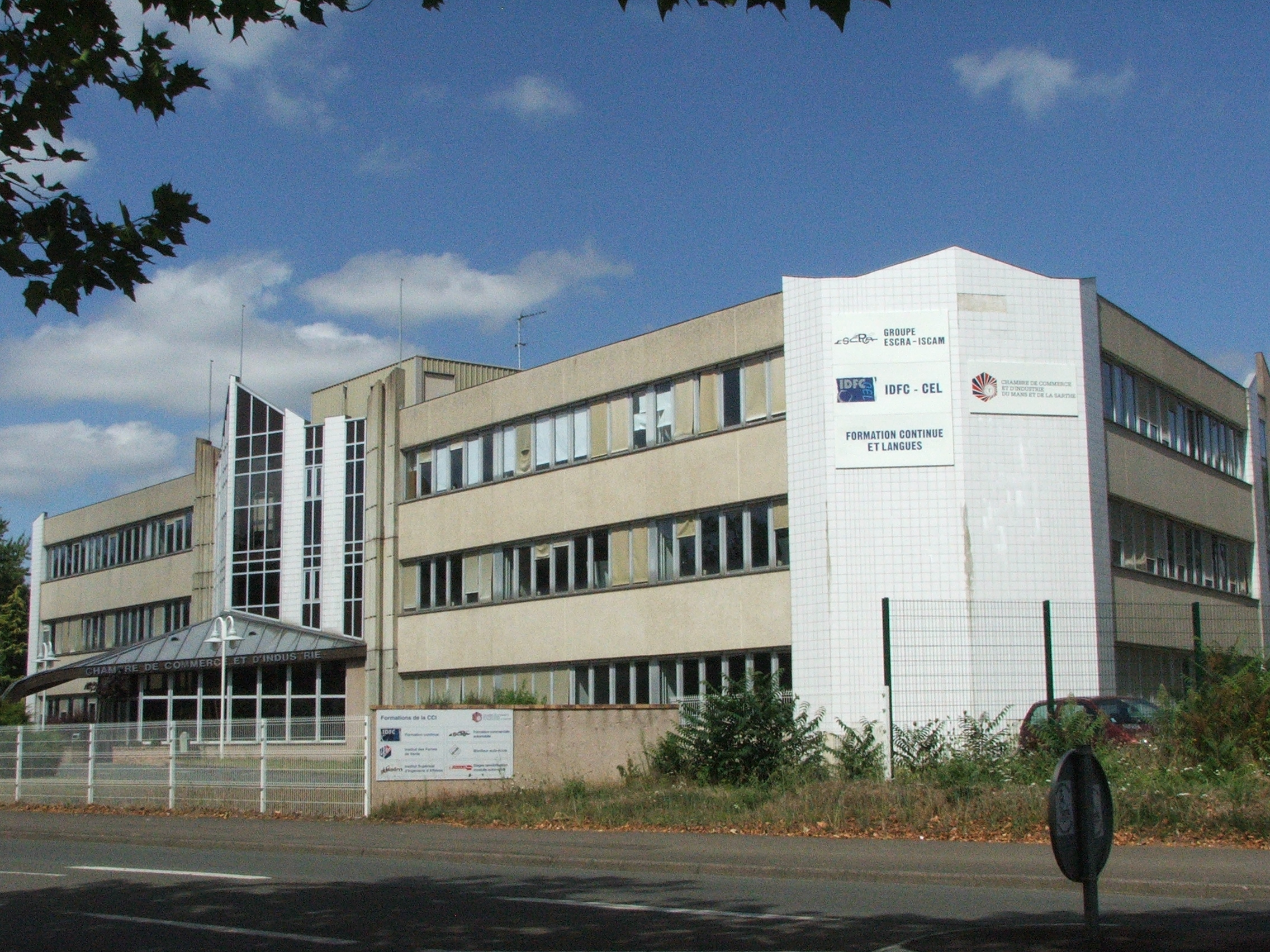
L'Institut de formation continu en langues étrangères (IDFC), campus de la Californie.

Le quartier de la Californie comporte une annexe partielle du campus du Ribay. Dans ce quartier se situe le siège social des MMA. Nommé par apocope « La Calif »[réf. nécessaire], il regroupe des formations supérieures organisées par la chambre de commerce et d'industrie comme l'IFCL[Quoi ?] offrant des formations continues pour le commerce international. En lien avec l'université du Maine, la firme MMA propose des Masters spécialisés dans l'assurance, ce qui oblige les UFR du Ribay à envoyer ses étudiants à la Californie[réf. nécessaire]. Il en va de même pour les étudiants en mécanique et en sciences de l'automobile, répartis dans le quartier : près du lycée Le Mans-Sud et du Technoparc.
La technopole Sud ou Technoparc, en lien avec l'université du Maine et le lycée Le Mans-Sud forme les mécaniciens aux véhicules de compétition. Comme pour les étudiants en assurance, ils dépendent de l'UFR basé au Ribay mais sont envoyés dans les locaux au sud de la ville pour suivre leurs cours. Enfin, l'Auto Sport Academy, seule école de pilotage en France, est soutenue par le ministère de l'éducation nationale, l'académie de Nantes et par la FFSA. Basé à côté du circuit Bugatti et dépendant en partie du Syndicat Mixte du circuit des 24 Heures du Mans, l'ASA forme les pilotes automobiles professionnels ainsi que les mécaniciens de compétition.
L'ESBA-TALM, situé en centre-ville, est l'école supérieure des Beaux-Arts du Mans, rattachée aujourd'hui aux écoles des Beaux-arts de Tours et d'Angers, autour d'un EPCC.

#### Quartiers du centre-ville et de la gare
Le quartier Saint-Nicolas, aussi nommé quartier Émeraude ou République est le centre-ville. Il fut profondément modifié lors de l'opération « percée centrale » commencée le 2 mai 1966 consistant à relier les Jacobins à la gare. Sur la place de la République, place majeure de la ville, passe la première ligne de tramway. L'église de la Visitation y est située. L'ancienne maison d'arrêt s'y trouvait également. Nombre de rues sont exclusivement commerciales, à l'image de la rue des Minimes. Cette dernière amène vers la place de la préfecture, puis vers les quartiers Gare Nord et Mission-Jean Jaurès.

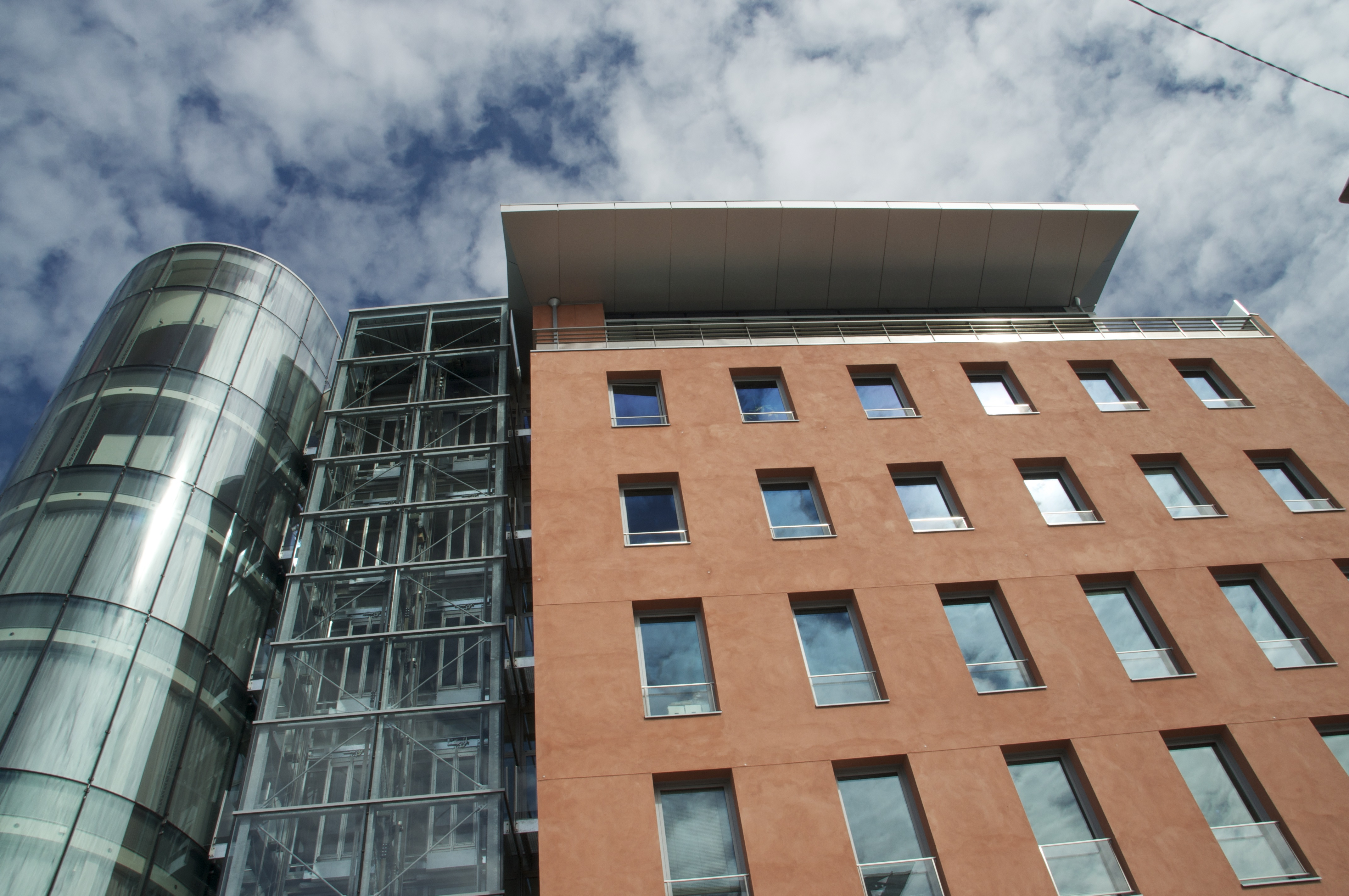
Tour Novaxis au technopôle Novaxis.

Le quartier Novaxis ou gare sud créé entre 1985 et 1989, est issu de l'essor dû à l'arrivée du TGV dans la capitale du Maine, permettant à de nombreuses entreprises de se trouver à moins d'une heure de Paris, à commencer par les MMA et La Poste qui s'y sont installés. Le quartier fut refait à neuf en 2006 et le bâtiment Novaxis VII a été achevé au dernier trimestre 2007. Aujourd'hui, le quartier poursuit son extension vers le sud avec la naissance en 2007 du programme « Novaxud ».
Le quartier Gare Nord est principalement développé autour de l'axe de l'avenue du Général Leclerc qui bénéficie du passage du tramway. S'y trouve l'un des hôtels les plus réputés du Mans, le Concordia. À l'extrémité nord de l'avenue, se trouvent la rue nationale et la rue des Minimes, deux axes commerçants. Au-delà, on entre dans l'hypercentre avec le quartier Saint-Nicolas.

#### Zones commerciales
Les extrémités nord et sud de la ville avec les quartiers du Technoparc et Porte de l'Océane présentent les deux principales zones commerciales. Le Technoparc est non seulement un quartier commercial avec la présence du centre commercial Family Village, mais également un quartier d'affaires innovant notamment grâce aux entreprises du sport mécanique telles l'Auto Sport Academy.

### Jumelages
Le Mans réalisa le premier traité transfrontalier entre deux villes d'Europe en 836. Tout porte à croire que Le Mans ait été la première ville européenne en même temps que Paderborn à posséder un jumelage au sens moderne du terme. Il s'agit du premier traité « religieux » entre deux villes de la communauté catholique. Cela fut conclu lors du transfert des vestiges de saint Liboire. La légende veut d'ailleurs que des miracles soient survenus au même moment dans le quartier de Pontlieue.
Du plus ancien au plus récent, les jumelages sont :
- Paderborn (Allemagne) depuis le 3 juin 1967, 139 000 hab.

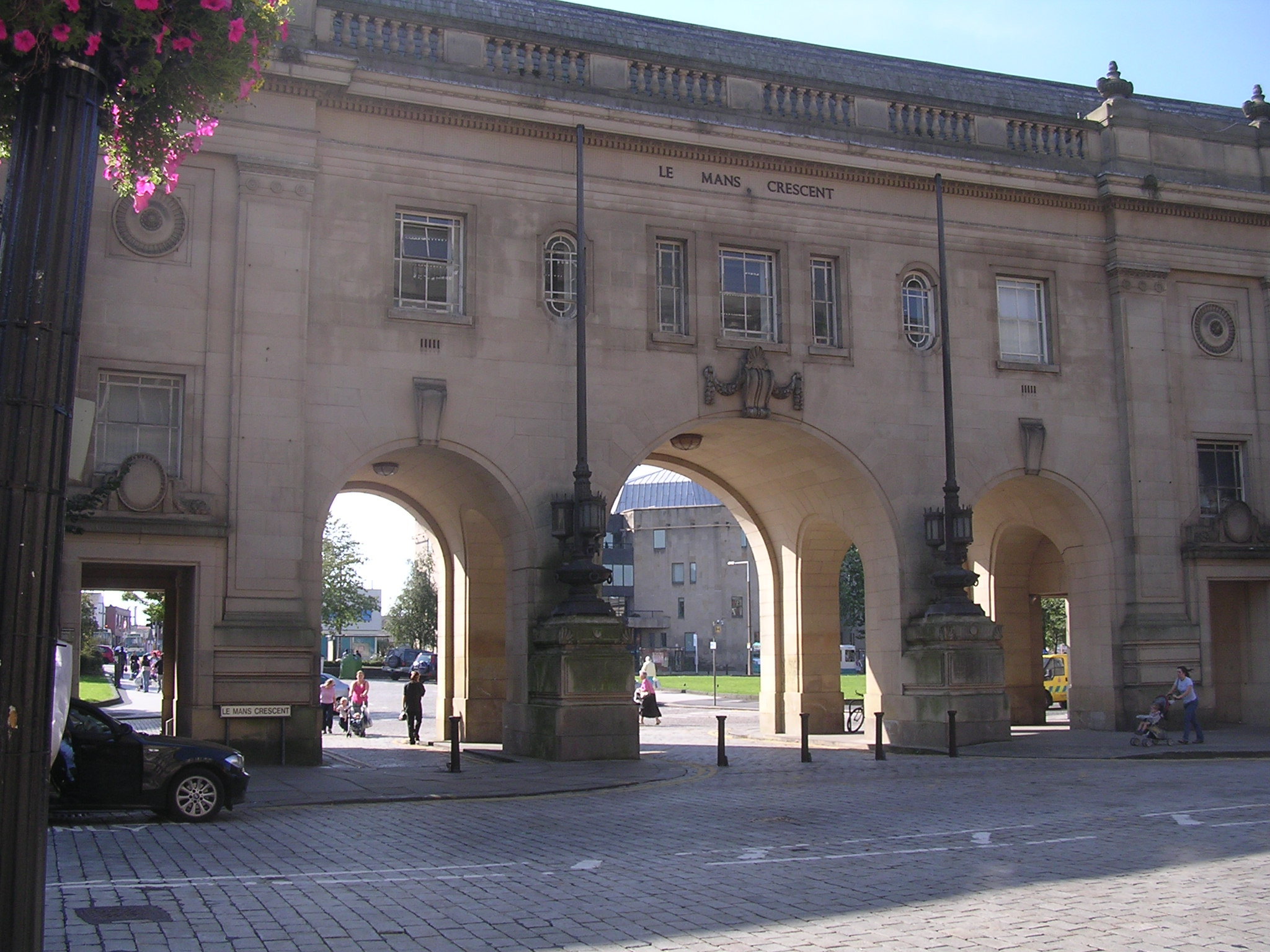
Entrée du Le Mans Crescent de Bolton.

- Bolton (Grand Manchester) (Angleterre) depuis le 9 mars 1974, 265 400 hab.
- Quintanar de la Orden (Espagne) depuis le 20 novembre 1980, 12 000 hab.
- Rostov-sur-le-Don (Russie) depuis le 23 mai 1981, 1 200 000 hab. plus grande ville du Sud-Est oriental de l'Europe.Plaque du jumelage à Rostov-sur-le-Don.
- Haouza (Sahara occidental) depuis le 10 janvier 1982, 8 769 hab.[113]

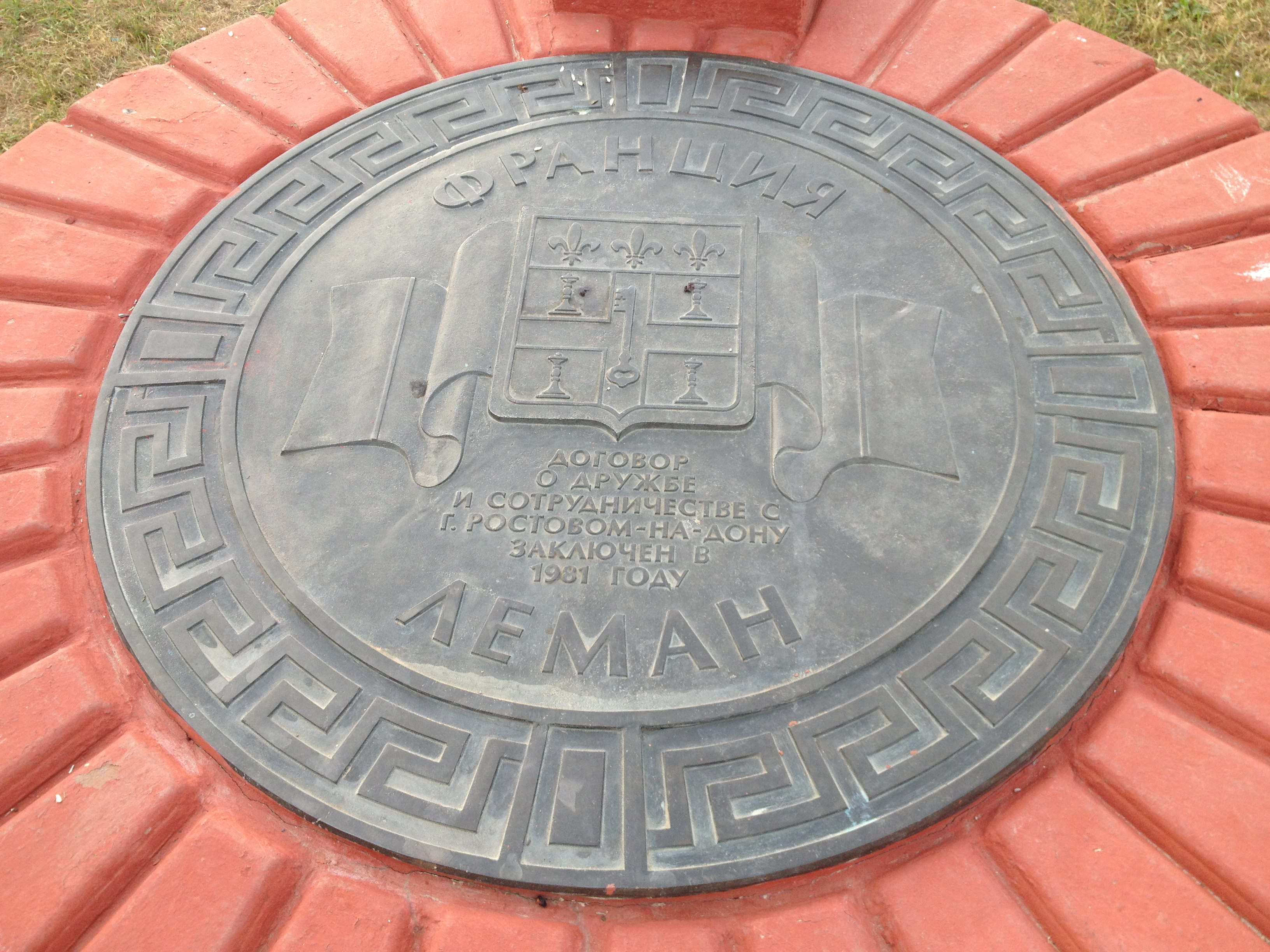
Plaque du jumelage à Rostov-sur-le-Don.

- Volos (Grèce) depuis le 28 janvier 1983, 78 000 hab. Tout comme Le Mans, elle possède un patrimoine historique important (période hellénistique).
- Suzuka (Japon) depuis le 27 mai 1990, 182 600 hab. (pacte d'amitié et de coopération), connue pour son circuit, composant une épreuve du championnat du monde de Formule 1. La ville constitue un faubourg de Nagoya, la troisième plus grande ville du Japon.
- Xianyang (Chine) depuis 2001, 465 800 hab.
- Alexandrie (Égypte) depuis décembre 2007, 3 328 196 hab. Jumelage conclu dans le cadre de recherches archéologiques sur le site égyptien de la part d'archéologues manceaux de renommée internationale, à l'image de Jean-Yves Empereur. L'association Sarthe-Alexandrie aussi appelée ACEA[Biblio 10] est ainsi née.
- Tudela (Espagne) depuis le 20 janvier 2022, 37 008 hab. pour l'origine de la reine Bérengère de Navarre[114].
- Indianapolis (États-Unis) depuis le 27 mars 2025, 887 642 hab. dans le cadre d'un rapprochement entre les deux courses automobiles[115].

| Paderborn Bolton Quintanar de la Orden Suzuka Haouza Rostov-sur-le-Don Volos Xianyang Alexandrie |

### Partenariats
La ville est le point central de l'Espace métropolitain Val de Loire-Maine, elle en est notamment la ville la plus peuplée. Cette association entre huit agglomérations de différentes régions regroupe plus d'1,2 million d'habitants avec pour pôles majeurs Le Mans, Tours et Orléans. Le but principal de partenariat reste la coopération économique, et notamment touristique.

### Sécurité

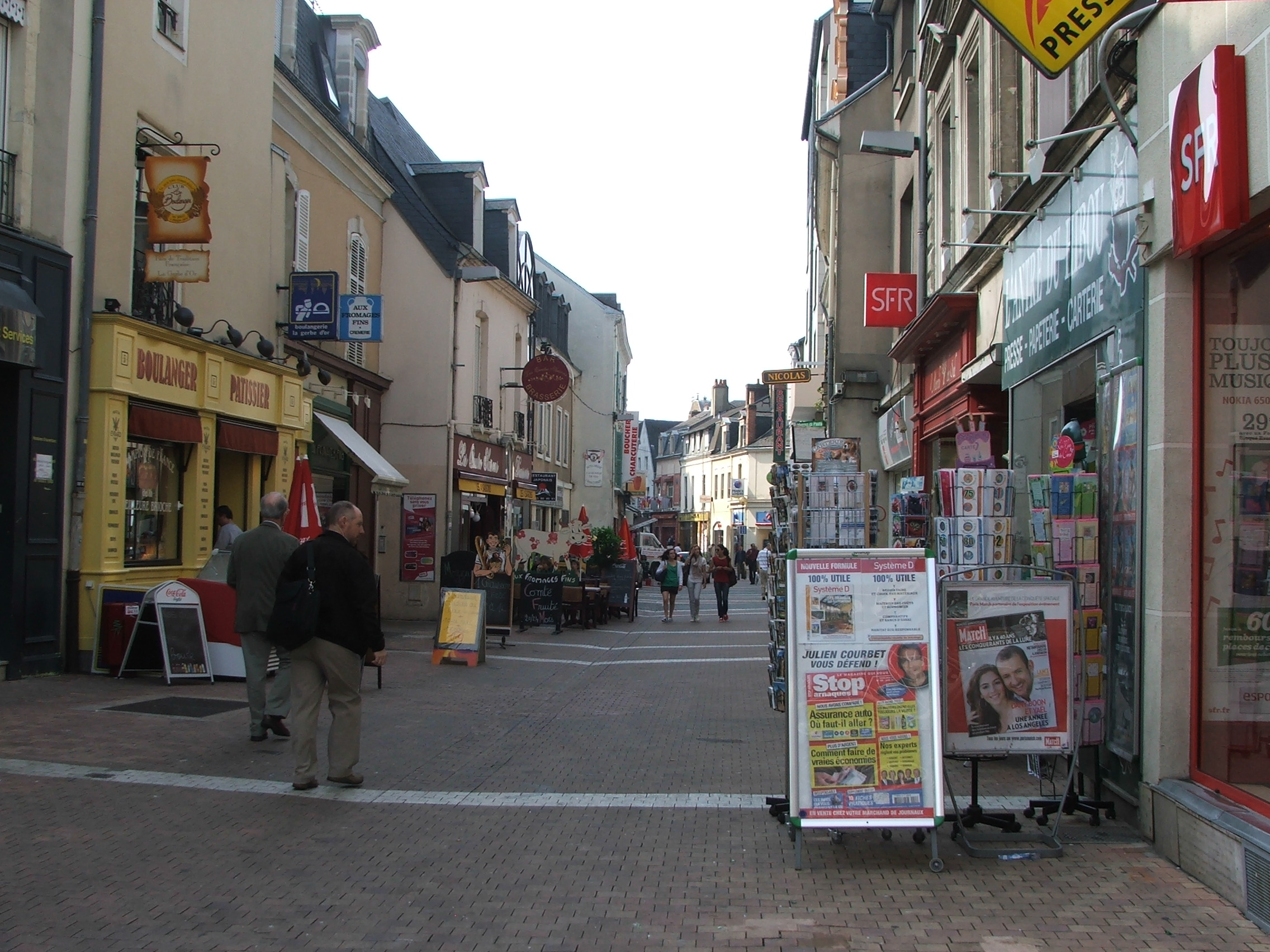
Rue du Docteur-Leroy, animée le week-end.

La ville du Mans s'est vu décerner par le magazine Le Point, le titre de ville la plus sûre de France pour l'année 2007-2008. Cette année-là, les résultats d'élucidations, d'arrestations et de contrôles se sont révélés bien supérieurs à la moyenne nationale. La ville est composée d'un commissariat central situé depuis le 10 décembre 2018 au 19, boulevard Paixhans dans l'ancienne école de Gendarmerie, et de deux commissariats de secteur situés dans les quartiers de Pontlieue et celui des Sablons. La caserne centrale de Gendarmerie de la ville est également située dans le quartier Mission. À côté, dans l'ancienne caserne Chanzy, s'est maintenu pendant 25 ans l'une des plus importantes écoles de gendarmerie en France. Depuis 2013, pour faire face à une montée de l'insécurité dans le quartier Saint-Nicolas, des caméras de video-protection ont été mises en place. Gérées par la mairie puis par la police municipale créée en 2016. Les endroits reconnus les plus « chauds » du centre-ville sont la rue du Port, la rue du Docteur-Leroy et la place d'Alger, lieux privilégiés pour les débits de boisson, la restauration rapide et les discothèques. De nombreuses décisions ont suscité la polémique tant auprès des commerçants que des noctambules, comme le 15 décembre 2007 lorsqu'un arrêté préfectoral oblige les kebabs à fermer entre 2 h et 5 h du matin du jeudi au dimanche. Les phénomènes de violence et d'agression se déplacent vers d'autres quartiers comme celui de la gare nord, ou celui des Sablons. S'ensuit l'expansion des mesures et des périmètres d'interdiction, et en janvier 2009, le préfet élargi les fermetures obligatoires la nuit et l'interdiction du commerce d'alcool en détail, aux quartiers Jacobins et Gare Nord. Dans la balance pour l'installation des caméras de surveillance, celles du tramway ont prouvé leur utilité en permettant la reconnaissance visuelle puis d'arrestation lors d'altercations.
La société SOPAM, gérant les neuf parkings souterrains du secteur centre, a elle, décidée d'installer des caméras de surveillance à tous les étages. Le souterrain reliant la gare nord à la gare sud a lui aussi bénéficié de l'installation de matériel vidéo. Dans la périphérie nord, les besoins de vidéo-surveillance se sont fait ressentir de la part des grandes enseignes commerciales de la Porte de l'Océane. La compagnie CRS no 10, dépendant de la zone Ouest no III est basée au Mans dans le quartier de Gazonfier. Leur quartier général est un domaine comprenant l'ancien château privé de Méhoncourt. En 2014, la compagnie du Mans fête ses soixante-dix ans d'existence. L'actuelle établissement pénitentiaire, le centre pénitentiaire du Mans-Les-Croisettes (nommé maison d'arrêt du Mans-Les-Croisettes à son ouverture), a été inaugurée le 21 novembre 2009 et se situe sur la commune de Coulaines, en périphérie nord de la ville.

## Population et société

### Démographie

#### Évolution démographique
L'évolution du nombre d'habitants est connue à travers les recensements de la population effectués dans la commune depuis 1793. Pour les communes de plus de 10 000 habitants les recensements ont lieu chaque année à la suite d'une enquête par sondage auprès d'un échantillon d'adresses représentant 8 % de leurs logements, contrairement aux autres communes qui ont un recensement réel tous les cinq ans,.
En 2022, la commune comptait 145 182 habitants, en évolution de +1,53 % par rapport à 2016 (Sarthe : −0,25 %, France hors Mayotte : +2,11 %).
Le maximum de la population a été atteint en 1975 avec 152 285 habitants.
| 1793   | 1800   | 1806   | 1821   | 1831   | 1836   | 1841   | 1846   | 1851   |
| ------ | ------ | ------ | ------ | ------ | ------ | ------ | ------ | ------ |
| 18 855 | 18 081 | 19 030 | 18 881 | 19 792 | 23 164 | 25 189 | 27 461 | 27 059 |

| 1856   | 1861   | 1866   | 1872   | 1876   | 1881   | 1886   | 1891   | 1896   |
| ------ | ------ | ------ | ------ | ------ | ------ | ------ | ------ | ------ |
| 34 664 | 37 209 | 45 230 | 46 981 | 50 175 | 55 347 | 57 591 | 57 412 | 60 075 |

| 1901   | 1906   | 1911   | 1921   | 1926   | 1931   | 1936   | 1946    | 1954    |
| ------ | ------ | ------ | ------ | ------ | ------ | ------ | ------- | ------- |
| 63 272 | 65 467 | 69 361 | 71 783 | 72 867 | 76 868 | 84 525 | 100 455 | 111 891 |

| 1962    | 1968    | 1975    | 1982    | 1990    | 1999    | 2006    | 2011    | 2016    |
| ------- | ------- | ------- | ------- | ------- | ------- | ------- | ------- | ------- |
| 132 181 | 143 246 | 152 285 | 147 697 | 145 502 | 146 105 | 144 016 | 143 240 | 142 991 |

| 2021    | 2022    | - | - | - | - | - | - | - |
| ------- | ------- | - | - | - | - | - | - | - |
| 145 004 | 145 182 | - | - | - | - | - | - | - |

Le Mans était peuplée de 19 030 habitants en 1806, de 65 467 habitants un siècle plus tard (1906), les dernières estimations de l'INSEE pour 2005 faisaient état de 144 500 personnes.
Selon le dernier recensement général de la population de 1999, l'unité urbaine du Mans compte 194 825 habitants tandis que son aire urbaine en totalise 293 159, ce qui en fait la troisième agglomération des Pays de la Loire. L'Espace urbain du Mans est le deuxième de la région et le 16e de France avec quelque 342 122 habitants en 1999,. Le bassin d'emploi de la ville touchait environ 317 183 habitants en décembre 2007.
Au fil des siècles, la petite ville a bénéficié du développement des infrastructures et de la décentralisation industrielle d’après-guerre avec un « pic » en 1975 de 152 285 habitants. La croissance cependant, se stoppe net, dès les années 1980. La concurrence de capitales régionales comme Nantes et Rennes, situées à moins de deux heures de voiture, limite son développement malgré un regain dû à l'attraction d'actifs en provenance de Paris qui continuent leur activité salariale en région parisienne tout en vivant au Mans (55 minutes en TGV de la gare de Paris-Montparnasse).
Au niveau géographique, démographique et économique, Le Mans occupe une place centrale au sein d'un tissu urbain diffus mais important puisqu'elle se trouve étrillée entre plusieurs villes moyennes situées à moins de 200 kilomètres: Caen et Rouen au Nord; Tours, Angers et Poitiers au sud ainsi qu'Orléans à l'est. Cela renforce une situation géographique de choix quant à la distribution et à l'accès de ces différentes métropoles depuis la capitale sarthoise pendant longtemps considérée comme un lieu de passage et de transit plutôt que comme un site de sédentarisation.

#### Immigration
Le nombre d'immigrés au Mans est passé de 7 187 en 2006 à 14 692 en 2021. Leur part dans la population communale est ainsi passée de 4,99 à 10,13 %, soit une augmentation de 103 %, ce qui fait du Mans la grande ville française dont la proportion d'immigrés a le plus fortement augmenté sur cette période,.
Une association a été créée par des chrétiens du diocèse de la Sarthe, dans le but de favoriser l’entraide entre les chrétiens de la Sarthe et ceux du Moyen Orient. Cette association a notamment accueillie plusieurs familles chrétiennes originaires de Syrie. Des jumelages existent même entre des paroisses sarthoises et syriennes, comme entre le Monastère de Mar Elian (Al-Quaryatayn, Syrie) et l'ensemble paroissial Cathédrale / Notre-Dame de la Couture au Mans.

#### Pyramide des âges
La population de la commune est relativement jeune.
En 2020, le taux de personnes d'un âge inférieur à 30 ans s'élève à 38,1 %, soit au-dessus de la moyenne départementale (34,4 %). À l'inverse, le taux de personnes d'âge supérieur à 60 ans est de 27,4 % la même année, alors qu'il est de 28,7 % au niveau départemental.
En 2020, la commune comptait 67 897 hommes pour 77 258 femmes, soit un taux de 53,22 % de femmes, supérieur au taux départemental (51,35 %).
Les pyramides des âges de la commune et du département s'établissent comme suit.
| Hommes | Classe d’âge | Femmes |
| ------ | ------------ | ------ |
| 1      | 90 ou +      | 2,5    |
| 7,7    | 75-89 ans    | 11,2   |
| 14,9   | 60-74 ans    | 17,2   |
| 17,4   | 45-59 ans    | 17,3   |
| 18     | 30-44 ans    | 16,2   |
| 22,6   | 15-29 ans    | 19,9   |
| 18,5   | 0-14 ans     | 15,8   |

| Hommes | Classe d’âge | Femmes |
| ------ | ------------ | ------ |
| 1      | 90 ou +      | 2,3    |
| 7,9    | 75-89 ans    | 10,6   |
| 17,8   | 60-74 ans    | 18,6   |
| 20,2   | 45-59 ans    | 19,3   |
| 17,1   | 30-44 ans    | 16,8   |
| 17,3   | 15-29 ans    | 15,6   |
| 18,7   | 0-14 ans     | 16,8   |

### Enseignement

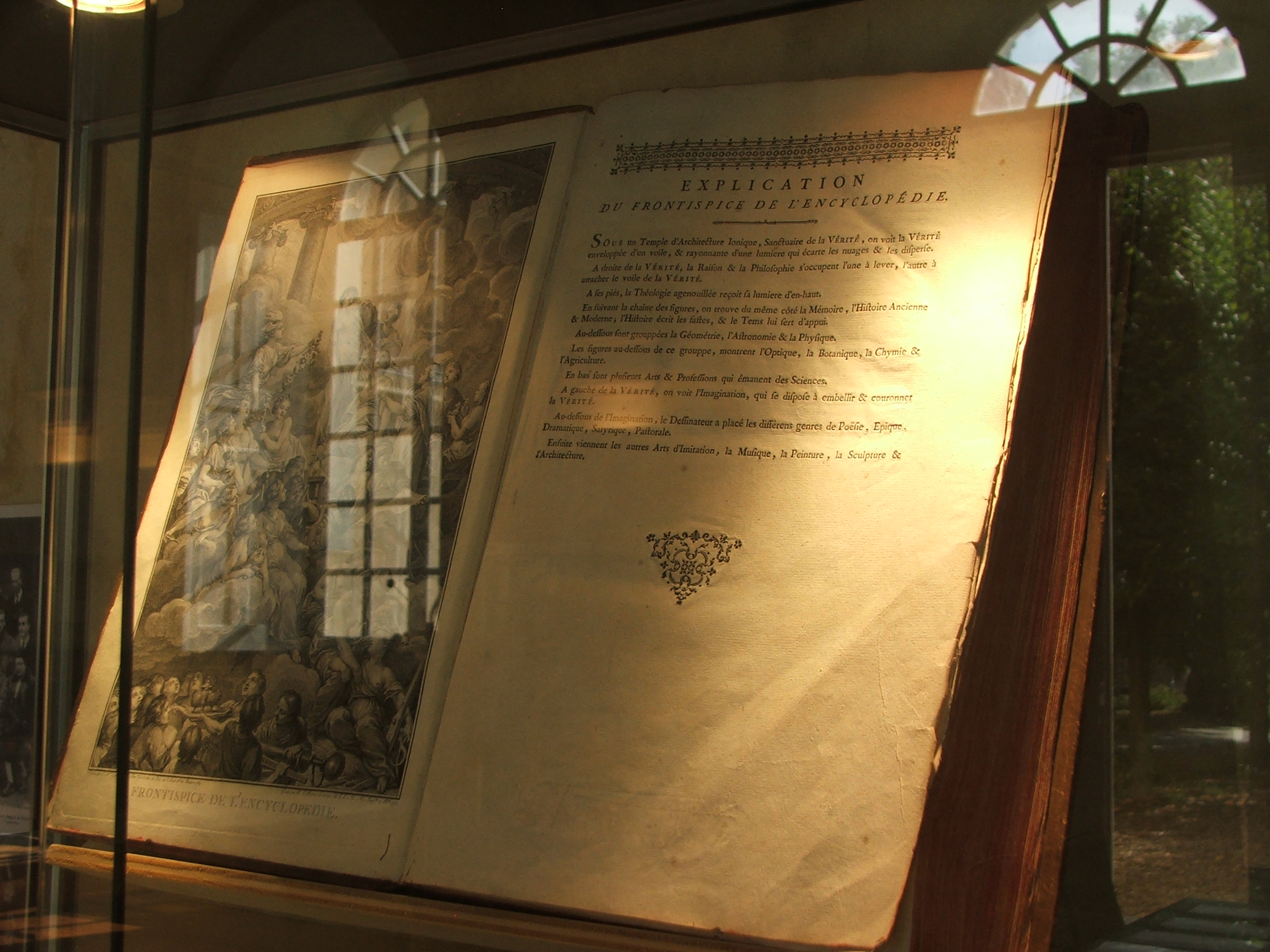
Encyclopédie de Diderot et d'Alembert conservée au Lycée Montesquieu.

Le Mans partage Le Mans Université avec la ville de Laval. Les facultés de lettres, sciences humaines, droit, économie et sciences sont regroupées au Ribay. La ligne T1 du tramway passe en plein cœur du campus.
Le campus central du Ribay regroupe également un technopole avec des usines pharmaceutiques, des entreprises de gestion ainsi qu'un IUT. L'université d'Angers y a ouvert en 2009 une antenne de sa faculté de Médecine.
Le siège départemental (Sarthe-Mayenne) de l'IUFM des Pays de la Loire s'est implanté sur le campus en 2009. Une bibliothèque centrale se trouve au cœur du campus. Des bibliothèques d'instituts sont réparties dans les différents UFR. Le Campus accueille également des formations secondaires assurées par la chambre de commerce de la Sarthe (réparties également sur le campus de la Californie) ou encore l'ECCM, école de Commerce et de Gestion du Maine.
En 2011, le magazine L'Étudiant plaçait Le Mans en troisième position des villes étudiantes de moins de 250 000 habitants en ce qui concerne le rayonnement international. Pour établir ce classement, étaient entre autres retenus la proportion d'étudiants étrangers, des meilleures écoles d'ingénieurs et de commerce, le nombre d'établissements cités dans le classement de Shanghai 2010 et la fréquentation des lieux touristiques (moyenne sur deux ans).
Le Mans compte plus de 9 lycées publics ainsi que plus de 8 lycées privés.
Le lycée Montesquieu présente le plus grand nombre de classes préparatoires parmi tous les lycées de la ville. C'est également le grand lycée historique de la ville, ancien collège du Mans de la Société de l'Oratoire de Jésus et de Marie. Il forme les deux années d'hypokhâgne et khâgne depuis 2006 et présente deux années MPSI et PCSI, puis MP, PSI et PC. Le lycée Touchard-Washington, dans le quartier de la Mission, prépare aux sciences de l'ingénieur avec deux années de PTSI, ainsi qu'aux grandes écoles d'économie avec deux années de CPGE éco. Le seul pendant privé de la ville est organisé par le lycée Sainte-Croix, qui propose deux années de classe prépa économique.
La ville héberge notamment l'Auto Sport Academy, qui forme les pilotes et ingénieurs professionnels appelés à travailler sur des véhicules de compétitions. L'École supérieure des géomètres et topographes, délocalisée d'Évry en 1997, forme environ 35 ingénieurs géomètres par an et possède un laboratoire de géodésie et géomatique, agréé par le ministère de la Recherche. L'École nationale supérieure d'ingénieurs du Mans forme également des élèves ingénieurs et enregistre des partenariats avec l'université du Maine, notamment pour former les élèves avant leur entrée en école (formation e2i). L'ITEMM, l'Institut technologique européen des métiers de la musique, inauguré en 1994, forme des élèves dans les domaines de la « fabrication, de l'accord, de la maintenance, de la commercialisation et de la distribution des instruments de musique ». Il apporte une dynamique européenne au campus du Ribay.
Installée à la place de l'Ecole militaire préparatoire technique (école des enfants de troupe) qui avait été ouverte en 1946, l'école de gendarmerie du Mans a formé des officiers et sous-officiers, pendant 25 ans. Elle a fermé ses portes en 2009. Elle accueillait jusqu'à 3 000 élèves et stagiaires chaque année et a vu défiler 100 promotions de nouveaux gendarmes.
Une école de commerce a été créée en 2007 au Mans afin de répondre à la demande des entreprises en profils d’Ingénieur d'affaires. Elle est née du partenariat de la région des Pays de la Loire, du département de la Sarthe, de la ville du Mans et de la chambre de commerce et d'industrie du Mans et de la Sarthe qui contribuent à son financement et à son développement.

### Santé
L'agglomération mancelle présente un panel de deux hôpitaux publics, de deux cliniques privés et d'un institut spécialisé pour handicapés moteurs. La ville dispose de deux hôpitaux publics dans l'agglomération : l'un situé au nord pour la médecine générale, l'autre sur la commune d'Allonnes qui est l’Établissement Public de Santé Mentale (anciennement Centre Hospitalier Spécialisé). Dans la périphérie de la ville, on trouve le pôle santé sud et la clinique du Tertre Rouge au sud de la ville, un centre spécialisé (l'ARCHE) pour la rééducation et la réadaptation des handicapés , en périphérie nord, à Saint-Saturnin. Non loin du campus du Ribay, la clinique du Pré est reconnue pour sa prise en charge des urgences des mains.

### Cultes

#### Protestant
- Église Protestante Unie au Mans & dans la Sarthe[137].
- Église Protestante Évangélique Le Mans[138].
- Église Protestante Baptiste[139].
- Mission Évangelique Foi Et Victoire.
- Église Protestante Evangélique du CEP[140].
- Centre d'Accueil Universel[141].
- Centre évangélique International Eben-Ezer.
- Église La Foi Triomphante
- Centre Évangélique Souffle de Vie.
- Église Panorama Assemblée de Dieu[142].

### Médias

#### Presse
Le premier quotidien de la Sarthe est Le Maine libre qui diffuse à 47 205 exemplaires (chiffre de 2009) dans le département. Il appartient au groupe Ouest-France qui a également une rédaction locale au Mans.
Les éditions Le Mans Racing publient des ouvrages consacrés uniquement au sport automobile, plus spécialement sur l'histoire des 24 Heures du Mans. Les musées du Mans et la médiathèque centrale Louis Aragon éditent leurs propres catalogues et œuvres comme c'est le cas pour le musée de Tessé, le musée archéologique ou le musée des 24 heures.[réf. nécessaire] Cela se fait souvent en lien avec la maison d'édition Cénomane, qui fut autrefois un magazine consacré à la vie culturelle et historique du Mans. Elle fut fondée à la suite de cet essai par Alain Mala en 1986. La maison d'édition Il était deux fois est elle, spécialisée dans la réédition de classiques de la littérature jeunesse. Les imprimeurs ITF sont également une maison d'édition mancelle dont la dernière publication est De Pontlieue à Kaliningrad par Claude Patard. ITF travaille en accord avec l'Association Culturelle et Touristique du Mans quant à la parution de La vie Mancelle et Sarthoise. Les éditions de la reinette publient presque uniquement des ouvrages informatifs et culturels sur la Sarthe et le Maine. La maison fut créée en janvier 1994, elle publie notamment la revue trimestrielle Maine Découverte. Les Messageries de Presse Mancelle sont le grand spécialiste local de la distribution de la presse sur la région du Mans. ITF chez les imprimeurs a repris le flambeau local de l'imprimerie Monnoyer, datant du XIXe siècle. Elle se partage le marché manceau avec Numeri'Scann 24 notamment. dans le domaine des études scientifiques, outre l'université du Maine, l'hôpital du Mans édite avec le soutien de la société de Médecine de la Sarthe la bibliothèque médicale André-François Lemanissier. Elle édite et gère des ouvrages médicinaux spécialisés depuis 1975.

#### Télévisions

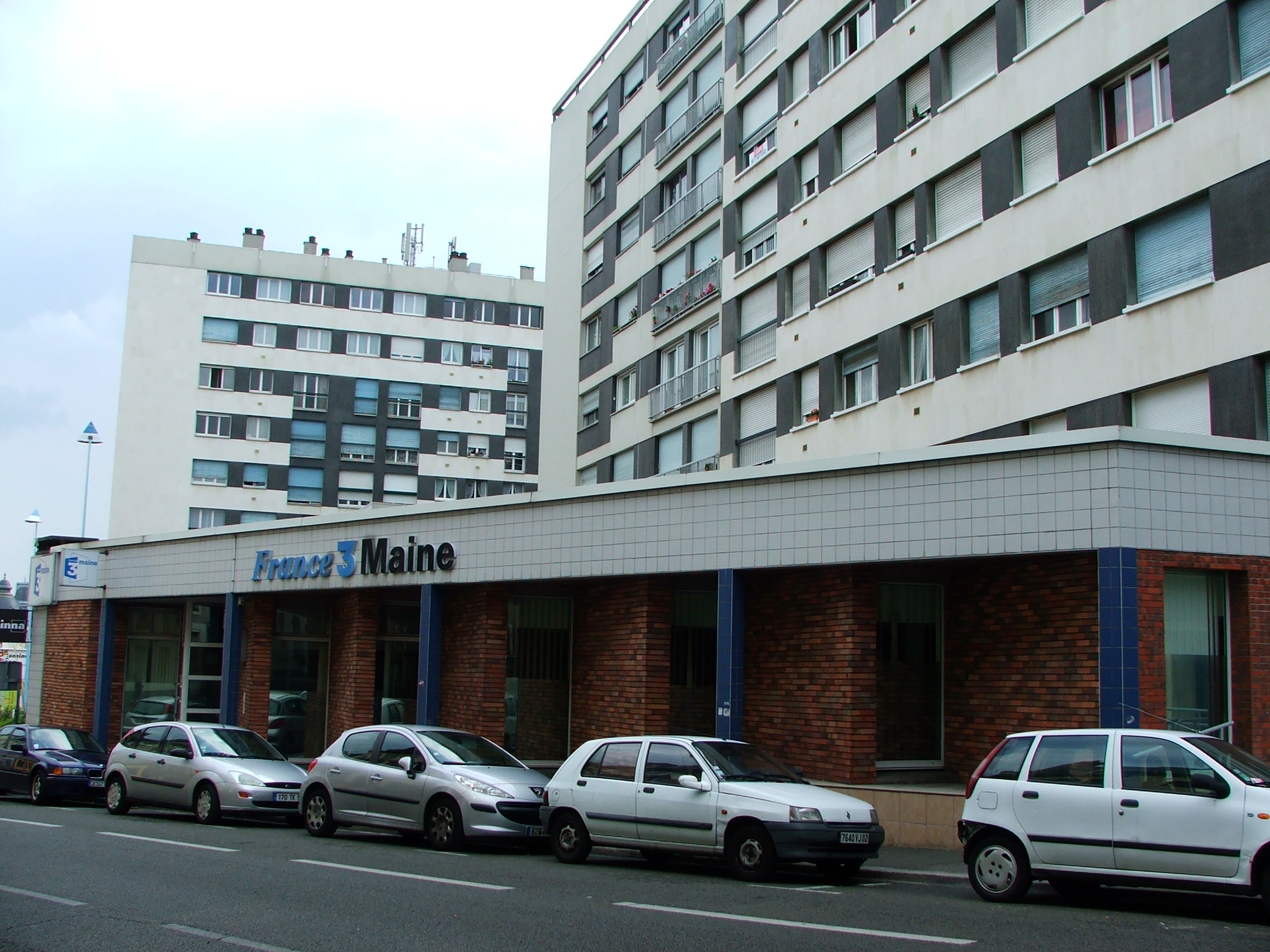
Locaux de France 3 Maine.

France 3 Maine : antenne locale de France 3, produit un journal d'une dizaine de minutes diffusé tous les soirs en semaine (hors vacances scolaires) a 19h07 dans Ici 19/20, en Sarthe et en Mayenne.
LMtv Sarthe est une chaîne locale de la télévision numérique terrestre (TNT canal 33), visible en Sarthe et territoires limitrophes.

#### Radios
Les réseaux nationaux suivants possèdent des installations dans la ville pour des décrochages ou des services d'informations :
- RTL2 Le Mans (96.4 FM) : déclinaison mancelle d'RTL2. Elle est arrivée au Mans en 2012[153].
- Chérie FM Le Mans-Laval (97.6 FM) : déclinaison mancelle de Chérie FM pour Le Mans mais aussi toute la Sarthe, Nogent-le-Rotrou (97.5 FM), Laval (98.5 FM) et Alençon (98.5 FM). En plus des flashs locaux le matin, une émission est en direct du Mans les après-midis du lundi au vendredi[154].
- Nostalgie Sarthe (100.7 FM) : déclinaison mancelle de Nostalgie entendue également à Laval sur la même fréquence ainsi qu'à La Flèche (99.7 FM) et Château-du-Loir (91.9 FM)[155]. Elle partage ses locaux avec Chérie FM Le Mans-Laval car ces 2 radios appartiennent au même groupe.
- RCF Le Mans (100.2 FM) : radio locale chrétienne du Diocèse du Mans[156].
- Europe 2 Le Mans (103.5 FM) : déclinaison mancelle de Europe 2.

La ville possède des radios locales :
- Cartables FM est une autre radio associative en milieu scolaire basée au collège Berthelot, dans le centre-ville du Mans. La majorité de ses émissions sont réalisées par des élèves. Elle emploie deux salariés. Elle laisse également une grande place à l'information culturelle. Elle dispose d'une programmation musicale en partie axée sur la scène locale, la variété et le pop/rock. Elle diffuse au Mans et dans un rayon d'environ 30 km sur le 93.3 FM. Cartables FM est adhérente de la Fédération Régionale des Radios Associatives Maine-Anjou (FRAMA).
- En 2009, Sweet FM, radio commerciale indépendante originaire de La Ferté-Bernard, a obtenu une fréquence au Mans sur 94.8 FM. C'est une radio musicale généraliste et grand public. Depuis son implantation, elle fait la part belle aux plages d'informations locales. Son ambition est de s'implanter durablement dans le bassin manceau[157].
- France Bleu Maine, sur 96.0 FM, est la radio locale publique du Mans et ses environs. Elle est arrivée en 2010[158]. Elle émet aussi à Sablé-sur-Sarthe sur 105.7 FM et à La Flèche sur 91.7 FM.
- Présente en région Centre, Vibration diffuse aussi ses programmes au Mans, sur 102.1 FM. La radio a été un temps sponsor du MUC 72. Elle propose des informations régionales couvrant la Sarthe et une partie du Maine-et-Loire. Ses studios se trouvent à Orléans, au sein du groupe 1981.
- Radio Alpa est une radio associative et alternative axée sur les musiques actuelles, l'information locale et la vie associative. Elle emploie quatre salariés mais une majeure partie de ses programmes sont animés par des bénévoles. Elle diffuse dans presque tout le département de la Sarthe sur 107.3 FM et depuis février 2009 en streaming sur le site www.radioalpa.com. Ses studios sont situés dans le Vieux-Mans, à la MJC Prévert, dont elle est un secteur d'activité. Radio Alpa est adhérente de la Fédération Régionale des Radios Associatives Maine-Anjou (FRAMA), elle en est actuellement le siège social[159]. La radio est ainsi désignée pour siéger au Conseil National des Radios Associatives.

## Économie et recherche

### Économie actuelle
La ville compte trois technopôles avec le quartier Novaxis, l'Université-Ouest et le Technoparc. Trente zones industrielles et commerciales se trouvent au Mans et les communes de la métropole. Une zone franche urbaine (ZFU) est présente aux Sablons.
La ville accueille des industries des cinq grands domaines : électronique, mécanique et automobile, BTP, Agroalimentaire et plasturgie, avec un secteur tertiaire très bien représenté.

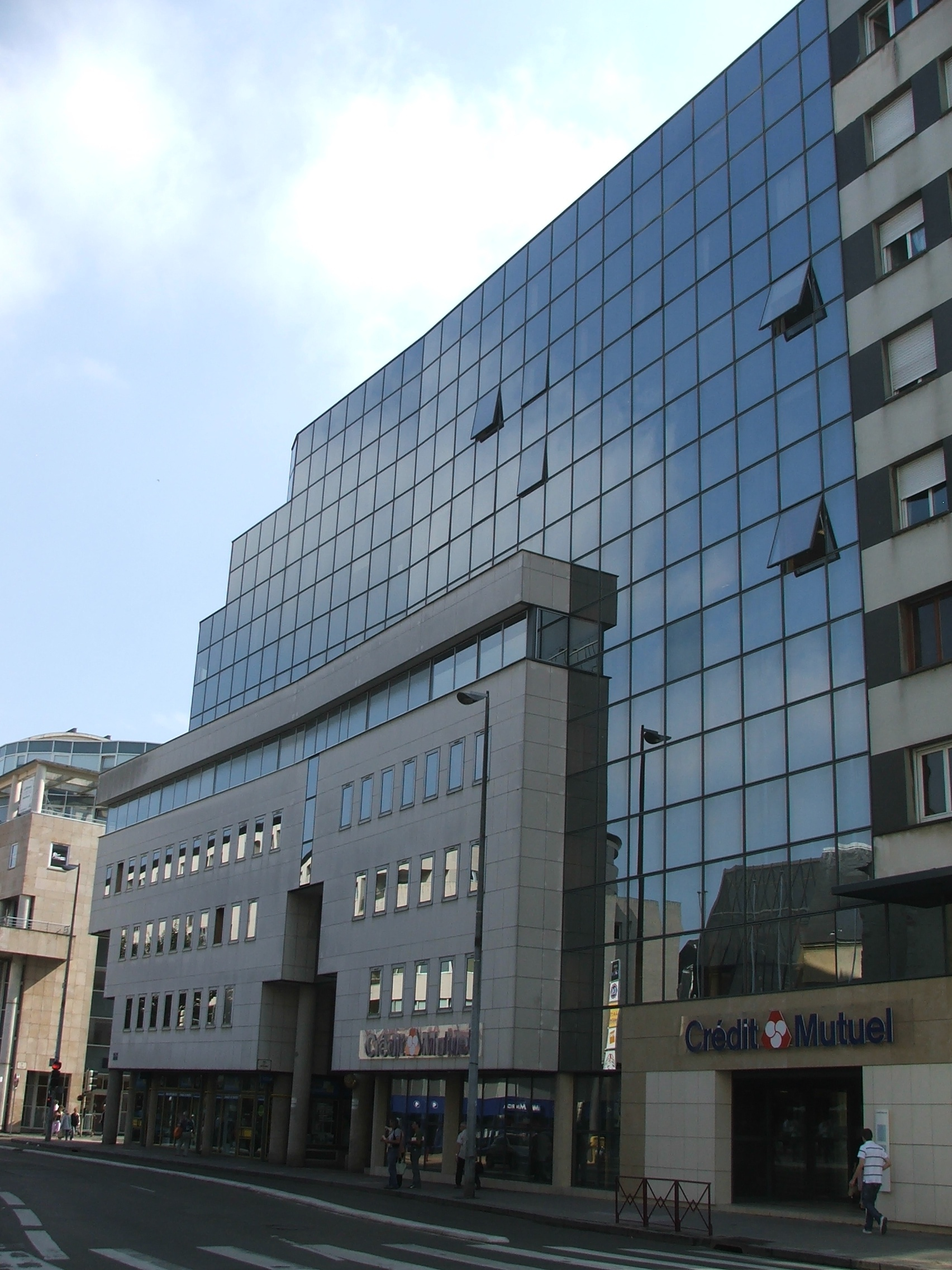
Siège du Crédit-Mutuel (direction départementale).

L'industrie est apparue au Mans au milieu du XIXe siècle. La métallurgie s'est développée à l'intérieur de la ville. Les chemins de fer, employant les ruraux des alentours, l'ouverture vers Paris puis vers la Bretagne, ont permis au Mans de développer son industrie. Les matières premières arrivaient alors par bateaux dans les ports d'Allonnes, d'Arnage et du Mans, avant la concurrence du chemin de fer.
La gare de triage au sud de la ville est le symbole d'une époque où l'industrie de la cité était florissante. Jusqu'à la Seconde Guerre mondiale, Le Mans est l'une des villes les plus industrielles de France alors que la Sarthe est essentiellement tournée vers agroalimentaire dont Yoplait concentre un pôle majeur à l'ouest de la ville. Après cette époque de regain pour la cité, la chute n'en est que plus forte. La population du Mans a dépassé les 100 000 habitants, vers 1950. Elle n'augmente plus dans les années 1970 et diminue même ; l'augmentation reprend faiblement au début des années 1980. Le déclin économique lié à la désindustrialisation explique sa moindre croissance démographique. Aujourd'hui, le Mans est à dominante largement tertiaire. Elle accueille dix fois plus d'employés d'entreprises qu'elle ne forme de diplômés supérieurs.
Initiée par la famille Bollée, l'industrie automobile est aujourd'hui représentée par l'usine Renault ACI, GKN (anciennement Glaenzer Spicer), SA SARR, Gruau, Dura Automotive System, SIA Industrie (anciennement SIA Dumoutier appartenant aujourd'hui au groupe Plastiwell) et NTN. Du constat du poids de l'industrie automobile dans la région des Pays de la Loire concentrée sur la Sarthe et, plus particulièrement encore, dans le bassin manceau, est né l'Institut Automobile du Mans dont le but est de soutenir cette filière.
Sur des terrains acquis par Louis Renault dès 1920, l’usine Renault s'implante en 1936. Elle produira des pièces pour l'occupant et se développera encore après-guerre. L'usine de Renault Agriculture a été rachetée par l'allemand Claas, qui y emploie 700 salariés.
D’importantes entreprises spécialisées en électronique se sont installées à sa suite, notamment Schneider Television, Philips (qui délocalisera son site en 2008), Souriau. Le Mans conserve des entreprises tertiaires : centres d'appels Mondial Assistance, B2S, Eurofil, The Phone House ou l'Argus assurance. Le Mans est une ville d’assurances, en particulier avec la fondation en 1828 de la Mutuelle immobilière du Mans qui deviendra le groupe MMA, et l'implantation d'assurances mutualistes telles que MAAF, Groupama, Crédit agricole ou Caisse d'épargne. L’ACO, soutenu par ces entreprises, s’est développé et organise les 24 Heures du Mans.

### De l'âge industriel à la tertiarisation

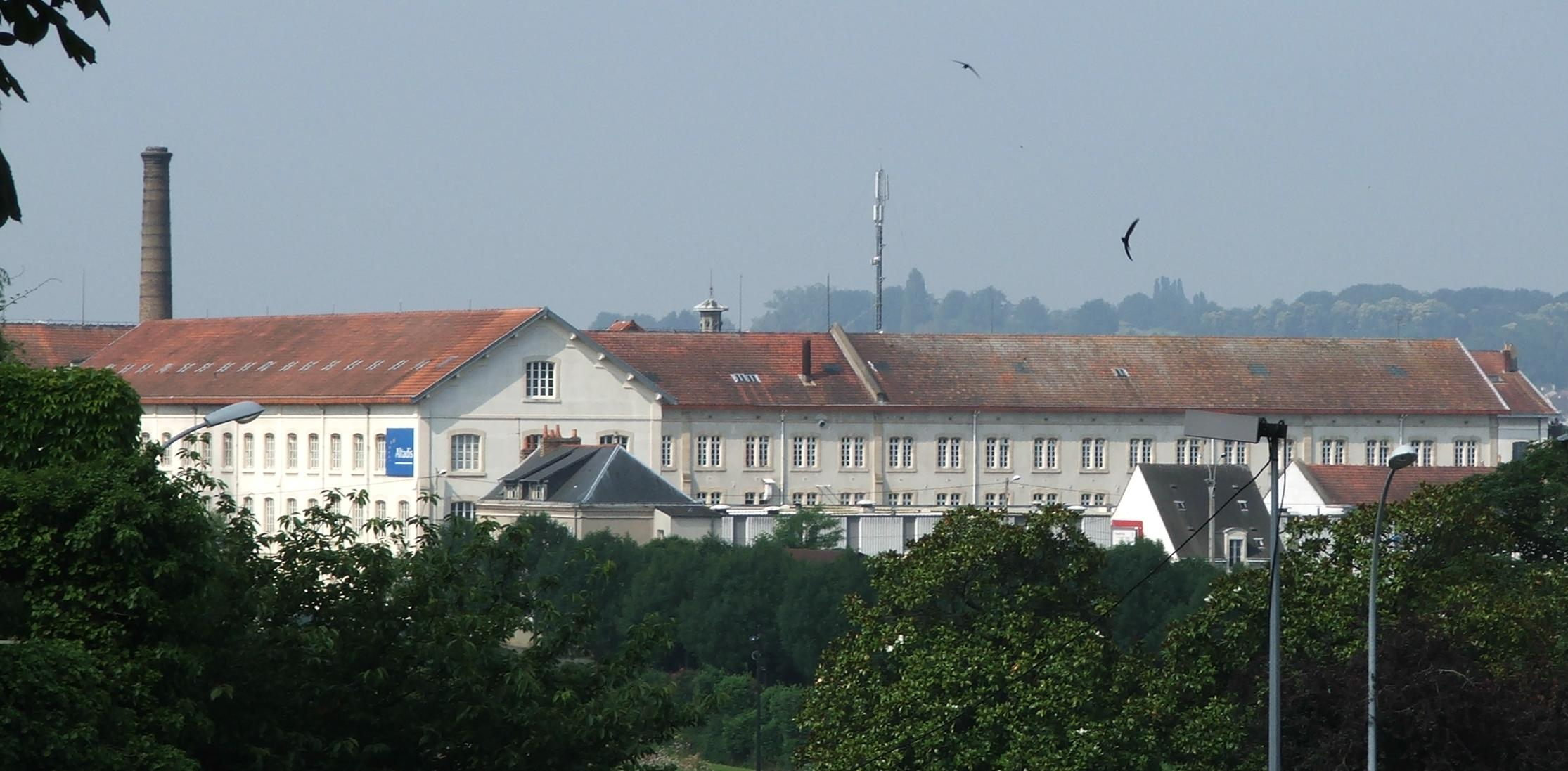
Ancienne Manufacture des Tabacs faubourg Saint-Georges.

Le territoire de la ville s'est constitué en même temps que l'industrialisation dans la seconde partie du XIXe siècle. En 1855, ont lieu les absorptions des communes voisines de Saint-Georges-du-Plain, peuplée de 566 habitants en 1851, de Saint-Pavin-des-Champs, peuplée de 1 568 habitants en 1851, et de Sainte-Croix, peuplée de 3 451 habitants en 1851. En 1865, c'est au tour de la commune de Pont-Lieue, peuplée de 3 903 habitants en 1861. Le Mans passe de 27 000 habitants en 1851 à 45 000 habitants en 1866.

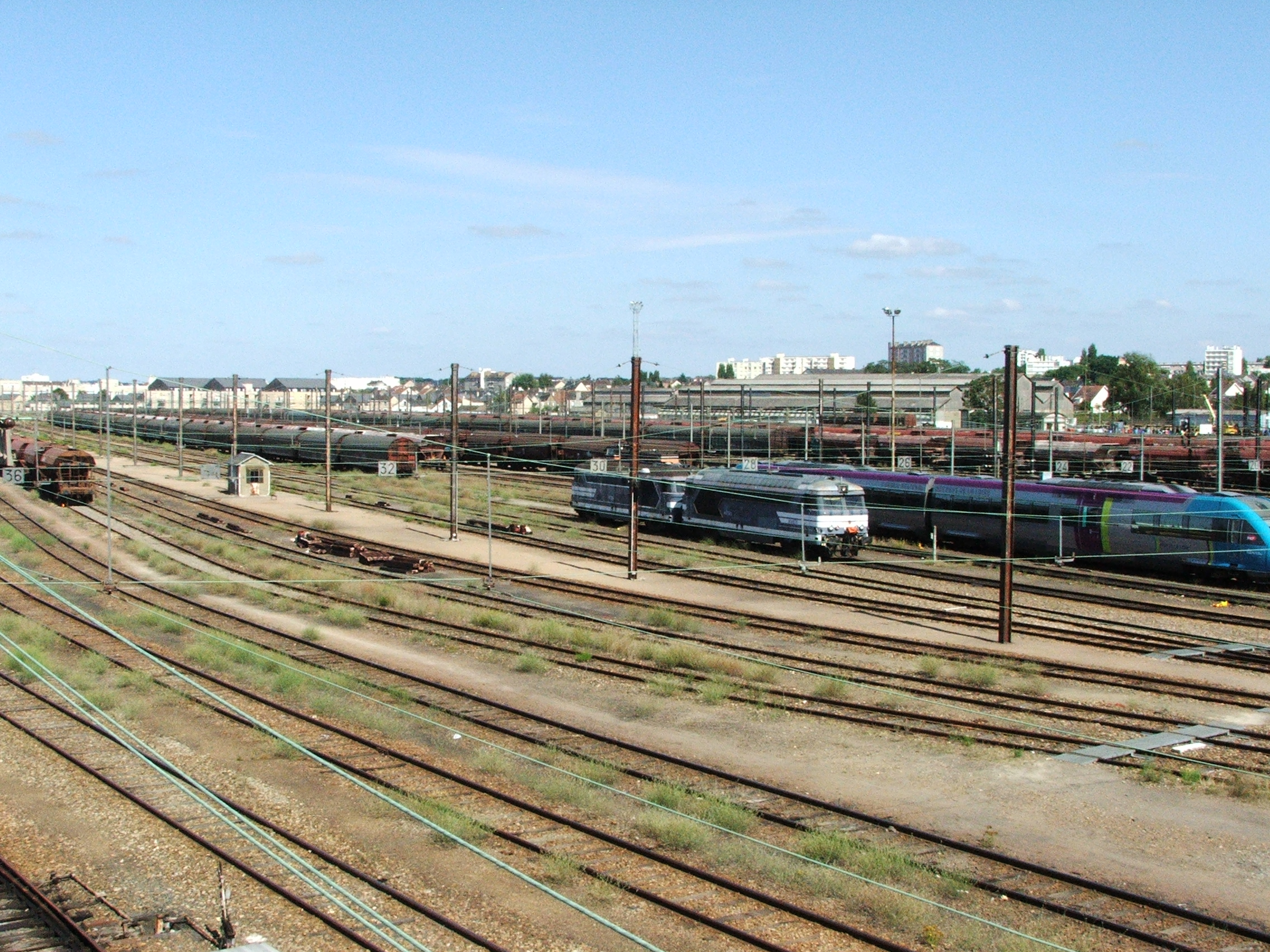
La gare du Mans-Triage.

La première phase d'industrialisation débute après l'arrivée du chemin de fer, en 1854. Le Mans devient un carrefour ferroviaire majeur. L'entrepôt dessert l'Ouest de la France pour des activités diversifiées dans le domaine ferroviaire tel que le dépôt des machines, la gare de triage ou les ateliers de réparation. Durant cette première phase, d'autres greffes industrielles surviennent à petite ou grande échelle à l'image de l'entreprise métallurgique Carel et Fouché. Puis arrive la manufacture des tabacs dans le quartier de Saint-Georges. Arrivent également une grande fonderie et plusieurs entreprises mécaniques. Enfin, la fin de ce premier mouvement s'amorce avec la naissance des Mutuelles Générales Françaises, qui donneront plus tard le groupe MMA.

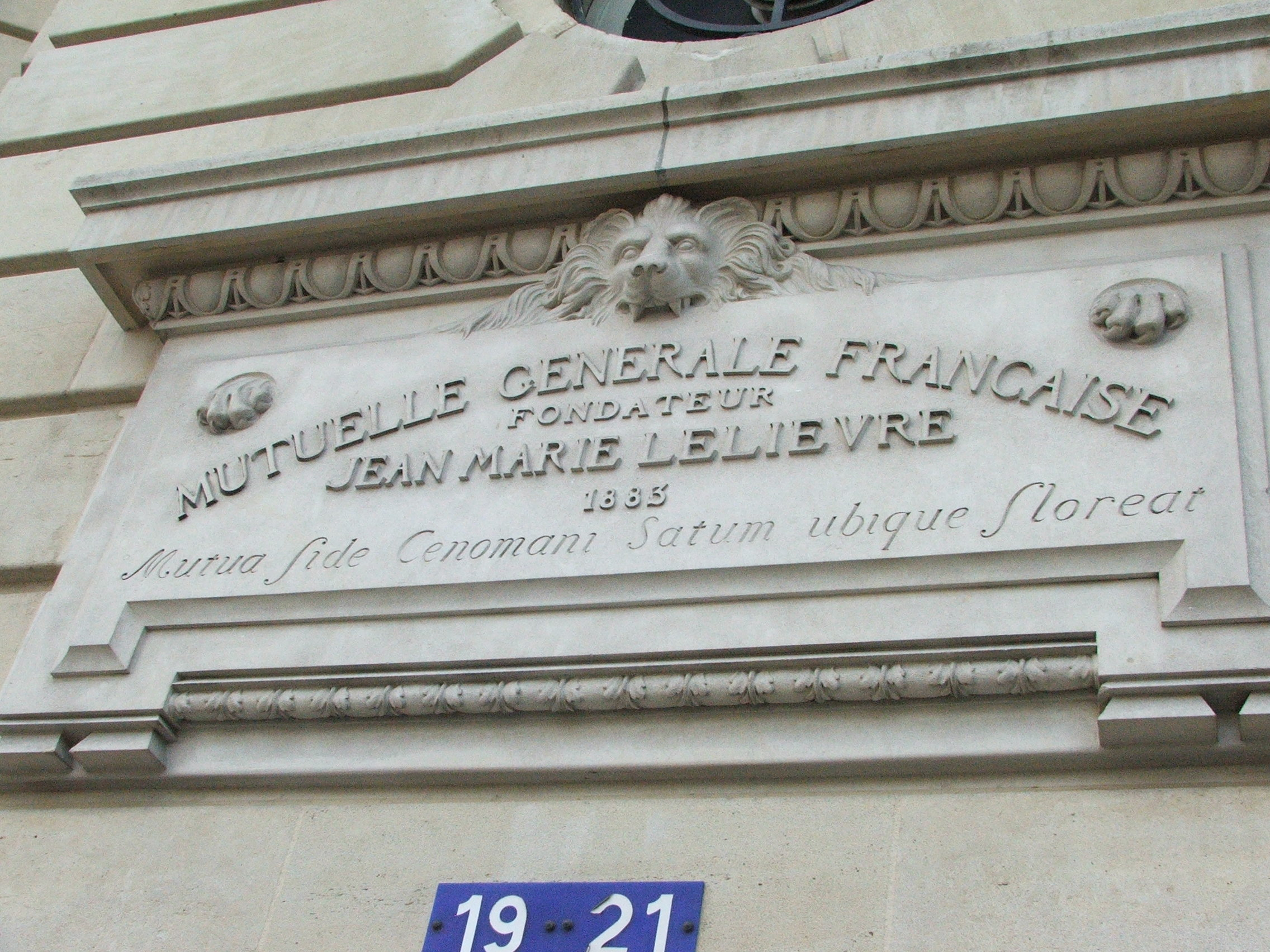
Gravure des Anciennes Mutuelles Générales Françaises, rue Chanzy.

Les trente glorieuses apportent une nouvelle croissance à la ville majoritairement soutenue par le succès de Renault. L'entreprise qui emploie quelque 3 600 salariés en 1949, en emploie près de 10 000 en 1974. La ville bénéficie de délocalisations industrielles favorables ainsi que du renforcement des branches d'assurance installées dans la cité. La distribution, représentée par les Comptoirs Modernes dès 1928, emploie plus de 2 000 personnes en 1975. Les services se multiplient et les flux migratoires vers Le Mans deviennent importants. En 1975, la ville atteint un pic de population de plus de 152 000 habitants. En seulement sept ans, la ville a gagné quelque 9 000 habitants et en vingt ans, plus de 40 000. Pourtant, la désindustrialisation s'amorce puisque la SNCF réduit ses effectifs de 1 700 personnes entre 1945 et 1970.
La deuxième phase, plus éphémère, commence dans l'après-guerre, à partir des années 1920, jusqu'en 1930. La ville bénéficie alors de délocalisations stratégiques. Elle reçoit ainsi l'établissement d'une fabrique de munitions et d'une usine fabriquant des moteurs d'avion. Surtout, Renault acquiert dès 1936, des terrains au sud de la ville qui verront l'édification d'une importante unité de fabrication mécanique au lendemain de la Seconde Guerre mondiale. Dans le même temps, survient l'électrification de la ligne Paris-Le Mans renforçant le rôle de la ville en tant que nœud ferroviaire. Le Mans est un passage obligé surtout à cause des transferts entre traction thermique et électrique. Juste après 1945, la SNCF emploiera au Mans près de 5 000 ouvriers. La seconde phase industrielle vient surtout compléter une première période très longue, ayant posé un grand nombre de base pour une économie industrielle développée. Surtout, Le Mans fait figure d'exception en tant que grande concentration industrielle.
La dernière phase est moins prospère. Elle commence dès la fin des années 1975. Alors que la ville compte sur cette croissance industrielle tonitruante pour devenir une grande ville française (voir le projet SDAU), de nombreux signes d'essoufflements sont visibles dans l'économie mancelle. La grande débâcle vient de l'employeur Renault, plus grand manufacturier et plus grand employeur de la ville, qui diminue considérablement ses effectifs. Les entreprises les plus modestes, elles, fermeront leurs portes. Les Mutuelles du Mans, elles aussi, enregistrent des difficultés et réduisent leurs effectifs. Tant bien que mal, de nouvelles activités tertiaires tentent de se faire une place. Les services marchands se développent et de nouvelles zones sont ainsi créées.
Avant ce déclin, deux communes voisines ont pu bénéficier d'une grande expansion démographique. Il s'agit d'Allonnes qui se construit comme une ZUP, profitant de l'installation de Renault et de Coulaines, qui se développe en lotissements de petits immeubles. Pour la seconde fois, la cité englobe les bourgs environnants. Cependant, la péri-urbanisation continuera à se faire sous la forme d’un étalement résidentiel discontinu classique. Viennent dès les années 1980, les communes alentour comme la Chapelle-Saint-Aubin au nord ou se construit une nouvelle zone commerciale. Plus loin encore, Saint-Saturnin profitera à son tour de ce développement en bénéficiant de la sortie autoroutière des Portes de l'Océane. Point de passage, elle verra naître un hôpital spécialisé (l'ADAPT) ainsi qu'un parc hôtelier, sans oublier une expansion au milieu des années 1990, amenant à la construction de nouvelles zones pavillonnaires. En 2004, la municipalité devra même créer une déviation à la RD338 en provenance d'Alençon pour permettre une fluidification du trafic, devenu trop important. La zone du Polygone au Sud du Mans, construite dès 1960 concentre également une forte activité professionnelle. Dès 2004, Le Mans envisage la création d'un pôle d'excellence sportive à la sortie sud de la ville. Cette entreprise, sera menée à terme à l'été 2010 avec l'achèvement du MMArena.

### Économie contemporaine
À partir de 1960, on crée une branche universitaire scientifique. Elle est une annexe de l'université de Caen. En 1969, on crée un IUT pour répondre à la demande de formations techniques pour l’industrie. L'université se développe, apparaissent progressivement des secteurs lettres ou droit. Elle devient indépendante à partir de 1977. Ses bâtiments construits comme des préfabriqués sont marqués par leur temps, symbole d'une construction « rapide ». La création de cette université, initiée dès 1967, a apporté quelque 10 000 étudiants au fil des années. Cependant, l'impossibilité d’ouvrir un CHU du fait de la proximité du CHU d'Angers a très nettement ralenti ses chances de devenir grande-ville universitaire.[réf. nécessaire]

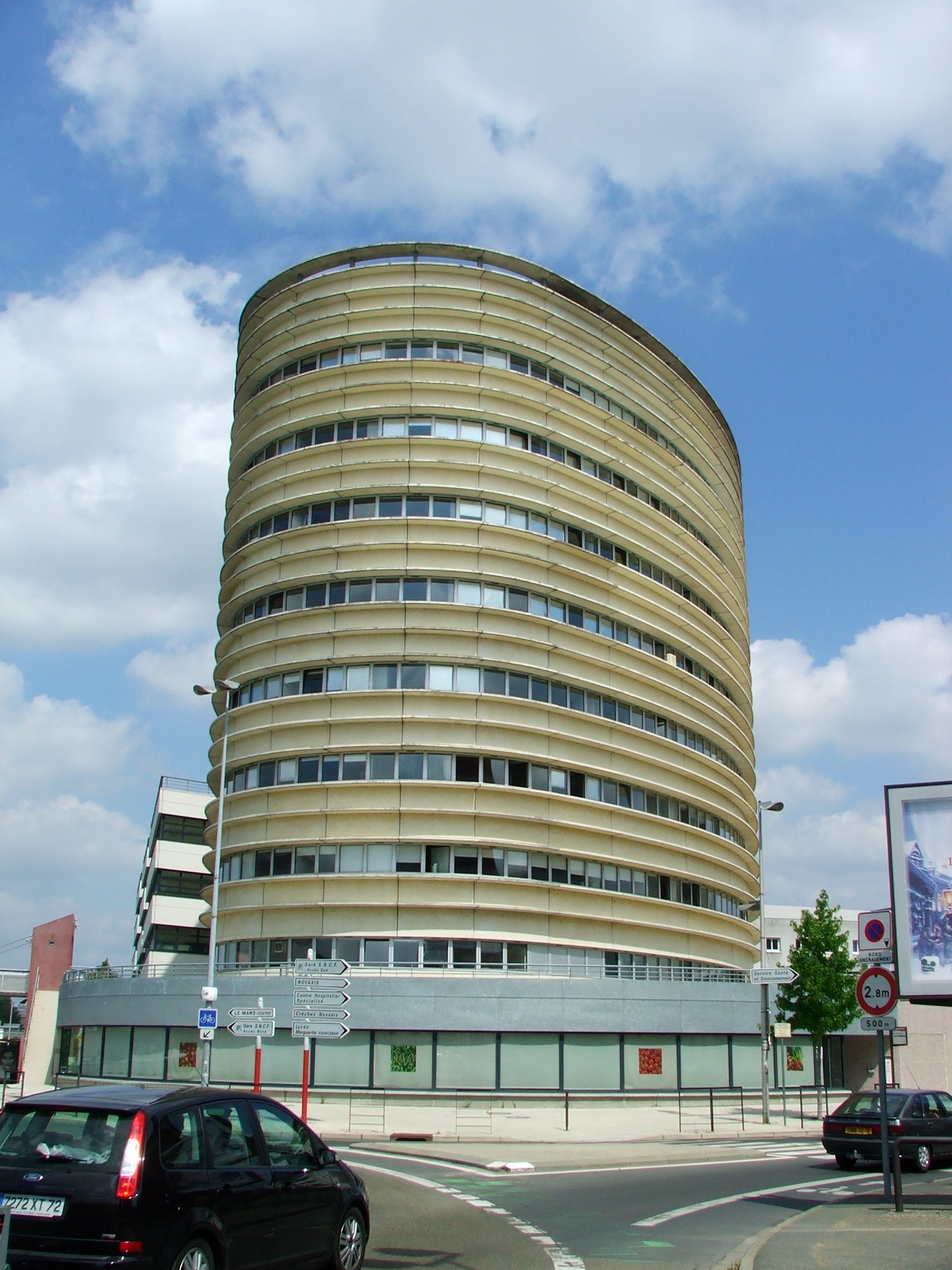
La Tour Solaire, siège social du GIE SESAM-Vitale.

Les années 1980 sont marquées par la création de nouveaux axes de communications : les lignes TGV qui relient Paris à l’ouest de la France passent par le Mans pour desservir Angers, Laval, Nantes et Rennes. Les autoroutes relient Le Mans à Paris, Alençon, Rennes, Angers/Nantes, Tours, Caen et Rouen/Calais. Son identité est largement entachée par son rôle de simple « relais » de l'Ouest, et se trouvant éloignée du reste de la région des Pays de la Loire.
Son histoire et son économie se sont basées sur les matières premières et les infrastructures industrielles nouvelles en matière de transport. Le Mans a beaucoup perdu avec la perte de vitesse de la production industrielle dès la fin des années 1990. Paradoxalement, alors que les couronnes mancelles gagnent en puissance, la ville-centre voit son rythme de croissance s’affaiblir, jusqu’à obtenir une variation négative.
Le Mans accueille le siège social de la société des assurances MMA. Le GIE SESAM-Vitale, créateur et distributeur de la carte Vitale, est implanté dans le quartier d'affaires Novaxis.
Le Mans est le siège de la Chambre de commerce et d'industrie du Mans et de la Sarthe qui gère l'aéroport Le Mans-Arnage et quelques écoles de formation supérieure.
La communauté Le Mans Nord Entreprises, créée en juin 1999, réunit soixante-dix des 430 entreprises situées en périphérie nord de la ville. Cette confédération englobe de nombreuses sociétés sur un rayon d'une dizaine de kilomètres qui forment un pouvoir économique important et siège au conseil de la communauté d'agglomération. Employant environ dix mille salariés sur une superficie de 100 000 m2, elle tend à se faire concurrencer par la zone Sud et notamment le Family Village en pleine expansion alors qu'elle accusait un retard face à la zone Nord.

### Tourisme

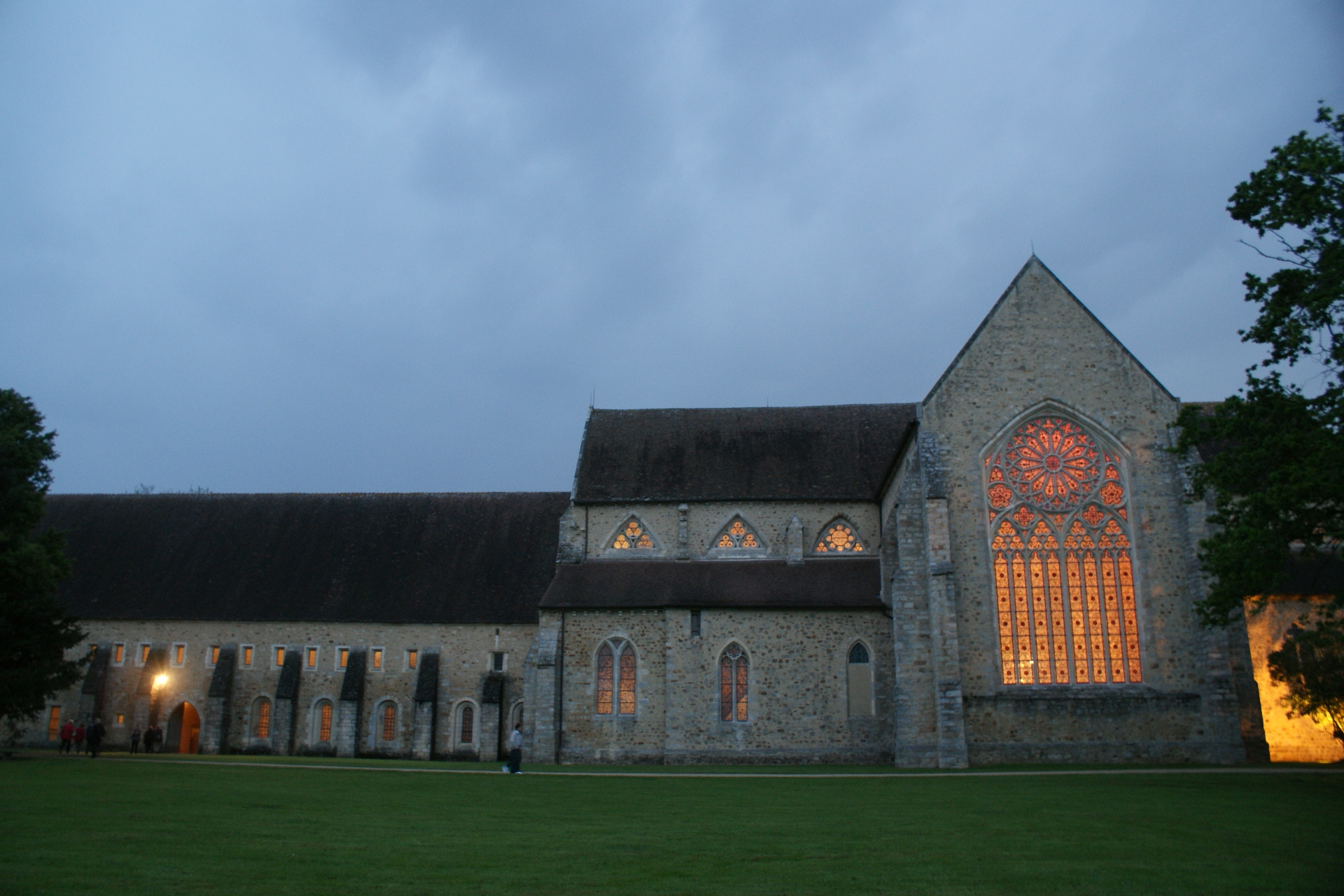
L'abbaye de l'Épau lors du Festival de l'Épau.

Le Mans est la troisième ville des Pays de la Loire en matière de culture et de tourisme après Angers et Nantes. Dans la fin des années 1990, les organisations culturelles et le conseil municipal promeuvent une ville européenne. Les 24 heures du Mans jouent pour beaucoup dans la renommée internationale de la ville. Selon des études menées de 2003 à 2007, la seule semaine de 24 heures automobiles rapporteraient 75 % des retombées économiques annuelles de la ville. Depuis l'ouverture de l'A 28, longeant la ville du Nord au Sud, Le Mans se situe au centre de l'axe Calais-Bayonne ou Angleterre Espagne. La rénovation et réhabilitation apportées au Vieux-Mans ont permis de valoriser le patrimoine de la ville. La vieille-ville a également pu se faire connaître en France grâce à des vitrines filmiques, les tournages s'étant multipliés ces dernières années. Le Mans accueille des festivals musicaux comme l'Europa Jazz Festival ou le Festival de l'Épau. Le tourisme culturel est complété par une offre de lieux d'expositions qui s'est enrichi en 2009 d'un musée archéologique « Le Carré Plantagenêt ». La ville compte en plus du musée des 24 Heures du Mans, quatre musées publics et un musée privé.

## Lieux et monuments

### Architecture

#### Monuments romains

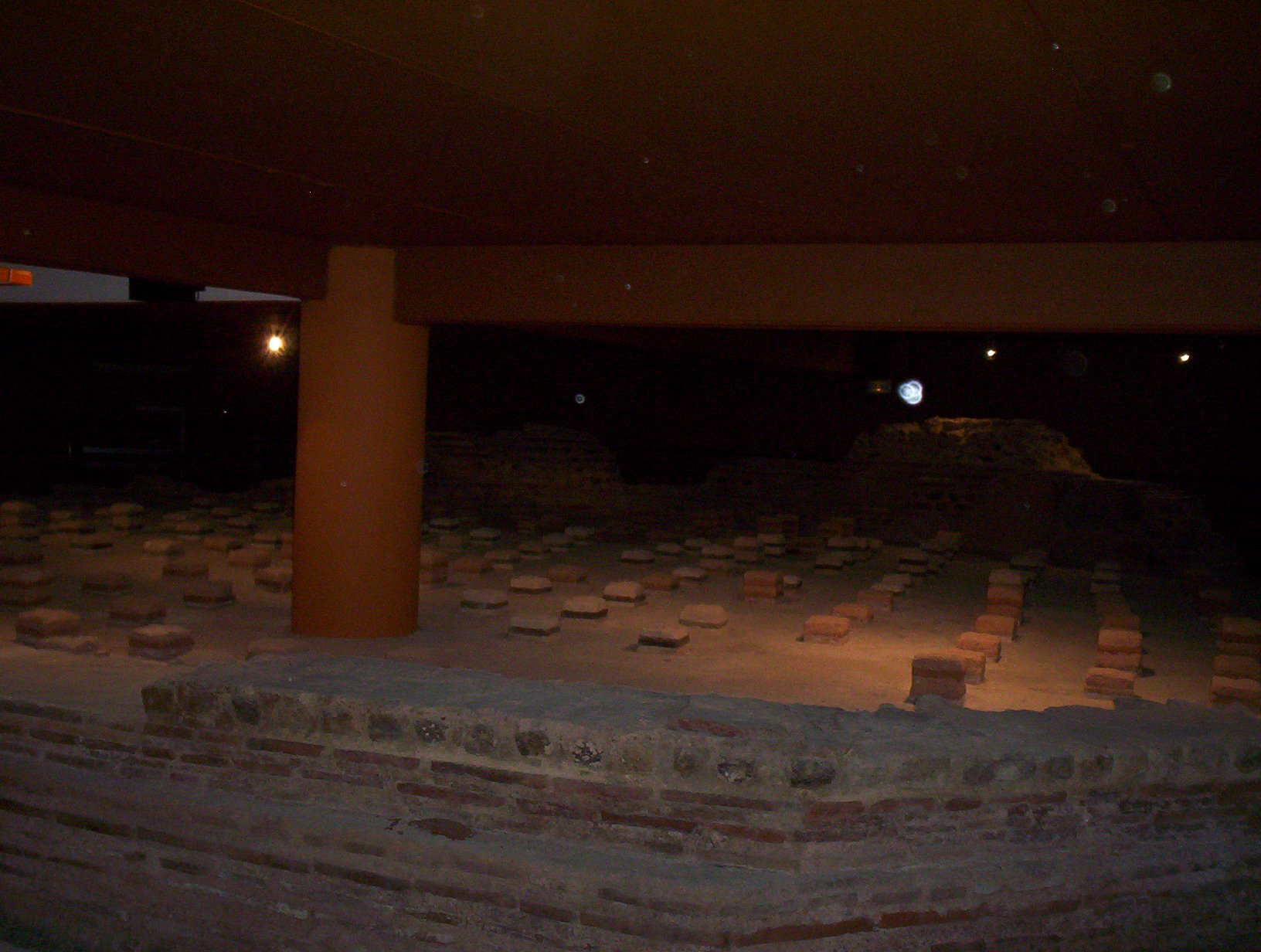
Vestiges des thermes de Vindunum.

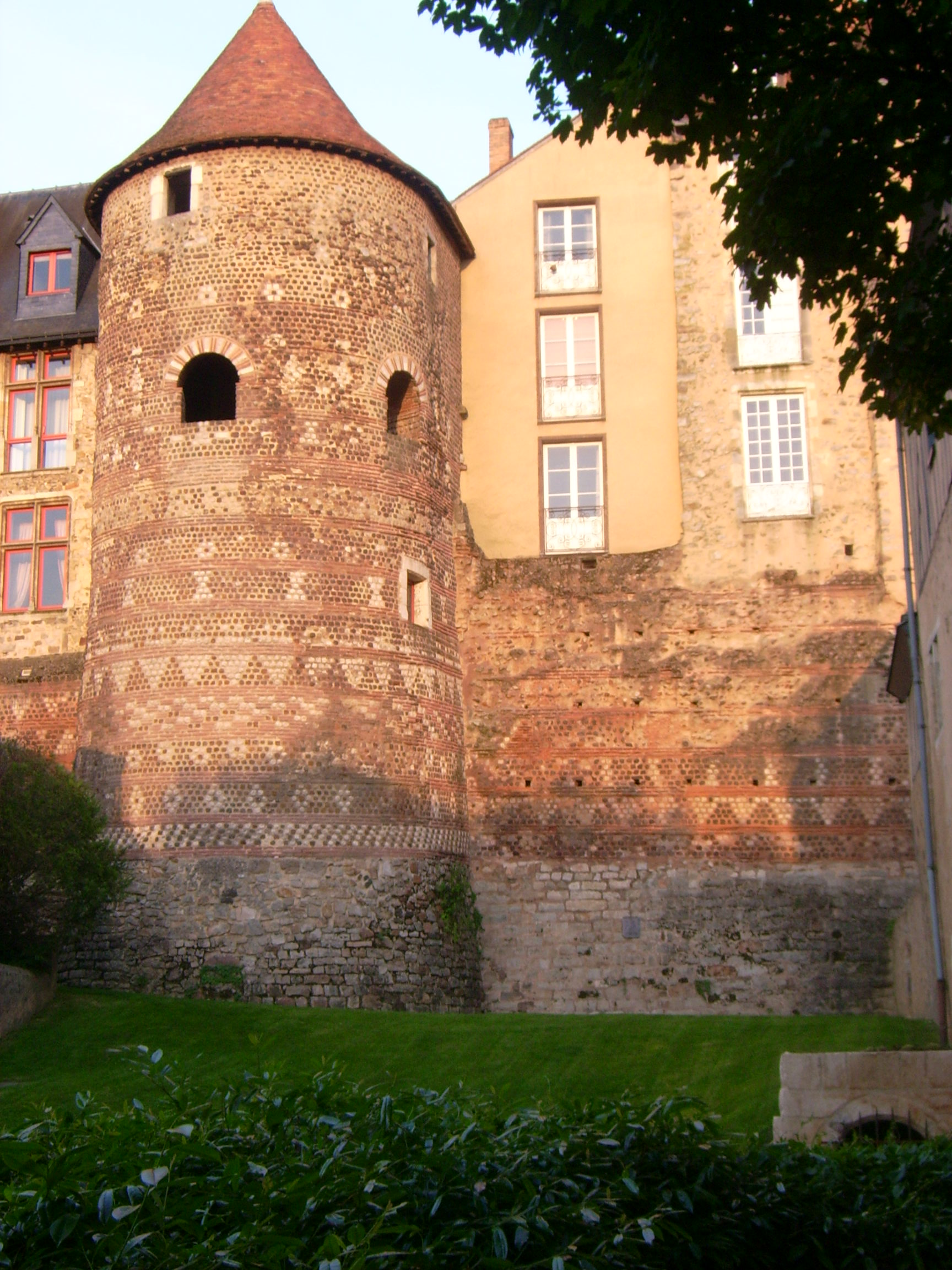
Enceinte gallo-romaine du Mans.

##### L'enceinte gallo-romaine
La vieille ville est ceinturée d'une enceinte gallo-romaine polychrome construite à la fin du IIIe siècle, encore très bien conservée. Elle constitue le plus important témoignage de l'architecture militaire du Bas-Empire en France, c'est l'édifice le mieux conservé d'Europe, après la ville de Rome.

##### Les thermes de Vindunum
Les thermes de Vindunum se trouvent sous l'école des Beaux-arts du Mans, au sud-ouest du mur d'enceinte.
De Vindunum subsistent plusieurs domus, dont la plus visible est celle des Halles. Le forum est situé sous la cathédrale, au point le plus haut de la colline du Vieux-Mans.

#### Monuments du Moyen Âge

##### La Cité Plantagenêt
La Cité Plantagenêt est le cœur de la ville médiévale du Mans situé à l'intérieur de la muraille et appelé aussi « Vieux Mans » (ou « vieille ville du Mans »). La plupart des maisons datent de la Renaissance. On peut citer notamment la maison d'Adam et Ève, les hôtels de Clairaulnay et de Vaux. Cet ensemble, très bien conservé, est rarement troublé par les aménagements modernes. Le lieu est plébiscité pour des tournages de films et téléfilms historiques. C'est dans cette partie de la ville que sont localisés la majorité des édifices historiques importants, parmi lesquels nombre d'édifices religieux et d'hôtels particuliers, certaines rues "de maison à maison", des escaliers et cours intérieures, puis l'ensemble palatial comtal et royal comprenant le palais des comtes du Maine (actuelle mairie) et la collégiale Saint-Pierre-la-Cour.

##### La cathédrale Saint-Julien
La cathédrale Saint-Julien combine l'art roman — pour la nef — et l'art gothique — pour le chœur et l'abside. Elle possède un chevet gothique, haut de 33 mètres. Elle a été construite entre le XIe et le XVe siècle. Les vitraux datent pour la plupart du XIIIe siècle. Paul Claudel écrivit dans son journal intime de 1925 ; « J'étais loin de m'attendre à cette chose superbe. Taillée dans un pur froment de lumière, dans un rayon angélique que par endroits un rose délicat vient colorer. ».

##### Les abbayes
Au sortir du Moyen Âge, la ville s'est dotée de plusieurs abbayes et cloîtres. Parmi ceux toujours visibles aujourd'hui, on peut noter l'abbaye Saint-Vincent, construite en 572. L'édifice est aujourd'hui intégré au lycée Bellevue. Jusqu'en 1789, le lieu abrite une bibliothèque importante. L'abbaye est vendue comme bien national. Le complexe du lycée est créé en 1968 après avoir été un internat depuis 1954. L'abbaye ne sera entièrement rénovée qu'en 1990.
L'abbaye de l'Épau est une ancienne abbaye cistercienne fondée par la reine Bérengère de Navarre en l'an 1229. Le gisant de la reine Bérengère se trouve au sein de l’église abbatiale. L'abbaye est visitable et accueille de nombreux événements culturels comme le Festival national de musique classique de l'Épau. L'édifice se situe à 4 kilomètres à l'est du Mans, sur la rive gauche de l'Huisne, à la jonction du territoire de la commune d'Yvré-l'Évêque.

##### La collégiale Saint-Pierre-la-Cour
La collégiale Saint-Pierre-la-Cour est d'abord une église édifiée intra muros au Xe siècle, à la suite des invasions normandes du IXe siècle. Elle est rebâtie par Henri II Plantagenêt en 1175 avant qu'elle ne soit de nouveau agrandie en 1267 avec le soutien de Charles III d'Anjou. Il s'agit de l'ancienne chapelle seigneuriale des comtes du Maine faisant partie de l'ensemble palatial comtal et royal. Elle est aujourd'hui un lieu d'expositions et de représentations.

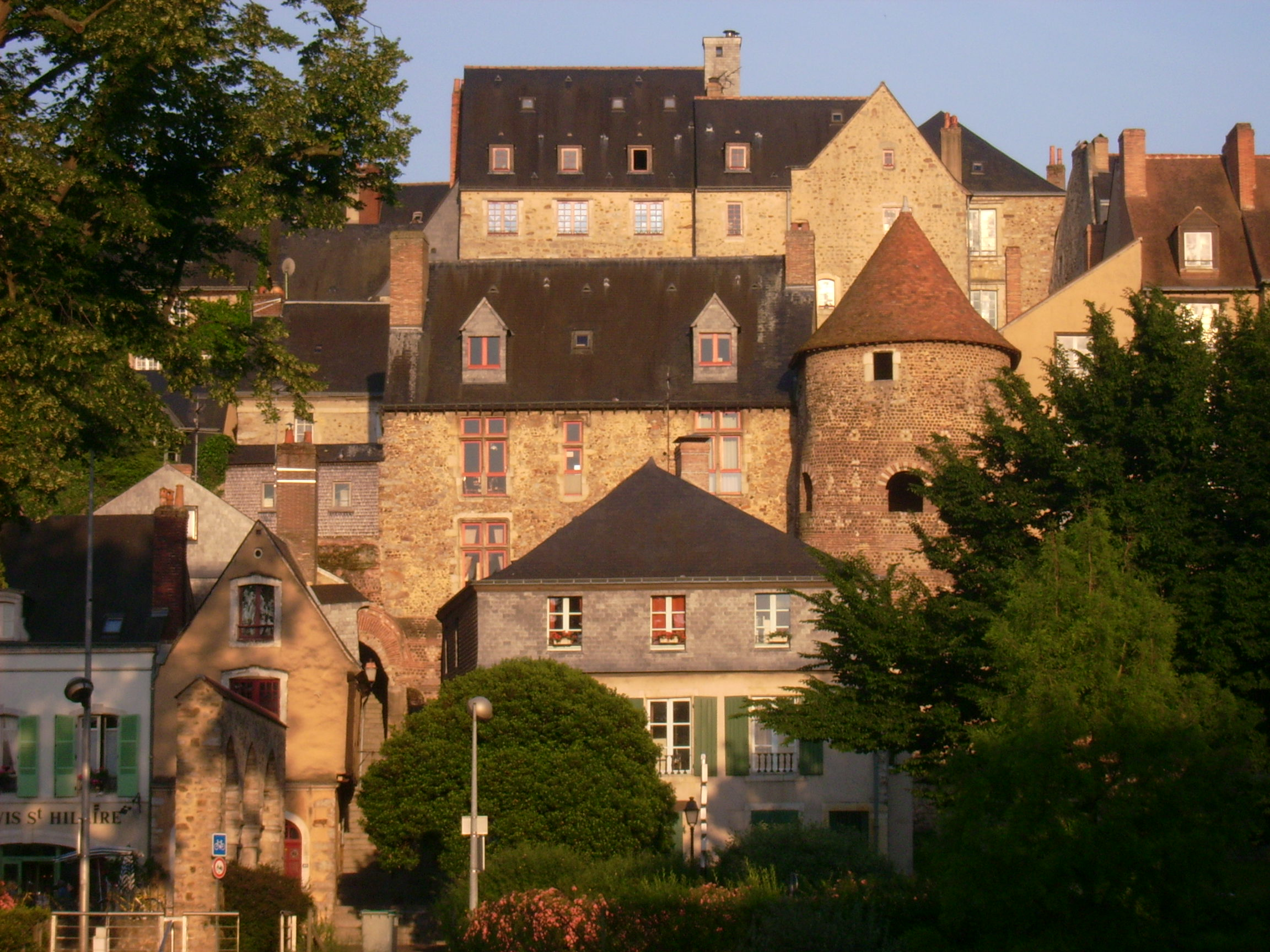
Au nord-ouest de la cité Plantagenêt.
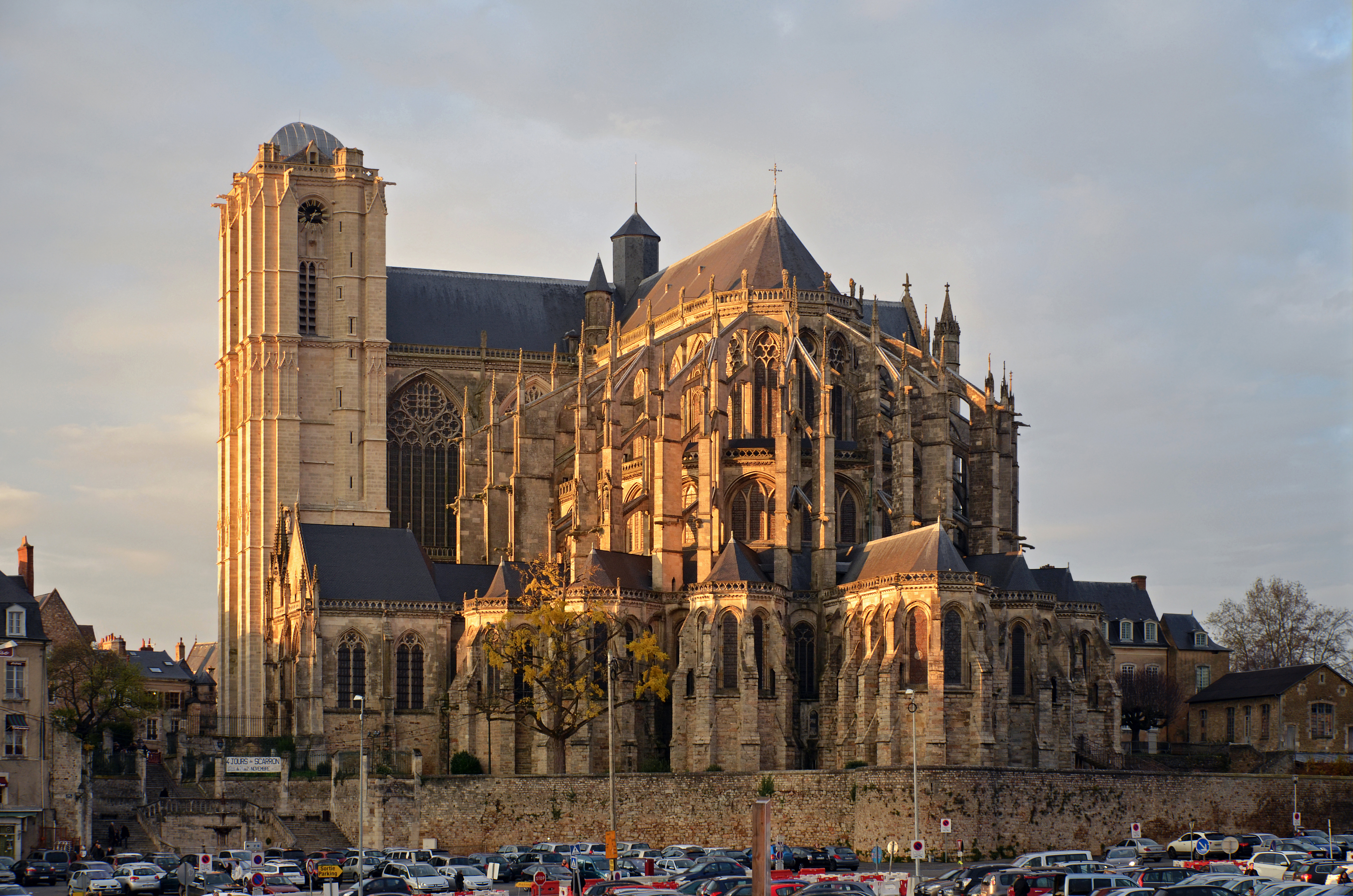
La cathédrale du Mans.
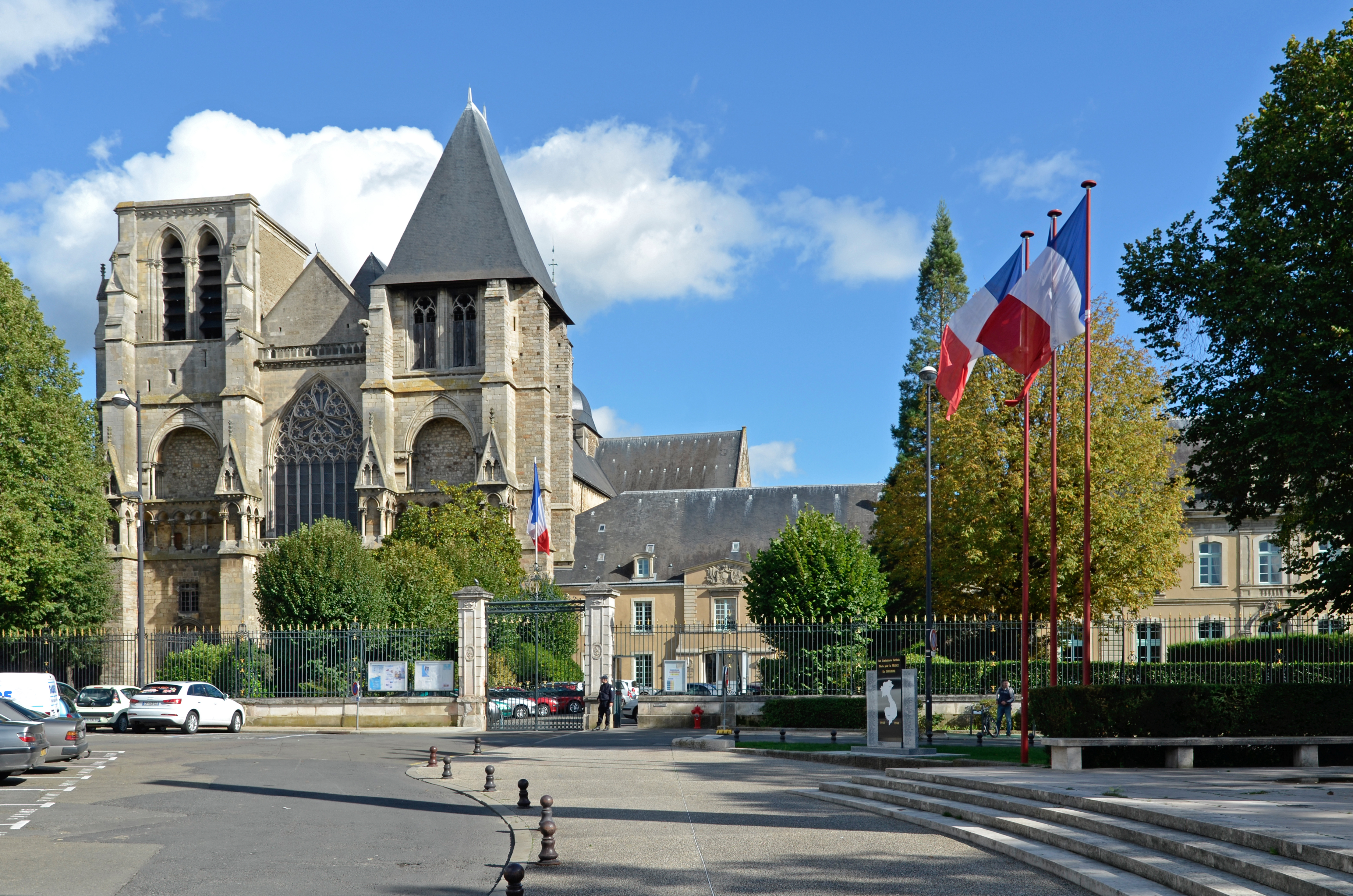
La couture et son abbaye.
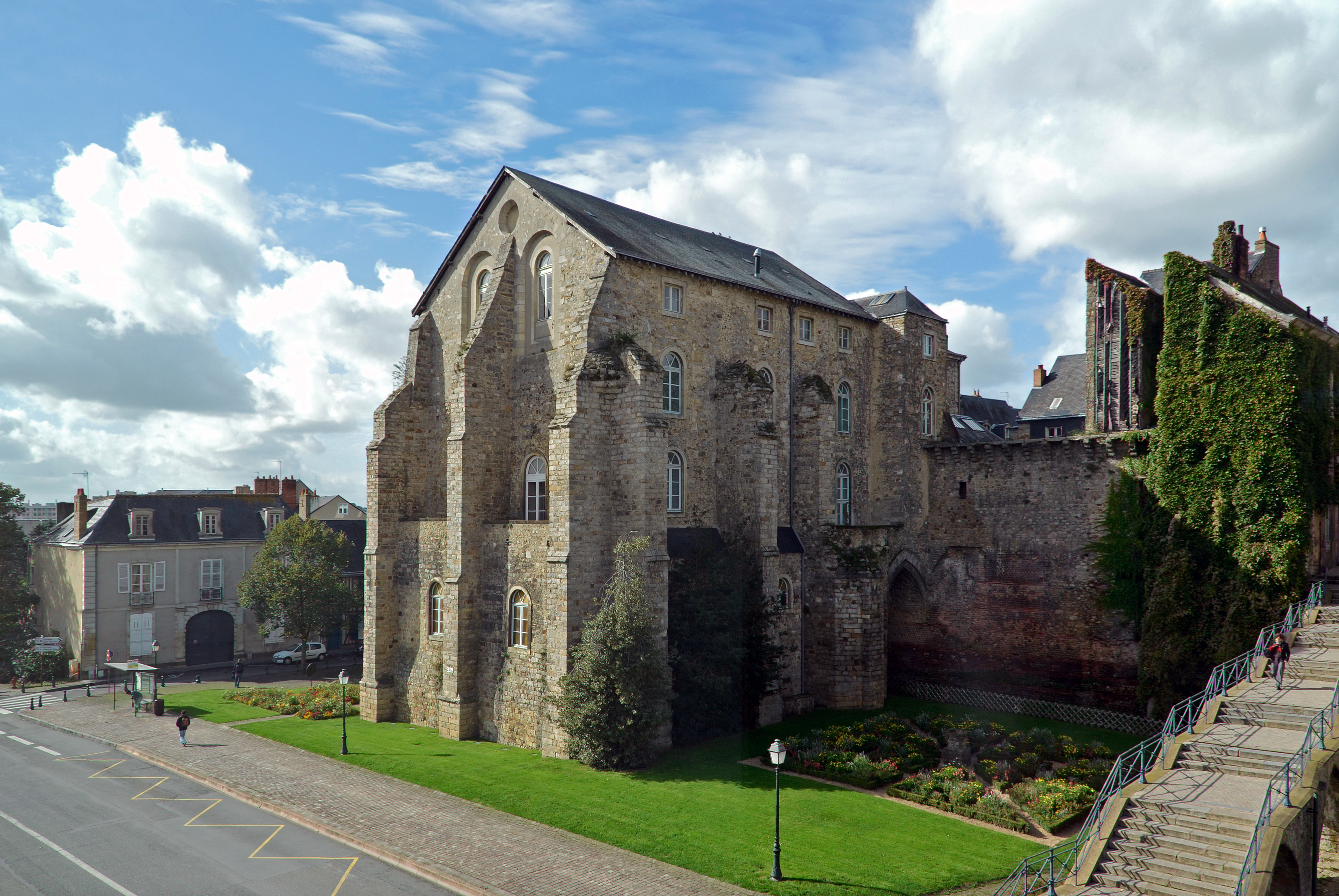
La collégiale Saint-Pierre-la-Cour.
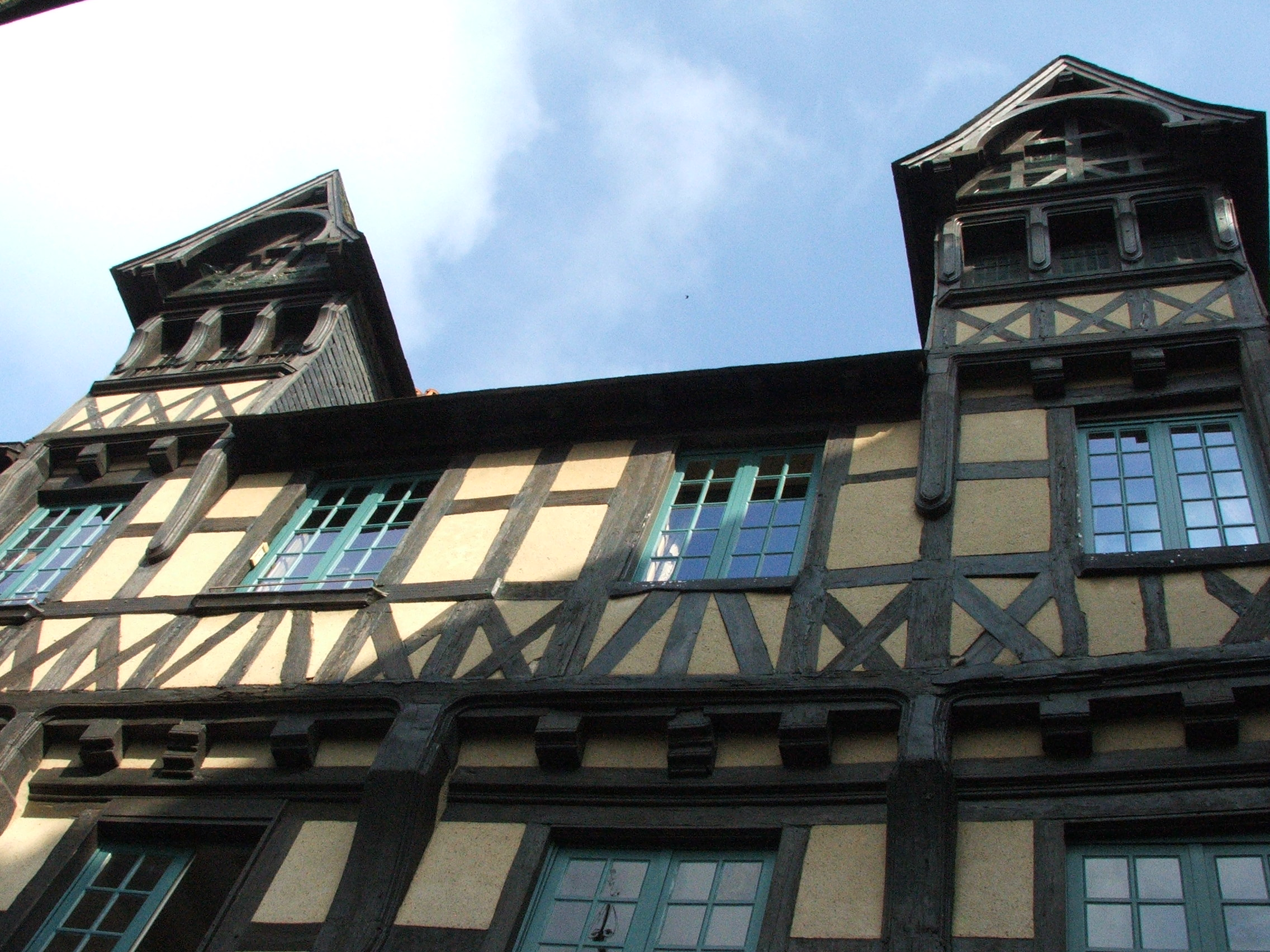
Une maison à pans de bois.

#### Monuments de la Renaissance

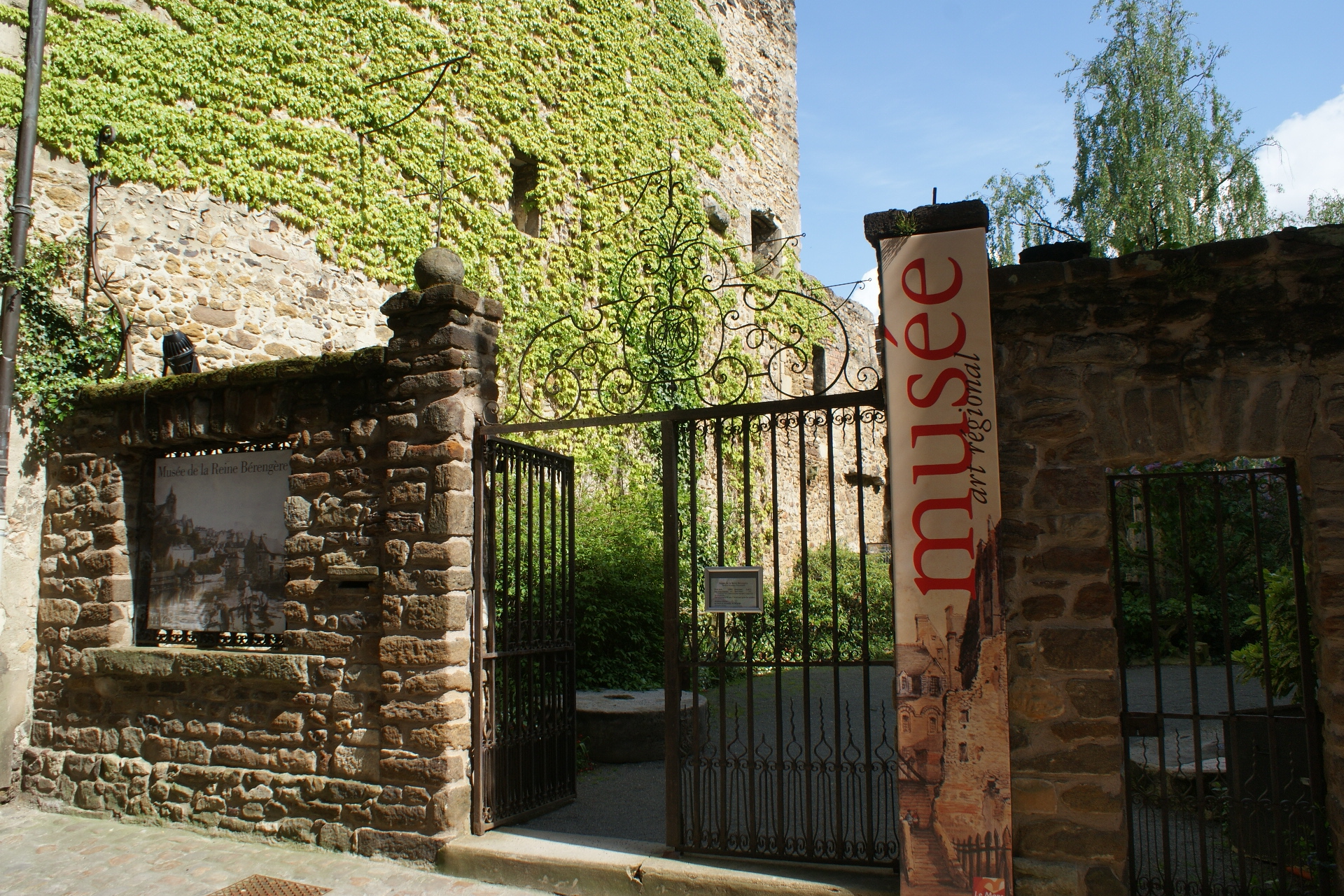
Le musée de la Reine Bérengère.

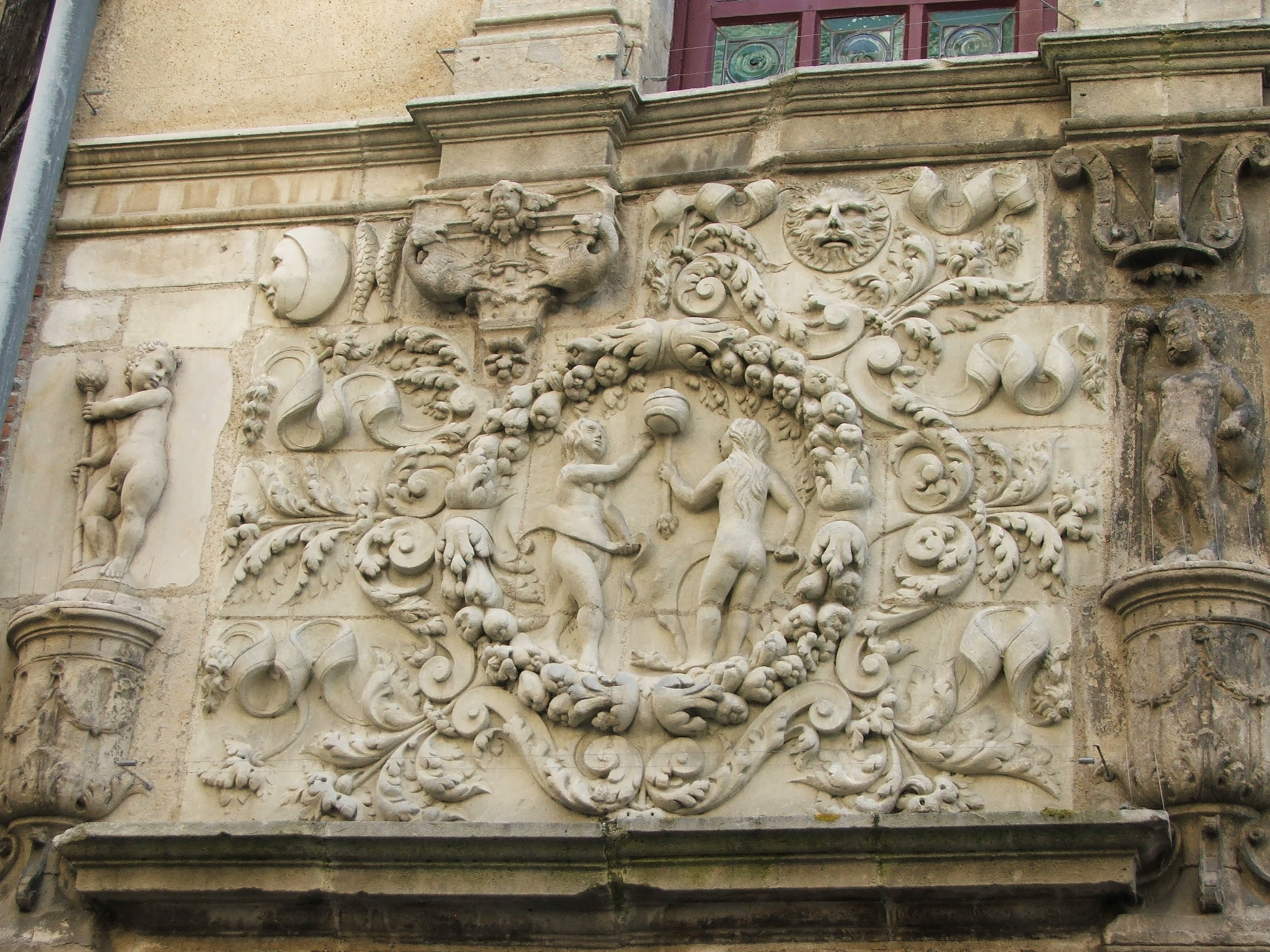
Fronton de la maison d'Adam et Ève.

##### L'ancien Grabatoire
Le palais du Grabatoire est une demeure canoniale bâtie entre 1538 et 1542 par Jean de Courthardy, évêque du Mans, en accord avec les membres du Chapitre de la ville. Il est placé face à la façade occidentale de la cathédrale Saint-Julien du Mans. En 1612, le maréchal de Lavardin alias Jean de Beaumanoir, y reçoit le jeune Louis XIII. Le gouverneur y soigne la régente, Marie de Médicis, tombée malade durant le voyage. Depuis 1907, il est la résidence de l'évêque du Mans.

##### La maison de la Reine Bérengère
La maison de la reine Bérengère a abrité le Musée de la Reine Bérengère jusqu'en 2022. Malgré son nom, la femme de Richard Cœur-de-Lion ne vécut jamais dans cette maison. Gérant du grenier à sel, Jean Véron fit bâtir la maison à la fin du XVe siècle. La maison dite de la reine Bérengère est entièrement en bois, les éléments du colombage sont moulurés et ornés de sculptures, de colonnettes et d'écailles. Elle est inscrite monument historique, depuis 1913.

##### La Maison d'Adam et Ève
La maison d'Adam et Ève est construite par le médecin Jean de L'Espine en 1520. Son nom provient du petit ornement situé au-dessus de la porte d'entrée. Le premier étage est chargé de pilastres massifs. La maison est située au bout de la grande rue de la vieille ville.

#### La Maison des Deux Amis
La maison des deux amis est située rue de la reine Bérengère. Elle est édifiée au début du XVe siècle par un riche marchand manceau du nom de Jean Bernay.

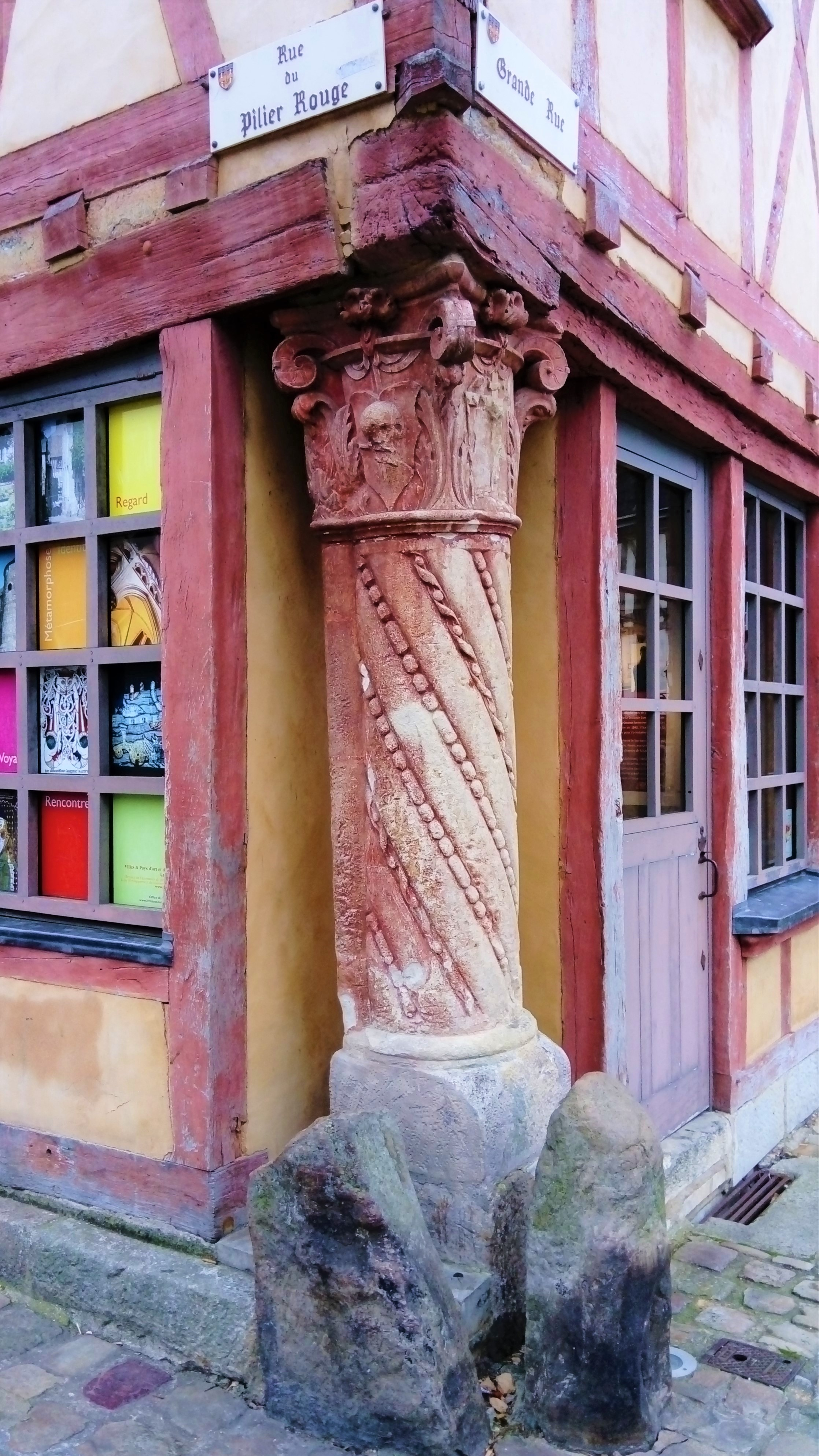
Le Pilier Rouge de la Maison au Pilier Rouge (XVe siècle).

#### La Maison du Pilier Rouge
La Maison du Pilier Rouge est construite durant le XVe siècle. Les poteaux qui la soutiennent ont été implantés sur un sol de pierre, fait pour l'occasion. Cela permettait de les protéger de l'humidité. Le pilier rouge qui soutient la demeure sur sa façade nord est l'objet de nombreuses rumeurs. Elle est classée monument historique en 1928, puis inscrite en 1994.

##### L'hôtel de Sceaux
L'hôtel de Sceaux est construit au milieu du XVIe siècle par un chanoine du nom de Jean Perot, ami de l'humaniste Jacques Peletier.

#### Monuments desXVIIe–XVIIIesiècles

##### L'hôtel des Ursulines
L'hôtel des Ursulines tient son nom de l'ancienne école pour filles bâtie sur son site. Il est communément daté du XVIIe. L'édifice est rénové en 1988. Lui est annexée une grande verrière et aujourd'hui, il est le siège de l'office de Tourisme du Mans.

##### La chapelle de l'Oratoire
La chapelle de l'Oratoire est élevée en 1683 à côté du collège de l'Oratoire. Classée monument historique en 1982, rénovée par la Ville du Mans en 2007, elle sert maintenant d'auditorium pour des spectacles musicaux et de salles d'études pour le Conservatoire municipal. Une convention passée entre la Ville et l'évêché prévoit la célébration d'offices religieux.

##### L'hôtel Nepveu de Rouillon
L'hôtel Nepveu de Rouillon date du XVIIIe siècle. L'édifice est actuellement la résidence urbaine des Compagnons du devoir, considérés comme des artisans héritiers des bâtisseurs du Moyen Âge.

##### La chapelle de la Visitation
La chapelle de la Visitation, située sur la place de la République, est l'un des rares bâtiments de style Régence présent dans la ville. L'église est fondée en 1723. Au XXe siècle, ont été ajoutées des colonnes à la façade afin d'en faire un palais de Justice.

##### Le pont des Vendéens
Construit au XIe, le pont des Vendéens est sabordé au moment de la guerre de Vendée, en décembre 1793. Cela permit aux Manceaux de s'organiser avant l'arrivée de Vendéens. Les vestiges du pont se trouvent au cœur du quartier de Pontlieue, au sud de la ville.

##### L'hôtel Desportes de Linières
L'hôtel Desportes de Linières, situé place de l'Éperon, est restauré au milieu des années 1980. La façade principale est ouverte vers le sud au 9, rue des Boucheries au cœur du quartier des Halles. L'hôtel est bâti sur trois étages et possède en moyenne huit pièces par étage. Au fil des ans, l'hôtel fut cependant pillé et abîmé jusqu'à sa restauration, notamment les salons les plus luxueux ornés à l'italienne et chargés de marbre.[réf. nécessaire]

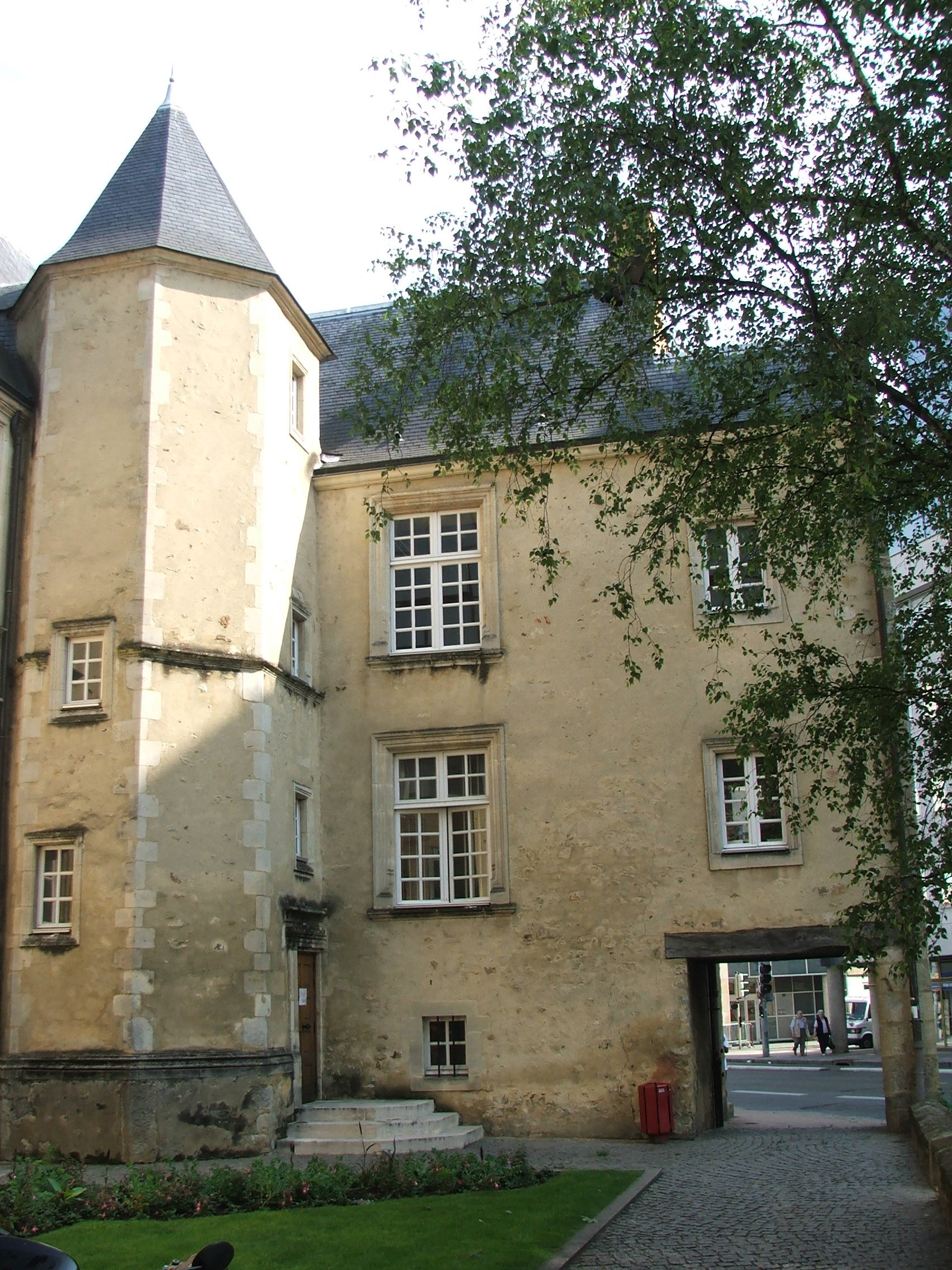
Hôtel des Ursulines, partie d'antan.
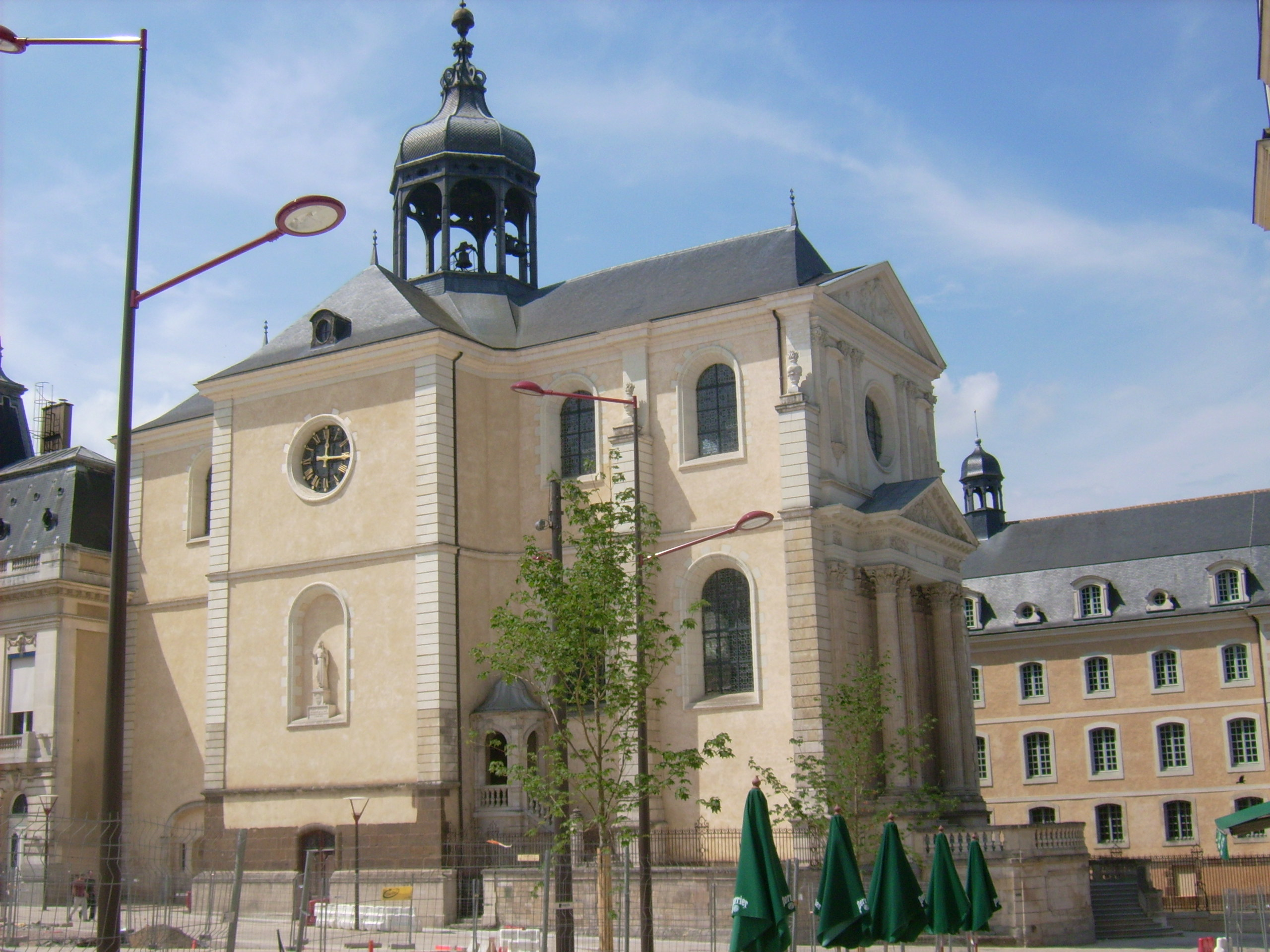
Chapelle de la Visitation.
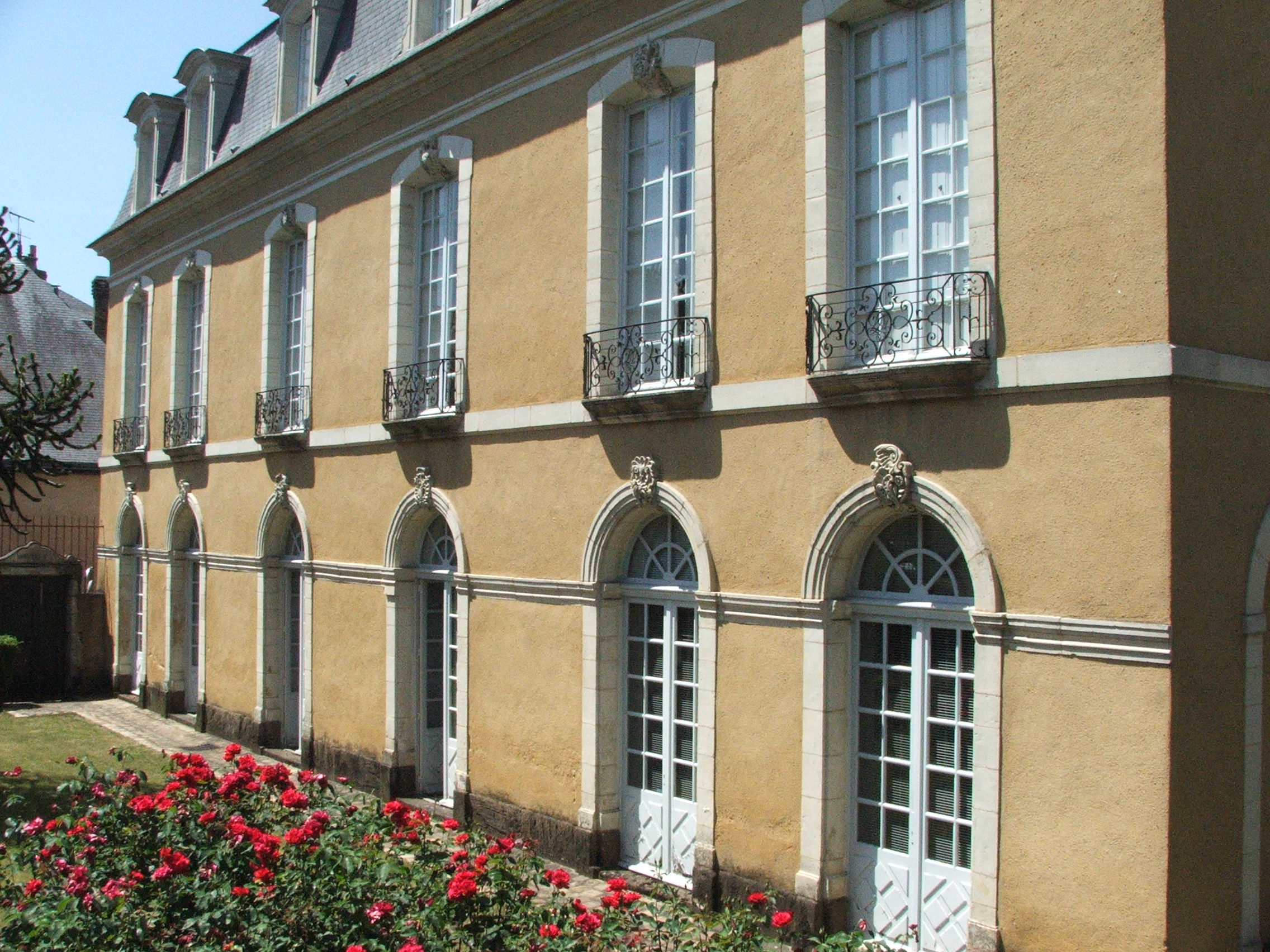
L'hôtel Desportes de Linières.

#### Monuments duXIXesiècle

##### Le musée de Tessé
Le musée de Tessé est un hôtel privé du XIXe siècle, ancien palais épiscopal. C'est l'un des deux grands musées du Mans avec le nouveau musée d'archéologie. Le musée fut l'un des vingt premiers créés après la révolution française.[réf. nécessaire] Aujourd'hui, il est reconnu pour posséder des collections égyptiennes de grande valeur ainsi que des représentations picturales de premier ordre,. Ces dernières vont du XVIIe au XIXe siècle.

##### L'hôpital Etoc-Demazy
L'hôpital Etoc-Demazy voit le jour en 1834. Hippolyte Lebas conçoit les plans en 1818 et la construction est lancée deux ans plus tard. L'édifice a reçu l'appellation monument historique en 2001. L'aile dite des agités et l'amphithéâtre de dissection ont conservé leur disposition d'origine.

##### L'École normale de garçons
L'École normale de garçons voit le jour en 1860. L'architecture est à mi-chemin entre celle des bâtiments monastiques et celle des casernes du Second Empire. L'École normale est aujourd'hui un bâtiment du conseil général de la Sarthe. La cloche du monastère, située au centre de la cour d'honneur, fut remplacée par une horloge.

##### La bourse du Mans
La bourse du Mans commencée en 1866, ne sera terminée qu'en 1890 au bout de 24 ans. La bourse est située sur le côté sud de la place de la république. Les locaux sont aujourd'hui occupés par la Chambre de commerce et d'industrie de la Sarthe.

##### L'Atelier Cosson
L'Atelier Cosson fut construit en 1873 au no 10 de la rue du Crucifix. Cette élégante maison en briques et pierres de Bernay a été conçue pour être le studio de photographie de Gustave Cosson (1824-1896), célèbre photographe manceau. Au début des années 1980, dans le cadre de la percée de l'avenue Pierre Mendès-France, la rue du Crucifix a disparu. L'atelier Cosson a été démonté pierre par pierre et reconstruit avec les pierres d'origine et des briques neuves à une quinzaine de mètres de son emplacement initial, dans l'alignement de la rue Montauban. L'atelier Cosson fait aujourd'hui partie de la Maison de l'Avocat.

##### Le tunnel des Jacobins
Le tunnel des Jacobins est une tranchée réalisée au centre de la colline du Vieux Mans. Cet ouvrage est créé en 1873 par Eugène Caillaux.

##### L'hôtel Singher
L'hôtel Singher, situé dans le quartier des Jacobins est construit par l'architecte Caron. Ses plans sont conçus à l'origine par Jérémie Singher et la société des mutuelles du Mans. L'hôtel est une imitation de style Louis XI et fut pendant longtemps l'un des sièges de la firme MMA. Au XXe siècle, il devient pendant un temps le siège du consulat de Belgique au Mans.

##### L'hôtel Mauboussin
L'hôtel Mauboussin qui aujourd'hui abrite les locaux de la banque de France, tient son nom du notaire qui le fait construire en 1835. La précédente demeure appartenait à un parent de l'impératrice Eugénie: Philibert de Tascher, maire et député de la ville de 1813 à 1816. Dès le 17 juin 1846, l'hôtel devient succursale de la Banque de France.

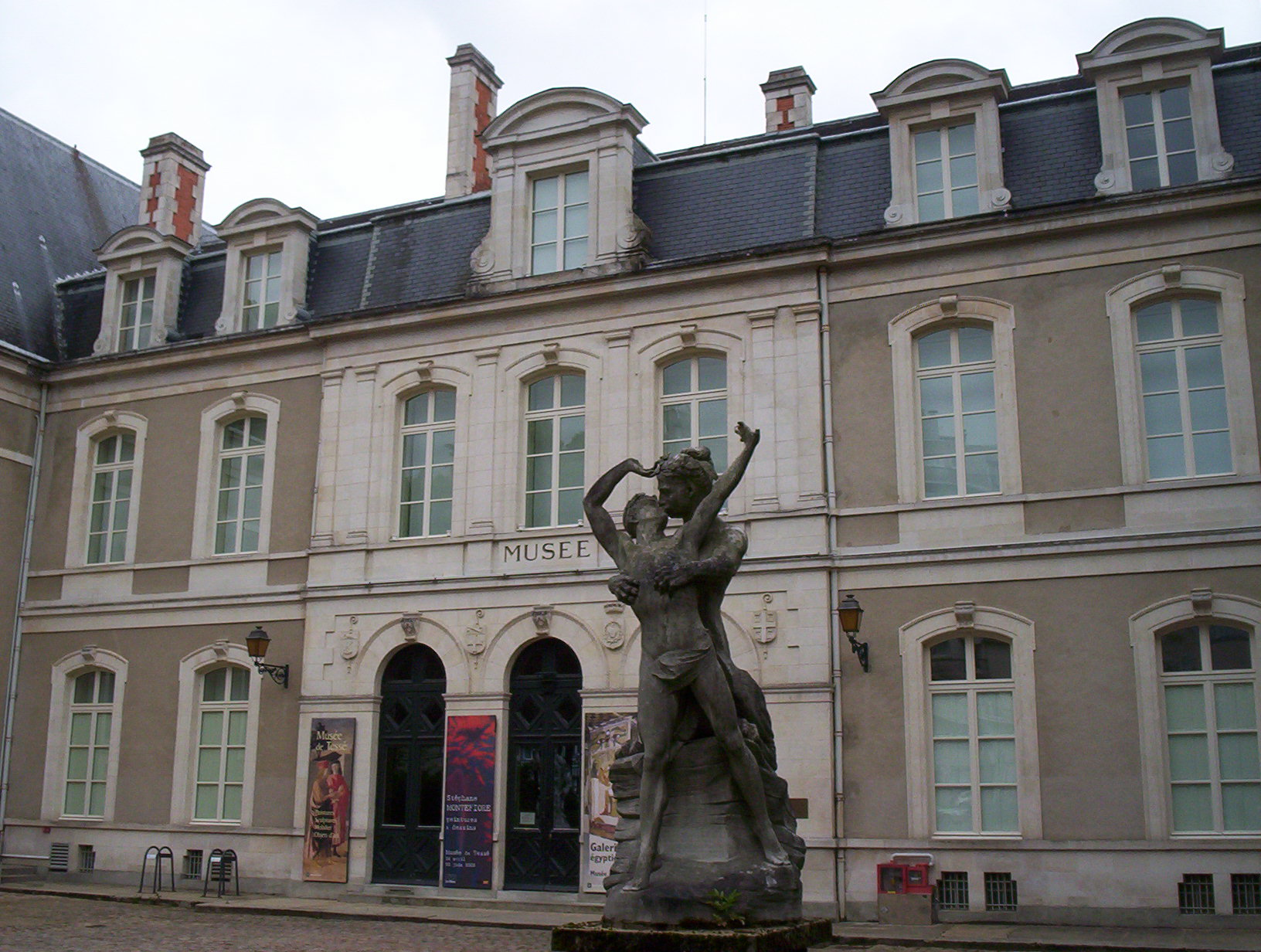
Musée de Tessé.
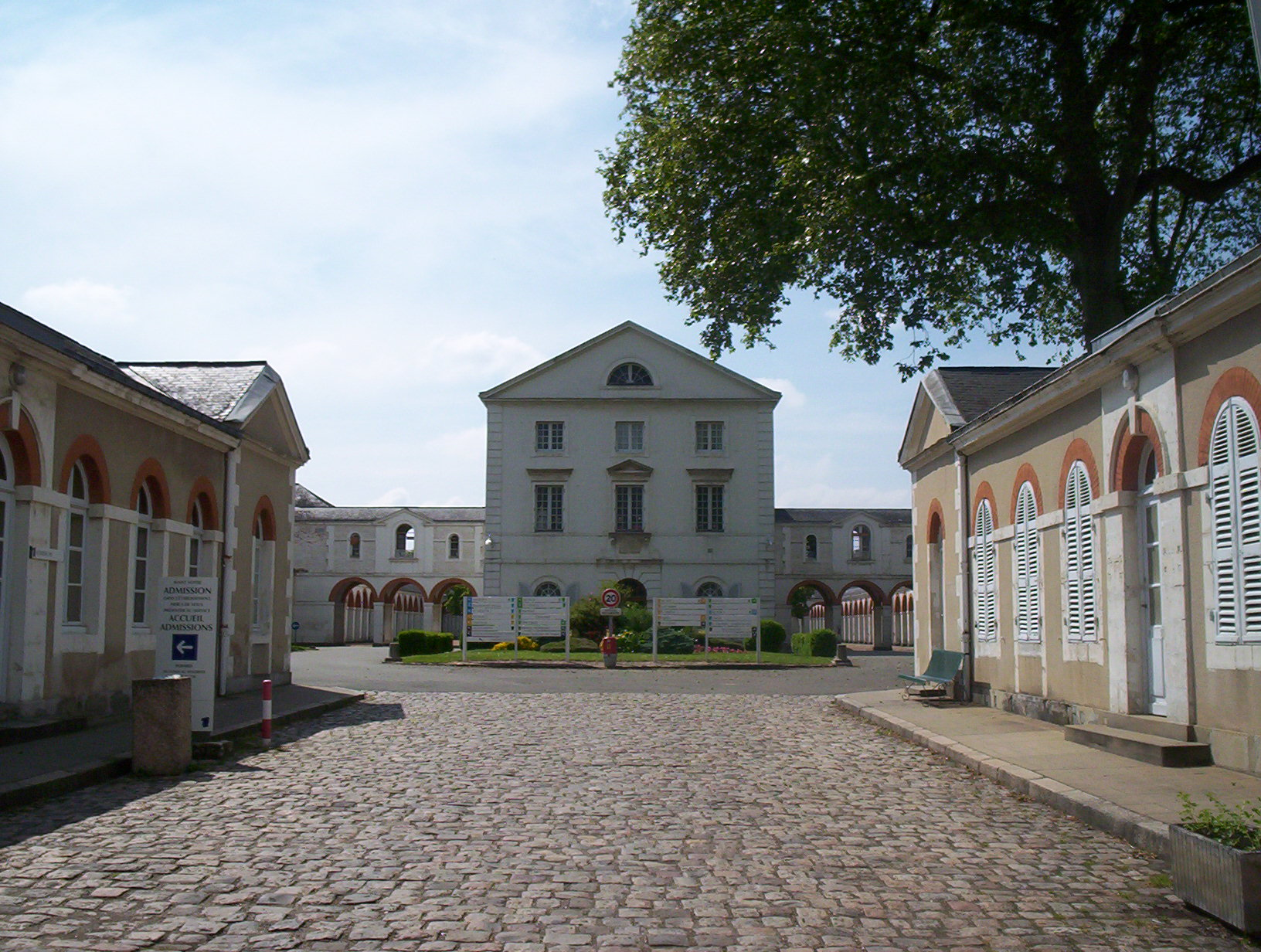
L'hôpital spécialisé du Mans ou hôpital Etoc-Demazy.
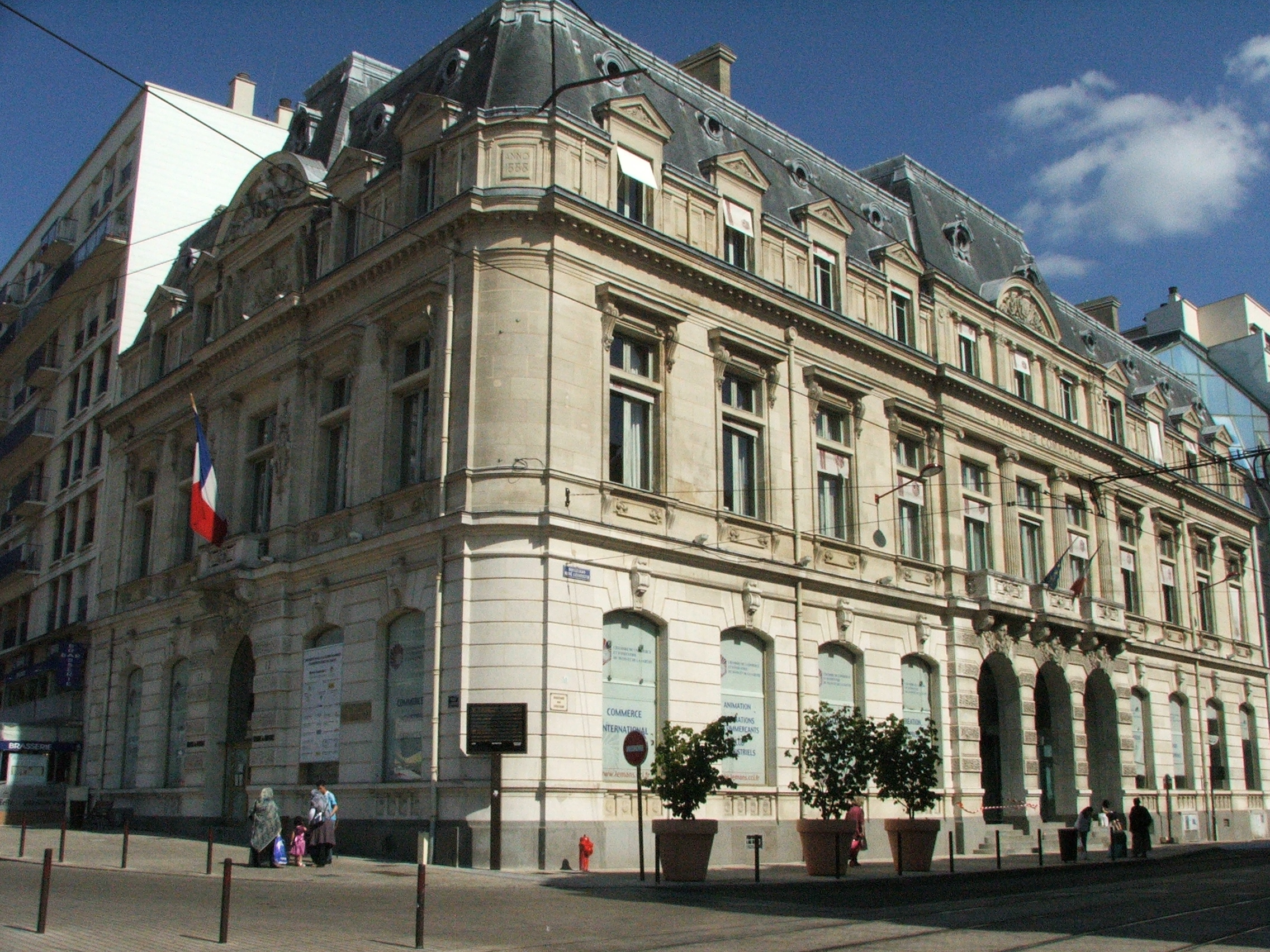
La Bourse.
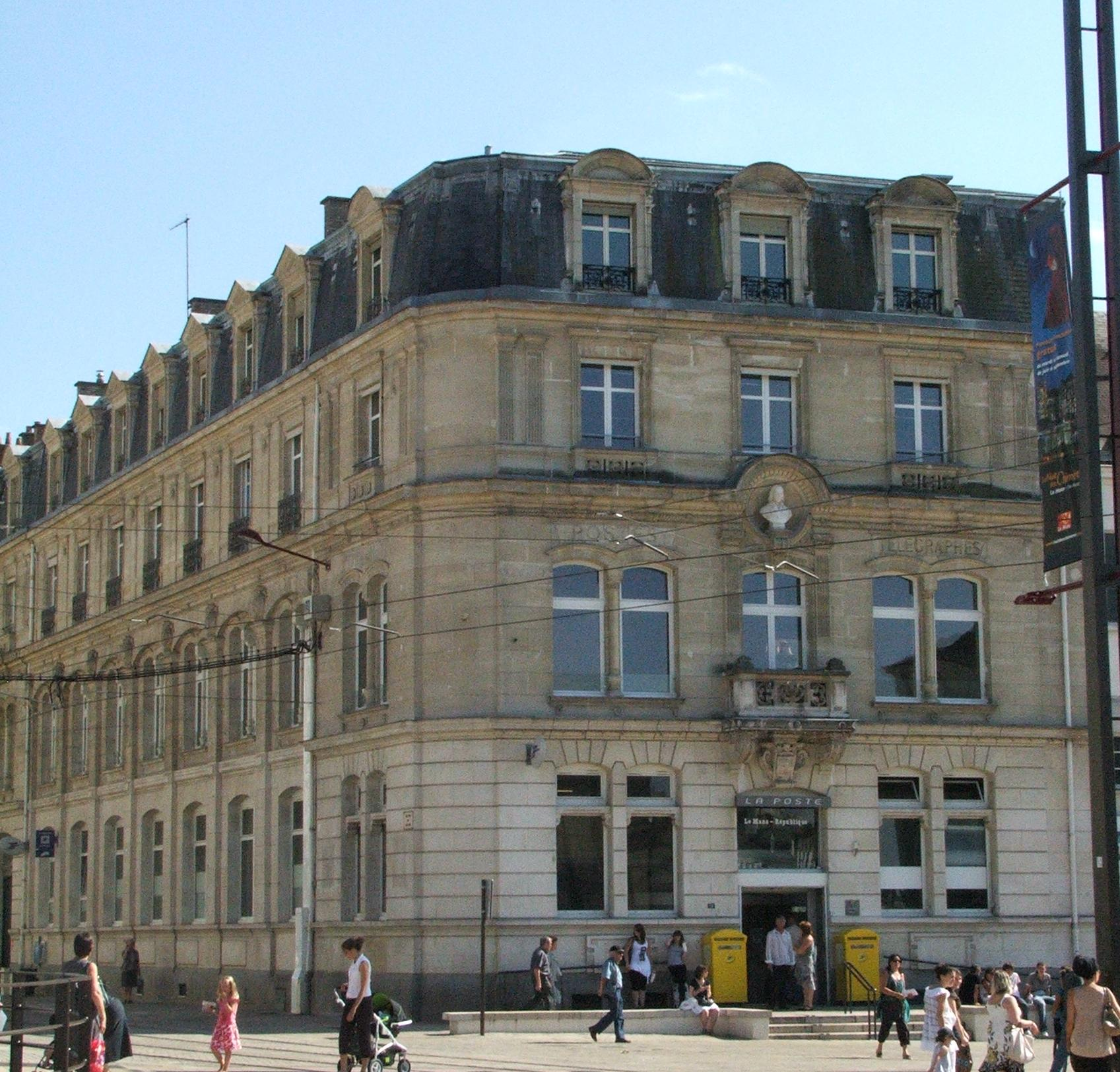
L'hôtel des Postes.
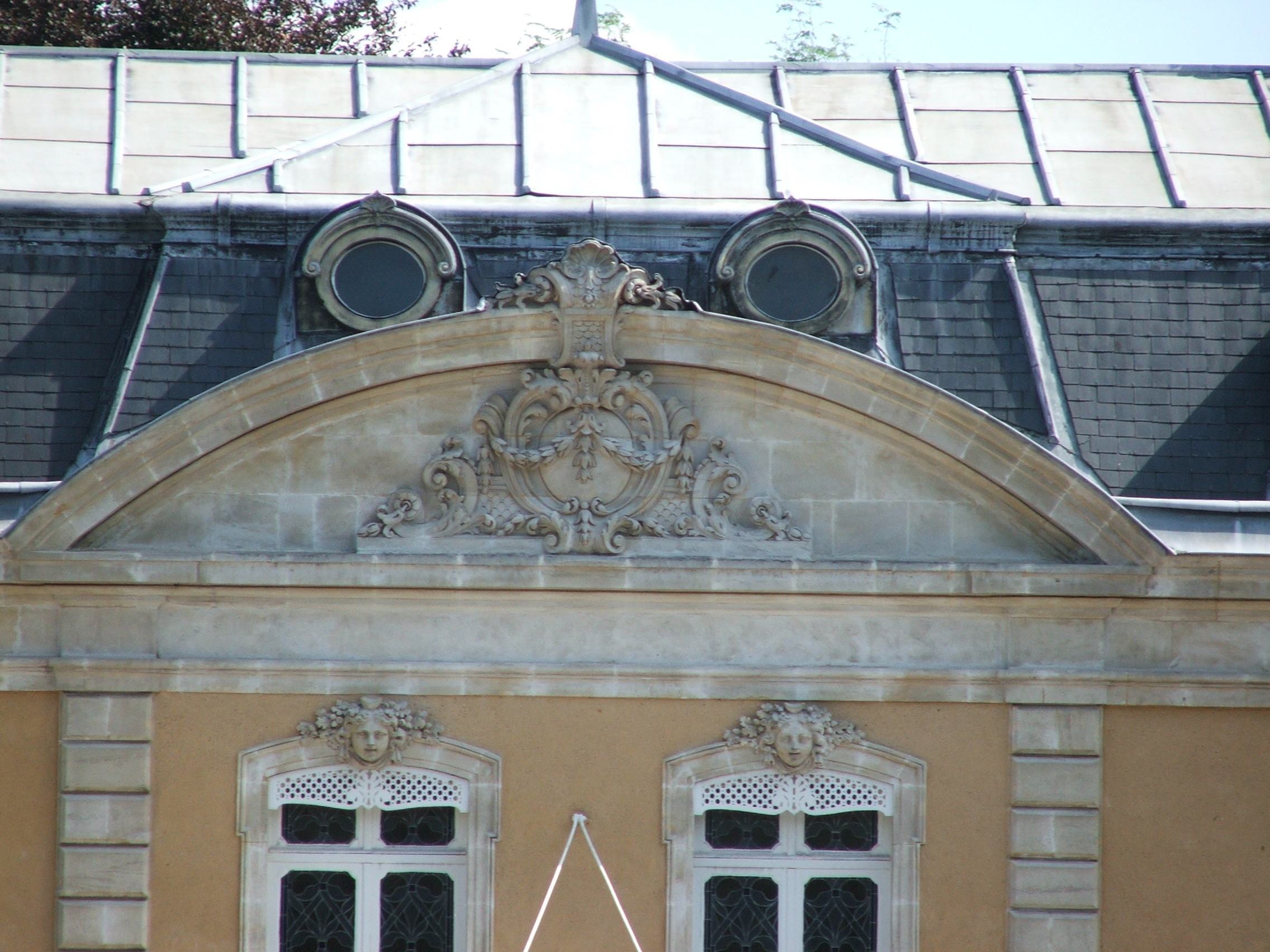
Fronton de l'ancien consulat de Belgique.

#### Architecture contemporaine

##### Le bâtiment du Crédit Lyonnais
Le bâtiment du Crédit Lyonnais fut bâti, place de la République, en 1900[Lequel ?]. Il s'agit de la première grande réalisation du XXe siècle dans la ville.

##### La chambre des métiers
La chambre des métiers est située sur la place Lionel Lecouteux. L'hôtel est achevé en 1906 sous la responsabilité de l'architecte Grunier.

##### Le lycée de jeunes filles
Le lycée de jeunes filles, rue du mouton (actuelle rue Berthelot), ouvert en octobre 1906, est inauguré en 1907, le même jour que la Caisse d'épargne et la nouvelle usine des eaux. Il est devenu, en 1977, un collège mixte, les classes du second cycles ayant été transférées au lycée Bellevue.

##### L'hôpital Nord
L'hôpital Nord est un bon exemple de la mixité architecturale qui est opérée dans la ville[réf. nécessaire]. Alors que son bâtiment principal est un ancien hôtel particulier, les locaux l'entourant sont bien plus récents.

##### La Tour Émeraude
La tour Émeraude a longtemps été le symbole de l'assureur MMA dans la ville. Créé en 1975, ce bâtiment est le plus haut du centre-ville. La percée centrale est un projet dont l'idée a germé dès 1854 lors de l'arrivée du chemin de fer. Les travaux dureront de 1967 à 1977. C'est ainsi la création de l'avenue du Général-De-Gaulle ou de la place des Comtes-du-Maine d'un style très « années 1970 ».

##### L'immeuble Le Couteur
L'immeuble Le Couteur est une HLM située sur la rive gauche, en face du port du Mans. Son architecte est Jean Le Couteur, élève de Le Corbusier. Cette HLM date de 1954. L'architecte a souhaité créer quelque chose de novateur et de résolument différent face au Vieux-Mans qui n'est situé qu'à quelques centaines de mètres à l'est.

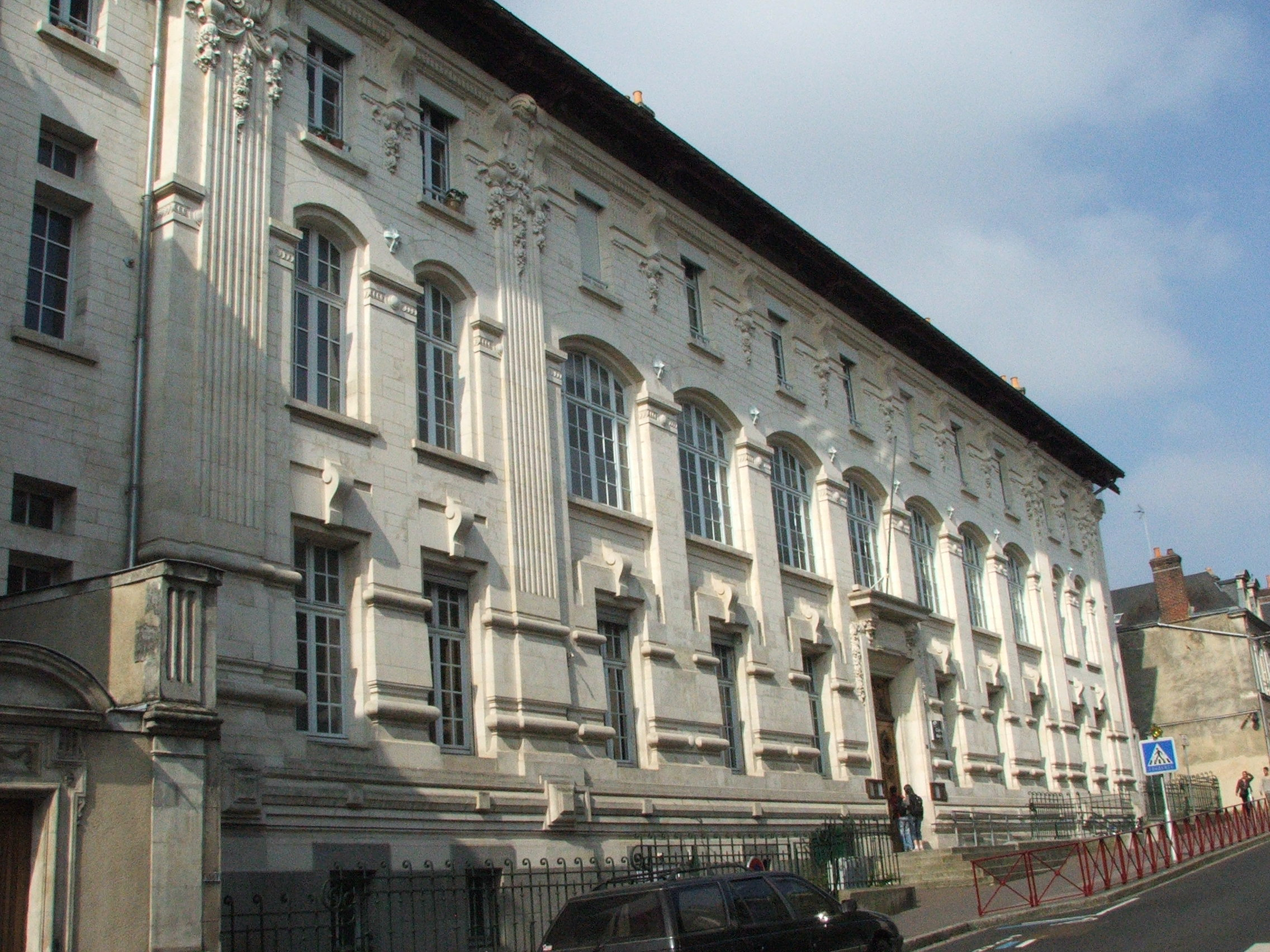
Ancien Lycée de jeunes filles Berthelot de 1907.
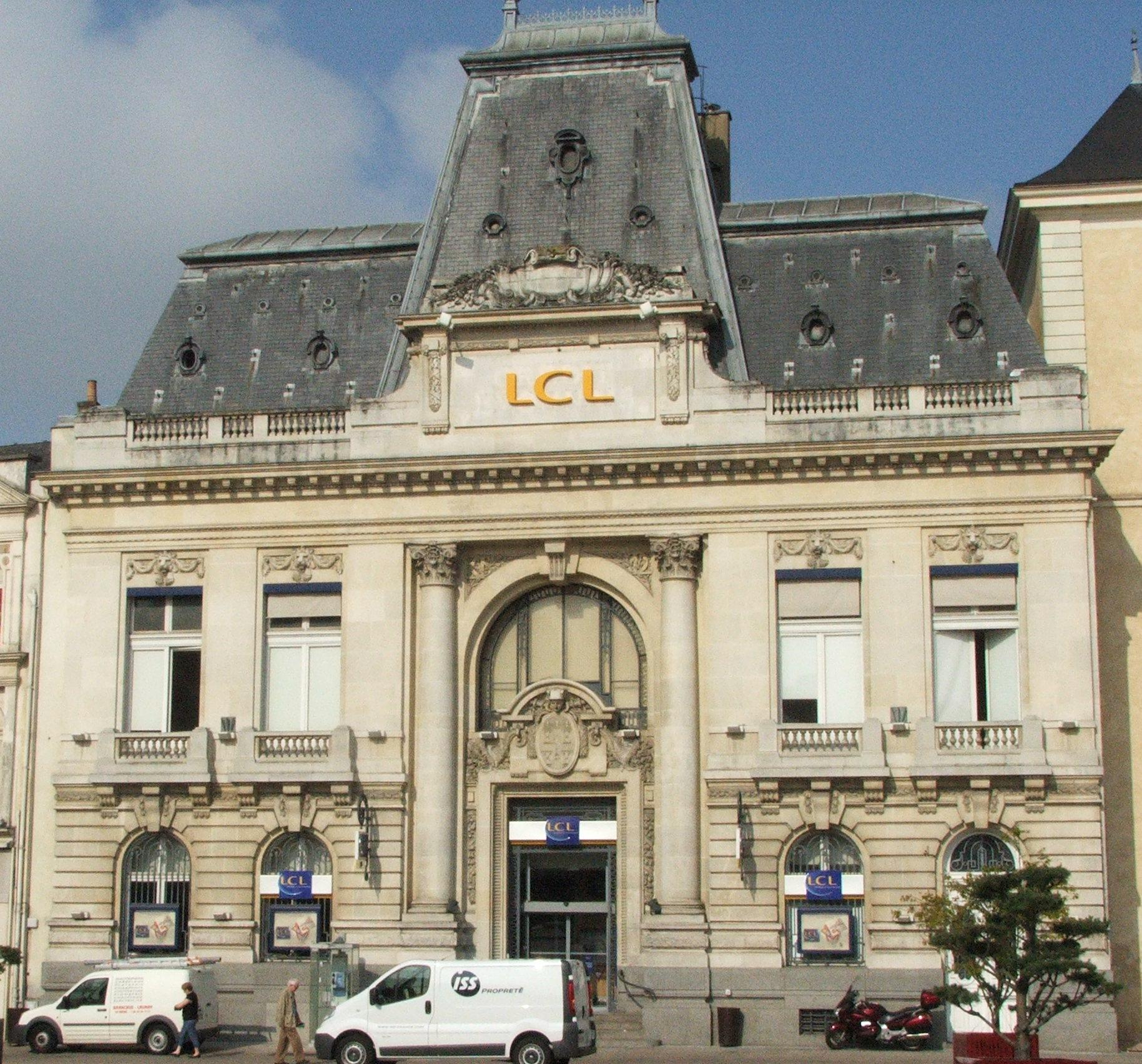
Le Crédit Lyonnais, 1900, place de la République.
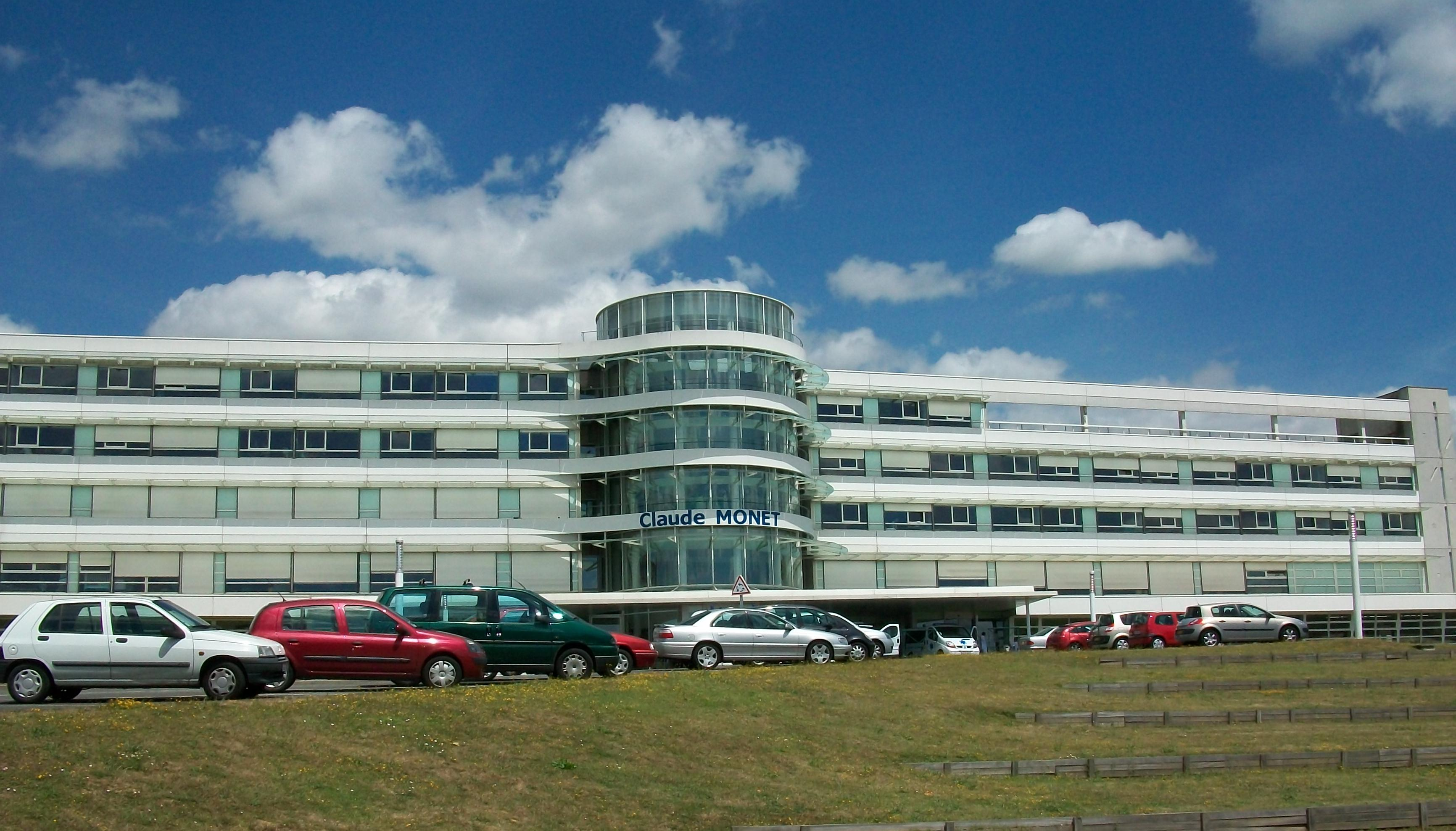
Hôpital, bâtiment Claude Monet.
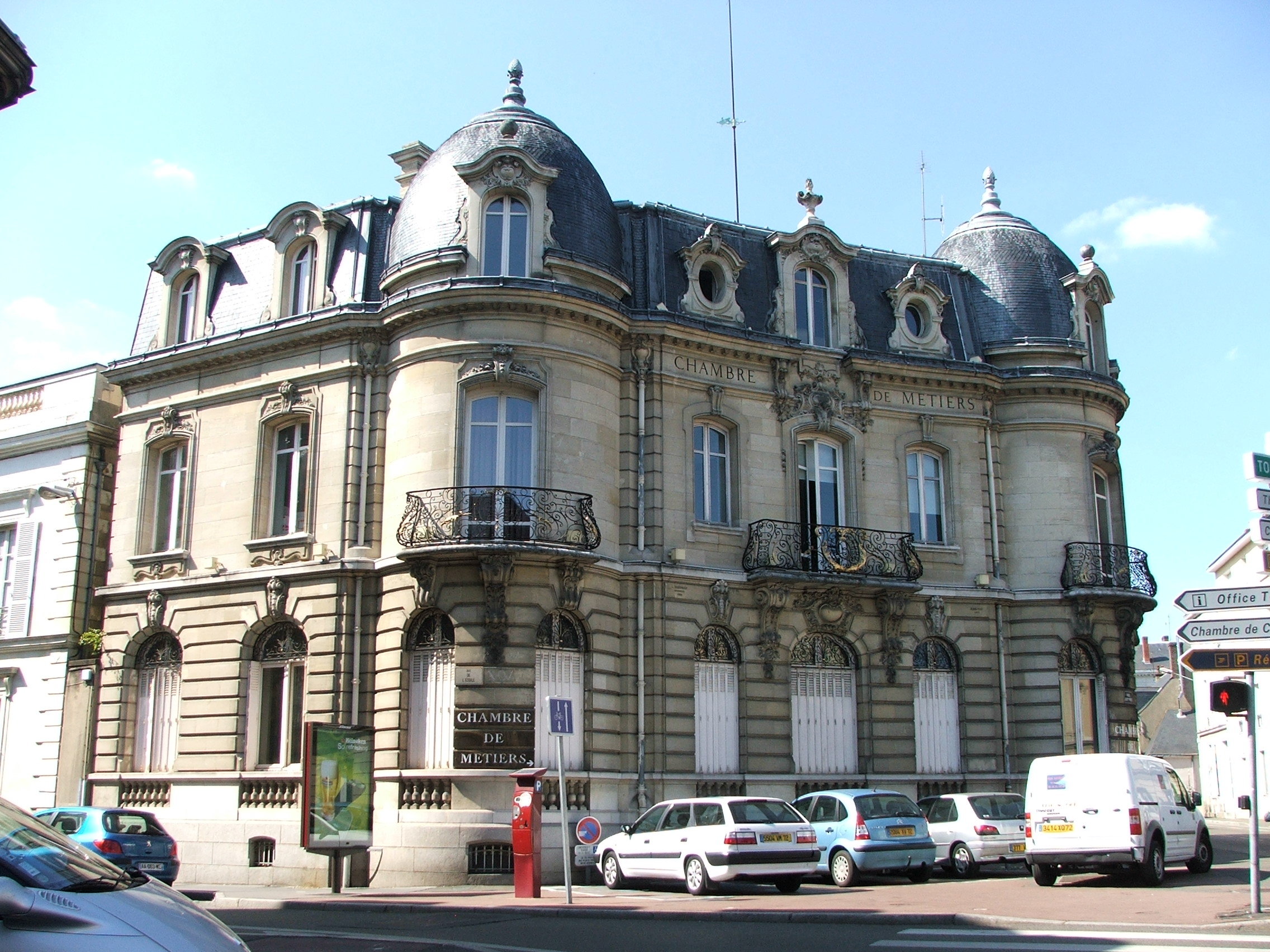
Chambre des métiers.
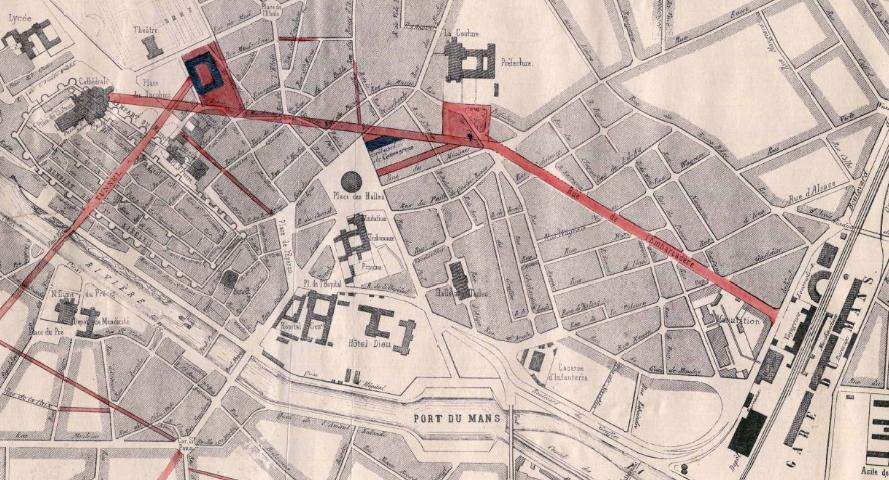
Plan original de la Percée centrale, 1878.
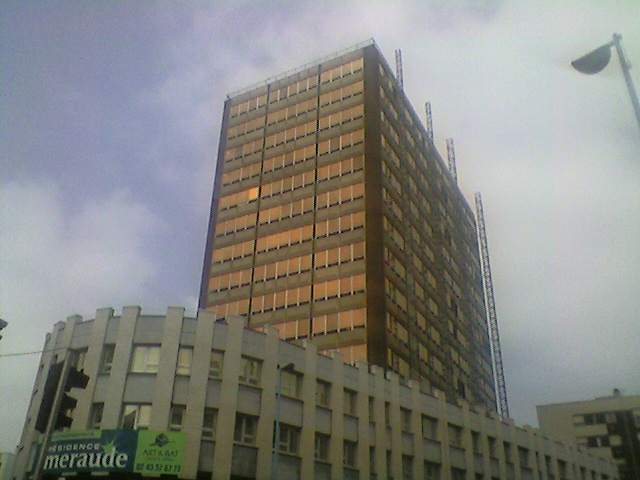
La tour Émeraude.

### Places

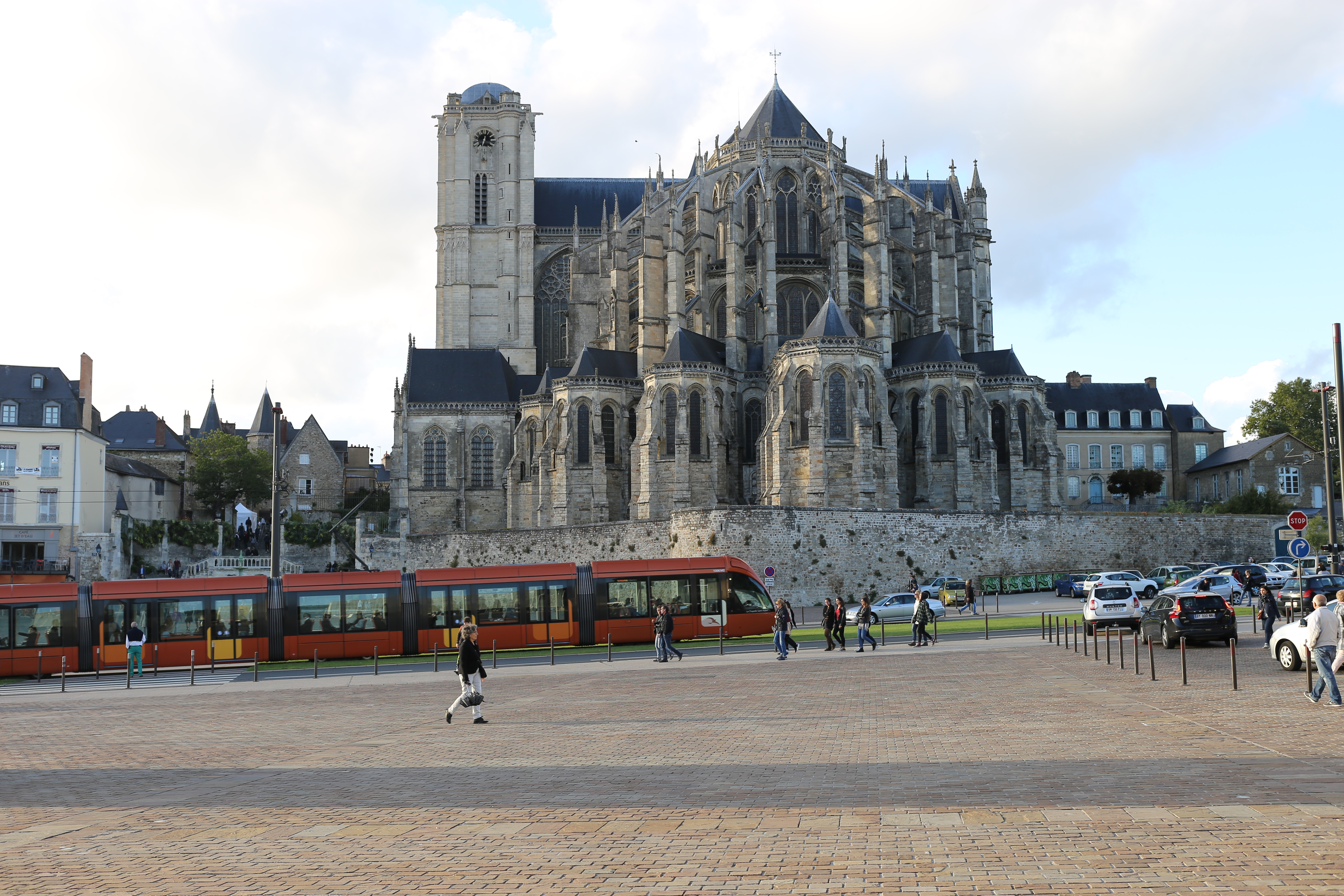
La place des Jacobins.

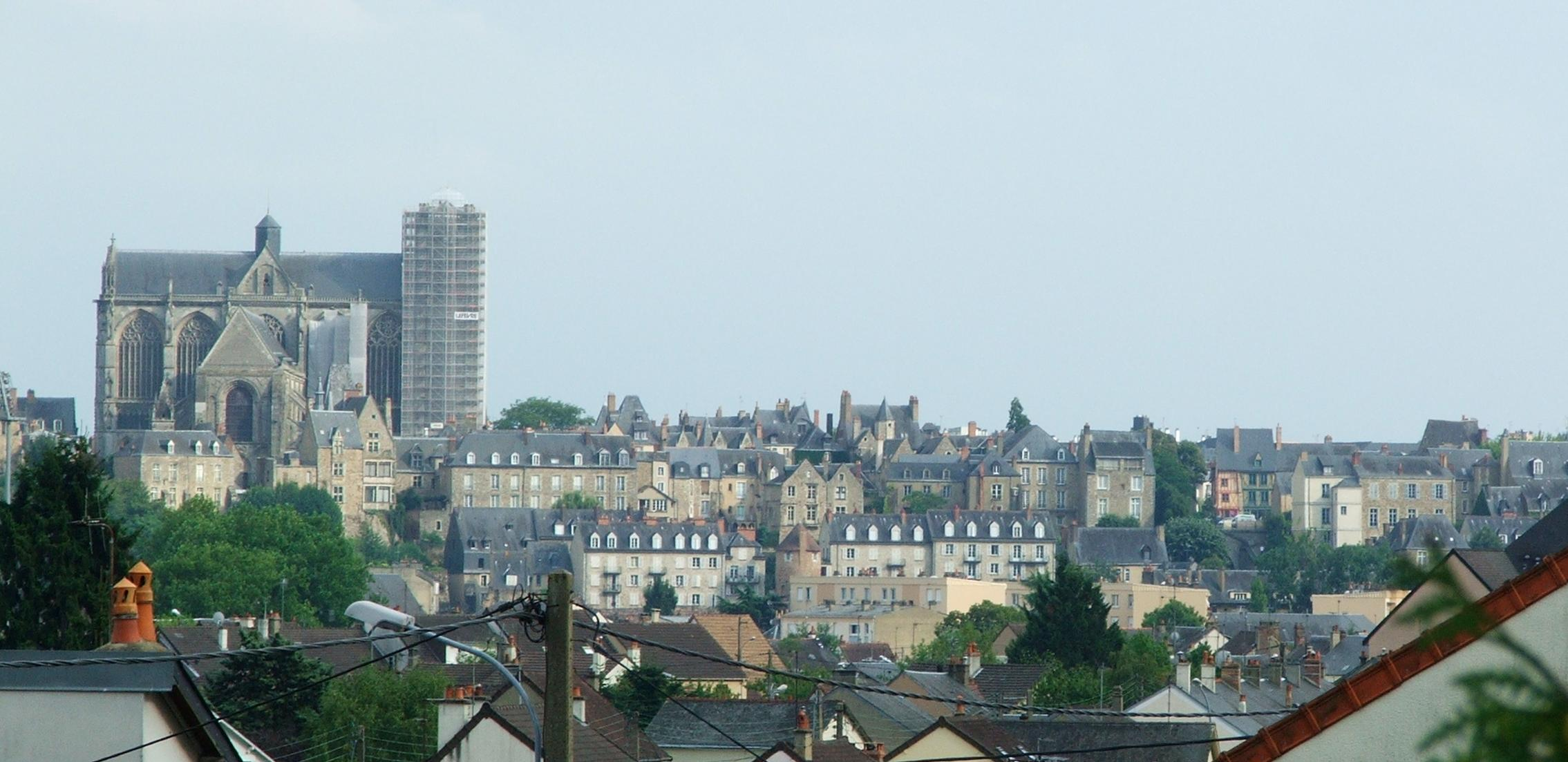
Vue de la vieille ville.

La place de la République est la grande place piétonne du centre-ville. Autrefois place des halles, elle fut longtemps place d'accueil pour la halle au blé, détruite au cours du XIXe siècle pour cause d'insalubrité. L'opération Percée centrale entamée dans les années 1960 a visé à lui redonner un caractère de « plein centre-ville ». C'est alors qu'un bassin a été installé en son centre, de la verdure a été disposée aux quatre coins de l'endroit tandis que son sous-sol servait à la fois de galerie marchande, puis, plus en profondeur, de parking. La statue de Chanzy libérant la ville a longtemps trôné en son centre. En 2004, la place a été entièrement refaite en vue d'accueillir le tramway. Le parking souterrain est réaménagé et agrandi. Le tramway passe au centre de la place tandis que les fontaines ont disparu. Le dallage de la place a été achevé pour accueillir la parade des pilotes des 24 Heures 2007. Des ascenseurs permettent d'accéder aux parkings. Trois ans auront été nécessaires pour cette réhabilitation.
La place des Jacobins est la deuxième grande place du Mans, située au sud des remparts du vieux Mans et dominée par la cathédrale. À l'Ouest se situe le palais des Comtes du Maine et le théâtre Paul-Scarron. Au Sud, la cité Judiciaire, créée dans les années 1990, reflète la ville moderne. De même pour le centre Jacobin, centre commercial regroupant diverses enseignes internationales (C&A, Jules et Fnac). Le mercredi et le vendredi, se tient sur la place le plus grand marché de la ville qui selon Jean Pierre Coffe serait le plus beau marché de France. À l'Est de cette place, se trouvent les quinconces des Jacobins et le complexe cinéma-théâtre. La place est un mélange de plusieurs générations d'architectures urbaines : Moyen Âge pour la cathédrale et la place du Jet-d'eau, sobriété ou innovation des années 1990 pour le théâtre Paul-Scarron et la cité Judiciaire. La place du Jet-d'eau jouxte la place des Jacobins à son extrémité nord, au pied de la cathédrale. L'escalier et la fontaine ont été réalisés en pierres calcaires.
La place des Comtes-du-Maine est un symbole de l'opération « percée centrale » menée dans les années 1970. Située en marge de l'avenue François-Mitterrand, voie principale menant à la gare Nord, elle bénéficie d'un passage automobile en nombre. Elle regroupe un parking, des immeubles de bureaux, des logements et un complexe de cinéma baptisé « Les Cinéastes ». Ce dernier bénéficie d'une architecture particulière puisque possédant un accès souterrain cubique et transparent dominant la place. Les avenues alentour sont composées d'arcades piétonnes, tandis que le bâtiment central se présente en forme de pyramide inversée posant une différenciation urbaine majeure.
La place de l'Éperon commença à être modernisée en 1963 avec la construction du siège du Maine libre. Après avoir été laissée en simple parking pour les journalistes, elle fut transformée en véritable place de transit. Alors que l'immeuble du quotidien domine la place, il s'agit d'un espace central puisque faisant la séparation entre deux points importants du centre-ville : le centre commerçant et le vieux Mans. Plantée d'arbres, elle dispose d'espaces verts au-devant de l'entrée dans le vieux quartier. Désormais, le tramway la dessert.
La place Saint-Nicolas est au cœur du quartier du même nom. Ancien faubourg en contrebas de la vieille ville, elle fut un haut-lieu du commerce de l'étamine mancelle. Les bourgeois de la ville y firent construire quelques hôtels particuliers de grande hauteur au XIXe siècle.[réf. nécessaire]

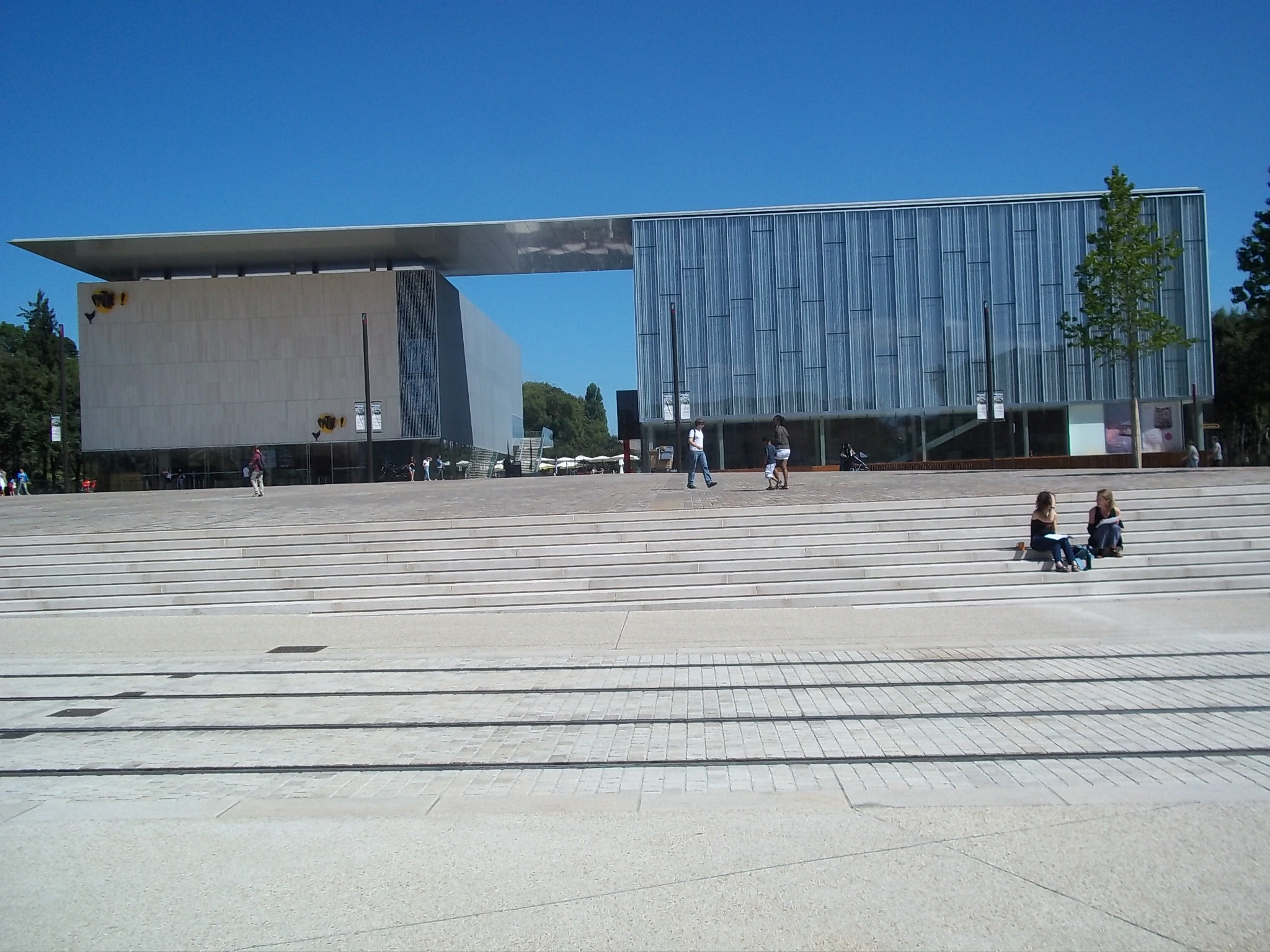
Complexe cinéma - théâtre place des Jacobins.
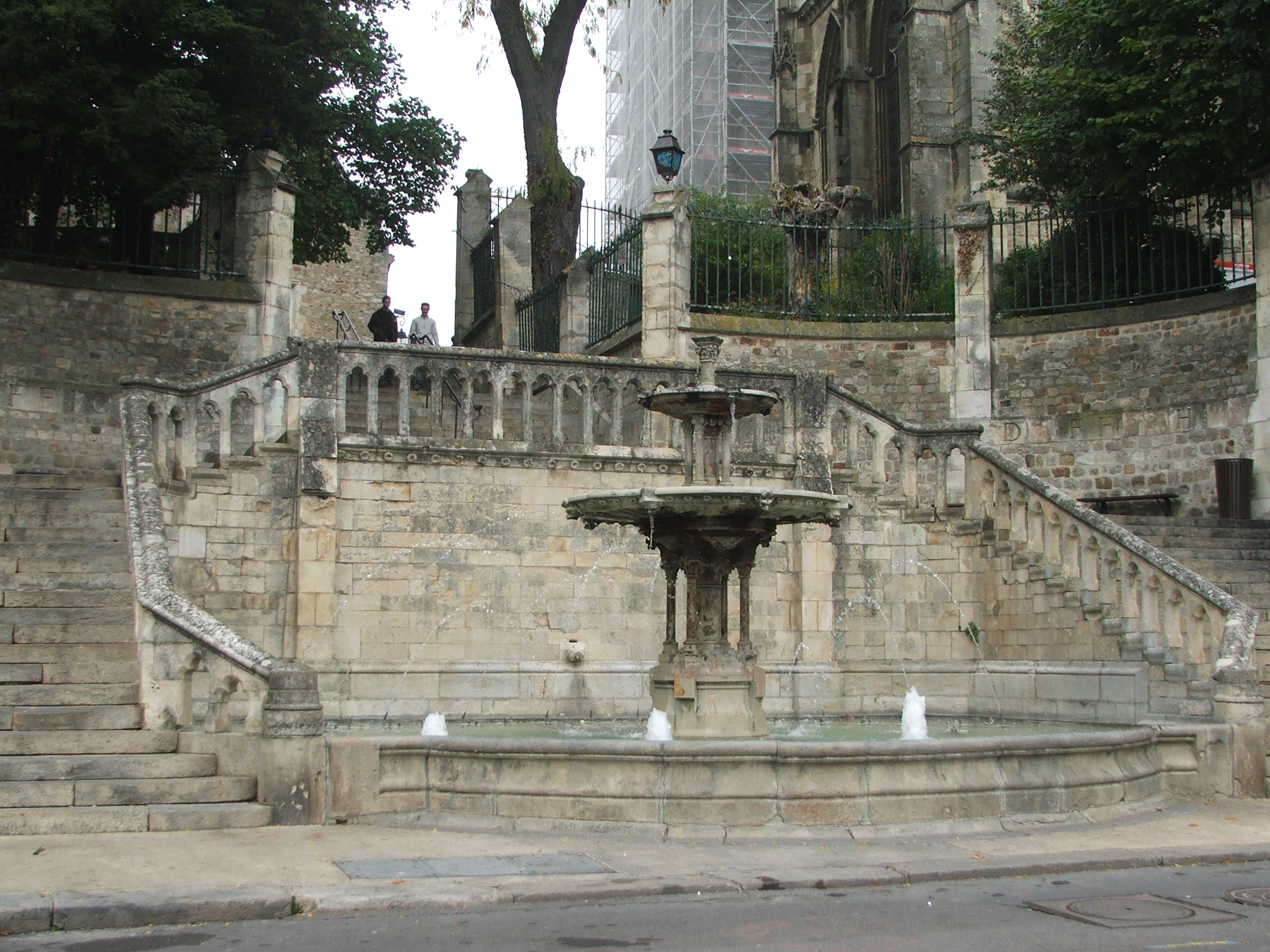
Place du Jet d'eau.
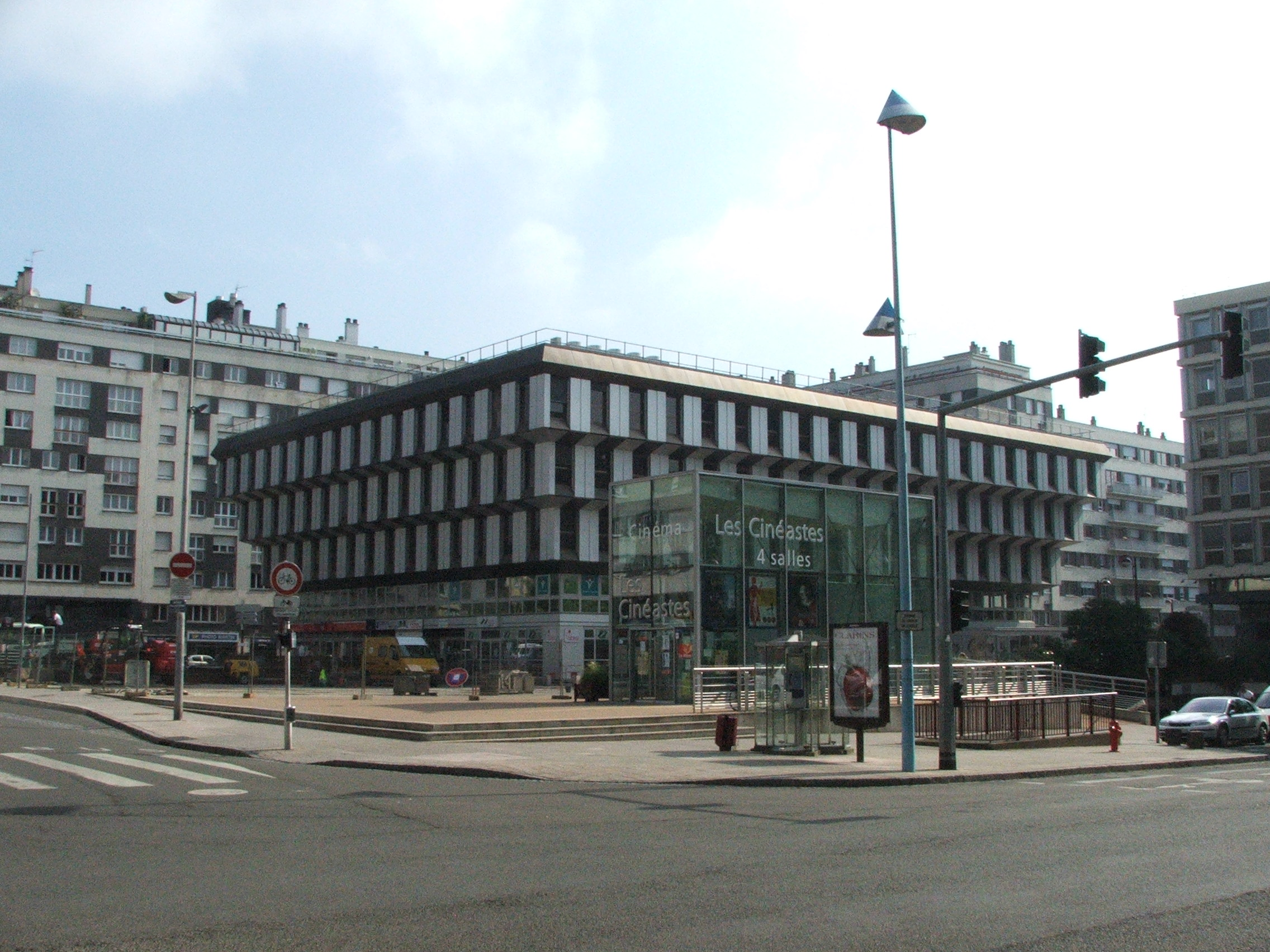
Place des Comtes-du-Maine.
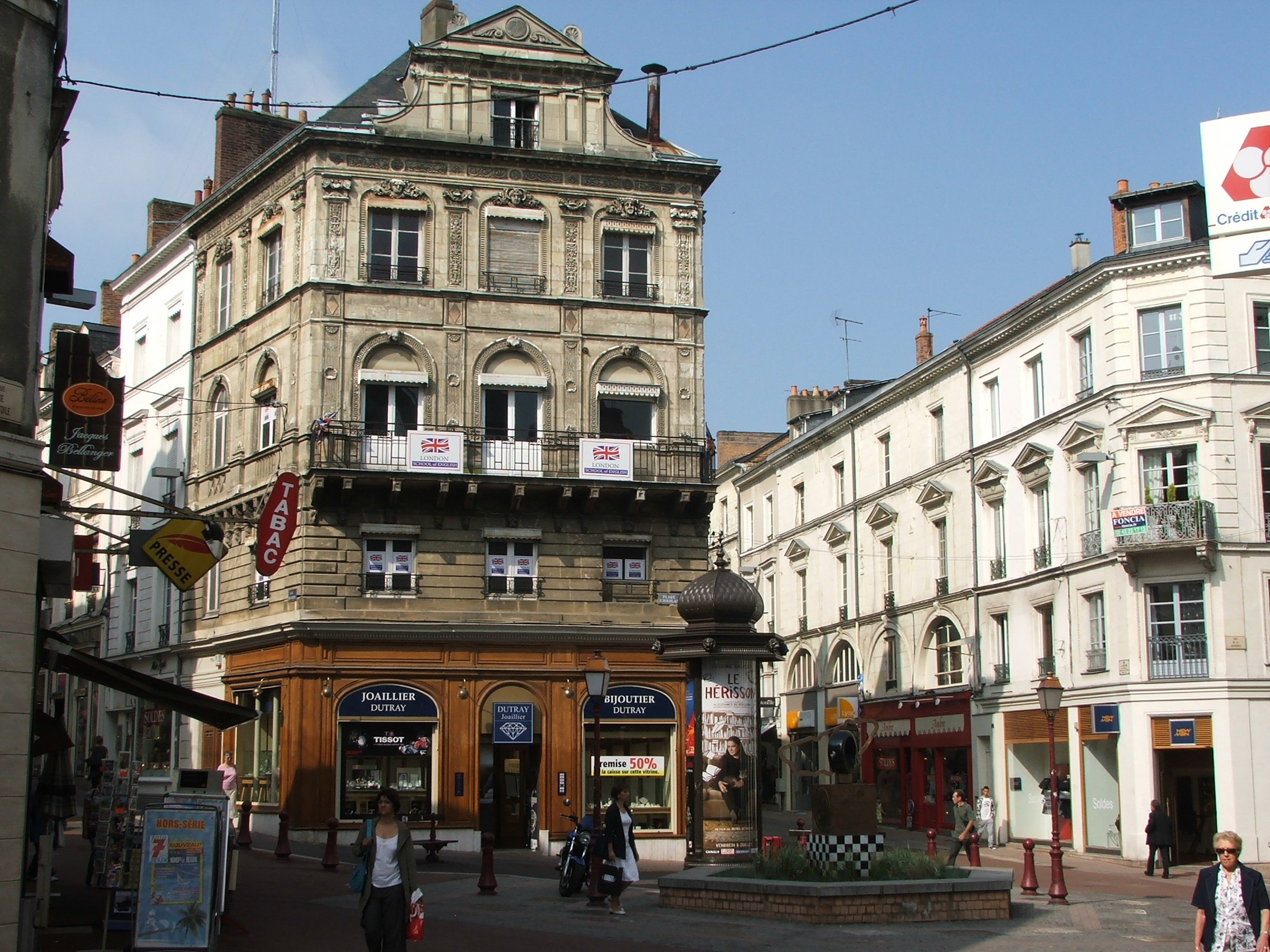
Place Saint-Nicolas.

### Art pictural ou plastique

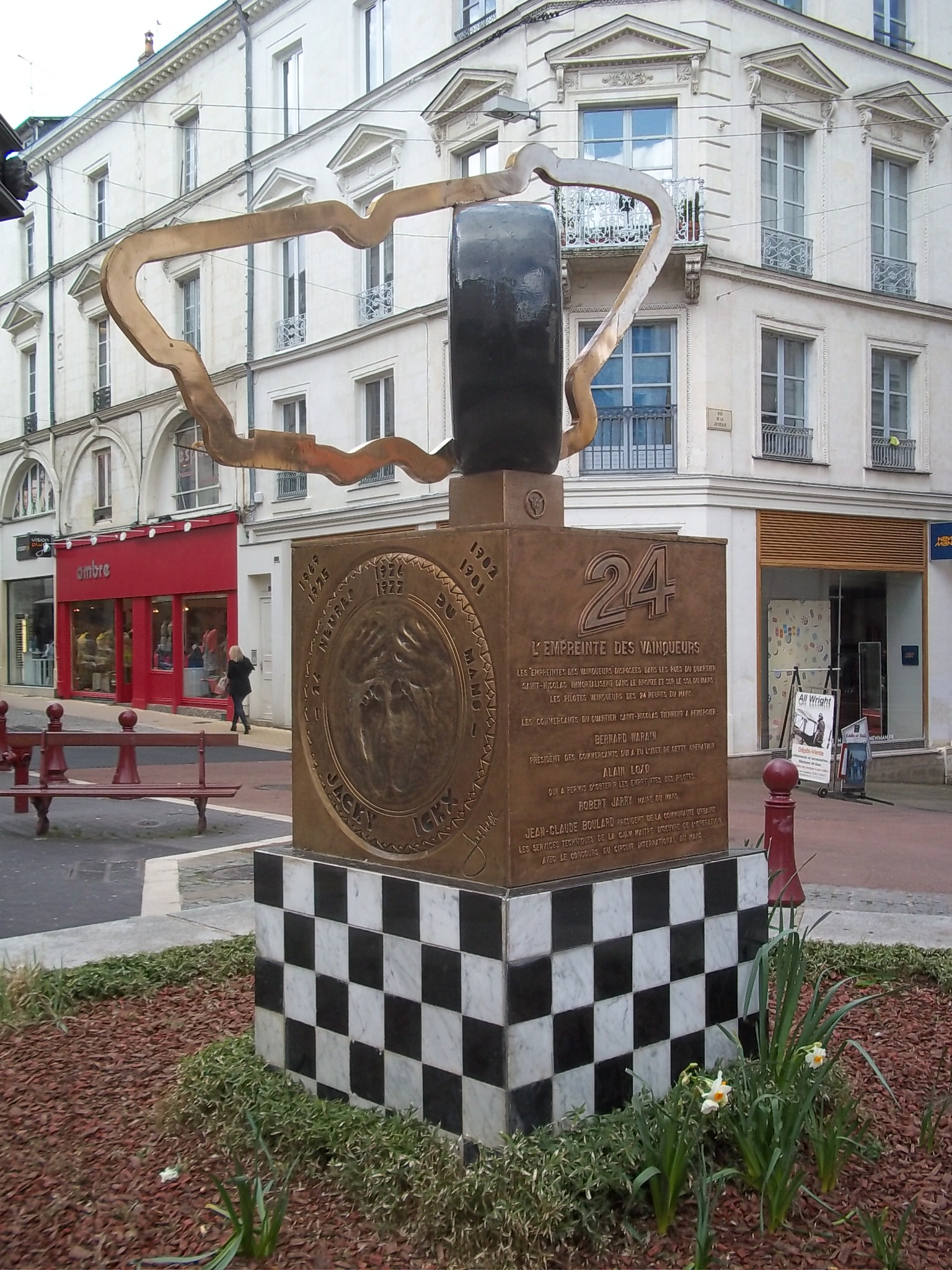
Monument et plaque de bronze des empreintes des vainqueurs des 24 Heures du Mans.

L'enseignement de l'art au Mans a commencé dès le XVIIe siècle, cela permettra de former des artistes comme Julien Chappée ou Albert Maignan. La première école de dessin de la ville du Mans est ouverte le 1er janvier 1660. En 1759, c'est la création par Jean Lorcet de l'école de dessin « à l'usage des artisans d'art de la ville ». En 1914, l'école est accolée au palais des comtes du Maine, actuelle mairie, elle prend le nom d'École municipale d'art appliqué Albert Maignan. L'école prend le nom d'école des beaux-arts en 1933, puis elle devient définitivement École supérieure des Beaux-Arts du Mans à la suite d'un arrêté du ministère la classant comme établissement de première catégorie.[réf. nécessaire] L'école peut alors distribuer des diplômes nationaux.
Le Musée de Tessé met en avant le patrimoine pictural de la ville. D'autres artistes de la Sarthe comme Julien Chappée, Charles Morancé ou Jules Hervé-Mathé, se plaisent à reproduire la fin du XIXe siècle et la première moitié du XXe, une vie très rurale. Puis sont arrivées des représentations du monde ouvrier, à une époque ou l'industrialisation touche la ville. On peut par exemple trouver des représentations de la fonderie d'Antoigné par Paul Soyer. La Cathédrale a été sujette à plusieurs représentations comme c'est le cas en 1855 par Jean-Baptiste-Antoine Lassus ou pour le quartier de Gourdaine, dessiné par Louis Moulin, permettant de retrouver un quartier disparu.

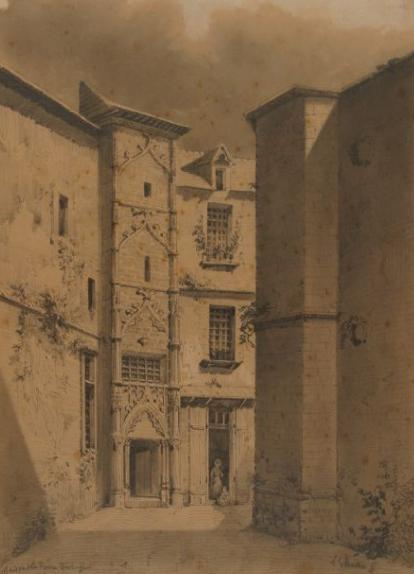
Maison de la Reine Bérengère par Louis Moullin.
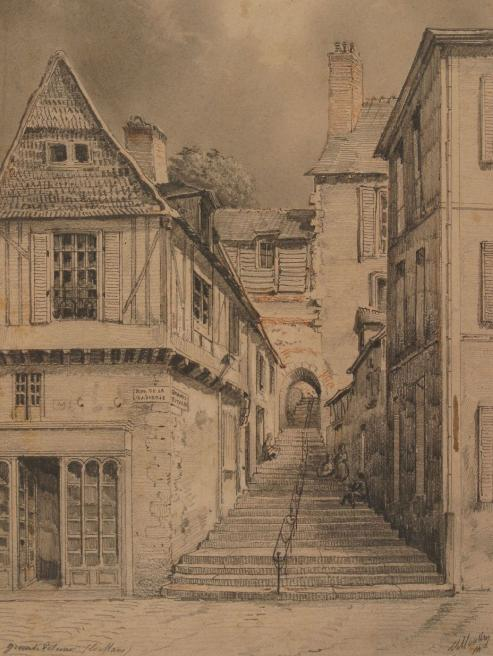
La Grande poterne par Louis Moullin.
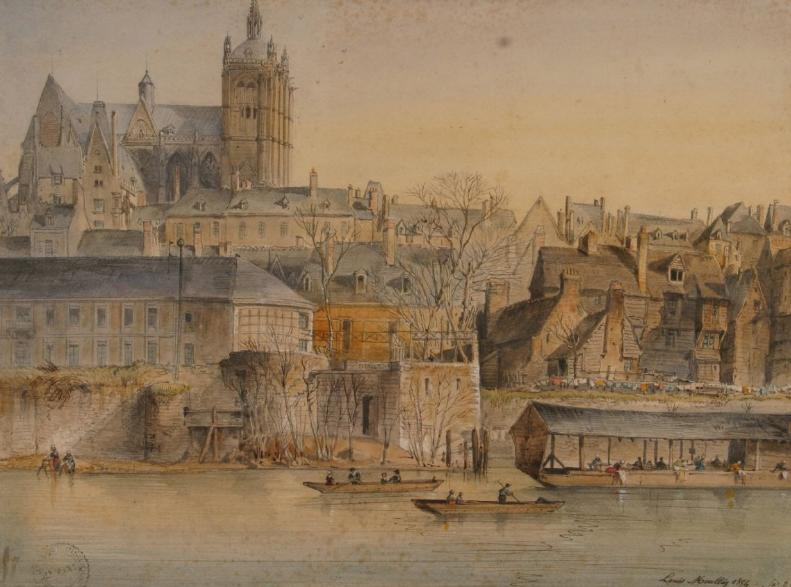
Quartier disparu de Gourdaine par Louis Moullin.
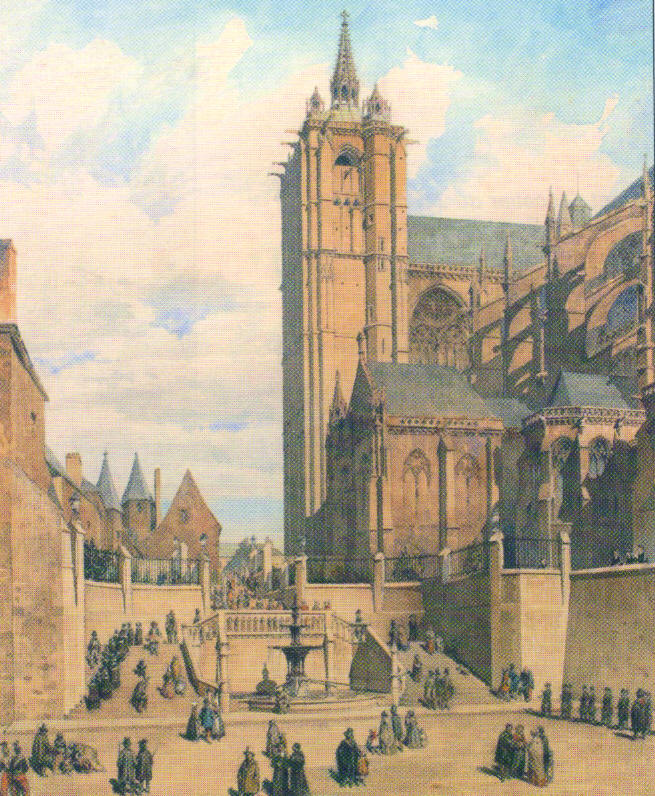
La Cathédrale par Jean-Baptiste-Antoine Lassus.

Plusieurs événements historiques s'étant déroulés dans la ville ont été immortalisés par la peinture. La folie de Charles VI de France dans la forêt du Mans inspira plusieurs œuvres picturales dont une peinture exposée au musée Condé à Chantilly et des miniatures illustrant les Chroniques de Jean Froissart. Ces œuvres présentent au premier plan, le roi en train de tuer ses serviteurs alors qu'au fond se dessine la vieille ville avec sa cathédrale, puis la Sarthe en contrebas. Mais le tableau le plus connu est la Bataille du Mans de 1793 peinte par Jean Sorieul. Y sont représentés troupes républicaines et vendéens. On voit un grand nombre de morts du côté chouan tandis que les canons continuent de tirer en fond. Ce tableau représente la place de la République jonchée de cadavres, triste théâtre de ces affrontements. Puis, Maurice Orange immortalisera la seconde Bataille du Mans avec l'intervention de Chanzy. Celui-ci, au centre du tableau, commande ses troupes en première ligne, indiquant le lieu de l'attaque par l'index. Lionel Royer réalisa la Bataille d'Auvours en 1871, bataille à laquelle il a lui-même participé. Cette peinture, comme la majorité de ses œuvres, est le symbole de son grand académisme. Autre tableau, celui de l'Arrivée des comédiens au Mans par Jean-Baptiste Coulom. Celui-ci date de 1715 et demeure au musée de Tessé. D'autres tableaux représentant les comédiens de Scarron dans la ville ont été peints. Ils ont été rassemblés en 2009 pour une édition spéciale de l'œuvre.

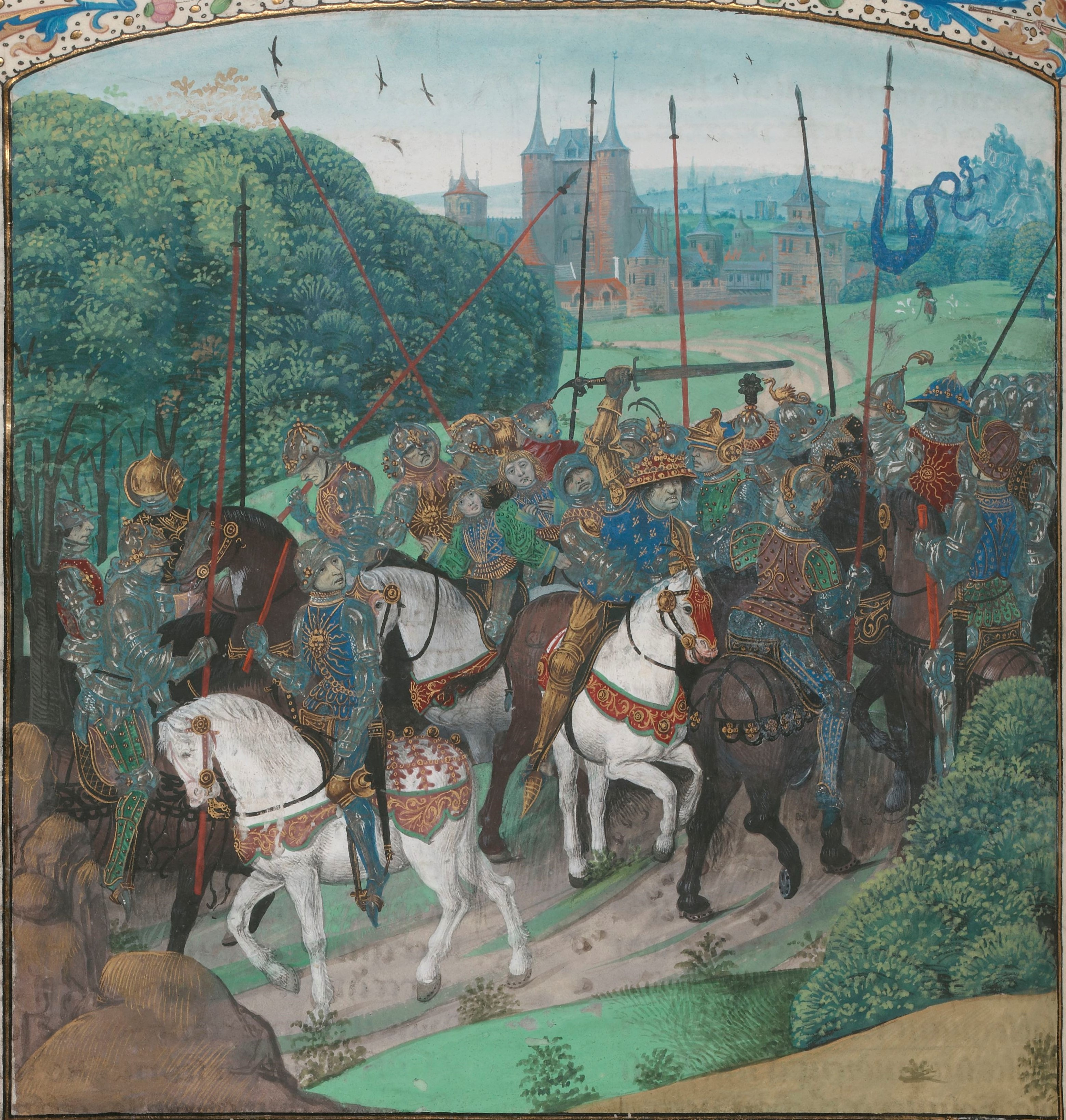
Lithographie des chroniques de Froissart.
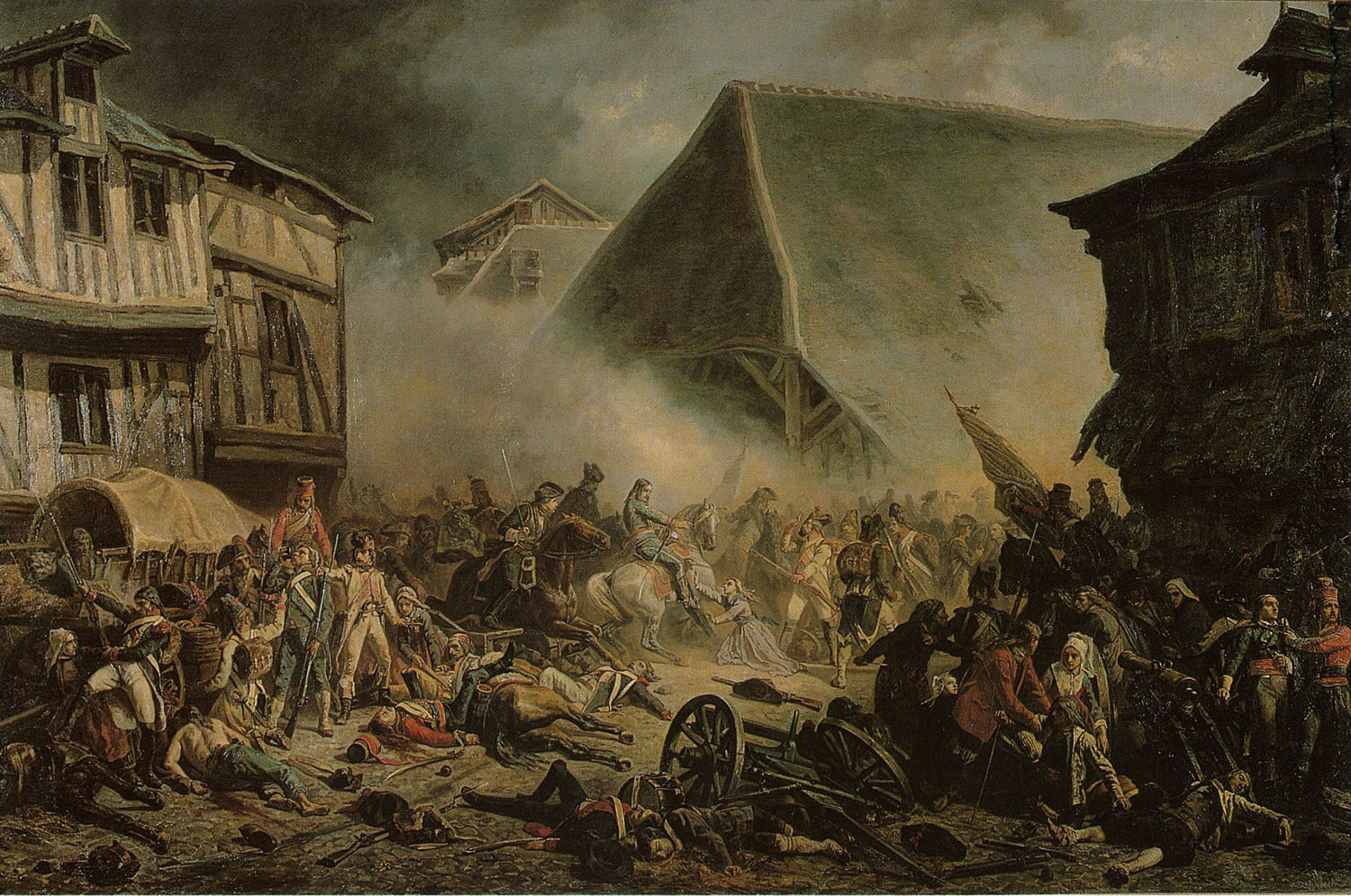
Première Bataille du Mans par Jean Sorieul.
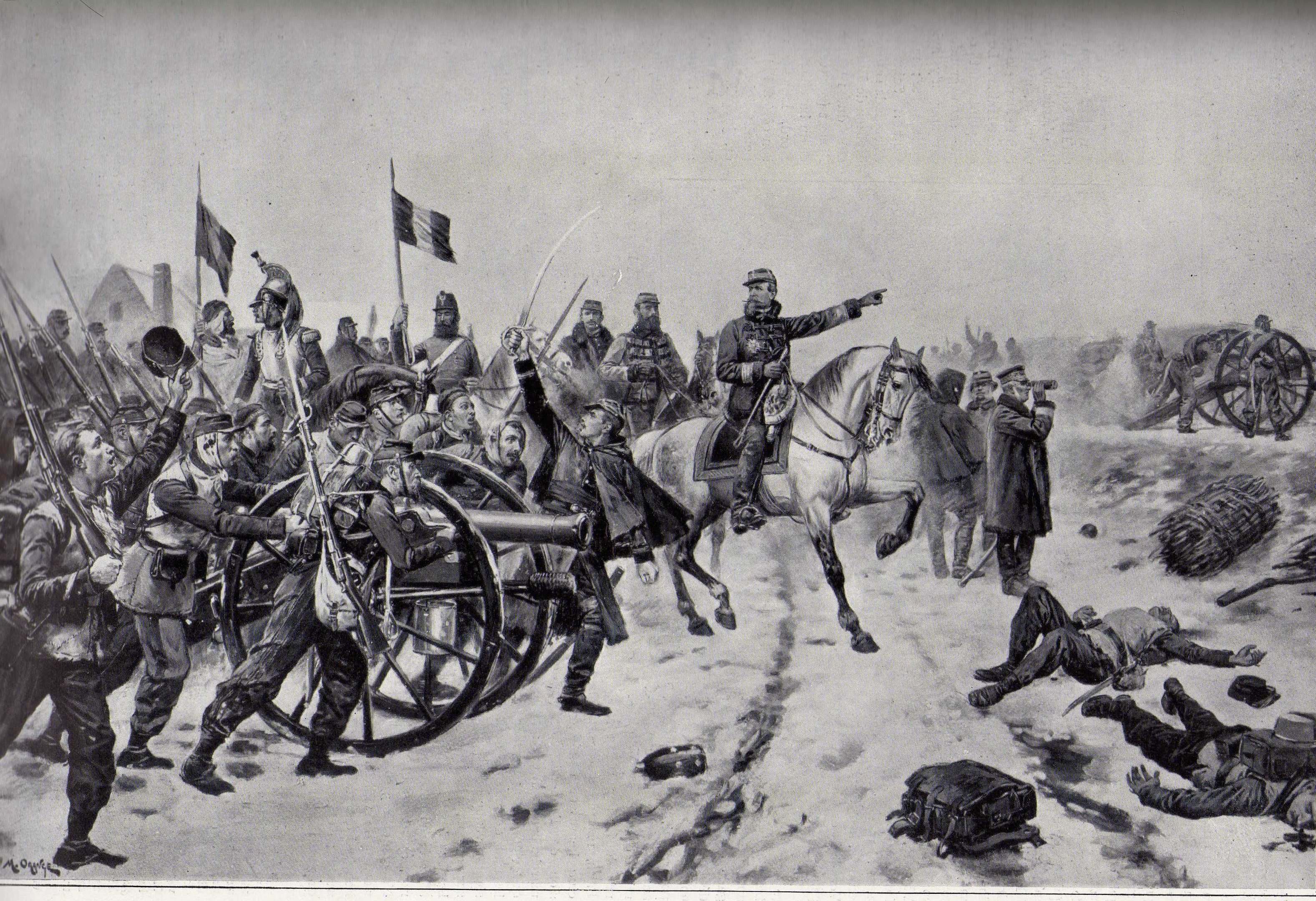
Seconde Bataille du Mans par Maurice Orange.
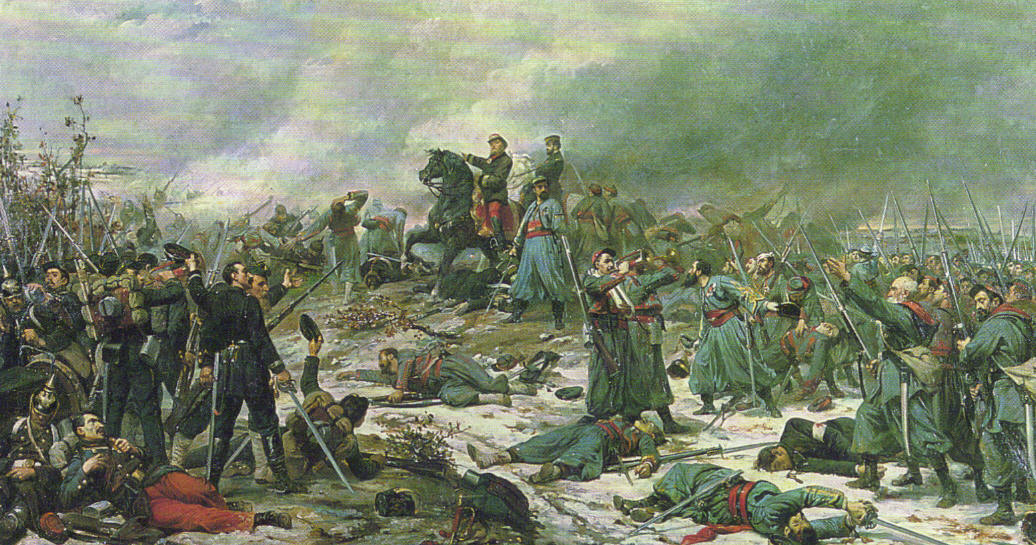
La bataille d'Auvours en 1871 par Lionel Royer.

En 2008, l'album de bande dessinée Exauce-nous de Pierre Makyo et Frédéric Bihel (Futuropolis) a redonné le goût des représentations artistiques de la ville. L'histoire de cette BD est une recherche effrénée de la vérité à travers Le Mans et toute la Sarthe. Les dessins du normand Frédéric Bihel, notamment ceux du vieux-mans et de ses ruelles ont permis de redécouvrir la ville à travers le dessin, chose devenue rare ou oubliée. Les 24 Heures ont également été dessinées plusieurs fois par Jean Graton, fan de la course, dans les albums de son héros Michel Vaillant. Depuis 1975, la course des 24 Heures a également inspiré les artistes modernistes. En 2000, l'ACO fait appel à un dessinateur de renom pour réaliser les affiches publicitaires. Chaque année se déroule au Mans le festival Puls'Art, offrant des expositions d'artistes internationaux.
Parmi les industries installées au Mans, on trouve les laboratoires et le service commercial du spécialiste français de la peinture : la société Lefranc & Bourgeois.

## Culture et vie au Mans

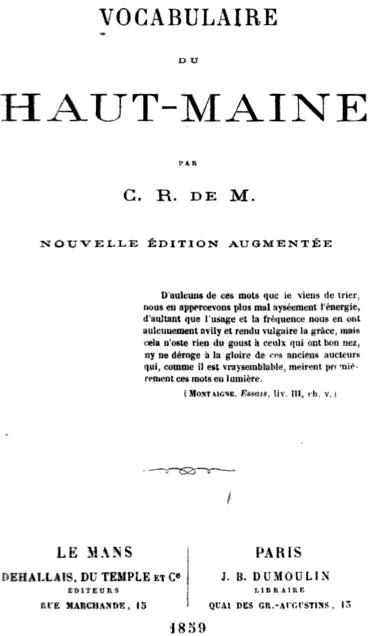
Ouvrage linguistique Sarthois.

### Le parler manceau
Le « parler Sarthois » ou « parler manceau » est une variante dialectale du français. Il désigne en règle générale la forme locale de français employée par les habitants du Mans et du Haut-Maine. Il est également appelé « parler Sapience » ou « parler cénomane ». Géographiquement et historiquement, il était difficile pour un tel dialecte de se faire une place entre le parler d'Île-de-France, futur français, et le parler gallo. Le Maine avait pour limites l'extrême est du département de la Sarthe et jusqu'à Laval pour l'ouest. D'Alençon quasiment au nord jusqu'au nord de La Flèche pour le sud.
Le projet Sauvegarde de la parole Sarthoise a été lancé en 2003 dans la ville de Sillé-le-Guillaume par la radio locale : Fréquence Sillé. L'objectif du projet est de transférer et sauvegarder de nombreuses sources sonores anciennes sur des supports numériques récents afin de garder une trace certaine de cette culture ancestrale. Par ailleurs, cela pourra à l'avenir faciliter et favoriser leur diffusion. D'autres associations ou organismes comme les Trésors des parlers cénomans, La Gouline sarthoise, le département de linguistique de l’Université du Maine et même l'Institut technologique européen des métiers de la musique s'attellent également à la tâche.

### Patrimoine gastronomique

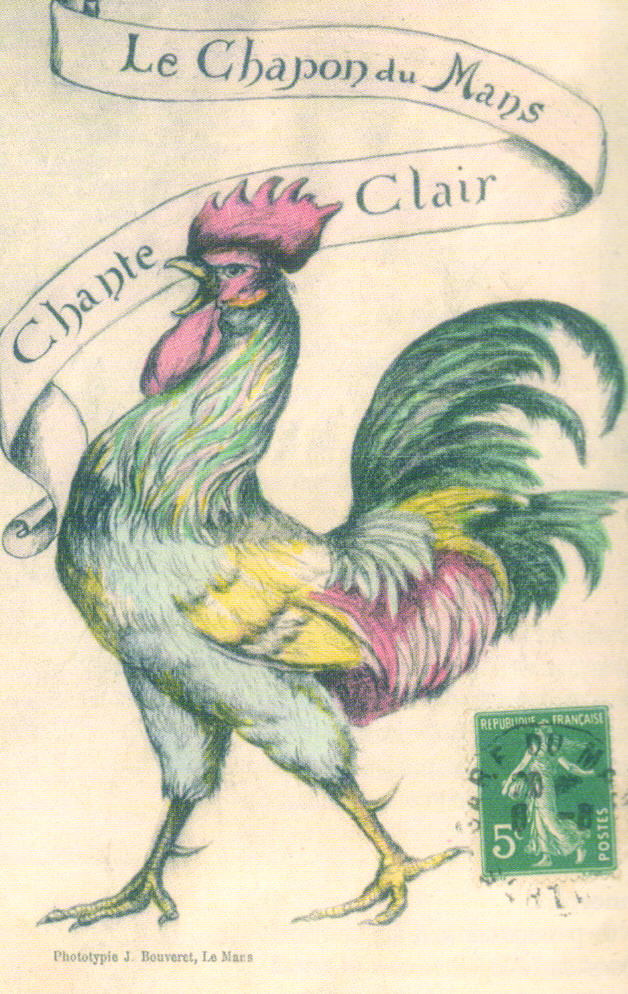
Le chapon du Mans en 1907.

La ville a conservé un patrimoine gastronomique. Elle est notamment reconnue pour ses viandes. Les élevages ont toujours occupé une place importante dans le bassin manceau. Preuves en sont les multiples marchés de bestiaux qui s'y sont tenus jusqu'à la fin du XIXe siècle. L'excellence des produits fut reconnue jusqu'à la cour et au-delà du temps de la royauté. La gastronomie se mêle parfois à la culture des lettrés du Mans, à l'image d'une Mazarinade de Scarron datant de 1649, publiée à l'encontre de la reine pour épargner les Manceaux frondeurs alors assimilés à de pauvres chapons inoffensifs. Cet extrait de la pièce des Plaideurs de Jean Racine est une autre preuve de la reconnaissance gastronomique de la ville et de la région :

« Petit Jean: Tant y a qu'il n'est rien que votre chien ne prenne
qu'il a mangé là-bas un bon chapon du Maine. […]
Dandin: Tenez, voilà la tête et les pieds du chapon. […]
Il est vrai que du Mans il en vient par douzaine. »

La ville du Mans est célèbre pour ses rillettes, préparation à base de viande de porc, parfois d'oie, de canard, de lapin ou de gibier, cuite lentement dans sa propre graisse jusqu'à obtention d'une pâte onctueuse ; la ville de Tours lui en dispute néanmoins l'origine. La ville du Mans est d'ailleurs reconnue pour sa cuisine à base de bœuf fermier du Maine. Plusieurs recettes de viande ont été innovées dans la ville comme les rouelles de veau à la mancelle. Mais la charcuterie mancelle cuisine également les volailles. Outre les chapons et autres poulets, on conserve des recettes destinées à cuisiner d'autres types de volailles comme les pigeonneaux avec les pigeons en salmis à la mancelle. La plupart des recettes traditionnelles mancelles sont très proches de celles du reste de la Sarthe, toutes très marquées par des traditions rurales. Le Mans, ville de marché et de commerce, permettait aux ruraux de venir vendre leurs récoltes et leurs élevages. On le voit bien dans les recettes avec beaucoup de préparations à base de viande bovine et de volaille, souvent agrémentées de champignons et de pommes, trouvables aux alentours de la ville.
Le Mans fut autrefois reconnu pour ses vins, des vignes poussaient en effet jusqu'à la fin du XVIIIe siècle sur les pentes des quartiers Bellevue et Sainte-Croix, ainsi que sur la commune de Coulaines. Cette activité de production allait de pair avec la présence monastique dans la cité. Le nord du Mans est riche de ses confitures et de ses liqueurs. Les plus connues sont les confits et les liqueurs de roses situés plus loin dans le département, surtout à la roseraie de Torcé-en-Vallée. On trouve aussi dans le pays du Mans le miel de La Bazoge par exemple. L'est du pays se spécialise dans la viande avec la production de rillettes comme dans la ville de Connerré.
Le Mans possède également la culture des entremets, des desserts et surtout du chocolat. Le chocolatier Béline est le plus connu des confiseurs de la ville. Il possède notamment un laboratoire à chocolat aux portes du Mans. Ses produits sont vendus à travers la France et le monde. Parmi les mets les plus connus, on trouve les Bugattises ou encore les Rillettées à la crème de chocolat et d'orange. Les pavés du Vieux-Mans sont une composition de ganache café et les cœurs de la reine Bérengère sont faits de praline, d'amande et feuillantine. Autre spécialité réalisée par les chocolatiers manceaux : le saucisson sarthois. Celui-ci n'est non pas constitué de viande mais de chocolat auquel sont incorporés des fruits ou des douceurs selon que le chocolat soit noir ou au lait. Il peut par exemple être constitué de chocolat noir, de miel et d'amande, ou encore de chocolat au lait, de praliné et de riz soufflé. Le pays du Mans est une terre de production de pomme, et comme en Normandie, on réalise du « calva » dans le Maine. Une variété de pomme, les reinettes du Mans, servent à réaliser des plats comme le dessert caramélisé, le petit sarthois, sorte d'entremets, se rapprochant des desserts traditionnels normands. Il s'agit d'une des recettes les plus ancestrales de la région. Des reinettes du Mans, on produit également du pommeau et du cidre.

#### Autres spécialités
- Poulets de Loué
- Chapons/poulardes du Mans
- Marmite sarthoise
- La soupe à la poule
- La dorée
- La millée
- Le pâté aux pommes
- Le pommeau sarthois
- La bouine

### Le Mans au cinéma
Sa particularité a fait du vieux Mans le lieu de tournage de nombreux films d'époque comme Cyrano de Bergerac, film français réalisé par Jean-Paul Rappeneau en 1990, Le Bossu, film franco-germano-italien réalisé par Philippe de Broca en 1997, ou encore Molière de Laurent Tirard, avec Romain Duris, en 2007. La série de téléfilms à succès Nicolas Le Floch est également tournée au Mans. On retrouve aussi différents films qui parlent des 24h du Mans comme le plus connu, Le Mans 66 réalisé par James Mangold en 2019, même si ce dernier n'a pas été tourné au Mans

### Le Mans et la littérature

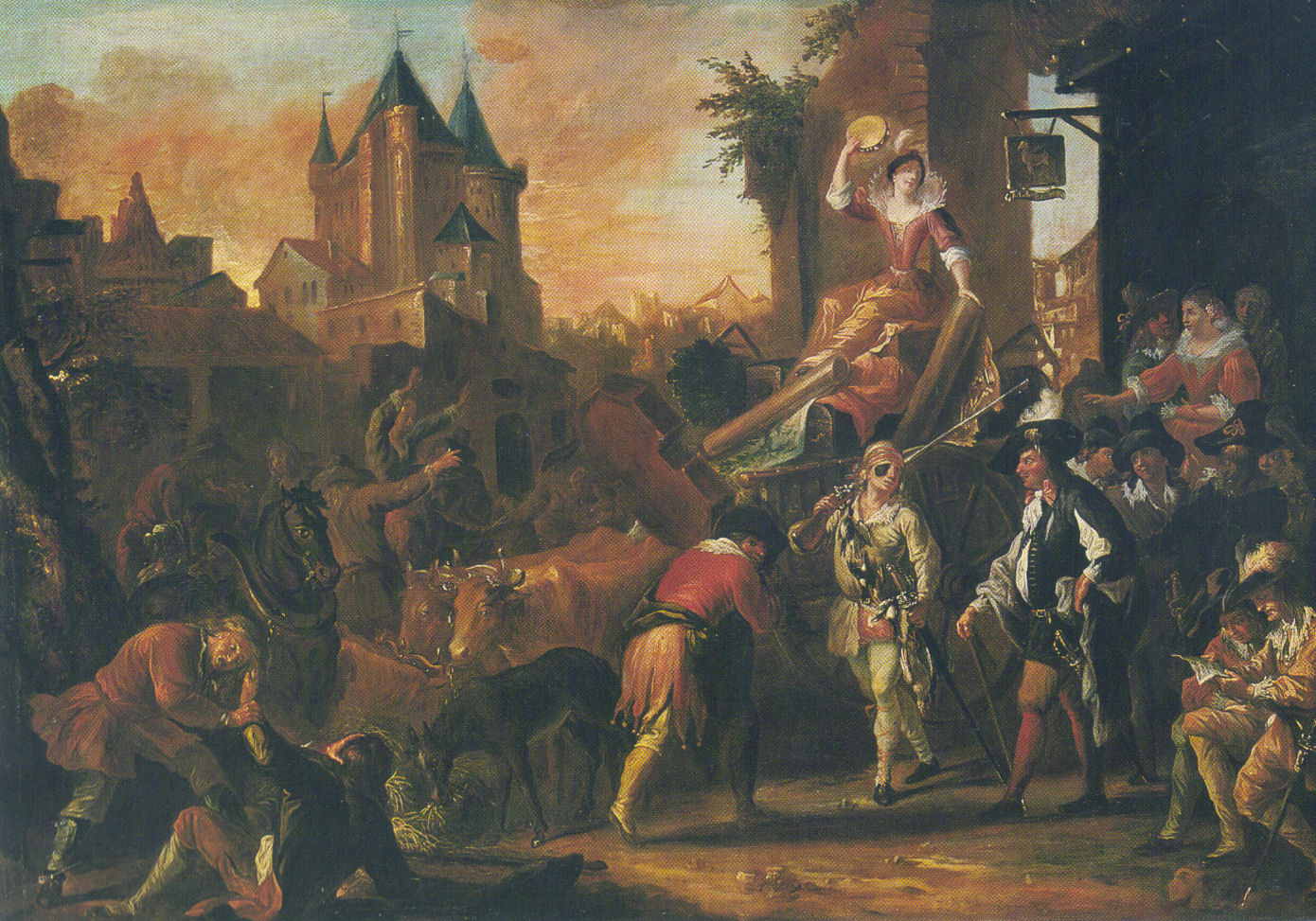
L'arrivée des Comédiens au Mans (1712-1716) par Jean-Baptiste Coulom.

Les premiers foyers intellectuels du Maine apparaissent au VIe siècle. Apparaît d'abord l'école d'Anile à Saint-Calais. Puis au Mans, dans le faubourg de Saint-Pavin des Champs est créée une école, quelque temps avant celle de l'évêque Bertrand. Après le règne de Charlemagne, l'évêque Aldric du Mans enseigne les sciences et les lettres dans son école épiscopale. Son œuvre est poursuivie par l'évêque Hildebert de Lavardin. C'est en partie grâce à cela que le Maine devient un foyer de culture. Le premier livre imprimé au Mans est le Missale ad usum preclare ecclesie cenomanensis de Denys Gaignot, en 1546.Robert Garnier, auteur de poèmes autant que de tragédies, est originaire du Maine et achèvera sa vie au Mans. Joachim du Bellay y rencontrera Ronsard et Jacques Peletier. Ce dernier a même pris l'appellation de Jacques Peletier du Mans. En 1547, Du Bellay écrit son poème À la ville du Mans, un dizain dans lequel il décrit sa joie d'y avoir rencontré ses amis. Nicolas Denisot est également un manceau célèbre de ce petit groupe. Mais lorsqu'on parle du Mans, on pense surtout au Roman Comique de Paul Scarron où on trouve l'arrivée des comédiens au Mans. Au XIXe, Victor Bonhommet est un poète notoire de la ville, Honoré de Balzac y situe une scène des Chouans, (1829), Paul Claudel, en visite au Mans, immortalisera également son passage dans son Journal en décrivant son impression devant la Cathédrale. François Vallejo ayant reçu le prix du livre Inter en 2007, est né au Mans en 1960 et a été élève au lycée Bellevue.

### Les sociétés savantes du Mans
De 1833 à 1957, quatre sociétés savantes artistiques ou historiques voient le jour au Mans[réf. nécessaire]. Au début, ce sont majoritairement les ecclésiastiques qui en composent les rangs. Jusqu'à la fin du XIXe siècle, elles furent concurrentes, voire rivales.

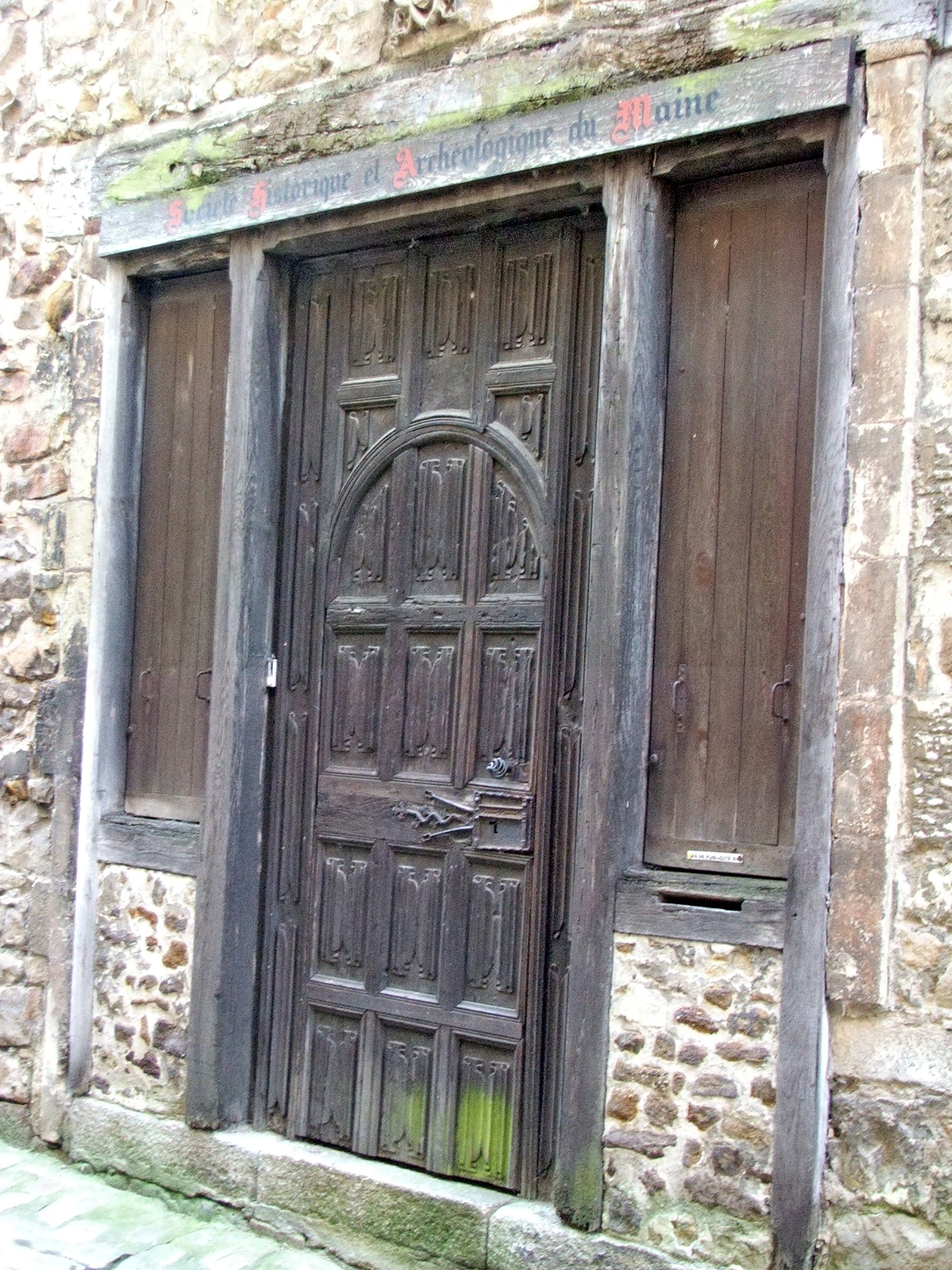
Siège pittoresque de la Société historique et archéologique du Maine.

La Société d'agriculture, sciences et arts de la Sarthe est l'héritière du Bureau d'agriculture créé en 1761. Ses premières publications sont faites en 1833. C'est cette société qui, par l'intermédiaire de Fortuné Legeay, fait compte rendu annuel des Manceaux et Sarthois participants au Salon de Paris.
En 1875, un groupe d'érudits manceaux regrette la scission de la province du Maine entre les départements de la Mayenne et de la Sarthe, survenue au moment de la Révolution. C'est ainsi qu'est créée, conjointement avec quelques érudits de Mayenne, la Société historique et archéologique du Maine. Robert Triger, l'un des plus grands historiens de la ville, en sera président de 1899 à 1925. Une chronique annuelle signale la présence des artistes sarthois présents au Salon de Paris en 1876 et 1883.[réf. nécessaire].
C'est ensuite la naissance de deux sociétés savantes presque entièrement religieuses. La Société historique du Maine est fondée en 1893 par Ambroise Ledru et Louis-Ernest Dubois. Ils fondent en même temps la revue La Province du Maine, laquelle traite exclusivement de l'histoire et de l'archéologie de la province. Enfin le cardinal Georges Grente et le duc de la Force, membres de l'Académie française, fondent l'Académie du Maine en 1957. Les fondateurs ne sont au départ, entourés que de treize membres. Ces érudits publient principalement dans les volumes de mémoires de leurs sociétés, et dans les magazines culturels Maine Découvertes et La Vie mancelle et sarthoise.
À la fin du XIXe siècle, deux autres sociétés savantes spécialisées dans la géographie et dans la botanique sont créées. L'Académie internationale de géographie botanique est fondée en 1891, elle publie successivement les périodiques suivants : Le Monde des Plantes (de 1891 à 1898), puis le Bulletin de l'Académie internationale de géographie botanique (de 1898 à 1910) et enfin le Bulletin de géographie botanique (depuis 1911). Puis, c'est la création de l'Association française de botanique, qui semble avoir publié le Bulletin de l'Association française de botanique dès 1898, pendant une dizaine d'années.

### Théâtres

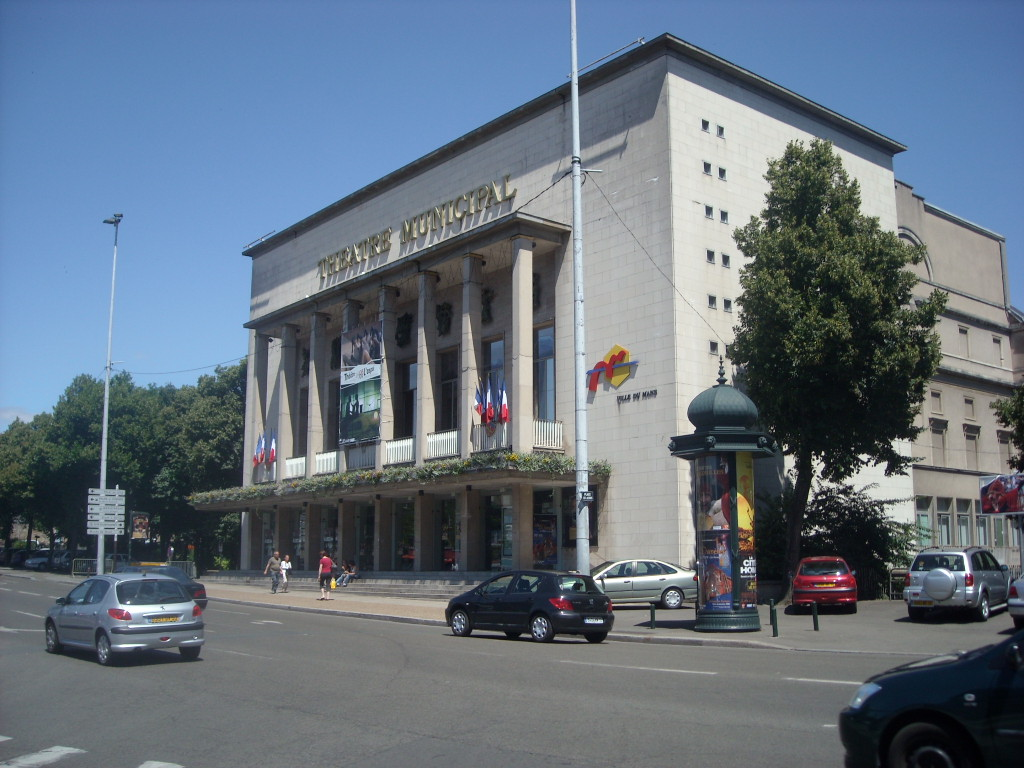
L'ancien théâtre municipal.

Le théâtre municipal aujourd'hui disparu, fut inauguré en 1842 pour remplacer l'ancienne salle des concerts, datant de 1776. Son architecte, Pierre-Felix Delarue, réalisera le musée de Tessé et l'hôpital spécialisé. Sa capacité initiale était de 900 places. Après un siècle et demi d'existence, le bâtiment avait un style d'après-guerre, sa dernière rénovation, par l'architecte Savin datant de 1959. Il est démoli en 2011, afin de le remplacer par un complexe théâtral, couplé avec un cinéma.
Le théâtre de L'Espal fut créé en 1995 afin de désenclaver le quartier des Sablons et d'y ouvrir un espace culturel comprenant théâtre, médiathèque et salles polyvalentes. La salle unique contient entre cinq cents et six cents places. Depuis 2001, L'Espal est une scène conventionnée en partenariat avec le théâtre municipal et la ville du Mans où tous les genres se côtoient. Avec l'arrivée du tramway en 2008, le théâtre réalise une hausse de fréquentation de l'ordre de 7,5 % au cours de la saison 2008/2009.
Le théâtre Paul-Scarron, inauguré en 1991, fait face au théâtre municipal, sur la place des Jacobins. Il prend le nom d'un auteur ayant bien connu la ville. Il comprend une seule salle de dimension réduite, pouvant accueillir 150 personnes. C'est avant tout un lieu de travail permettant à la compagnie mancelle du théâtre de l'Éphémère de bénéficie d'un local adapté. Le théâtre est consacré aux représentations contemporaines. Une bibliothèque comportant près de 3 000 textes est située dans le bâtiment. Elle comporte en majorité des œuvres théâtrales, publiées ou non, mais aussi des ouvrages de référence et d'histoire du théâtre.
Le Théâtre du Passeur est une salle de proximité située au cœur du quartier Prémartine. L'association théâtre du Passeur, compagnie théâtrale professionnelle fut fondée en 1996 par Jacky Boiron, comédien cofondateur de l'expérience artistique de recherche Les Tréteaux du Perche. D'une capacité de cinquante places, cette salle propose de nombreux ateliers de pratique artistique axés sur le théâtre, le conte, le chant et la lecture à haute voix.
Le théâtre du Radeau fut fondé en 1985. La compagnie du même nom a elle été montée en 1977. Le théâtre est installé dans un ancien quartier industriel comprenant auparavant une fonderie, près de la Chasse-royale. Le lieu change de nom en 1991 et devient la Fonderie. La Fonderie englobe l'ensemble des créations de la compagnie, mais le théâtre du Radeau demeure. Le metteur en scène de la compagnie, François Tanguy (depuis 1982), est devenu un auteur reconnu à travers le monde pour sa vision résolument moderne du théâtre. La compagnie travaille en collaboration avec le théâtre national de Bretagne.
Le théâtre de l'Écluse est situé dans le quartier Heuzé. Il est le lieu de travail et de représentation de la compagnie Pièce et Main d'œuvre. La salle n'accueille elle aussi que 50 personnes. La compagnie a elle-même créé le théâtre en 2006. Les représentations locales sont de trois ordres ; à destination des enfants, comédie ou réflexion anthropologique.

### Musique

#### Les artistes et groupes manceaux

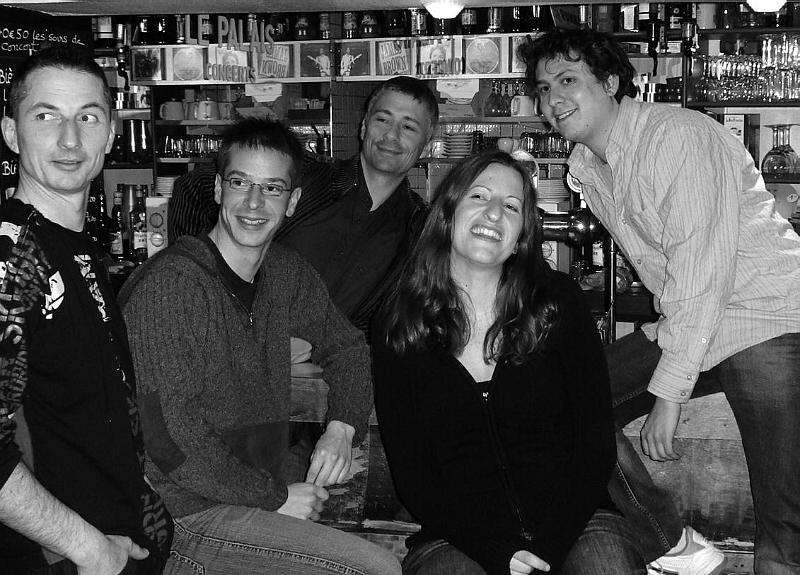
Souffle Court.

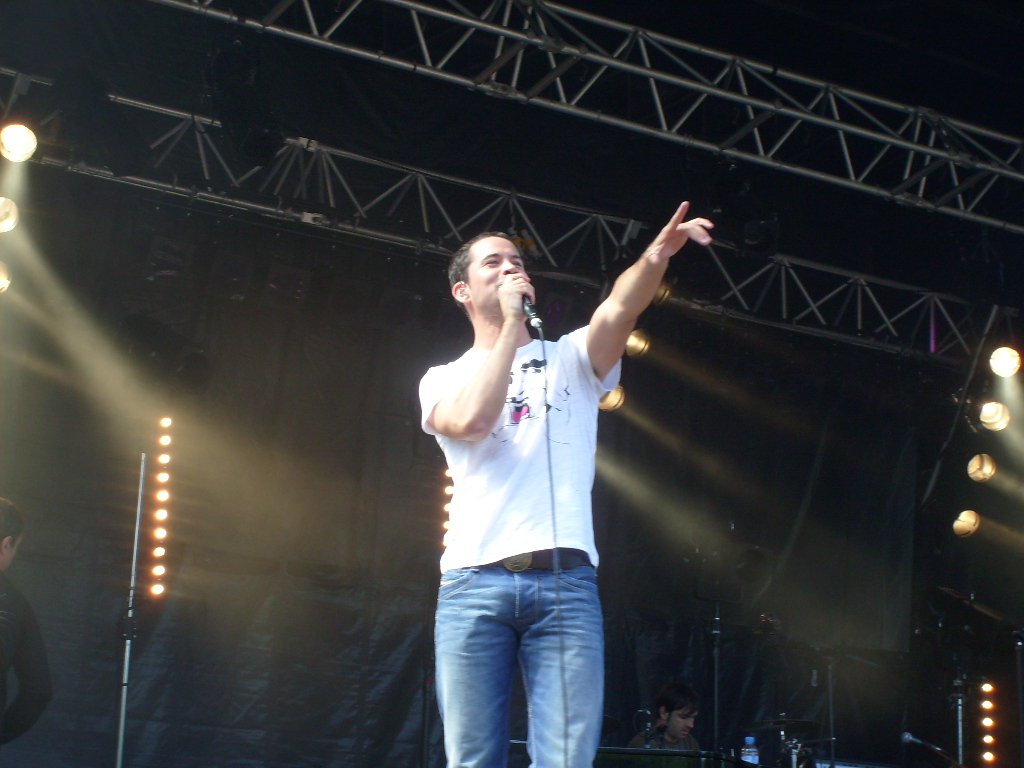
Emmanuel Moire.

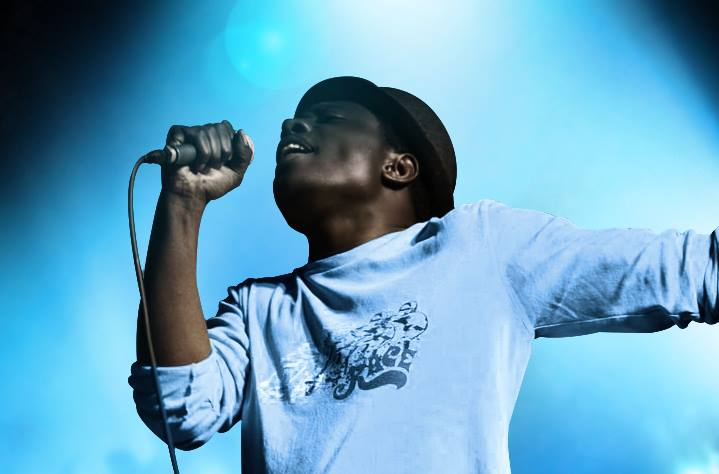
Michel Bampély (Saiint-Michel) en prestation slam en 2012

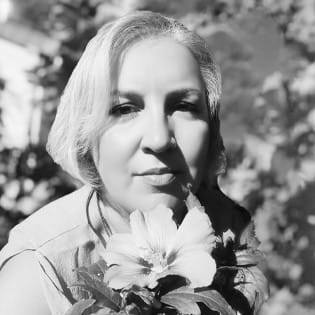
Mademoiselle Éférie

Les artistes manceaux, bénéficient de plusieurs lieux d'expression. Les MJC et les stations de radio locales qui, comme Sweet FM, radio Alpa ou Cartables FM réservent au moins une heure par semaine à la diffusion de titres des artistes régionaux. Enfin, les associations comme Bebop permettent aux groupes de se produire (Festival Bebop). Le festival Le Mans Cité Chanson est un moyen de percer dans le métier et surtout d'acquérir une certaine notoriété par la reconnaissance de ce titre.
Parmi les artistes manceaux on trouve :
- Shuffle ;
- Jean-Luc Le Ténia ;
- Julien Cottereau ;
- DJ Dirty Harry ;
- Rude Boy System ;
- Leslie ;
- Emmanuel Moire ;
- Rod Janois ;
- Willy William.
- Michel Bampély.
- Mademoiselle Éférie.

#### Salles de représentations musicales
Le Mans dispose de salles de concerts et de spectacles diverses consacrées à plusieurs types de représentations musicales. Une cité de la musique et une scène de musiques actuelles, visant à recentrer les différentes activités des artistes, sont en projet.

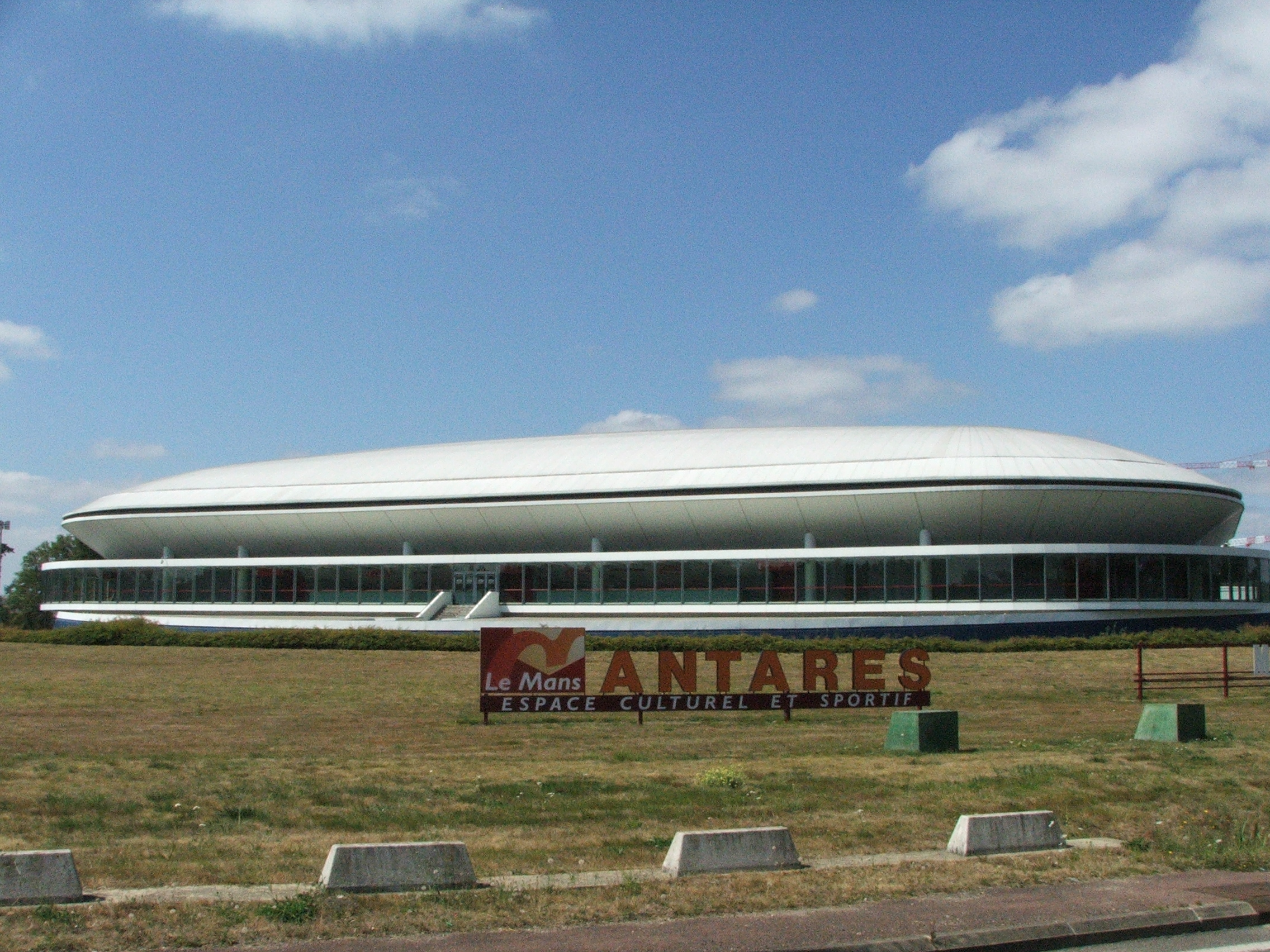
Salle Antarès.

La salle Antarès est la plus grande salle polyvalente de la région. Elle est l'antre sportive du MSB, club de basket jouant au niveau national et européen.[réf. nécessaire] Antarès est située au sud du Mans, à l’intérieur du circuit. Depuis 2007, la salle est desservie par le tramway, dont elle est le terminus sud de la ligne 1 et fait partie du pôle d'excellence sportive de la ville avec le stade Marie Marvingt, l'hippodrome et les circuits.
Le Palais des congrès et de la culture du Mans est situé dans le quartier de la gare nord. Sa capacité d'accueil a été doublée en 2009, passant de 5 000 à 10 000 m2. La grande salle peut contenir jusqu'à 1 400 places. Le palais propose trois auditoriums avec cinq configurations possibles. La programmation du palais est à la fois intellectuelle avec des forums (forum Le Monde-Le Mans), et culturelle.
L'Oasis est une salle de concerts située près du parc des expositions, au sud du Mans. Elle est particulièrement utilisée pour les musiques actuelles. La salle peut accueillir de 500 à 1 200 personnes. La scène de l'Oasis a également vue s'y dérouler la finale du Printemps de Bourges.
Les Saulnières est une salle de spectacle située au nord du Mans dans le quartier de la Chasse-Royale. Elle peut accueillir jusqu'à 1 000 spectateurs. La salle sert dans le cadre du tremplin Le Mans Cité Chanson. Elle dispose d'une médiathèque destinée au jeune public. S'y déroulent également des cours de Jazz de haut niveau dans le cadre des enseignements de l'école nationale de musique du Mans. La salle possède des studios d'enregistrement destinés aux amateurs.
L'abbaye de l'Épau accueille son propre festival de musique classique au printemps : le Festival de l'Épau. D'autres concerts ont lieu tout au long de l'année. Trois salles de concerts ont été aménagées dans l'abbaye : L'église abbatiale, Le dortoir et le logis abbatial.
La chapelle de l'oratoire, rénovée en 2007, est un lieu de représentations musicales presque exclusivement classique. L'ensemble Cénoman du conservatoire du Mans s'y produit. Ce dernier participe également au festival des Automnales, festival de musique classique à l'automne. Il en est de même au Musée de Tessé.
La collégiale Saint-Pierre-la-Cour accueille en majorité des concerts de jazz, notamment dans le cadre de l'Europa Jazz Festival.

### Événements culturels

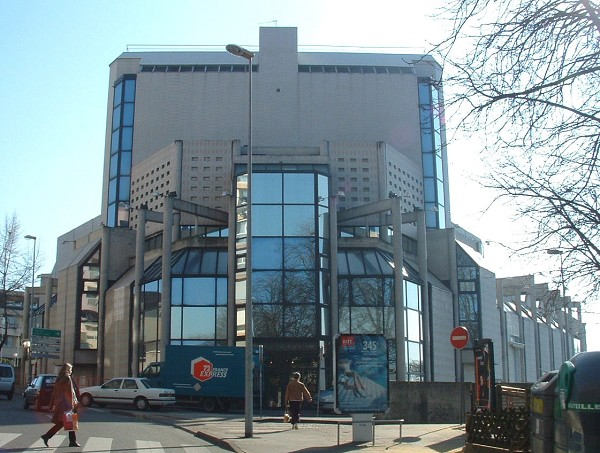
Le palais des congrès et de la culture.

- Depuis 1994, le tremplin Le Mans Cité Chanson permet à des musiciens amateurs de se produire dans différentes salles ou cafés[195]. Cela a permis à des artistes comme Jeanne Cherhal, Sanseverino ou Emmanuel Moire de faire leurs premières armes[196].
- Le congrès Femmes d'histoires est une réunion intellectuelle institué en 2006[197] proposant des débats sur la place de la femme dans la société moderne.
- Le carnaval des quartiers permet l'organisation de différentes animations avec des parades dans toute la ville.
- Les Photographiques, festival d'exposition de photographies[198], inauguré en 2006, se déroule à travers la ville. Outre les expositions, des projections cinématographiques et des rencontres avec les photographes sont programmées.
- Les Carrefours de la pensée[199] se déroulent au palais des congrès. Il s'agit de la réunion sur un week-end de plusieurs intellectuels en rapport avec un sujet prédéfini traitant de thèmes tels que la sociologie ou la géopolitique. L'organisation se fait en partenariat avec Le Monde diplomatique. Cette manifestation culturelle existe depuis 1990[200].
- La fête des rillettes et de la volaille est une manifestation gastronomique se déroulant à l'arche de la nature.
- L'Europa jazz festival, qui a soufflé ses trente bougies en 2009[201], se déroule sur un mois. La trentième édition a également permis d'étendre l'accessibilité des concerts dans toute la région. Plusieurs concerts se sont ainsi tenus en Maine-et-Loire ou dans l'Orne.[réf. nécessaire]
- Le festival Puls'Art est une manifestation d'art contemporain située en centre-ville[202]. Le final se déroule à la Cité des Arts. La première édition s'est déroulée en 1992.
- Le festival de l'Epau est un festival de musique classique d'un peu plus d'une semaine avec comme place centrale l'Abbaye éponyme, tout en se délocalisant depuis 2009 dans tout le département[203].
- La fête du pain et des céréales, autrefois fête du pain se déroule à l'Arche de la nature. ce rendez-vous gastronomique met en avant les artisans boulangers de la ville et de la région.
- La fête inter-culturelle des Quartiers-sud[204] permet de chiner, de s'adonner au sport et assister à divers spectacles de rues.
- Les 24 Heures du Mans[205] offrent une semaine de festivités. Présentation des écuries, pesage des voitures, essais, qualifications ou parade des pilotes font partie du rituel des 24 Heures.
- Depuis 2001, se déroule le festival des arts de rue Le Mans fait son cirque[206].

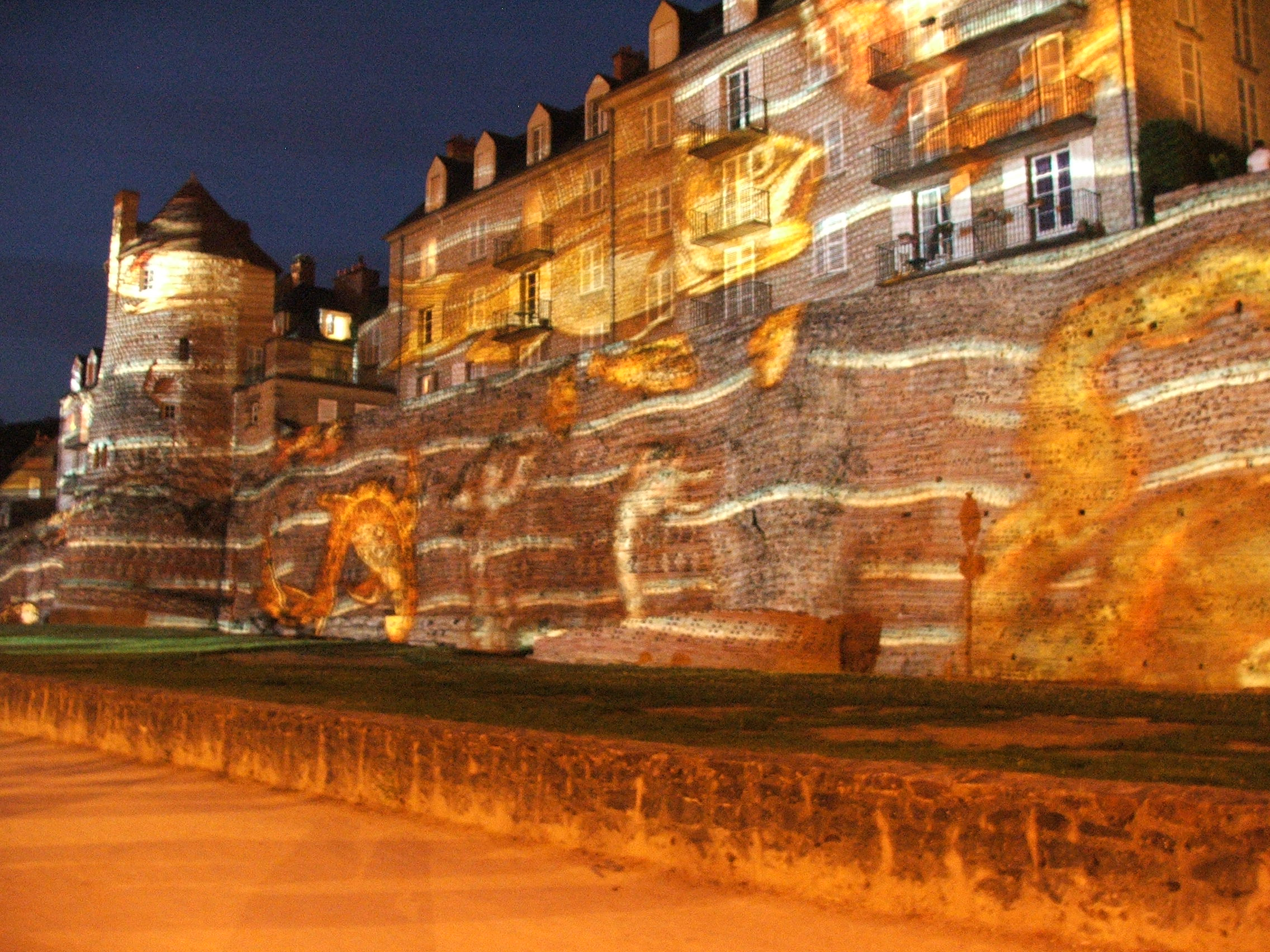
La Nuit des chimères en juin 2009.

- La Nuit des chimères, organisée depuis 2005, permet à la ville de préserver son patrimoine identitaire en l'exposant au public en utilisant des représentations holographiques, pour représenter, à la nuit tombée, des œuvres d'art en rapport avec l'histoire du Mans. Les réalisations graphiques, dues à Skertzò, sont projetées sur des murs de la vieille ville[source insuffisante][207]. Le concept est inspiré de celui de la ville de Lyon et à sa Fête des Lumières. Initialement créée pour être un simple programme de divertissement artistique avec les hologrammes projetés sur la muraille nord, les projections sont désormais réalisées également à l'intérieur, dans les ruelles du vieux-Mans et sur la cathédrale et des représentations théâtrales s'improvisent à la nuit tombée[réf. nécessaire]. Des visites nocturnes des monuments sont organisées[réf. nécessaire].
- La fête du miel et des confitures permet à de nombreux apiculteurs de la Sarthe (basés surtout à La Bazoge et à La Hutte) de faire découvrir leur production.
- Le festival des Soirs d'été, organisé par le service du Développement et de l'Action Culturels de la ville du Mans, propose une programmation artistique dans différents quartiers. Au programme : théâtre de rue, cirque, danse, musique et cinéma en plein air[réf. souhaitée].
- Avec l'arrivée de l'automne, a lieu la foire aux oignons, fête populaire conservée à travers les âges. La semaine suivante, la foire du Mans se déroule traditionnellement au centre des expositions[208]. Cette foire, également appelée « Foire des 4 jours » est l'une des plus anciennes de France[réf. nécessaire].
- Les quinconces des jacobins sont le théâtre du Forum Jeunes[209]. Il s'agit d'une fête populaire permettant d'assister à des concerts d'artistes débutants ou confirmés.
- En octobre a lieu La 25e Heure du Livre. Pendant trois jours, écrivains et maisons d'éditions locales ou nationales présentent leurs ouvrages, qu'il s'agisse de littérature jeunesse, de BD, de romans ou de mangas[210]. Puis ce sont les Automnales, une série de concerts classiques à thèmes.
- Le Forum Le Monde-Le Mans se déroule depuis 1989 en association entre le journal éponyme. Personnalités, intellectuels, philosophes et écrivains se réunissent pendant trois jours, afin d'éclairer une question anthropologique.
- Le festival de cinéma Aux écrans du réel permet de présenter à la fois des œuvres étrangères peu connues et des travaux de jeunes réalisateurs de la région. Le festival est axé autant sur les courts métrages que des films documentaires[211].
- À la mi-décembre s'organise depuis 1986 l'Open international d'échecs du Mans. Puis en 2009 est créé le festival des jeux d'intelligence, élargissant l'offre de l'open[212].

### Bibliothèques et médiathèques
Le Mans dispose de six établissements gérés par la municipalité : quatre médiathèques (La médiathèque Louis-Aragon, l'Espal, Le Sud et les Saulnières) et deux bibliothèques (Les vergers et la bibliothèque Jean-Moulin).
Deux bibliothèques privées sont gérées par l'association Bibliothèques pour tous : les bibliothèques Emeraude et Chateaubriand. La bibliothèque universitaire du campus ouest, fut construite au début des années 2000. La Bibliothèque médicale Lemanissier (BML), ouverte depuis 1975, est spécialisée dans les ouvrages de médecine. La bibliothèque théâtrale Paul-Scarron se situe dans le théâtre du même nom, place des Jacobins.

### Musées

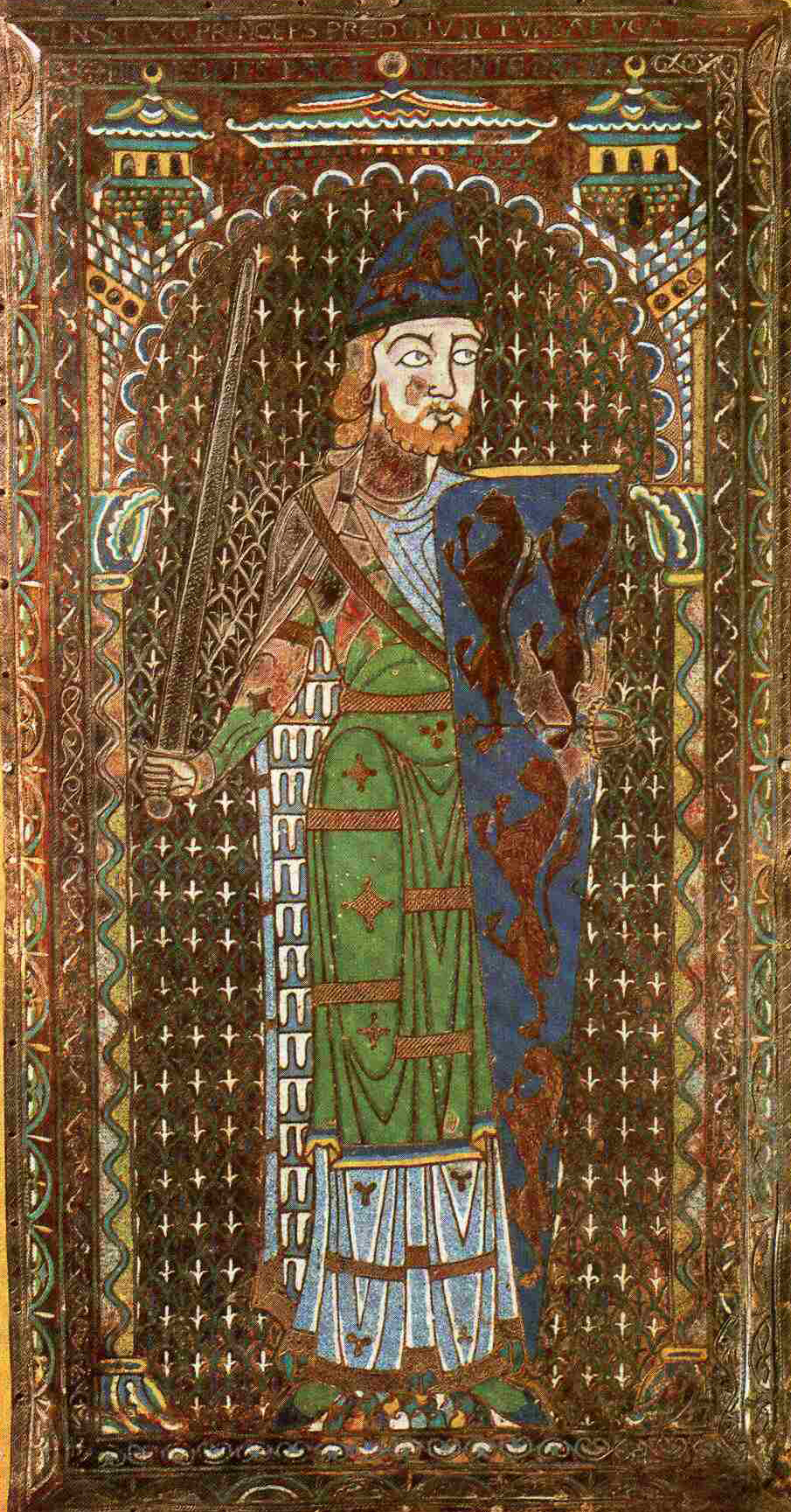
Émail Plantagenêt, effigie funéraire de Geoffroy V d'Anjou, vers 1160. Musée d'archéologie et d'histoire du Mans.

Le premier musée fut installé au Mans en 1799 dans l'abbaye de la Couture. Le musée des Beaux-arts du Mans ouvre en août 1799. L'espace n'est pas assez grand, et trois dépôts sont annexés en 1791 : la bibliothèque du couvent de la Couture, la collégiale Saint-Pierre-la-Cour et la bibliothèque de l'abbaye Saint-Vincent. Les trois édifices ont été désaffectés après la Révolution.
- Le musée de Tessé, ou musée des Beaux-Arts du Mans, conserve les collections d'art ancien (peintures, sculptures, objets d'art). Les « demeures d'éternité » égyptiennes de Néfertari, épouse de Ramsès II et de Sennefer, maire de Thèbes (Égypte) vers 1420 av. J.-C. ont été reconstituées grandeur nature dans le sous-sol, constituant la partie principale d'une collection d'archéologie égyptienne, rénovée en 2018.
- Le Carré Plantagenêt, musée d'archéologie ouvert en juin 2009 consacré à l'histoire et l'archéologie de la cité mancelle.
- Le musée des 24 heures du Mans présente une collection de véhicules d'hier et d'aujourd'hui majoritairement liés à la course et parfois tout droit sortis du circuit attenant. Plusieurs éléments du décor du film Ford vs Ferrari y ont été cédés par le producteur du film.
- Un musée Vert, appelé musée Véron de Forbonnais, est situé au sud du centre-ville, propose la découverte de la faune et la flore.
- Un musée hydraulique et marin de la maison de l'eau à l'arche de la nature. Il présente une collection de faune sous-marine vivante et retrace l'histoire de l'eau dans la ville, des aqueducs romains à la nouvelle usine des eaux.
- Le Centre du patrimoine de facture instrumentale est un établissement national de collection d'instruments musicaux, et un musée ludique sur la musique de tous les pays.
- Le Centre des archives historiques de la SNCF, créé en 1995, organise des expositions saisonnières.

### Le Mans dans les arts

#### Cinéma
- 1971 : Le Mans de Lee H. Katzin avec Steve McQueen.
- 1982 : Le beau mariage d'Éric Rohmer.
- 1997 : Le Bossu de Philippe de Broca avec Daniel Auteuil et Fabrice Luchini.
- 1997 : Vive la République ! d'Éric Rochant.
- 2000 : Les Blessures assassines de Jean-Pierre Denis avec Sylvie Testud et Julie-Marie Parmentier retraçant la vie des sœurs Papin.
- 2003 : Michel Vaillant de Louis-Pascal Couvelaire retraçant l'histoire des Vaillant rivalisant avec l'écurie Leader lors de la soixante-dixième édition des 24 Heures du Mans.
- 2019 : Le Mans 66 de James Mangold avec Matt Damon et Christian Bale.

#### Arts numériques
La ville a la particularité, grâce aux 24 heures du Mans, de voir son nom accolé à plusieurs jeux vidéo, faisant parfois la promotion de la ville, connue pour ses parades automobiles. Cette présence participe au rayonnement international de la course, mais aussi de la ville elle-même.

## Personnalités liées au Mans

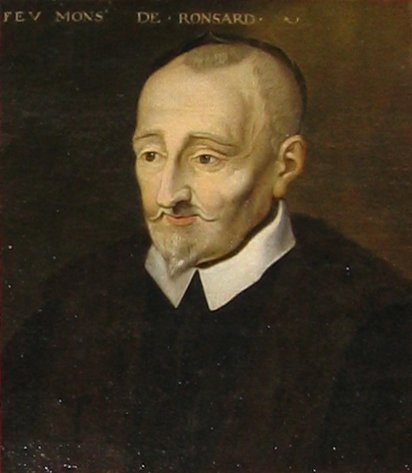
Pierre de Ronsard.

### Personnages historiques
- Saint Liboire, « évangélisateur » dont les reliques transférées en Allemagne sont à l'origine du jumelage historique avec la ville allemande de Paderborn
- Rignomer, roi franc assassiné au Mans (fin Ve siècle) par un de ses proches
- Geoffroy V d'Anjou (1113-1151), comte du Maine et d'Anjou
- Henri II d'Angleterre (1133-1189), fils du précédent, devient roi d'Angleterre
- Bérengère de Navarre (1170-1230), l'épouse de Richard Cœur de Lion
- Jean II de France (1319-1364), dit Jean le Bon, roi de France
- Charles VI de France (1368-1422), qui devient fou en 1392 dans la forêt du Mans.
- Nicolas Denisot (1515-1559), poète
- Joachim du Bellay (1522-1560), poète ayant rencontré Peletier et Ronsard au Mans
- Pierre de Ronsard (1524-1585), poète et chanoine au Mans
- Le Comte de Belin, protecteur de Corneille et Mairet et du théâtre du Marais
- Paul Scarron (1610-1660) dramaturge, romancier, poète, qui vécut sept ans au Mans et y situa son Roman comique
- Gilles-François de Beauvais, religieux jésuite (1693 - ca. 1773)
- Michel de Bonneval, compositeur, Intendant des Menus-plaisirs du Roi
- Louis François Coutard (1769-1852), général d'Empire, ancien élève de l'Oratoire du Mans
- François de Négrier (1788-1848), général d'infanterie, député du Nord (1788-1848)
- Le bienheureux Basile Moreau (1799-1873), fondateur de la Congrégation de Sainte-Croix, béatifié par Benoît XVI
- Ferdinand de Lesseps (1805-1894), principal promoteurs des canaux de Suez et du Panama.
- Edouard Prudhomme de La Boussinière (1811-1902), l'une des principales figures républicaines du Mans au XIXe siècle.
- Jean-Marie Lelièvre (1836-1914), fondateur de la Mutuelle Générale Française Accident (MMA)
- Amédée Bollée père (1844-1917), inventeur français dans l'automobile, père d'Amédée et Léon mentionnés ci-dessous.
- Charles Brennus (1859-1943), médailleur et dirigeant sportif, créateur du "bouclier de Brennus", est mort au Mans.
- Albert Echivard (1866-1939), peintre sur vitraux
- Amédée Bollée fils (1868-1926), fils d'Amédée et frère de Léon, également inventeur dans l'automobile
- Léon Bollée (1870-1913), constructeurs d'automobile et inventeur
- Émile Perrin (1883-1943), peintre, graveur et décorateur
- François Berthault (1887-1934) : écrivain et poète
- André Bouton (1890-1979), historien du Maine
- Roger Vercel (1894-1957), romancier de la mer
- Raymond Chelet (1905-2001), graveur

### Personnalités contemporaines

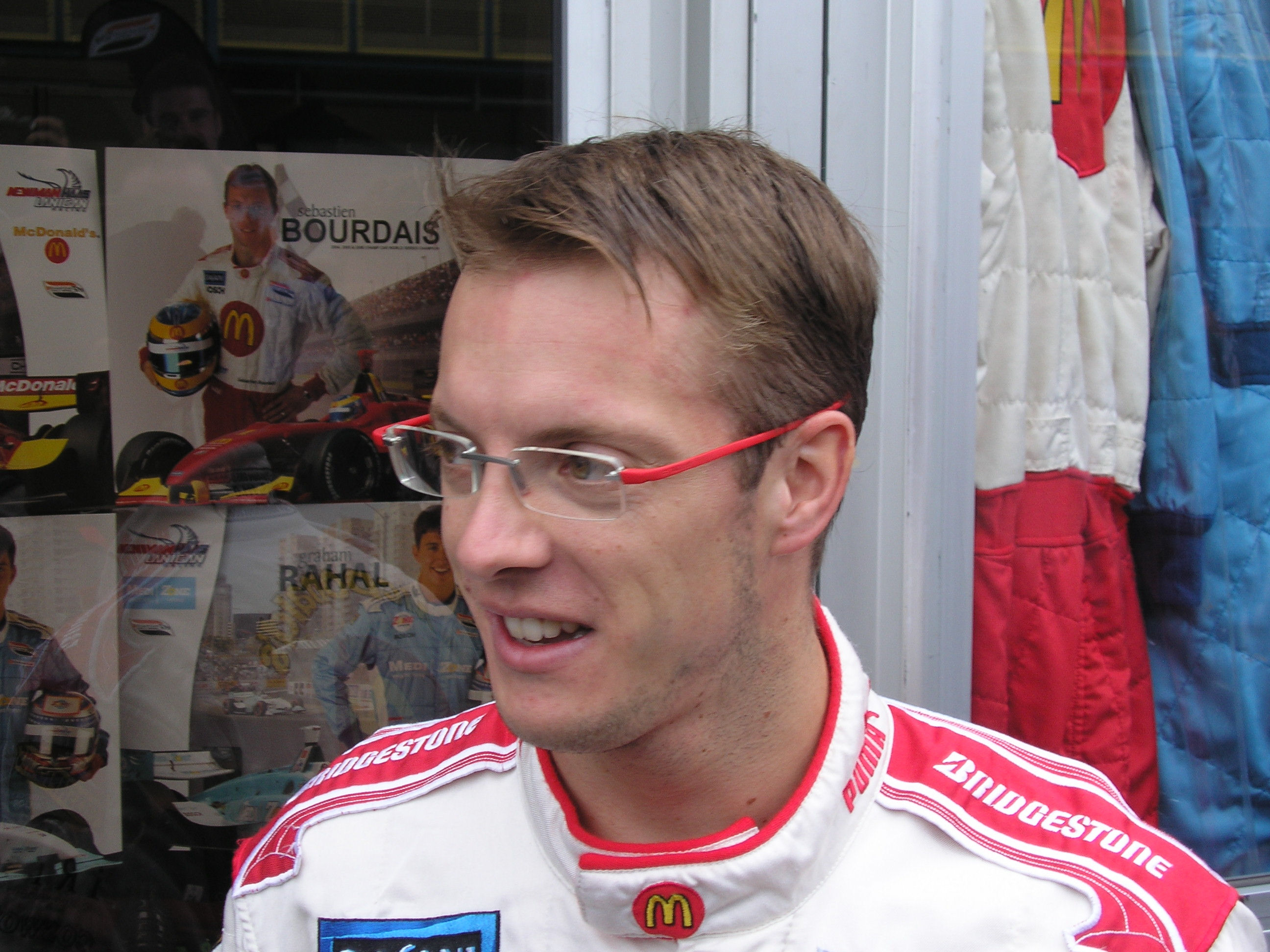
Sébastien Bourdais.

L'importance du sport dans la ville dénote un nombre important de grand noms rattachés à la cité, souvent issus du sport automobile, comme Sébastien Bourdais, Julien Canal, Anny-Charlotte Verney, Jean Rondeau et Vincent Capillaire,Ferdinand de Lesseps, pilotes automobiles, mais aussi du motocyclisme avec Louis Rossi et Mickaël Pichon ou le cyclisme avec Laurent Brochard, champion du monde en 1997 et Jimmy Engoulvent ou Benoît Jarrier.
Christelle Daunay, marathonienne record de France et Murielle Hermine défendent elles aussi Le Mans avec Jo-Wilfried Tsonga, joueur de tennis professionnel. Les joueurs de pétanque Bruno Rocher (le papa) et Dylan Rocher (le fils) Enfin on peut aussi compter sur Henri Sérandour, joueur de water-polo, président du CNOSF de 1993 à 2009 et membre du CIO de 2000 à 2007.
On voit assez peu d'hommes politiques, malgré la présence de l'ancien premier ministre François Fillon, et des anciens ministres Stéphane Le Foll et Marlène Schiappa, et également quelques artistes comme notamment :
- Béatrice Dalle, actrice ;
- Steevy Boulay, chroniqueur, comédien ;
- Vincent Cerutti, animateur radio télé ;
- Julien Cottereau, clown, acteur ;
- Didier Drogba, footballeur international issu du centre de formation du Le Mans Football Club, où il commence sa carrière.
- Leslie, chanteuse ;
- Emmanuel Moire, chanteur dans la comédie musicale du Roi-Soleil ;
- Hélène Rollès, actrice et chanteuse ;
- Emma Mackey, actrice et mannequin ;
- Jean-Luc Le Ténia (1975-2011), chanteur;
- Michel Bampély, artiste, parolier, producteur, enseignant et sociologue;
- Mademoiselle Éférie, artiste, productrice et poétesse
- Bruno Lochet, acteur.
- Jean-Yves Empereur, archéologue, égyptologue.
- François Vallejo, écrivain, Prix du Livre Inter en 2007 pour Ouest.
- Denis Bouanga, footballeur professionnel international au Nîmes Olympique.
- Jérôme Fourquet, sondeur, analyste politique et essayiste.
- Pierre-Yves Rougeyron, historien des idées, éditeur et directeur de collection
- Francis Smerecki, footballeur puis entraîneur français.
- Jean-Pierre Garnier, urbaniste et sociologue.
- Christian Philip (1948-), juriste et homme politique, y a été enseignant en droit, doyen de la Faculté de Droit et des Sciences Économiques puis président de l'Université du Mans[213].

### Héraldique, logotype et devise

Blason de la ville du Mans sous le Premier Empire.

| Blason | Blasonnement : De gueules à la croix d'or chargée d'une clef de sable en pal et cantonnée de quatre chandeliers d'argent ; au chef d'azur chargé de trois fleurs de lys d'or, l'écu bordé d'or. Commentaires : «Le blason du Mans est ainsi connu depuis la fin du XVe siècle par le manteau de cheminée sculpté se trouvant au musée de Cluny. La croix évoque saint Julien, premier évêque du Mans et apôtre du Maine où il arriva au IIIe ou au IVe siècle». Les chandeliers évoquent une vision du gouverneur du Mans à l'époque de saint Julien. À l'instant de son décès, « le saint Apôtre lui apparut tout resplendissant de lumière, accompagné de trois diacres parés de leurs habits sacerdotaux, portant en leurs mains trois chandeliers avec leurs cierges allumés; les trois diacres laissèrent leurs trois chandeliers sur la table du défenseur et, incontinent, disparurent ». Un quatrième chandelier fut ajouté sans doute pour des raisons de composition. « La clef est le plus ancien symbole de la ville et se trouve sur le sceau du chapitre de la cathédrale. Le blason fut ainsi défini par décision des Échevins du 7 mai 1656. Les fleurs de lys sont une concession royale et la bordure fut ajoutée tardivement en 1817 par Louis XVIII. Le blason timbré de la couronne murale est entouré de branches de laurier et la croix de guerre 1939-1945 est appendue à sa pointe (ordre de la Division - Décision no 67 du 11 novembre 1948) ». Les couleurs « gueules et or » ont été reprises par le club de football du Mans. |

Sous le Premier Empire, le Mans est considéré comme une ville de seconde classe contrairement à Angers et Nantes. Les armoiries de la ville se blasonnaient donc ainsi : De gueules à la croix d'or chargée d'une clef contournée de sable, cantonnée de quatre chandeliers d'argent, au franc-canton des villes d'empire de seconde classe.

## Garnisons

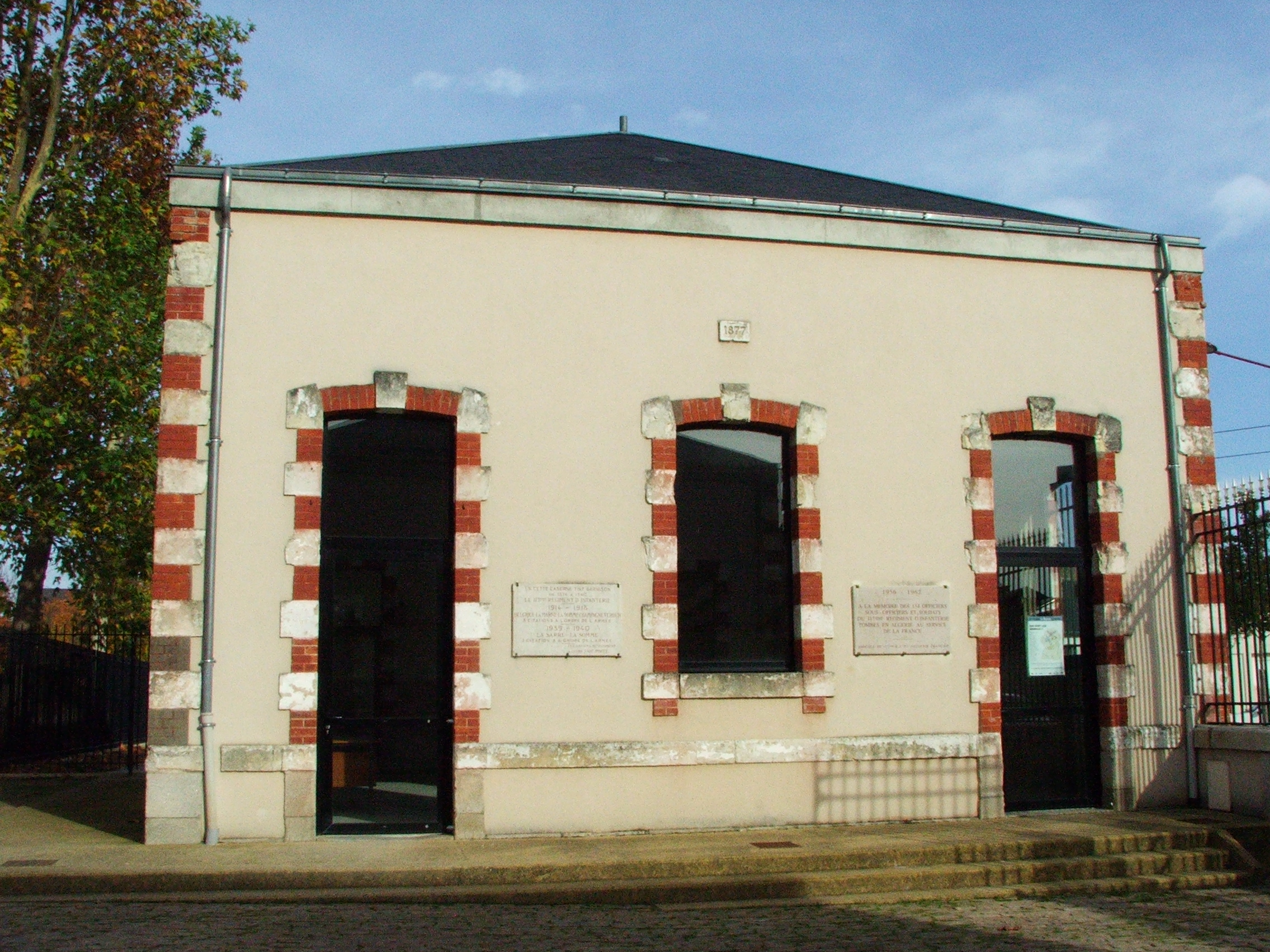
Ancien poste de garde de la caserne Chanzy, aujourd'hui parc Monod.

Unités ayant tenu garnison au Mans :
- État-major de la 4e région militaire, (avant) 1906 - août 1939 (jusqu'à ?) ;
- État-major du 4e corps d’armée, 1906 - 1913 (jusqu'à ?) ;
- État-major de la 7e division d’infanterie, (depuis ?) 1913 (jusqu'à ?) ;
- État-major de la 8e division d’infanterie, (depuis ?) 1913 (jusqu'à ?) ;
- État-major de la 19e division d’infanterie, août 1939 ;
- 5e régiment d’infanterie, 1926 - 1929 ;
- 117e régiment d’infanterie, de 1899 à 1940 puis de 1970 au 1er janvier 1994 comme régiment de réserve ;
- 26e régiment d’artillerie, 1906 ;
- 31e régiment d’artillerie, 1906 ;
- 106e régiment d’artillerie lourde hippomobile, août 1939 ;
- 4e légion de gendarmerie, 1906 ;
- 2e régiment d’infanterie de marine, depuis 1963 ;
- Centre mobilisateur no 117 de 1970 à 1978.

### Cartes
1. ↑  IGN, « Évolution comparée de l'occupation des sols de la commune sur cartes anciennes », sur remonterletemps.ign.fr (consulté le 17 juillet 2023).